# 制服 (ナチス親衛隊)

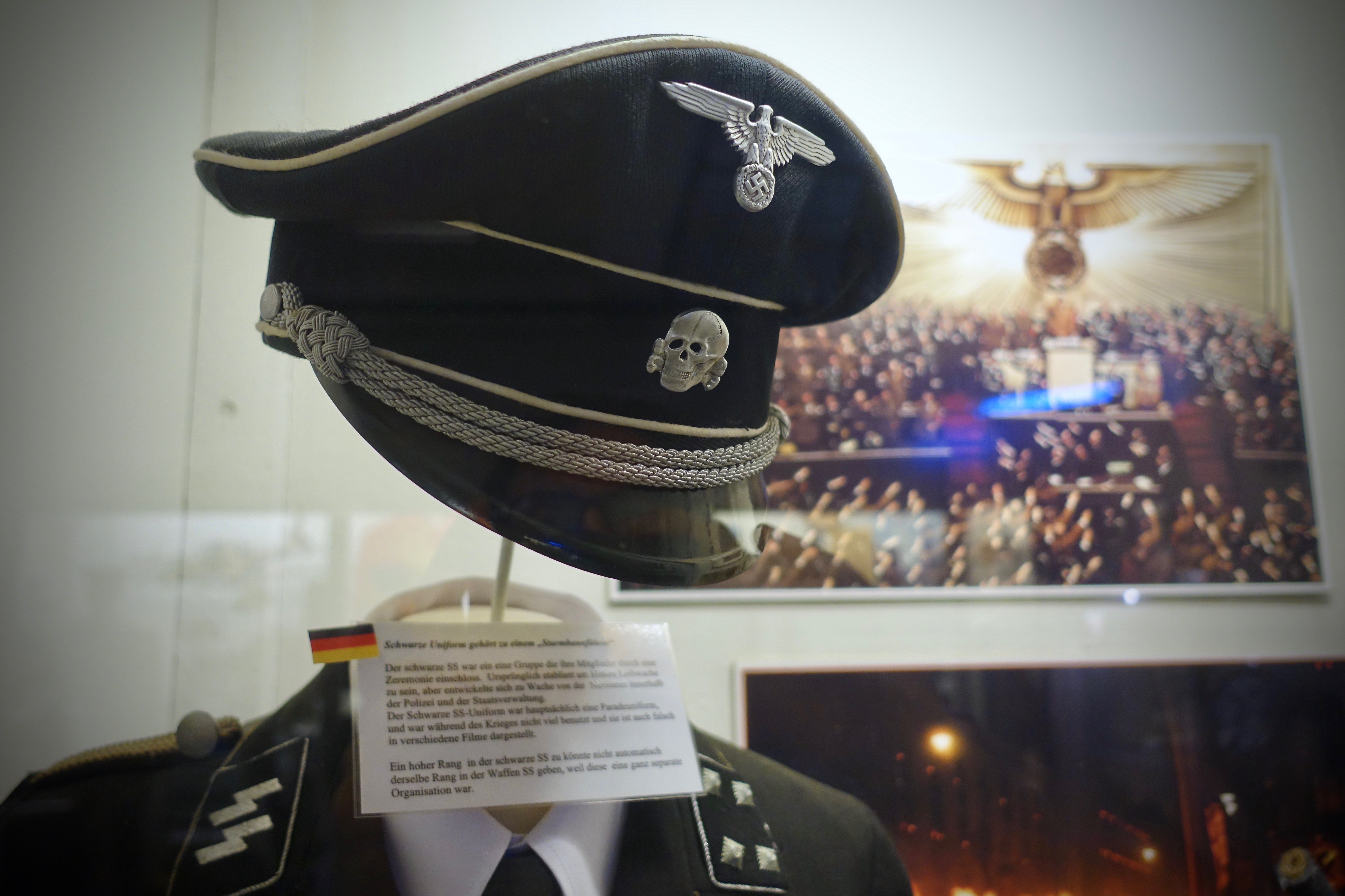
SS黒服の制帽

本稿では国家社会主義ドイツ労働者党（ナチ党）の準軍事組織である親衛隊（以下SS）の制服について記述する。

## 概要
ミリタリールックの中でもナチス政権下のドイツの軍服は世界的に人気が高く、中でもSSの制服はその筆頭といわれる。
SS隊員ははじめ突撃隊（以下SA）と同じ褐色シャツ型制服を着用していたが、1932年にSSの制服として有名な黒いスーツが制服として採用された。1938年には黒服と同型の野戦灰色（フェルトグラウ）の制服が導入された。
一方SS特務部隊（武装SS）では陸軍の野戦服と類似した野戦服が使用された。武装SSの戦車・装甲車搭乗員（以下戦車兵）も陸軍の戦車兵に類似した黒い制服を着用していた。ただし陸軍の物とは若干形状が異なる。武装SSはほぼ全部隊に迷彩服を支給していたため、迷彩服の先駆者とされている。
SSで使用された制帽は共通してトーテンコップ（髑髏）が帽章として使用されていた。

## 勤務服

### 黒服前の褐色シャツ制服

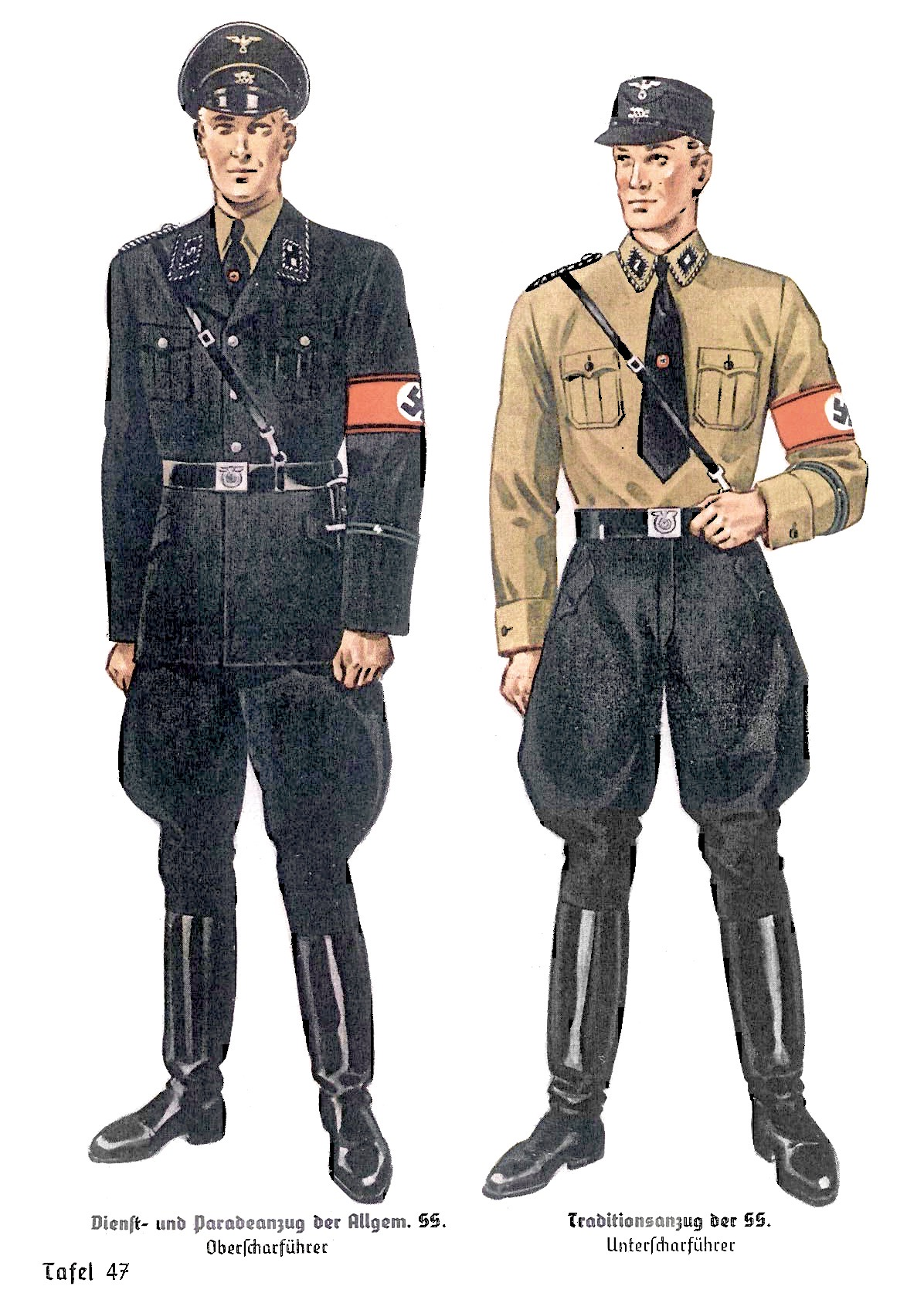
SSの黒服（左）と黒服前の褐色シャツ制服（右）

ナチスの最初の準軍事組織であるSAは褐色で統一されたシャツ型の上着とネクタイ（党員はネクタイに党員章）、ズボン、ケピ帽を制服として使用していた。
SSは1925年4月に結成されたが、1932年までSAと同型で色だけ異なる制服を使用していた。シャツ型上着はSAと同じく褐色だったが、ケピ帽の色が黒く、ネクタイも黒く、ズボンも黒い物を用いた。またハーケンクロイツの腕章の上下に黒のストライプを入れることでSAと差別化を図った。色以外でSAの制服と違っていたのは、ケピ帽にトーテンコップ（髑髏）の徽章を入れていることがある。
1926年11月にSAがその制服に階級と所属部隊を明らかにするための襟章を導入。これに倣ってSSも1929年8月に襟章を導入した。SAは所属する管区・部隊等を示す為、襟章に様々な配色を設けていたが、SSの襟章は銀と黒で統一されていた。SSでは所属部隊は左腕の袖のカフタイトル（袖章）で示した。SAと同様に襟周りや襟章の縁にパイピングを用いており、このパイピングは黒服以降の制服にも受け継がれたが、1940年には廃止された（しかし襟周りのパイピングは廃止後も使用されることも多かったという）。
ただし褐色シャツ制服は特に支給されておらず、各隊員が自前で揃えるものであった。
黒服制定以降にはこの褐色シャツの制服は「伝統の制服（Traditionsanzug）」と呼ばれるようになり、ナチ党の式典などで着用されるようになった。ただ褐色シャツは基本的にSAの制服であり、この服を式典で着たがるのは野党時代の闘争を懐かしむ古参SS隊員だけであったという。親衛隊全国指導者ハインリヒ・ヒムラーもこの服を好まず、式典には黒服で出席していた。

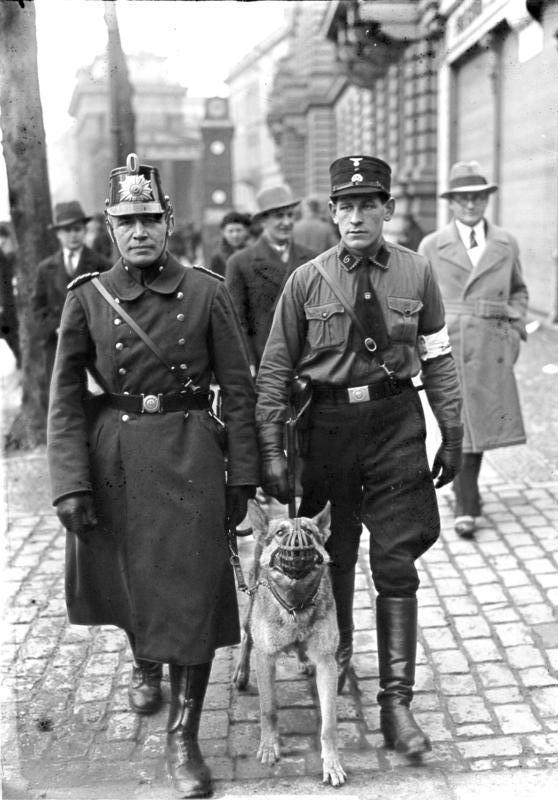
警察官（左）とともにパトロールするベルリンのSS隊員（右）。ナチ政権初期の1933年3月5日。褐色シャツ型制服を着てケピ帽を被っている。
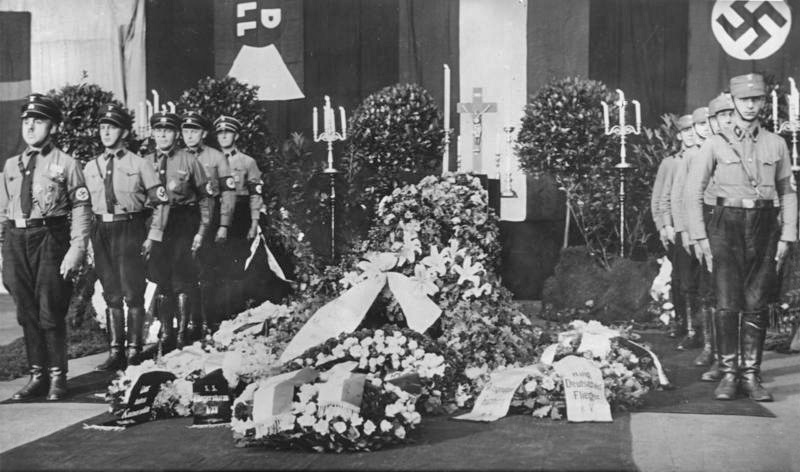
SS隊員（左列）とSA隊員（右列）。SS隊員たちの帽子はすでにケピ帽ではなく制帽になっている（1933年、ハンブルクでのマルガ・フォン・エッツドルフの棺の警護）
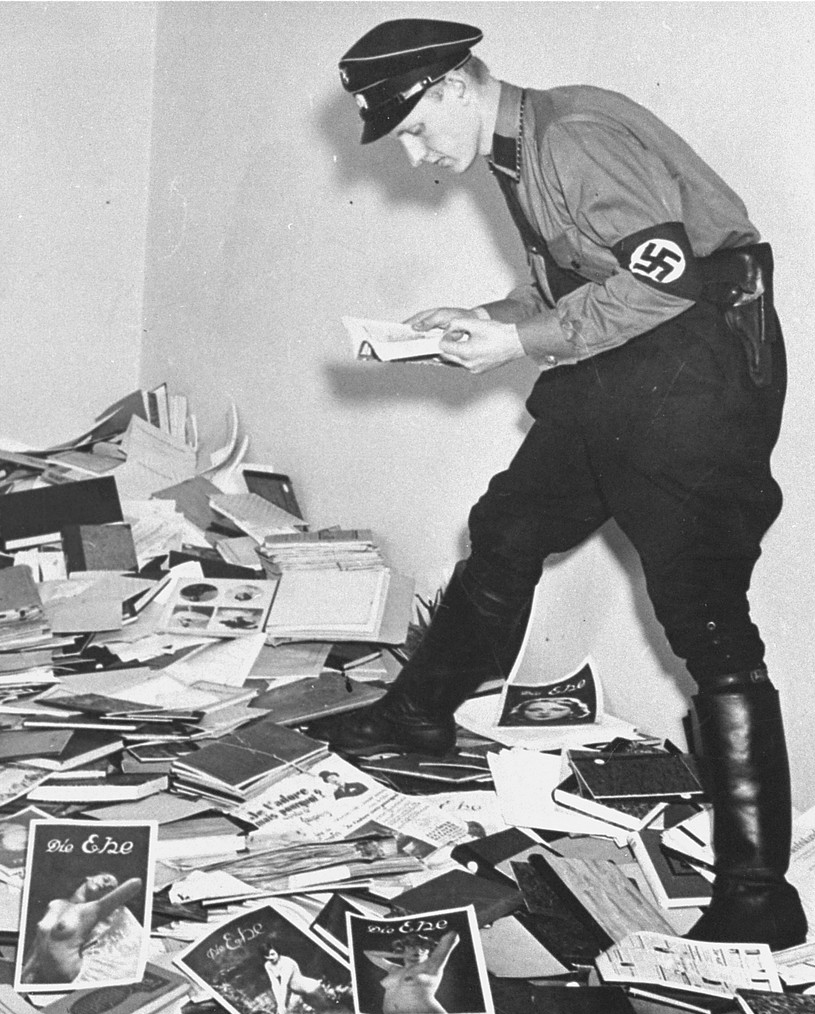
褐色シャツ型制服。帽子は制帽（1933年ユダヤ人の性科学者マグヌス・ヒルシュフェルトの研究所の本を焚書のために集めるSS隊員）

### 黒服

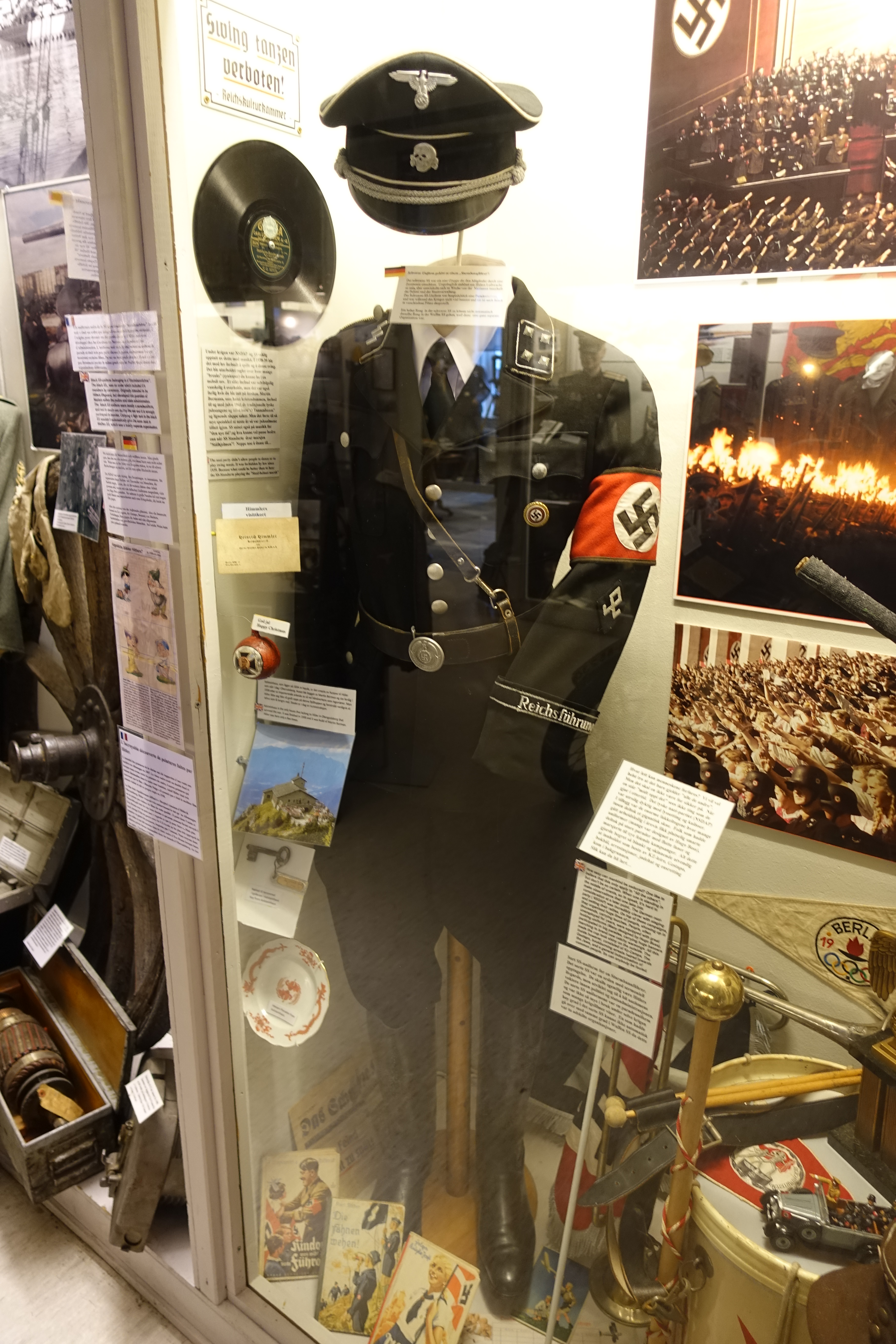
SSの黒服。下は白シャツ。

1932年7月7日に制服が大きく改訂され、SSの制服として有名な黒色勤務服（SS-Dienstrock Schwarz）が定められた。
黒服のデザインをしたのはグラフィックデザイナーのSS上級大佐カール・ディービッチュといわれるが、これを疑う説もある。黒服のデザインのモデルとなったのはプロイセン王国時代の第1近衛軽騎兵連隊と第2近衛軽騎兵連隊であるという。「黒」は神聖ローマ帝国やプロイセン王国の旗の一部を構成する色でもあり、ドイツにとって象徴的な色で高貴な部隊であることを意味する。
黒いネクタイをつけた褐色のシャツの上に黒いスーツを着用する。スーツの前ボタンは4つ付いており、開襟して着用する。ふた付きポケットが胸、腰に2つずつ計4つあり、腰ポケット2つは斜めになっていた。肩章は右肩にのみ装着する。背部には腰の部分にベルトフックとベルト止めの役割があるボタンが二つ付いており、ボタンから裾までひれのようなプリーツが入っている。黒スーツの下に着るシャツは基本的に褐色のシャツだが、礼服として着用する場合には白いシャツを用いることも許可されていた。1938年頃からは日常勤務服としても白いシャツが併用されるようになった。
制帽はケピ帽から軍の制帽に似た物に変更された。
下士官・兵士に支給する黒服はナチ党の「国家装備統制局」（Reichszeugmeisterei,略称RZM）と契約した民間企業の工場において製造されていた。一方将校はRZM規格品をSS被服販売所で購入するか、オーダーメイドで仕立てる場合がほとんどであった。上級隊員は1933年のうちには黒服を手に入れたが、下級隊員の間では1935年ぐらいまで褐色シャツ制服が黒服に混在して使用され続けたという。
1939年6月27日以降には夏用に黒服と同じデザインで色だけ異なる「白服」が将校にのみ支給された。着用期間は4月1日から9月30日までであった。ただし依然として黒服を一年中着ることは認められていたので、高価な白服をわざわざ購入したSS隊員はほとんどいなかった。そのため白服はベルヒテスガーデンでの式典を除きほとんど着用されなかったという。白服はここで見られる。
1935年に親衛隊特務部隊、続いて1936年に親衛隊髑髏部隊でアースグレー色やアースブラウン色の野戦服が導入されたため特務部隊と髑髏部隊は日常制服としては黒服を着用しなくなった。以降は一般SSだけが黒服を着用していたが、1938年に一般SSに常勤する隊員に野戦灰色の新しい勤務服が導入されたため、彼らも日常制服としては黒服を使わなくなった。以降の黒服は礼服としてのみ使用されるようになった。
しかし一般SSの予備役的な存在であった非常勤一般親衛隊隊員には野戦灰色勤務服が支給されなかったので、彼らは日常制服としても黒服を使用し続けた。戦争がはじまると非常勤一般親衛隊員は続々と徴兵され、大幅に数が減少した。彼らの分の余剰になった黒服は徽章などを外して外国人SS部隊や占領地現地民による補助警察シューマ（Schutzmannschaft,略称Schuma）の隊員に支給された。
戦時中のドイツ国内で日常制服として黒服を使用していたのは予備役的存在となっていた4万人の一般親衛隊非常勤隊員が中心だった。そのため黒服は兵役忌避者の象徴となり、嘲笑の的になってしまったという。

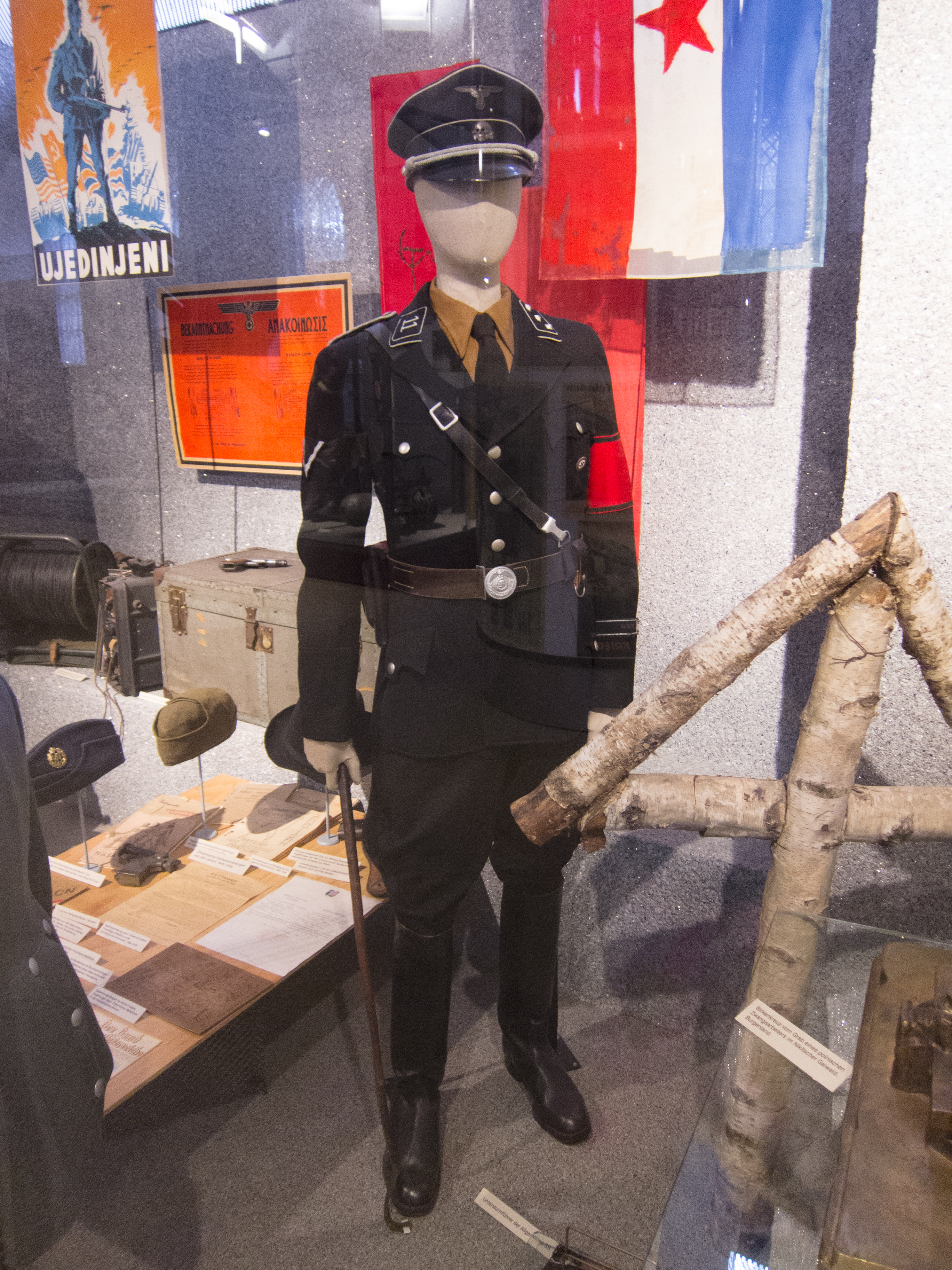
黒服。下は褐色シャツ（ウィーン軍事史博物館展示物）
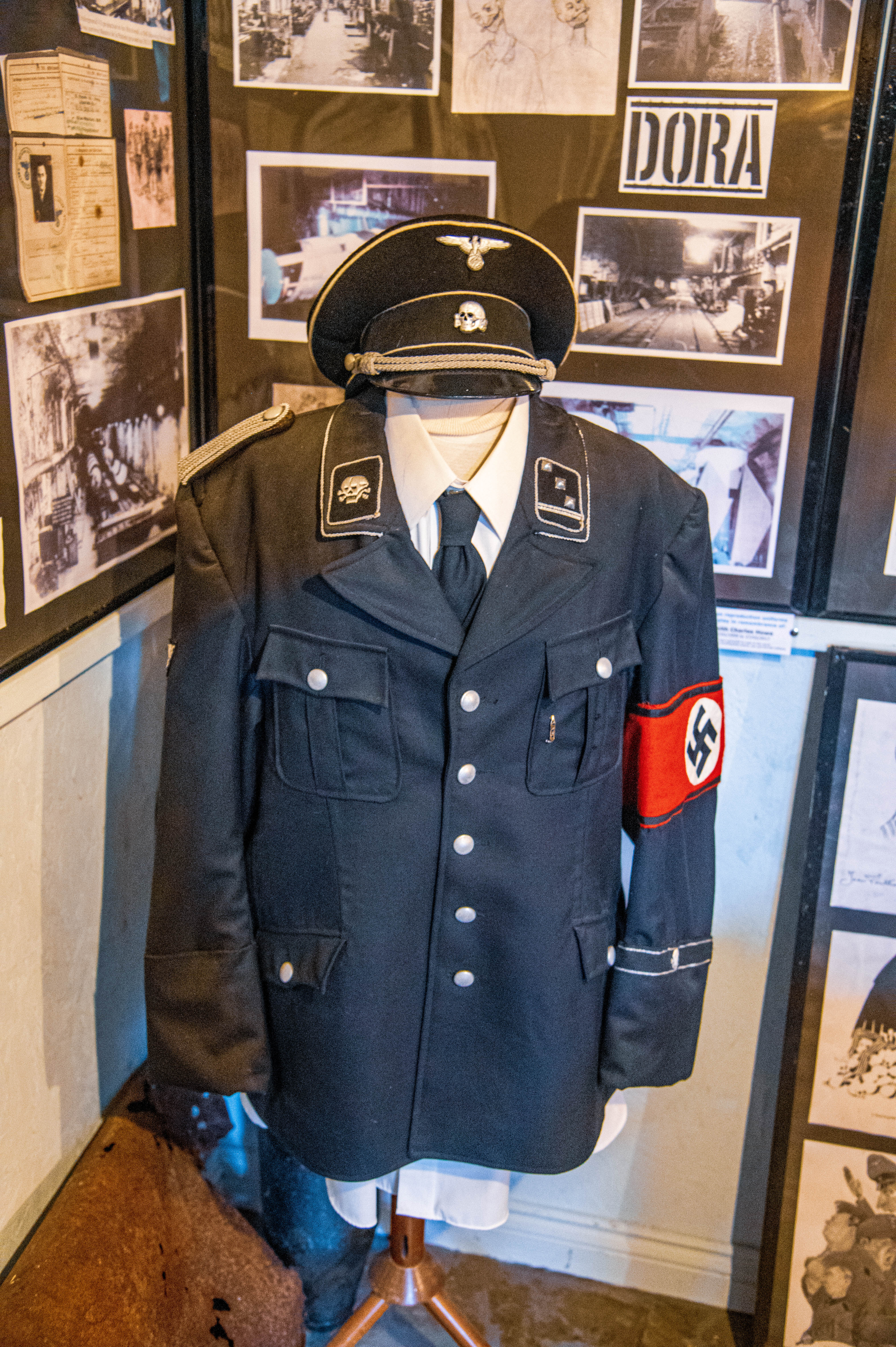
黒服。下は白シャツ
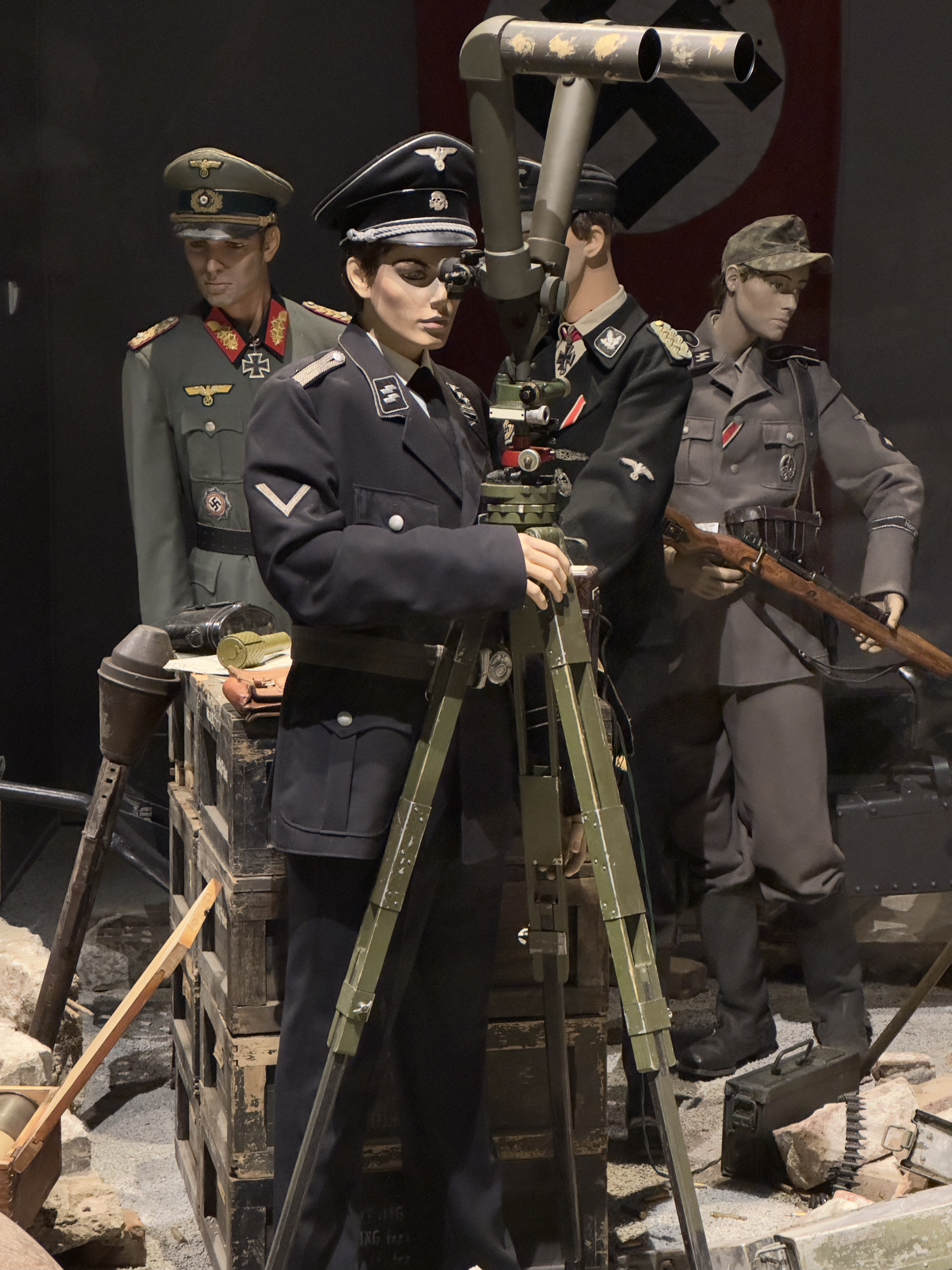
黒服（アーキバス戦史博物館）
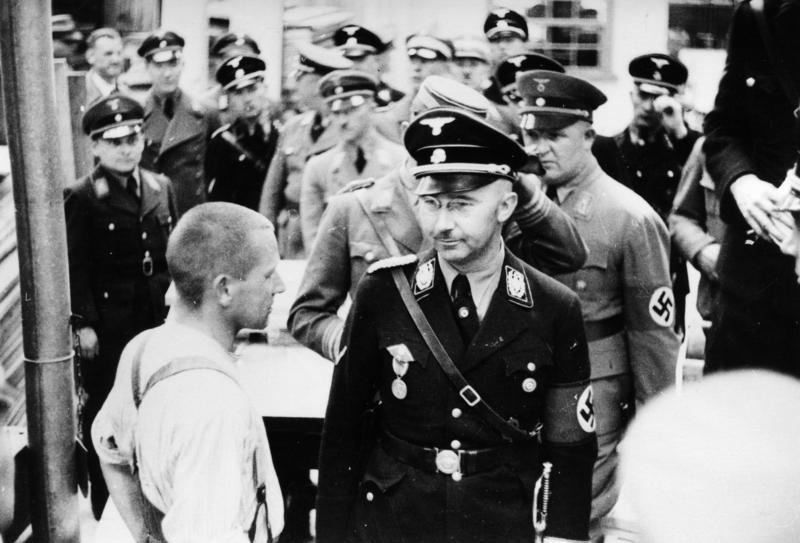
黒服のヒムラー。ダッハウ強制収容所視察中
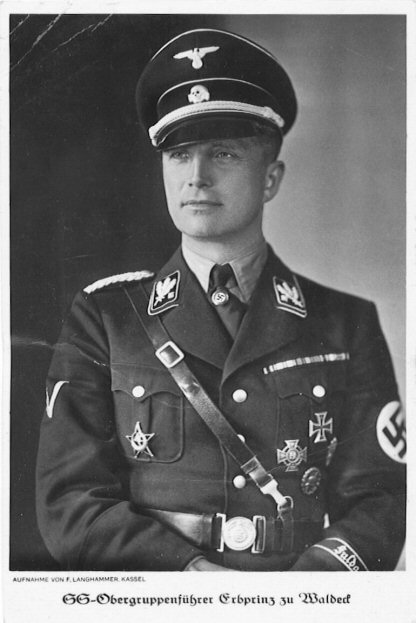
黒服のSS大将ヨシアス・ツー・ヴァルデック＝ピルモント
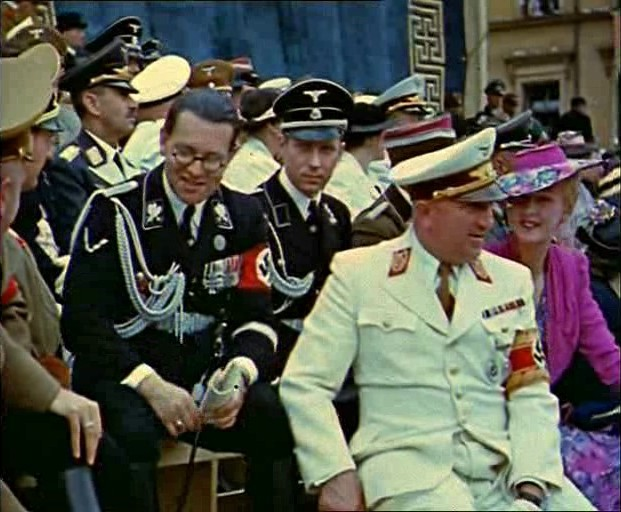
二列目のフィリップ・ボウラーSS大将と副官のカール・フライヘア（男爵）・フォン・テュースリング（ドイツ語版）SS大尉が黒服を着用。飾緒や礼装ベルトを付けて礼服として着用（1939年ミュンヘン）
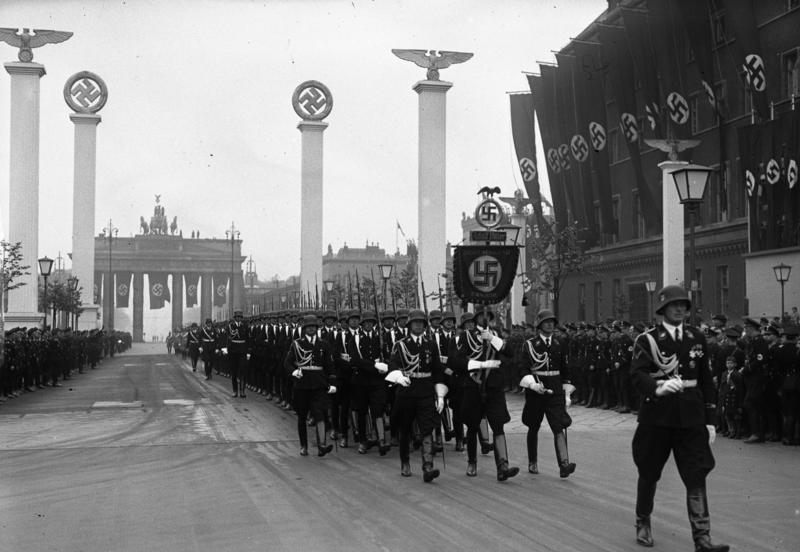
黒服に飾緒や礼装ベルトをつけて礼服として着用（1939年4月20日、ヒトラーの50歳誕生日式典でブランデンブルク門を通過するLSSAH）
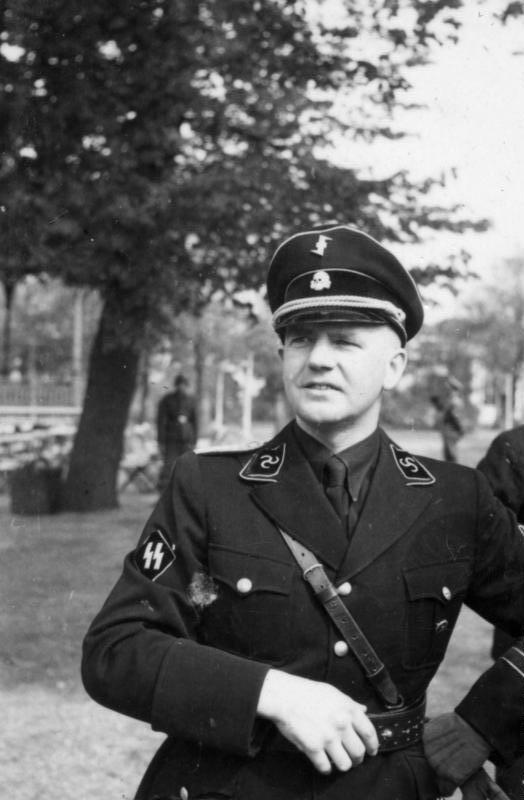
戦時中、外国人部隊に使用された黒服（1941年ネーデルラントSS（英語版）のヘンク・フェルトマイヤー）
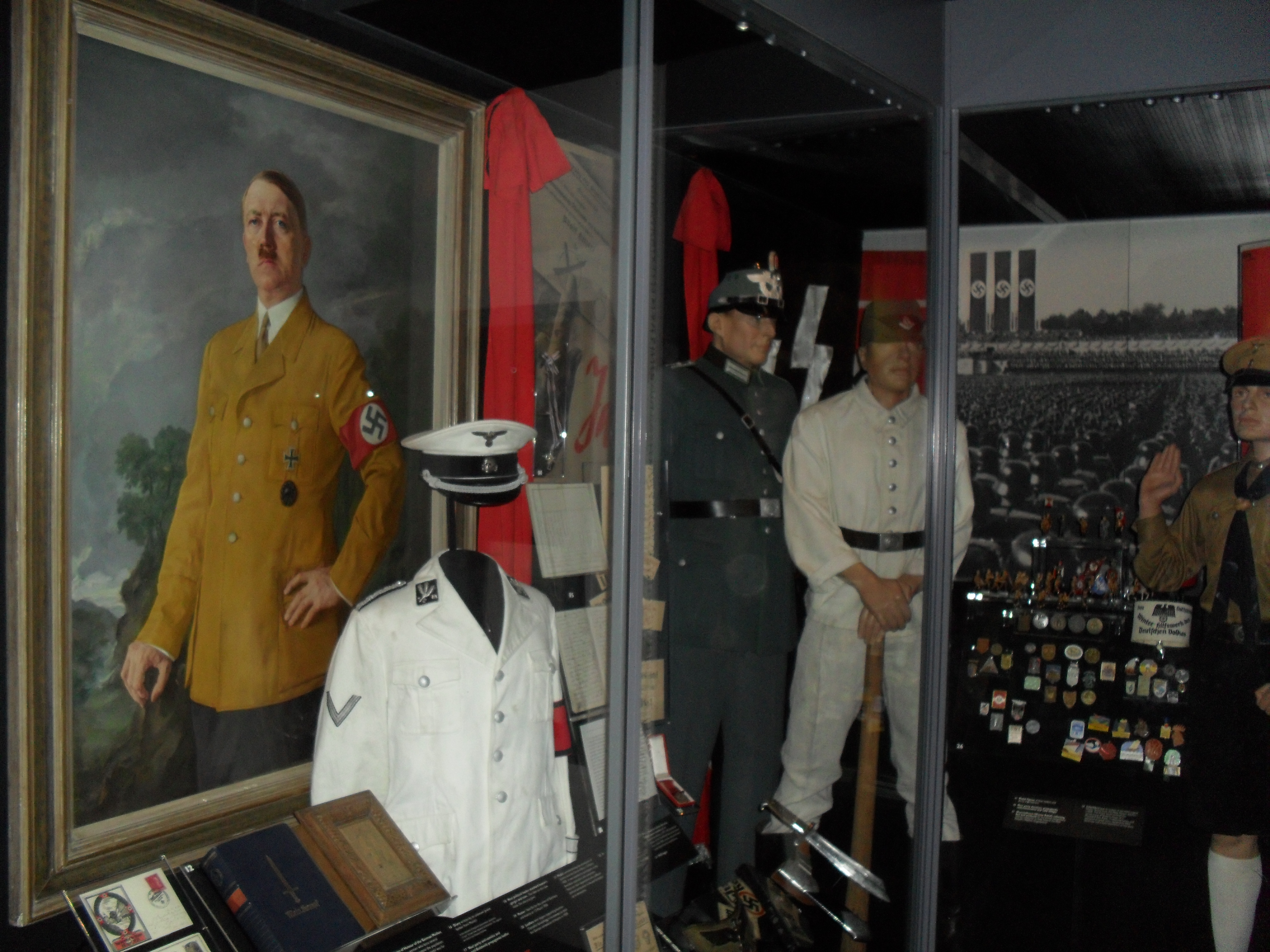
夏用の白服（手前。ロンドン帝国戦争博物館の展示物）
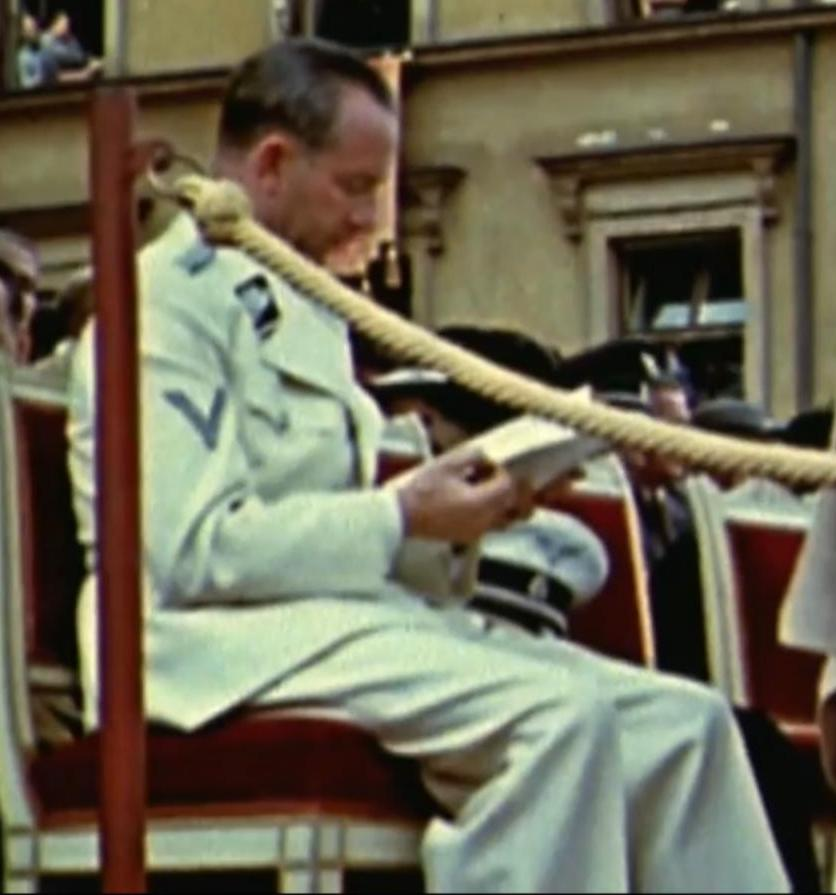
夏用の白服（1939年ミュンヘン。クルト・ヴィリムチク博士）
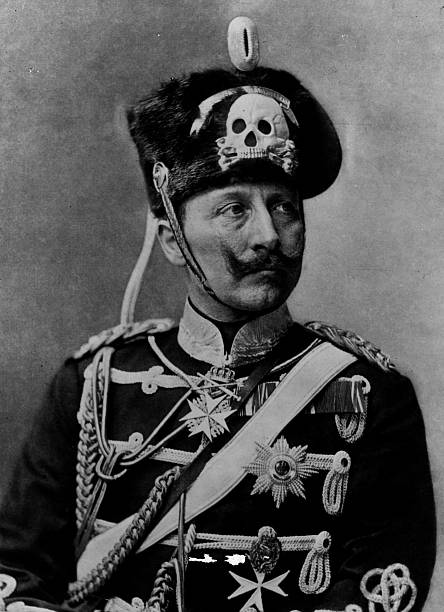
SSの黒服のモデルとなった第2近衛軽騎兵連隊長の制服を着るドイツ皇帝ヴィルヘルム2世
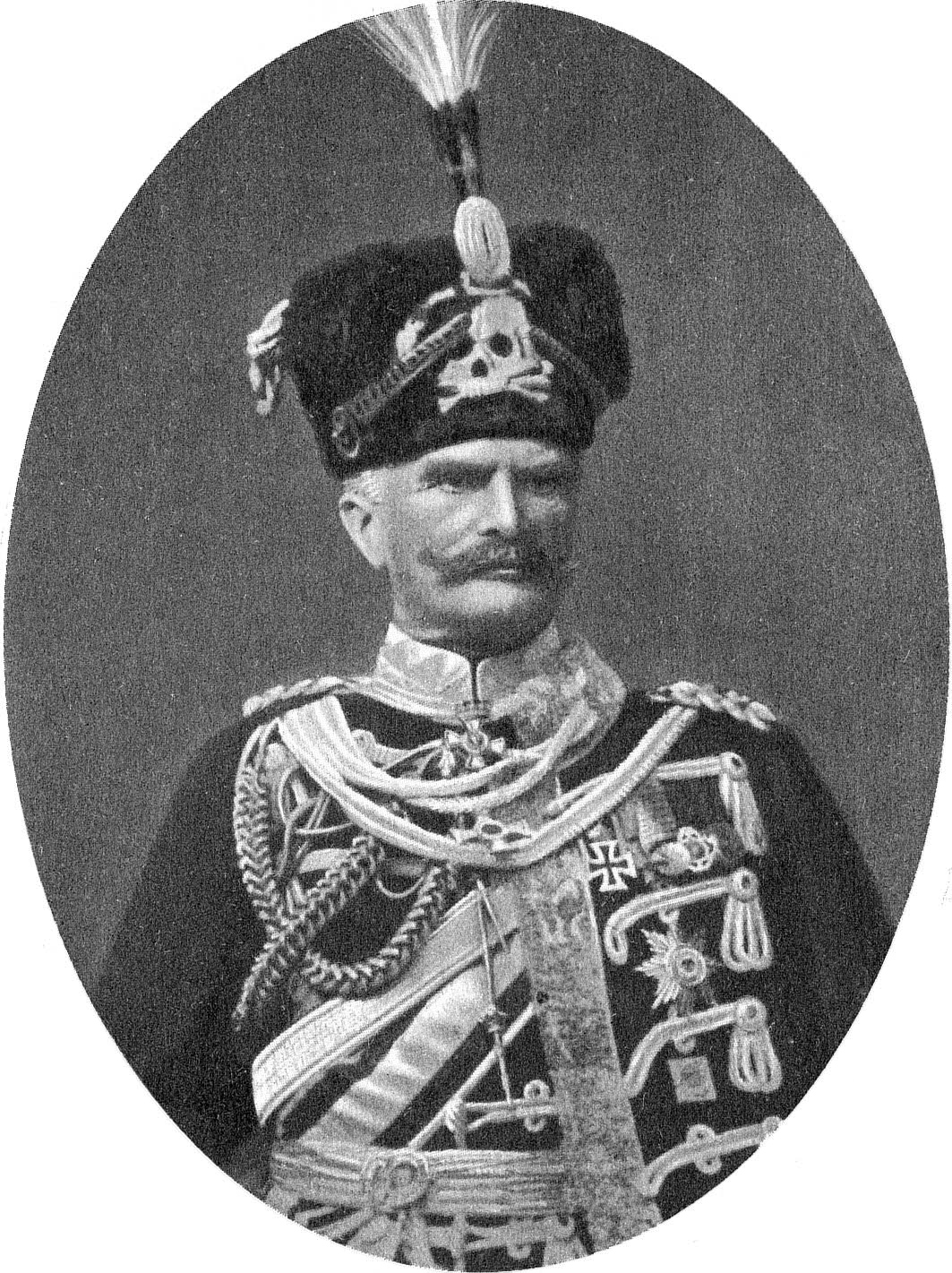
SSの黒服のモデルとなった第1近衛軽騎兵連隊長の制服を着るアウグスト・フォン・マッケンゼン陸軍元帥

### 野戦灰色の勤務服

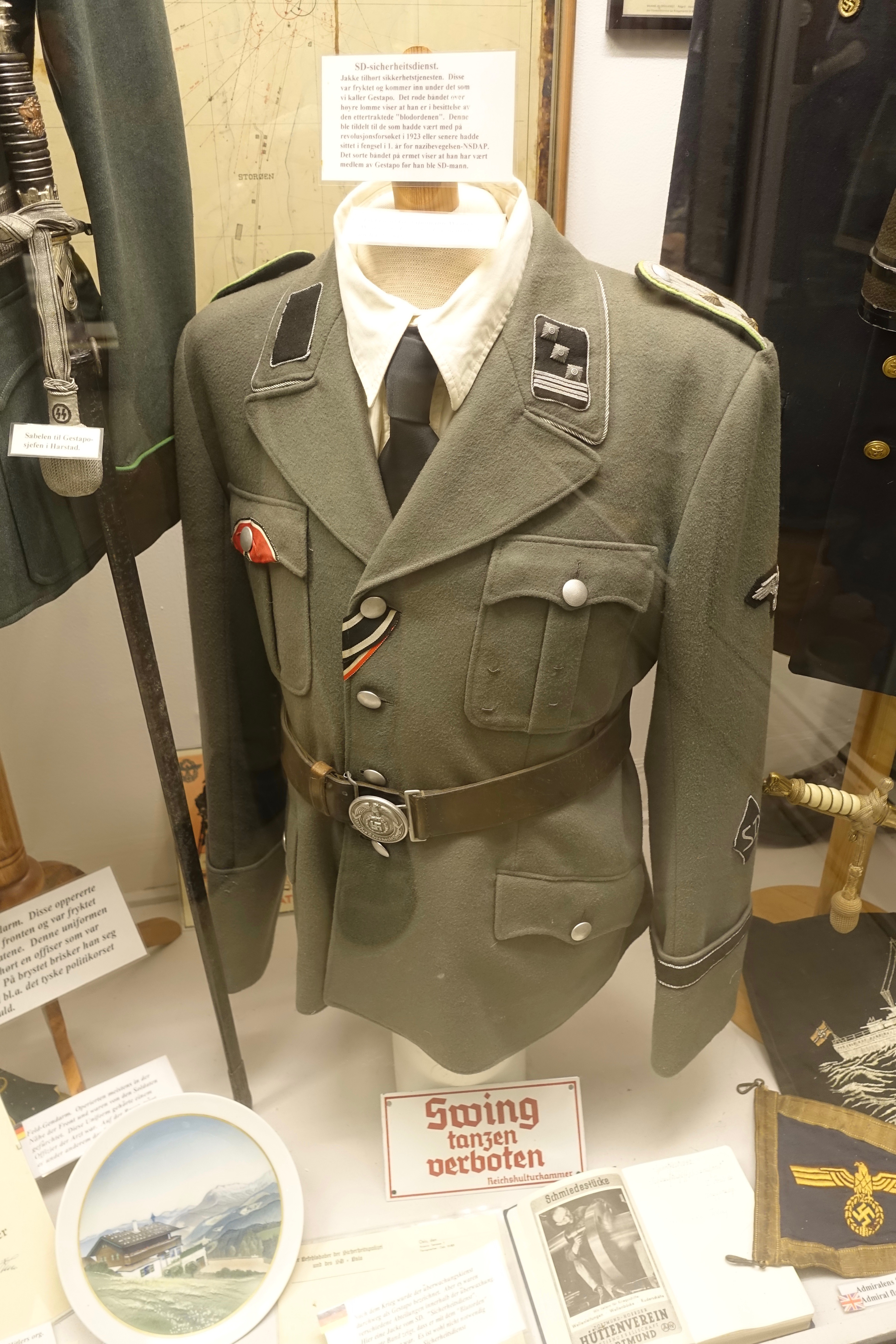
将校型野戦灰色勤務服

1938年からSSの本部（SS-Hauptamt, 国家保安本部、経済管理本部など12の本部）に勤める一般SS常勤隊員に野戦灰色勤務服（SS-Dienstrock Feldgrau）が支給された。前述したが、一般SSでも非常勤隊員にはこの野戦灰色勤務服は支給されなかった。
基本的に黒服と同型だが、黒服が右肩にのみ肩章が取り付けられるのに対して野戦灰色勤務服は両肩に肩章が取り付けられた。またハーケンクロイツの腕章の代わりに左腕の部分に鷲章が刺繍されることとなった。開襟で着用した武装SSの野戦灰色野戦服とも似ているが、異なる点としてはこちらは黒服と同じく前ボタンが4つの開襟服として裁断されているため予め開襟での着用しかできず、また背部にベルト止めボタンが2つ付いている点である。
一般SS常勤隊員には、支給制服、SS被服購買所などで購入した制服、洋服店で仕立てさせた高品質の制服を着る者があった。武装SSと異なり、一般SSでは階級に関わらず財産に余裕があれば任意で特注の制服を仕立ててもかまわなかった。逆に将官であっても裕福でない者などは支給品を着続ける場合もあった。SSは貴族・ブルジョワなど既存の上流階級に抵抗するいわば「革命勢力」を自認し、能力さえあれば家柄、身分に関係なく出世できたので将官であっても裕福であるとは限らなかった。
戦時中には一般SSでも武装SSの野戦灰色の野戦服を着用する者が増えた。特に占領地勤務者にそれが顕著だった。

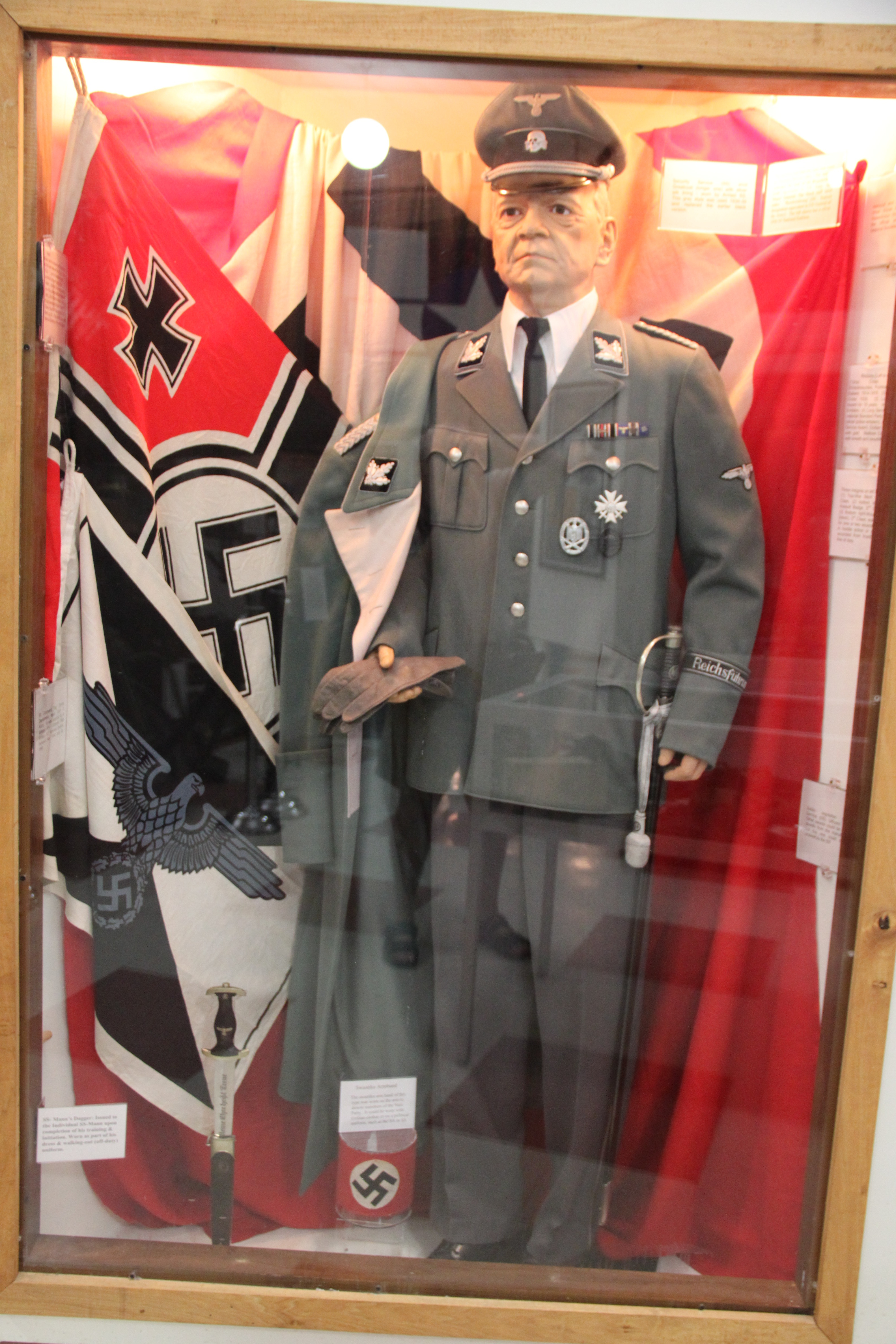
野戦灰色の勤務服
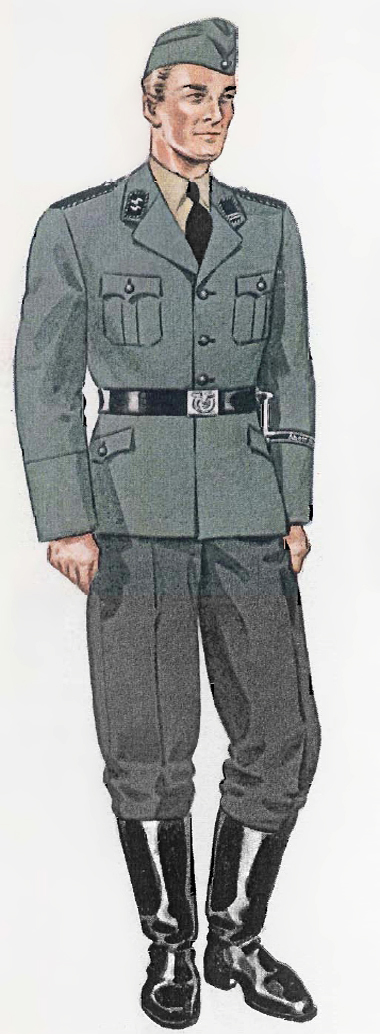
一般SSのグレーの制服のイラスト。
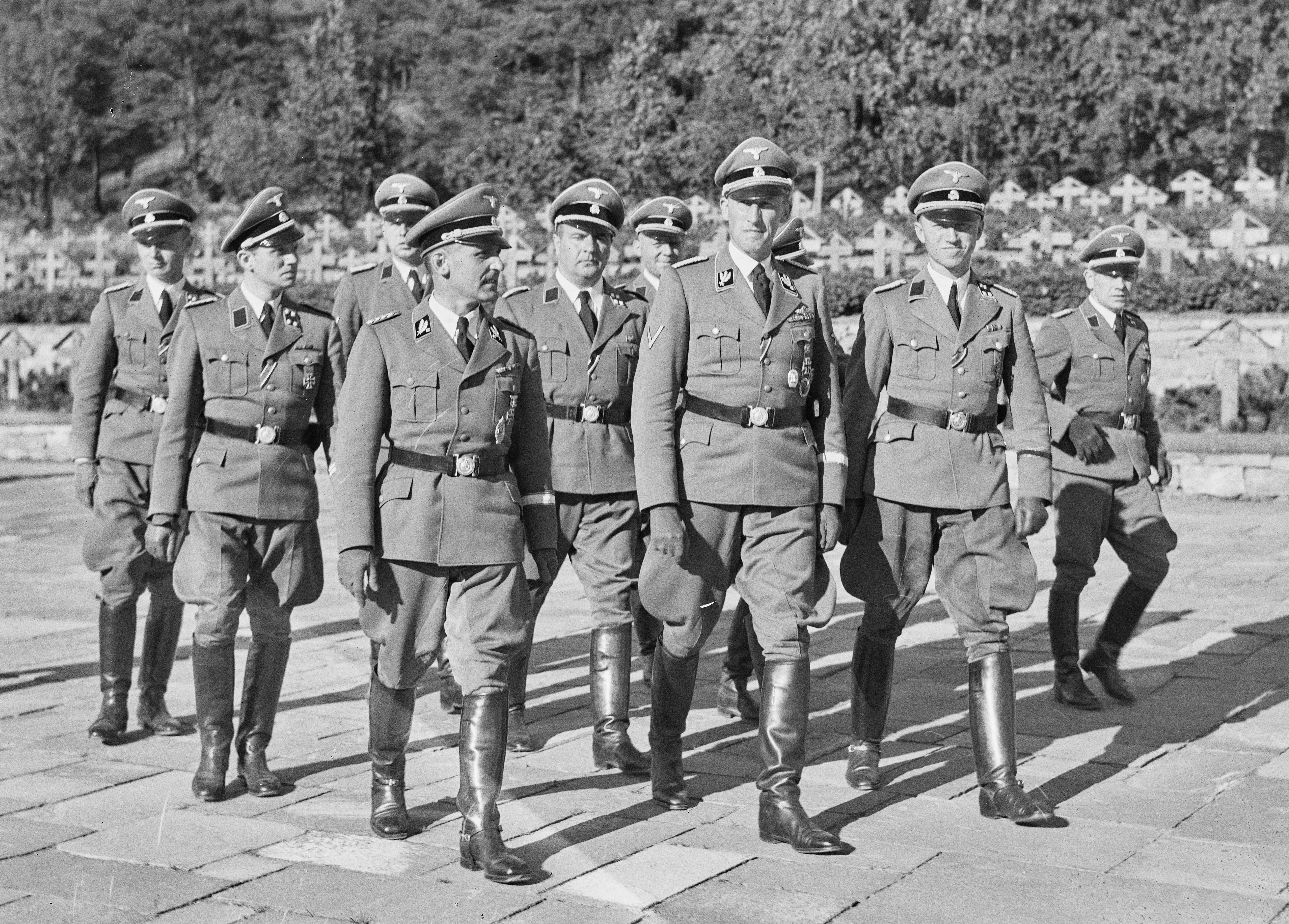
野戦灰色の制服を着用する国家保安本部（RSHA）長官ラインハルト・ハイドリヒと国家保安本部のSS将校ら（1941年ノルウェー・エーケベルク（ノルウェー語版）にあるドイツ兵墓地を参拝）
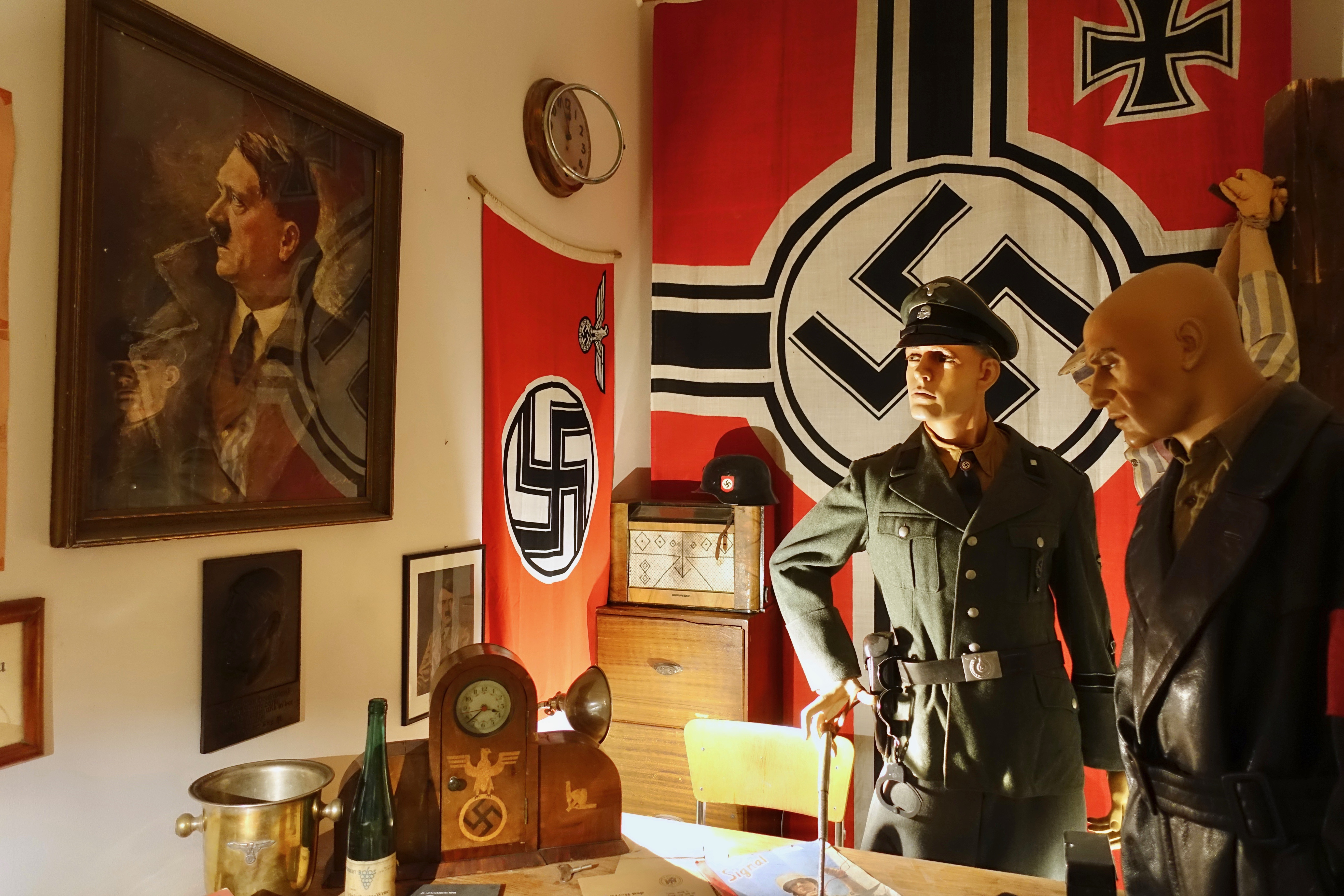
一般SSのグレーの制服（ロフォーテン戦争記念博物館（ノルウェー語版）の展示「ゲシュタポ・オフィス」）
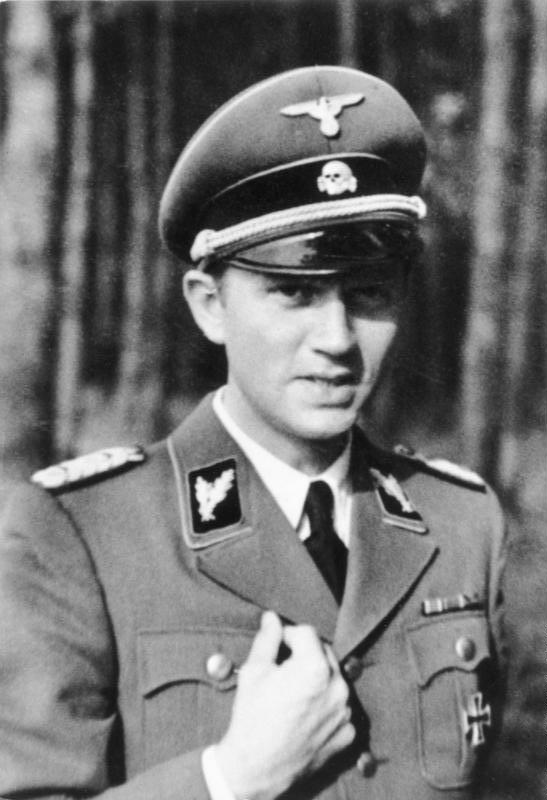
一般SSのグレーの制服を着るSS少将ヴァルター・シェレンベルク
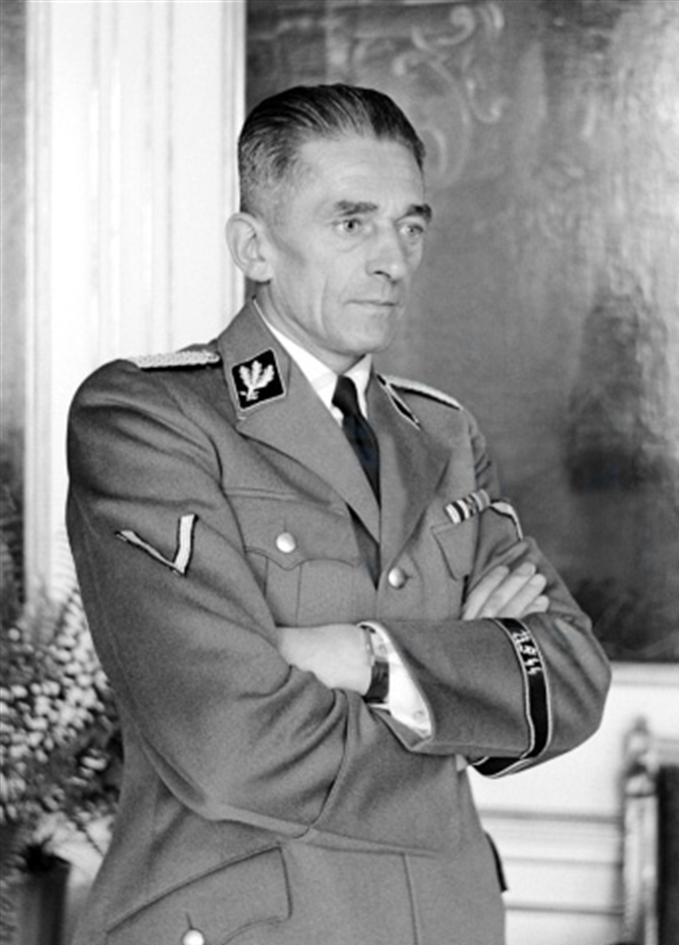
一般SSのグレーの制服を着るSS中将カール・ヘルマン・フランク
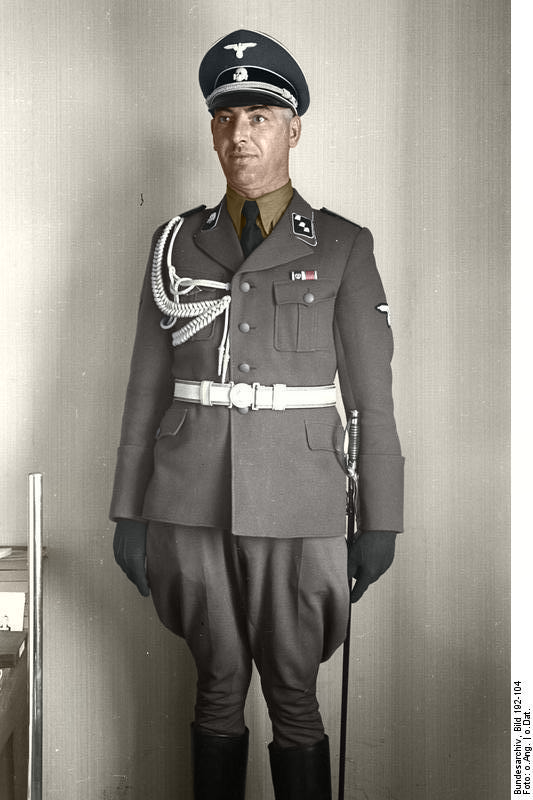
マウトハウゼン強制収容所勤務のSS少尉。飾緒と礼装ベルトを用いて、礼服として着用している

## 武装SSの野戦服

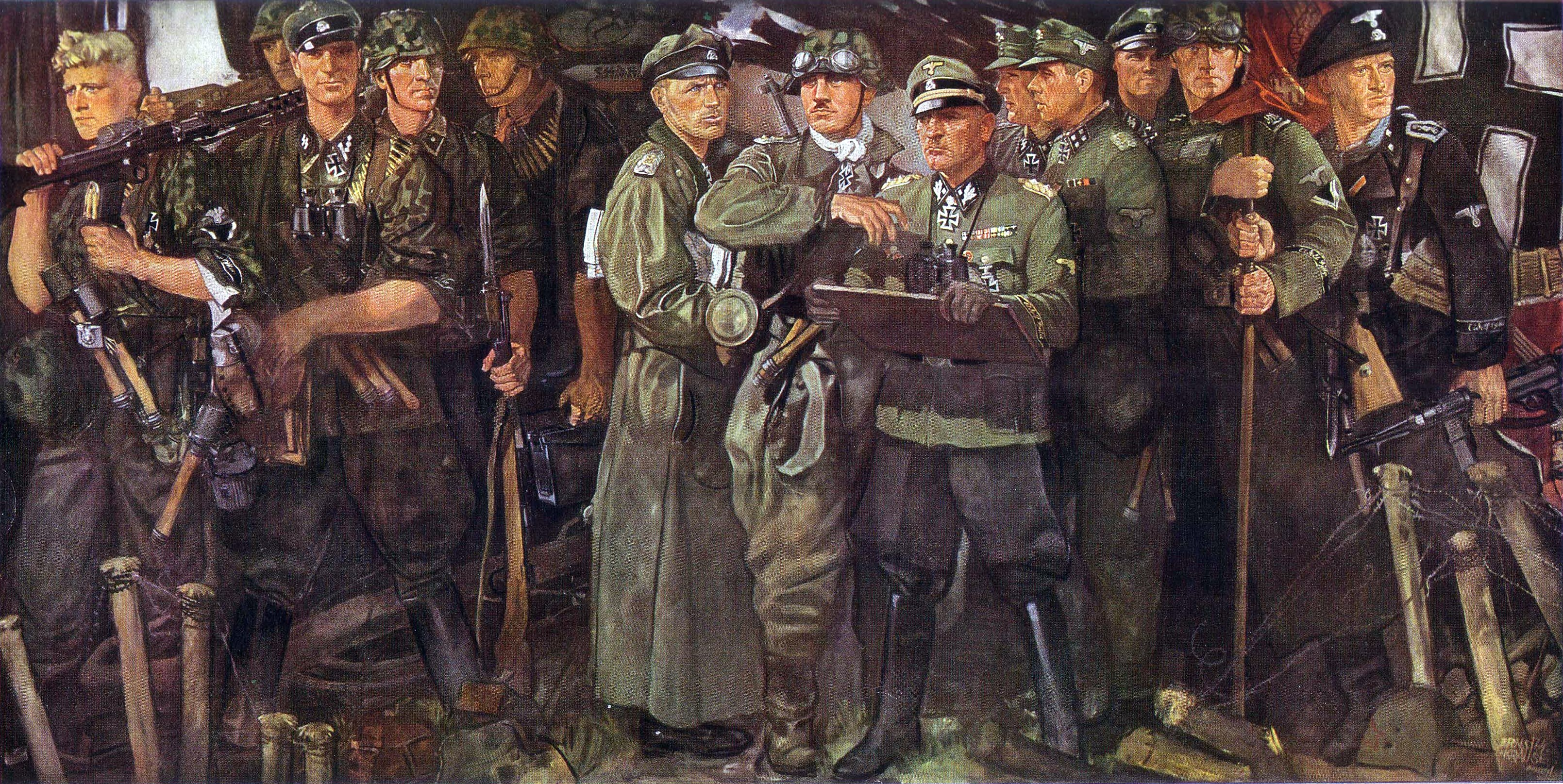
武装SSの被服姿のLSSAHを描いた戦時プロパガンダ絵画（1942年作）

SSの制服には「勤務服」（Dienstrock）と「野戦服」（Feldbluse）があり、武装SS（SS特務部隊）隊員には両方とも支給されていた。「勤務服」については一般SSのものと同じである。「野戦服」が武装SSだけに支給される特別な制服である。
SS特務部隊やSS髑髏部隊も当初は一般親衛隊と同じ「黒服」を着用していたが、戦場での作戦行動や強制収容所警備において目立つため新たに野戦服が製造されることになったのである。

### 初期のアースグレーの支給野戦服
草創期のSS特務部隊にはアースグレーの野戦服が支給されたが、このアースグレー野戦服ははじめ部隊ごとに様々な種類があった。1935年初めに「ライプシュタンダルテ・SS・アドルフ・ヒトラー」と特務部隊用に統一されたアースグレー色の野戦服が支給されるようになった（M35野戦服）。M35野戦服は1935年11月のSS指令で正式に認可された。
アースグレー野戦服の裁断は基本的に黒服と同型だったが、前ボタンが黒服より1つ多く、全5つとなりラペルを閉じての着用が可能だった。ただし将校用は前ボタンが4つであり、開襟でしか着用できなかった。
1936年3月には髑髏部隊にもアースブラウン色で同型の野戦服が非戦闘時・日常用勤務服として支給された（なお髑髏部隊以外の強制収容所所員は通常の勤務服を着用していた）。
陸軍M36野戦服の影響からか、1936年になると部隊によっては襟をダークグリーンに改造している例も見られた（特にLSSAH所属の下士官兵士など）。

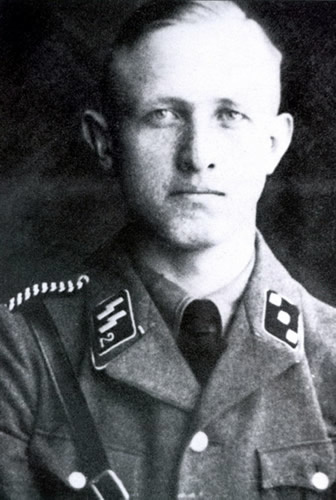
SS特務部隊で初期に使用されたアースグレーの野戦服（1935年、SS特務部隊第2連隊「ゲルマニア」所属のフリッツ・ダーゲス（ドイツ語版）SS少尉）

### 野戦灰色の支給野戦服

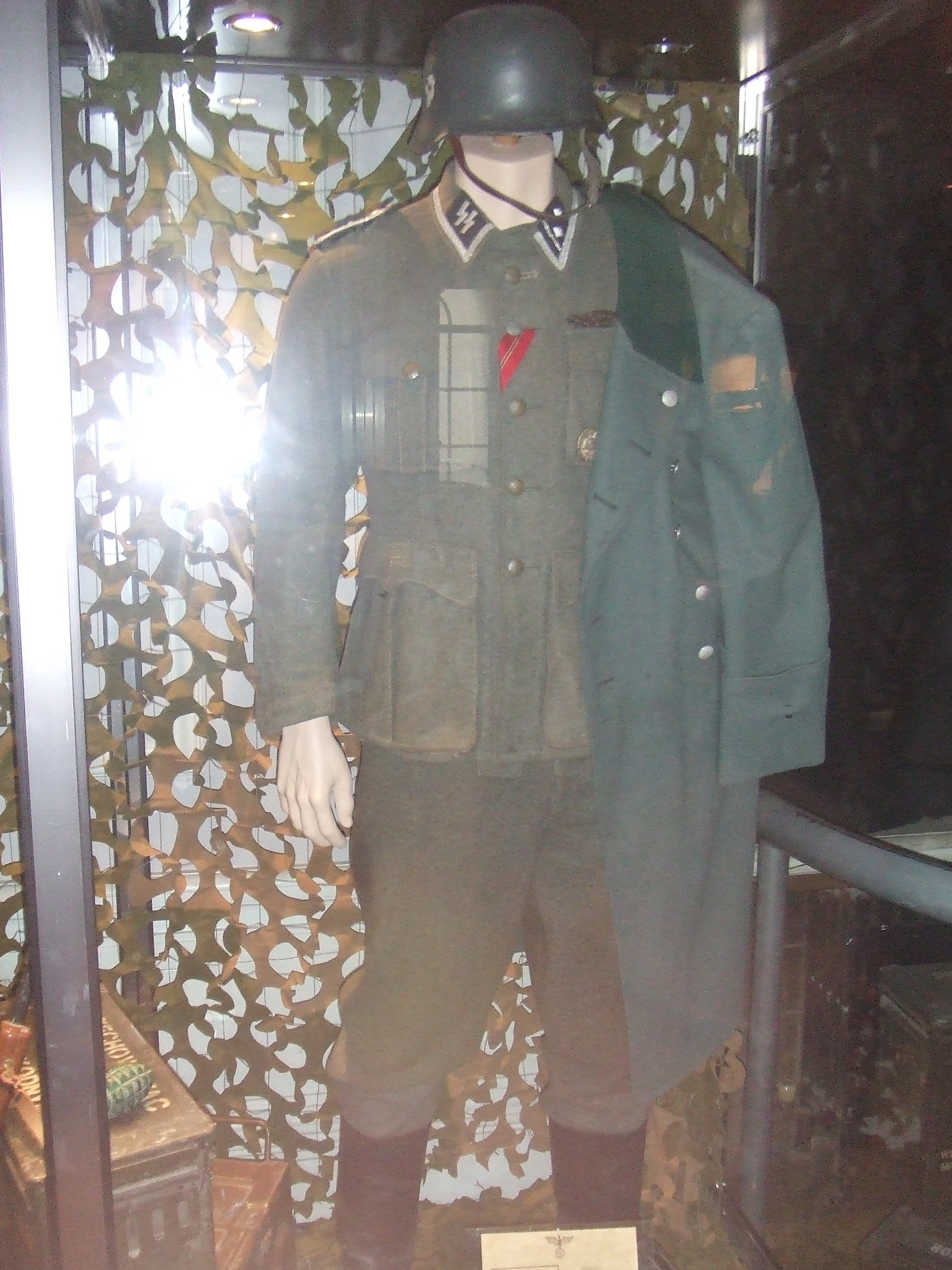
襟が野戦灰色のM40野戦服（『インディ・ジョーンズ/最後の聖戦』の撮影で使われた衣装）

1937年にこの二つの野戦服が統一し、野戦灰色の野戦服が採用され、特務部隊と髑髏部隊に支給された。これはM37野戦服と呼ばれる。ドイツ陸軍のM36野戦服をモデルにして作られたが、襟が制服と同じ野戦灰色である点（陸軍のは襟の部分がダークグリーンだった）や下ポケットが切り込み式で斜めについている点（陸軍のは上下ポケットともに貼り付け式で水平になっている）などが陸軍M36野戦服と異なった。詰襟でも開襟でも着る事が出来た。ただ1940年頃までアースグレーの野戦服を着用している部隊も存在したとされる。
戦争がはじまり、武装SSの隊員数が急増した1939年末に武装SSは陸軍のM36野戦服の大量支給を余儀なくされた。これにSSの徽章をあしらった野戦服が1940年から支給されるようになった（M40野戦服）。陸軍のM36野戦服の使いまわしなので襟がダークグリーンの物もあるが、陸軍型野戦服も1940年以降に生産された物は襟が野戦灰色になっていた（M40野戦服）。SS被服工場でもM40野戦服に準じた野戦服が製造されており、これは襟を野戦灰色にして製作していた。
もともとSSの被服工廠はダッハウ強制収容所にしかなかったが、1939年にラーフェンスブリュック強制収容所にも置かれるようになり、第二次世界大戦緒戦の勝利により占領地にも続々と置かれ、1941年には生産体制が整い、陸軍に頼ることなく独自に野戦服を生産できるようになった。1941年より生産されたM41野戦服は外見はM40野戦服（陸軍用野戦服の流用品）と類似していたが、裏地の仕様が大きく異なっていた。
1942年からは、陸軍のM42野戦服と同様、ポケットのプリーツを廃したものが、M42野戦服として生産されるようになり、翌1943年においても陸軍のM43野戦服と同様、ポケットの口の形が単純化され直角になったM43野戦服が支給されるようになった。素材もウールの使用量が大幅に減らされ保温機能が悪化した。なお、武装SSのM42・43野戦服は前ボタンが陸軍と異なり全5つとなっている。
1944年には更なる生産工程の簡素化のために野戦服が全軍共通になり、徽章のみが異なる「M44野戦服」が生まれた。これは極端に丈が短く、胸ポケットのみで、それまでの野戦服の下半分が簡略化された裁断になっている。そのため、英軍の野戦服「バトルドレス」とデザインが類似している。素材はさらに粗悪品となり消耗が激しかったという。
（SS-VT/WSSの勤務服及び野戦服の配色の変遷）
| 色 | 年代           |
| -- | -------------- |
|    | 1934年～1935年 |
|    | 1935年頃       |
|    | 1936年頃       |
|    | 1940年頃       |
|    | 1944年頃       |
|    | 1945年頃       |

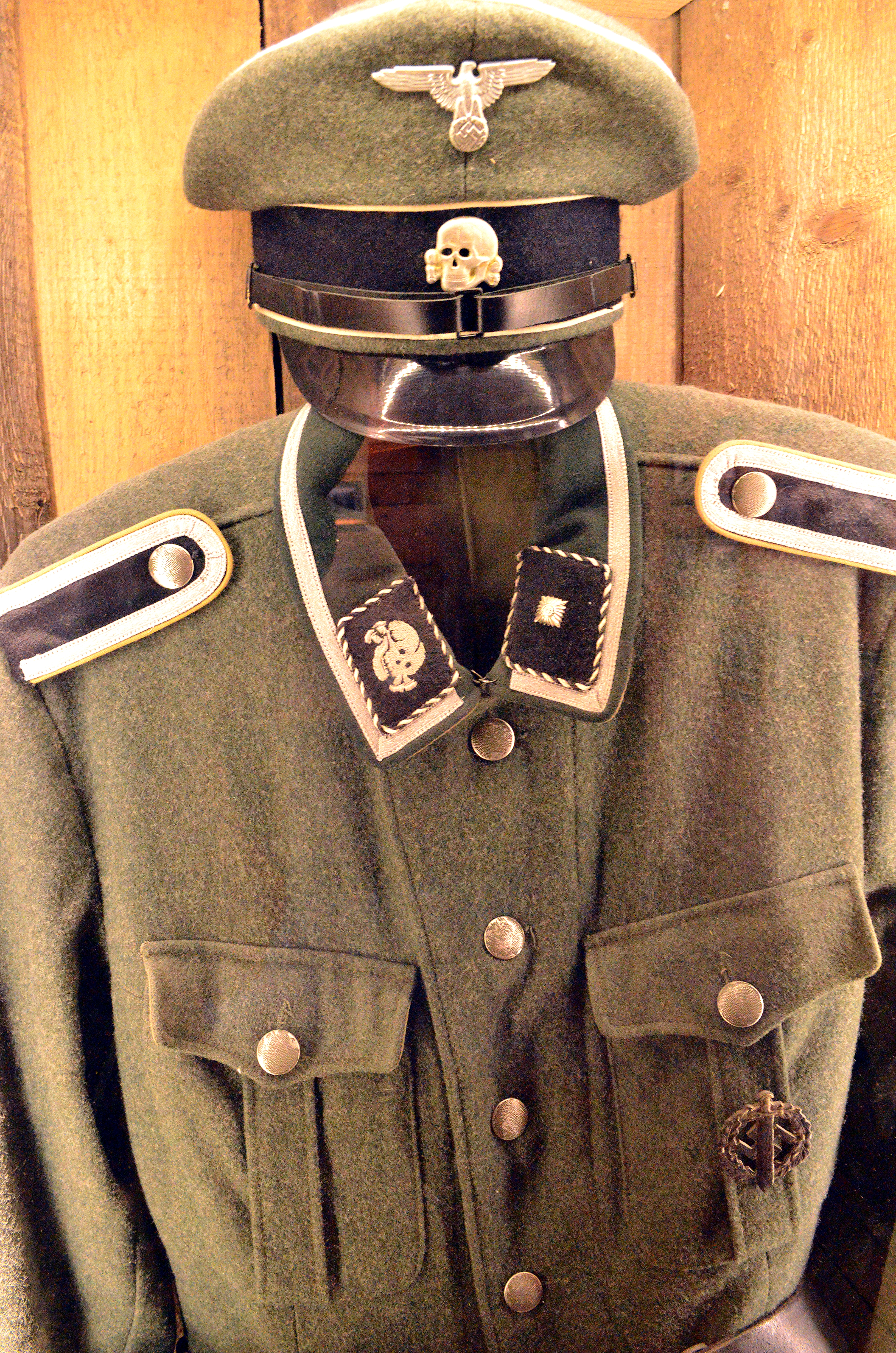
下士官用の陸軍型M40野戦服。
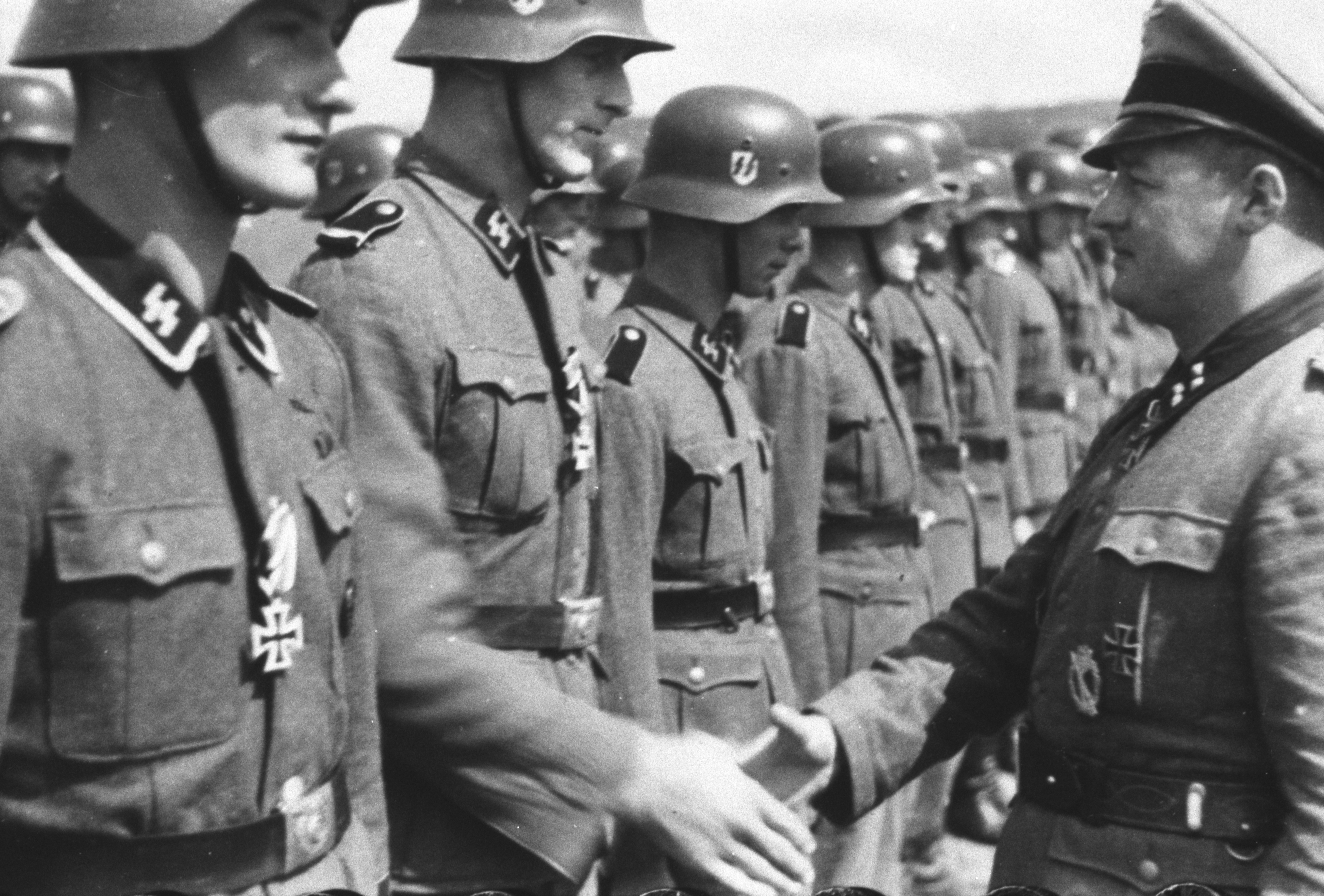
左端の下士官は襟の色が濃い陸軍型のM40野戦服。隣の兵士たちは襟の色が服と同色のM40野戦服（1942年6月ロシア。ヴィーキング師団兵）
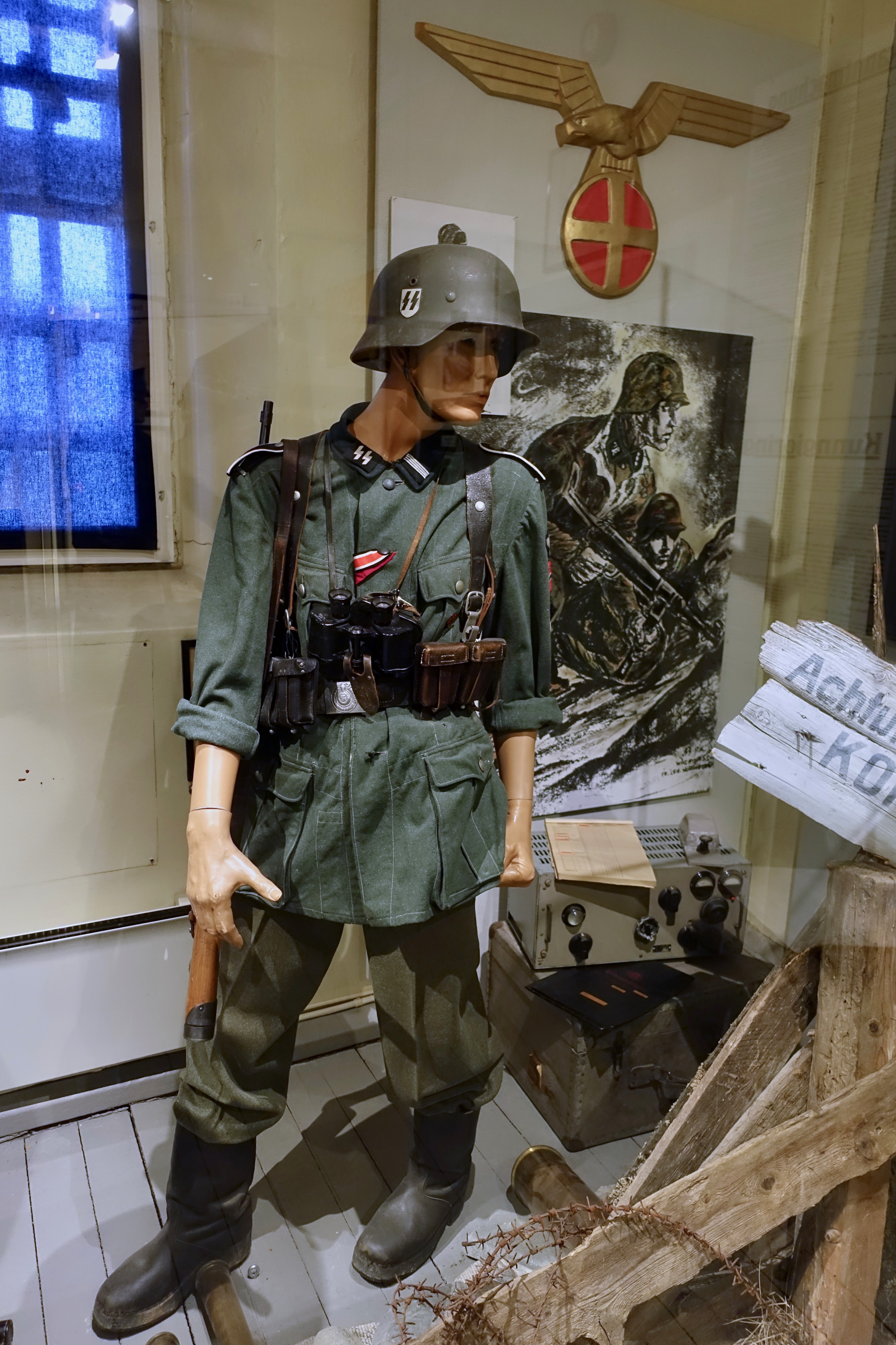
陸軍型のM40野戦服
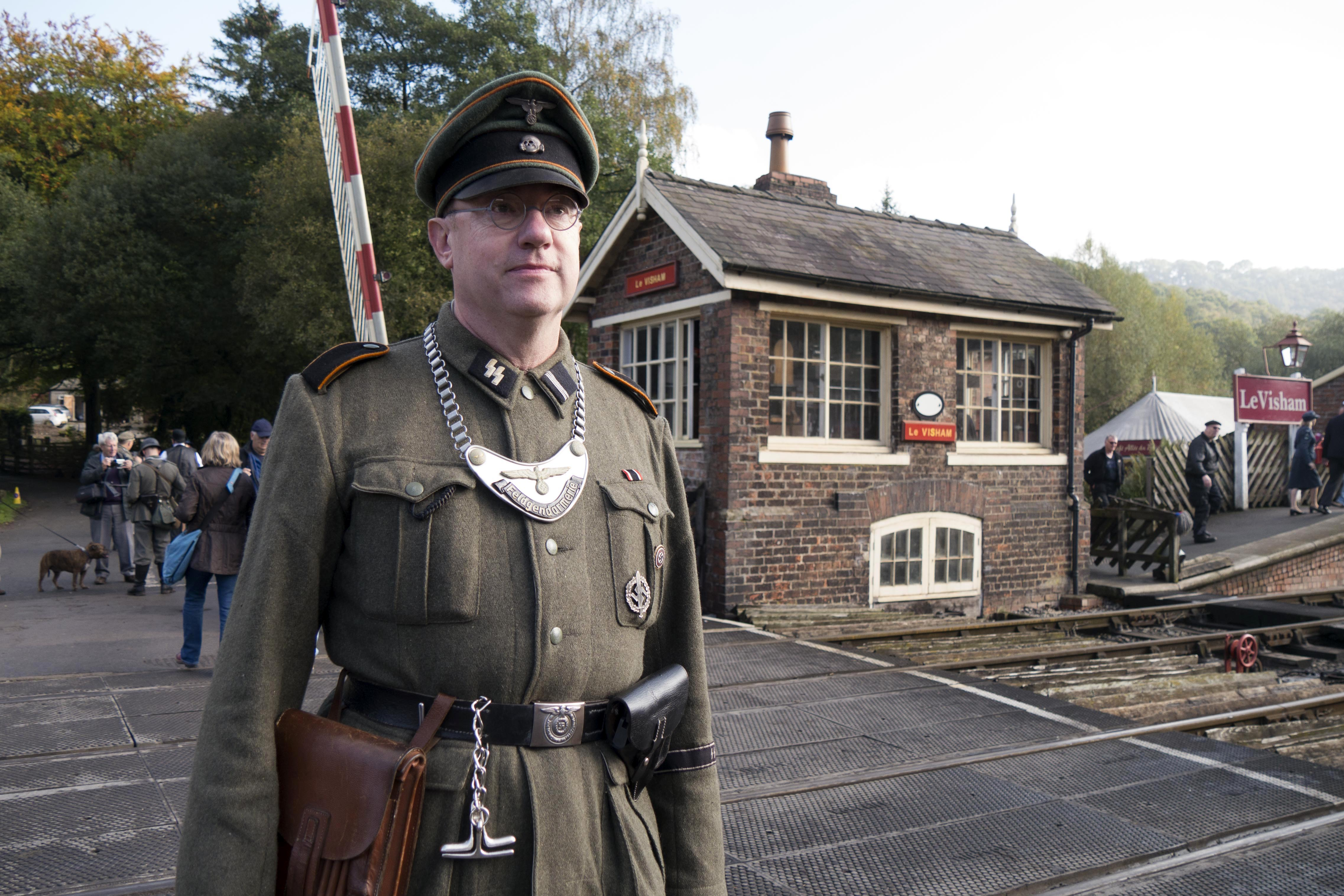
襟の色が服と同色のM40野戦服。バイピングのオレンジ色や首に掛けたゴルゲットは憲兵であることを示す（2016年ノース・ヨークシャー・ムーアズ鉄道（英語版）戦争ウィークエンド）
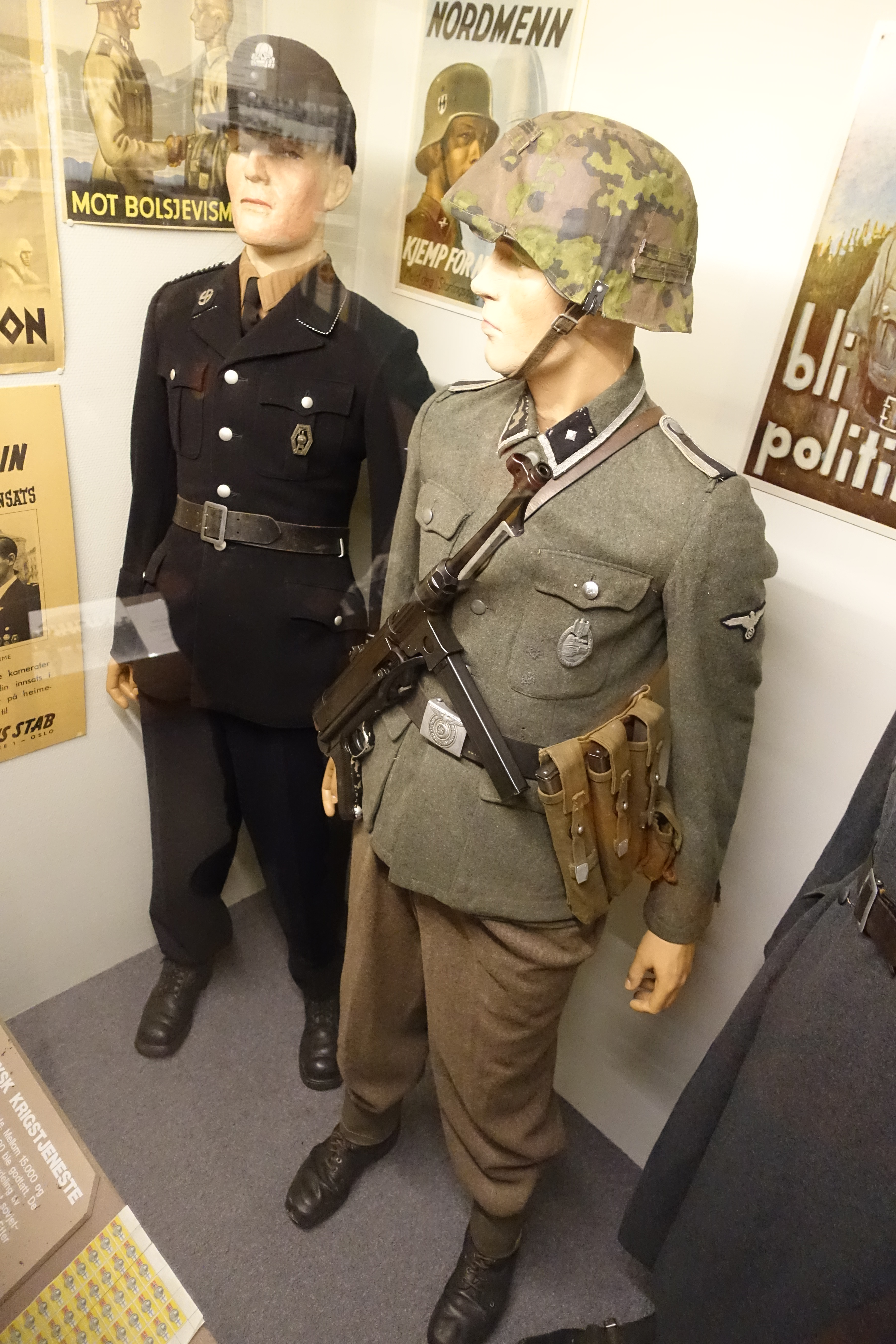
ポケットのプリーツが無くなったM42野戦服
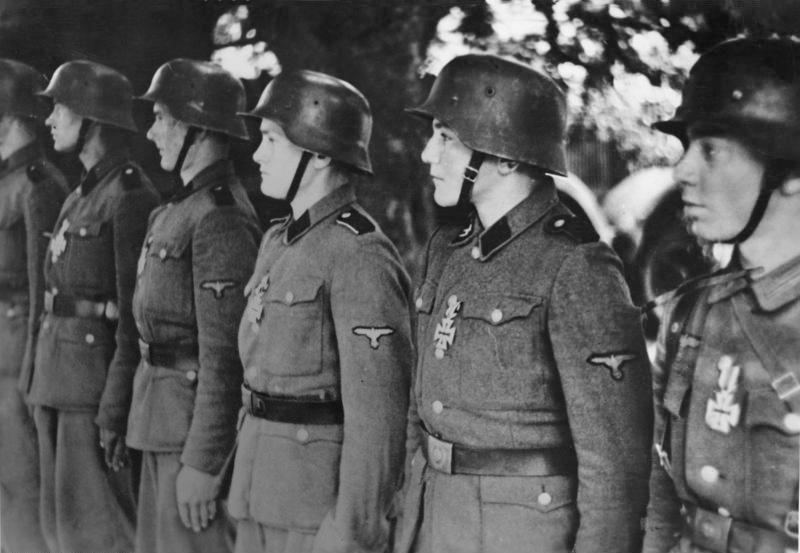
M42野戦服を着る第12SS装甲師団「ヒトラー・ユーゲント」の兵士たち。
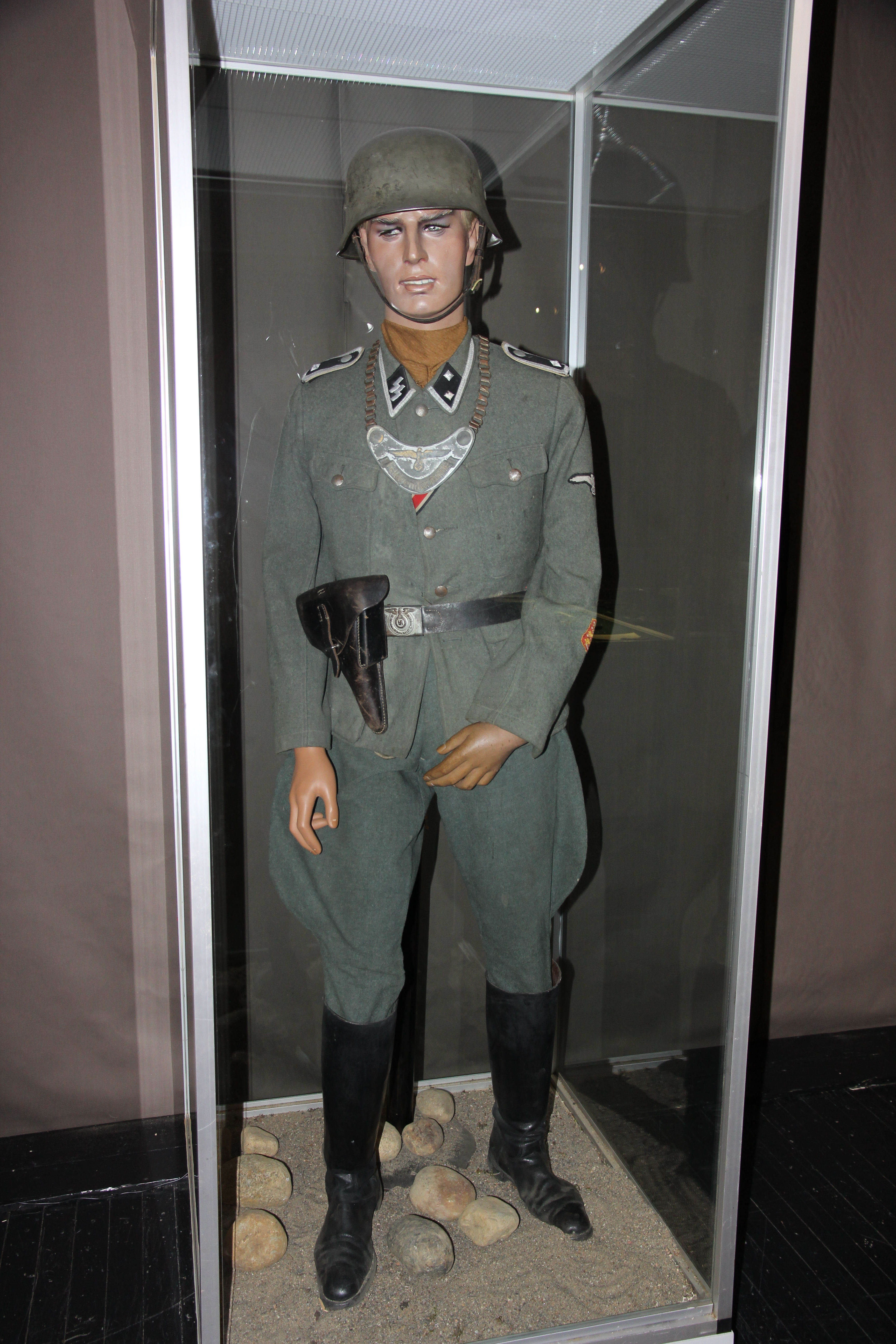
M42野戦服。首に掛けたゴルゲットは憲兵勤務に就いていること、また左下腕部の袖章はフィンランド義勇大隊所属であることを示す。
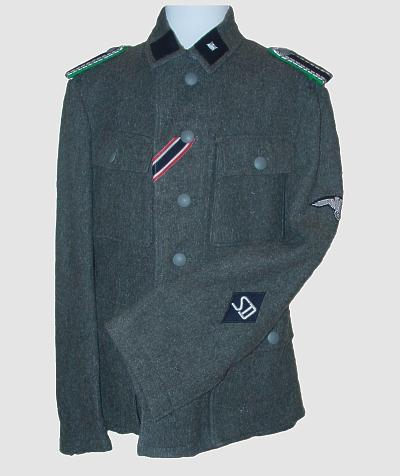
SDのSS伍長のM43野戦服。ポケットのプリーツが無く、ポケットの口は直角。
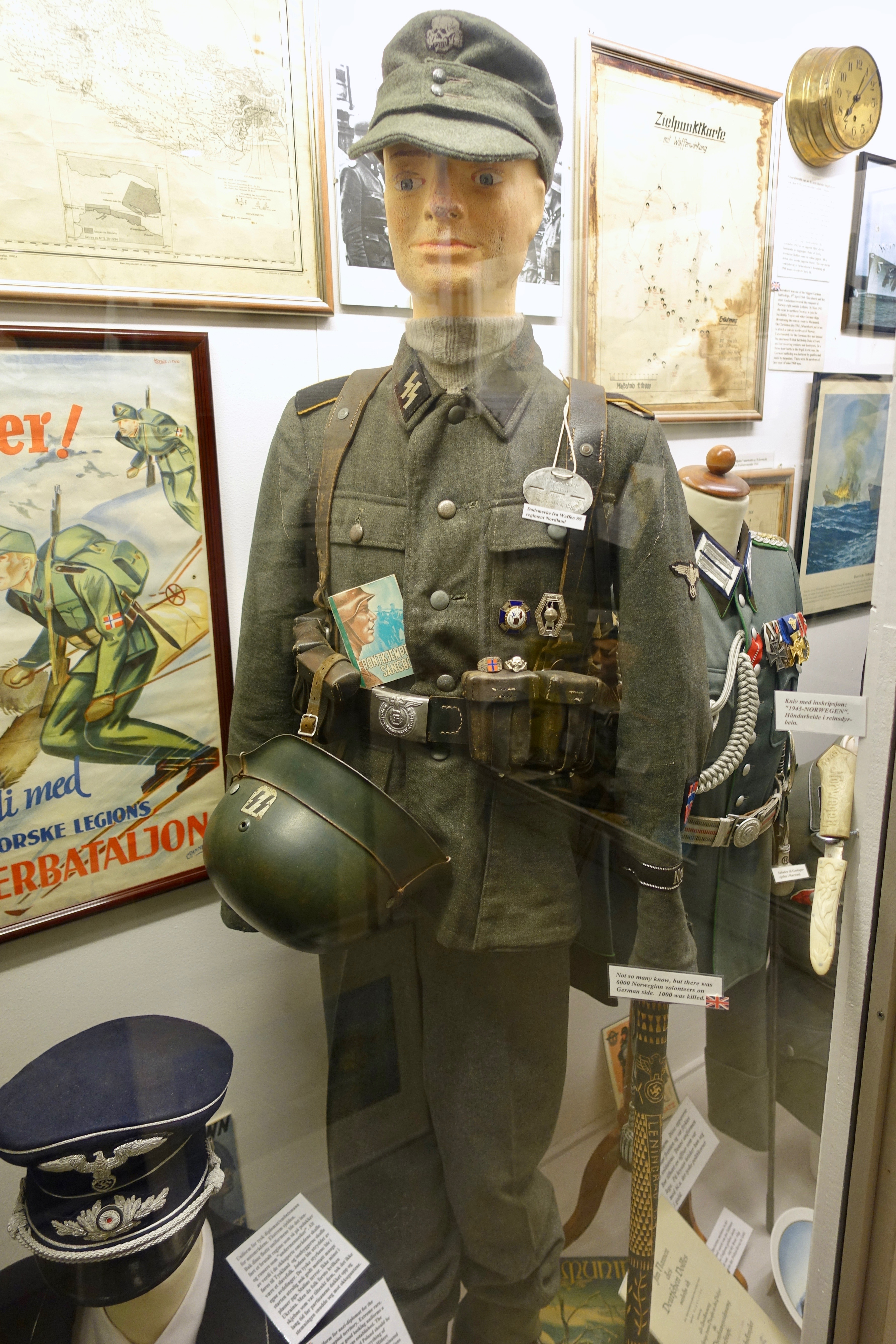
M43野戦服。左肩のメダル状のものは認識票で、本来は首に掛けて上衣または肌着の下で携帯される
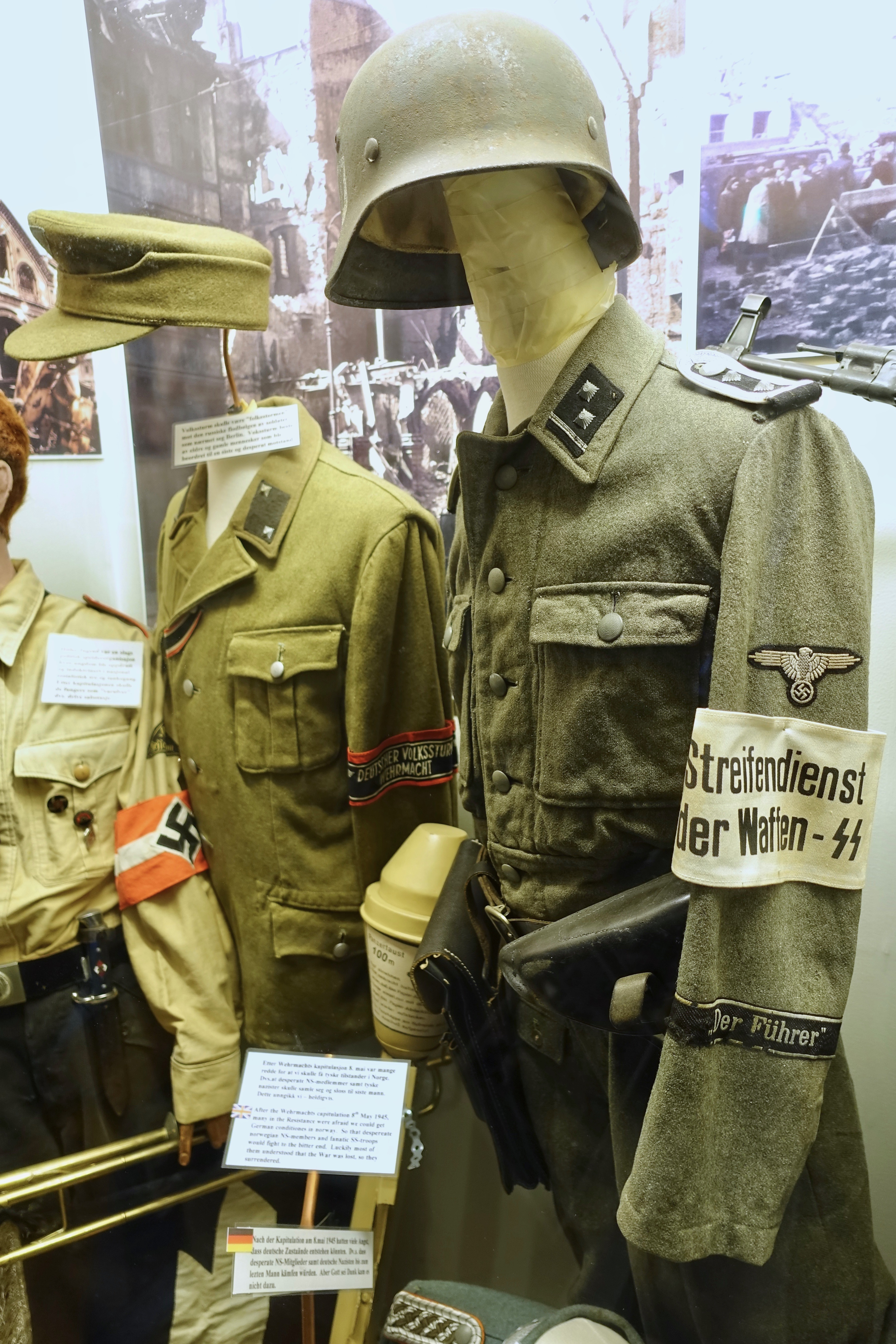
丈が短いM44野戦服。左上腕の白腕章は巡察勤務中であることを示す
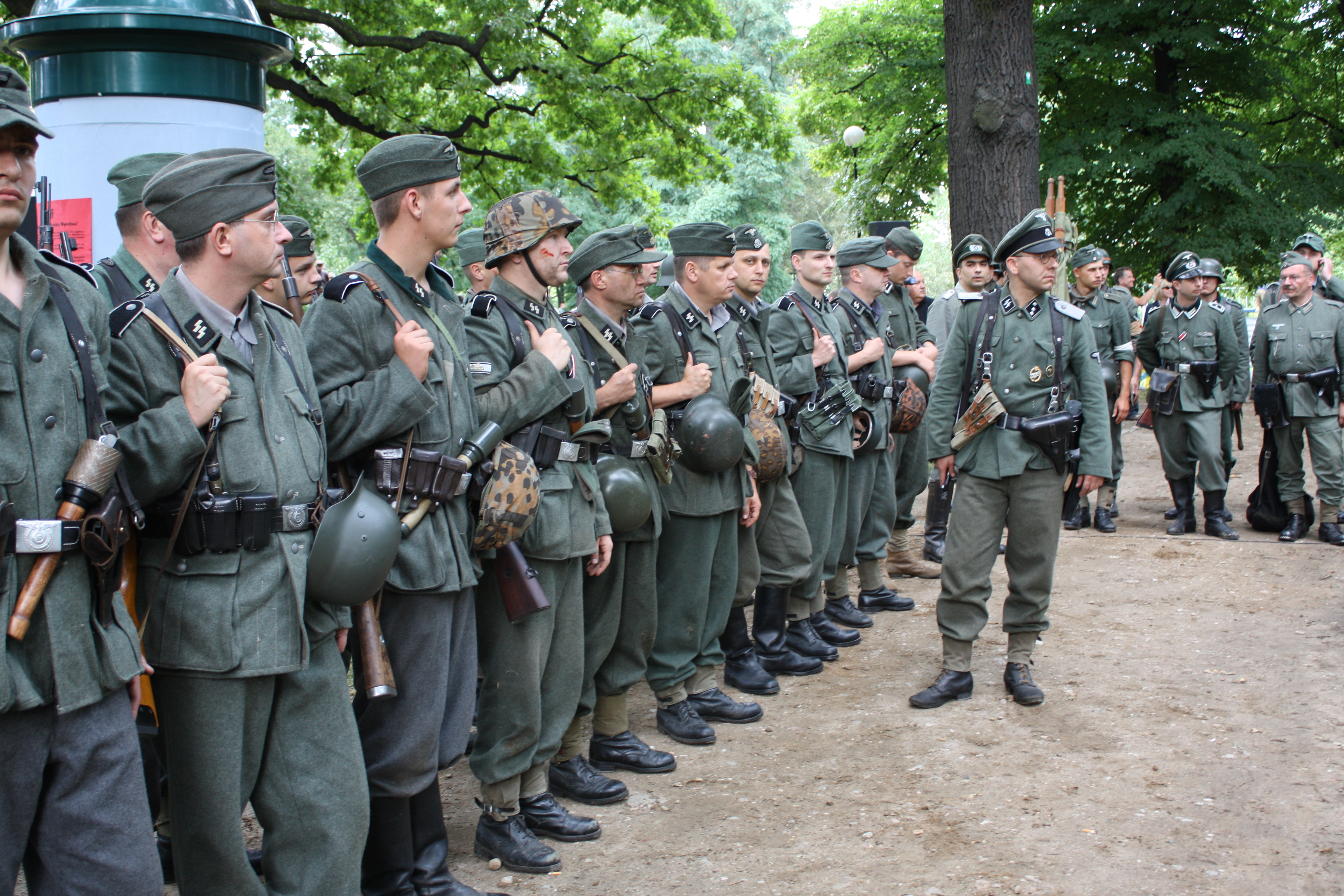
SS（向かって左）と陸軍（奥）のリエナクター

### 将校の野戦服

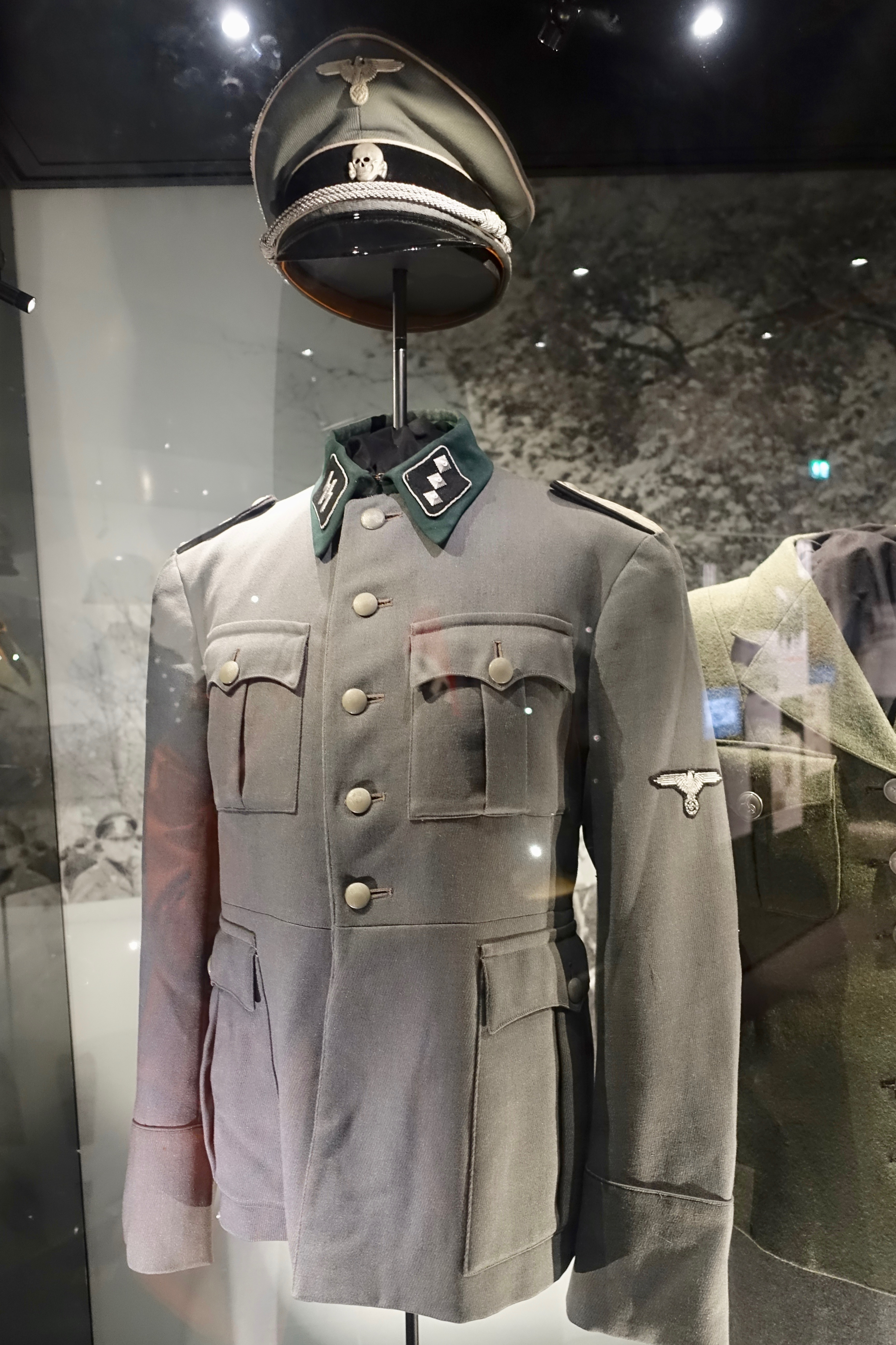
武装SS将校の野戦服

陸軍と同様に武装SSでも兵士・下士官は支給物、将校は独自にオーダーメイドした物を着用した。そのため将校は被服手当を受けていた（SS将校の受けていた被服手当は陸軍将校より多額であった）。
SS将校たちははじめ特務部隊のM35野戦服やM37野戦服と同型の野戦服を仕立てることが多かったが、やがて陸軍将校と同型の野戦服を仕立てるのが一般的になっていった。そのため襟がダークグリーンになっていたり、腰ポケットが斜めの切り込みポケットではなく水平の貼り付けポケットになっていたりする物が多かったが、中には武装SSの制服規定に合わせて襟を野戦灰色にしたり、腰ポケットを斜めの切り込み型に裁断した物もあった。
ただし消耗を避けるため、戦闘中には将校も支給品の野戦服を着用する者が多かったとされる。

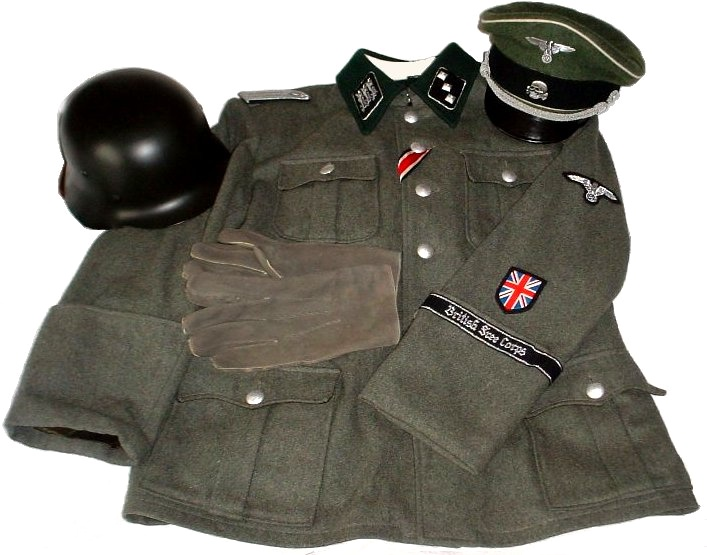
陸軍将校の物と同型に仕立てたSS将校野戦服。徽章はイギリス人60名から成るSS義勇部隊「イギリス自由軍団」の物
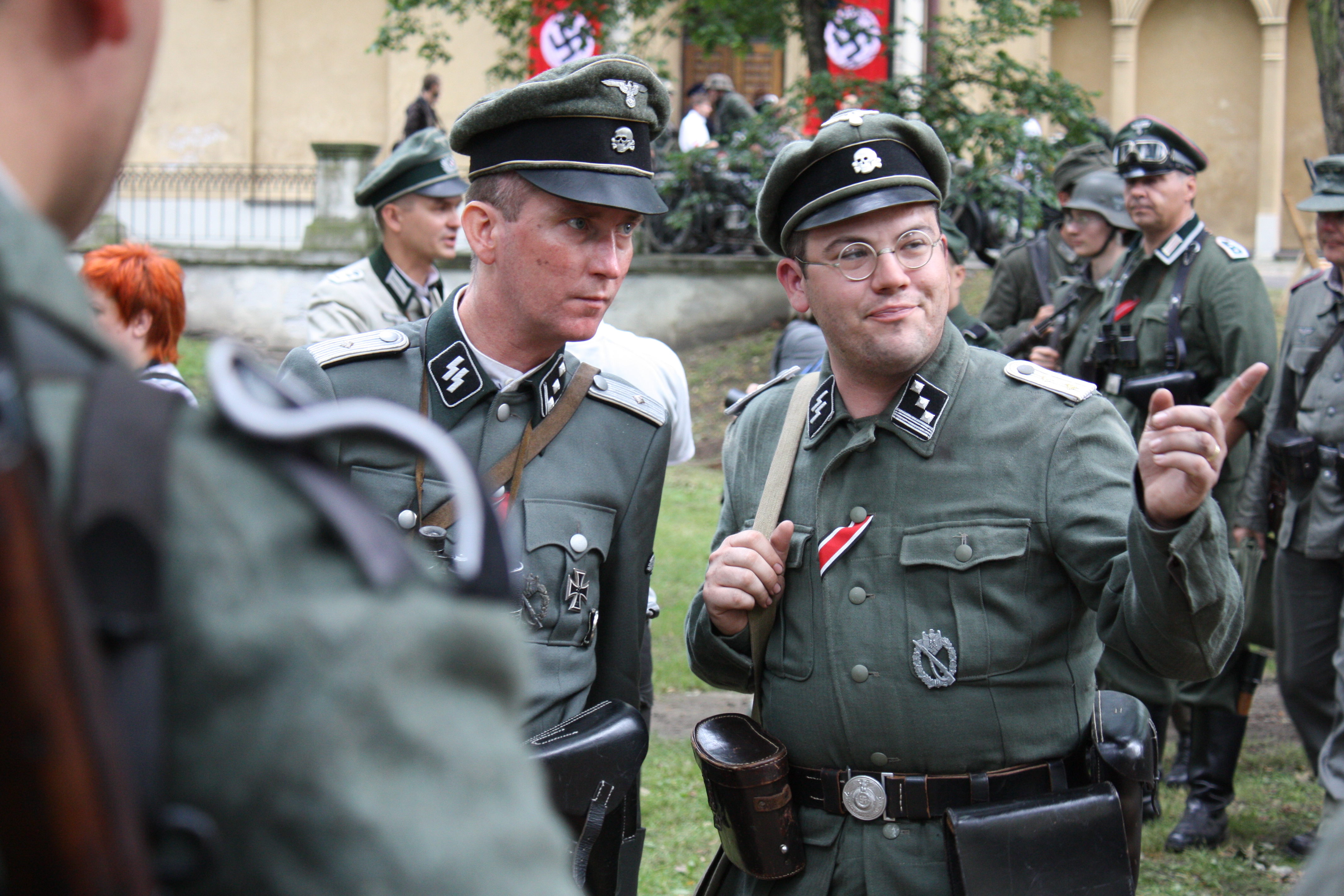
左の武装SS将校役は襟の部分がダークグリーンの陸軍将校型。右の武装SS将校役は襟の部分が野戦灰色（2008年ワルシャワ蜂起再現イベント）
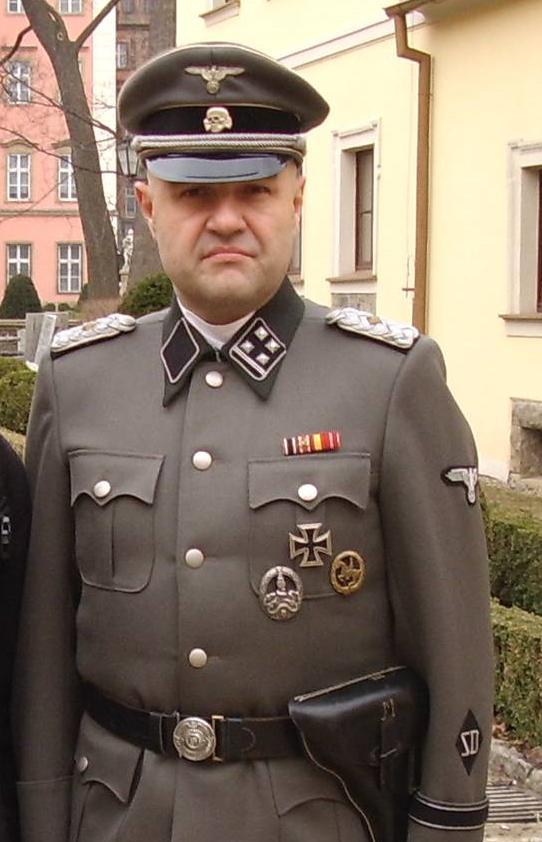
陸軍型のSS将校制服（SS将校役を務めるポーランドの俳優ツェザリ・ザック（ポーランド語版））。
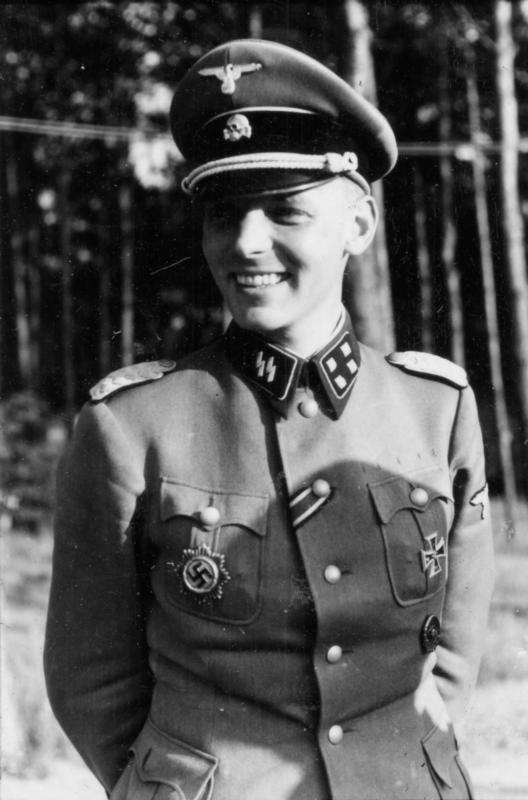
陸軍将校型野戦服（1942年、ハンス・フライヘア（男爵）・フォン・ハデルンSS少佐）
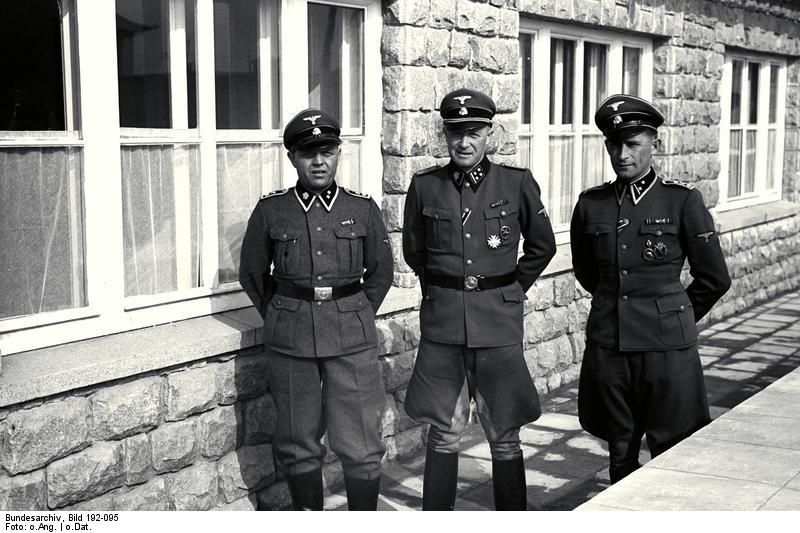
マウトハウゼン強制収容所所長フランツ・ツィライスSS中佐（中央）。襟が濃いところは陸軍型だが、下ポケットが斜めの切り込みポケットなところは武装SS型の作り
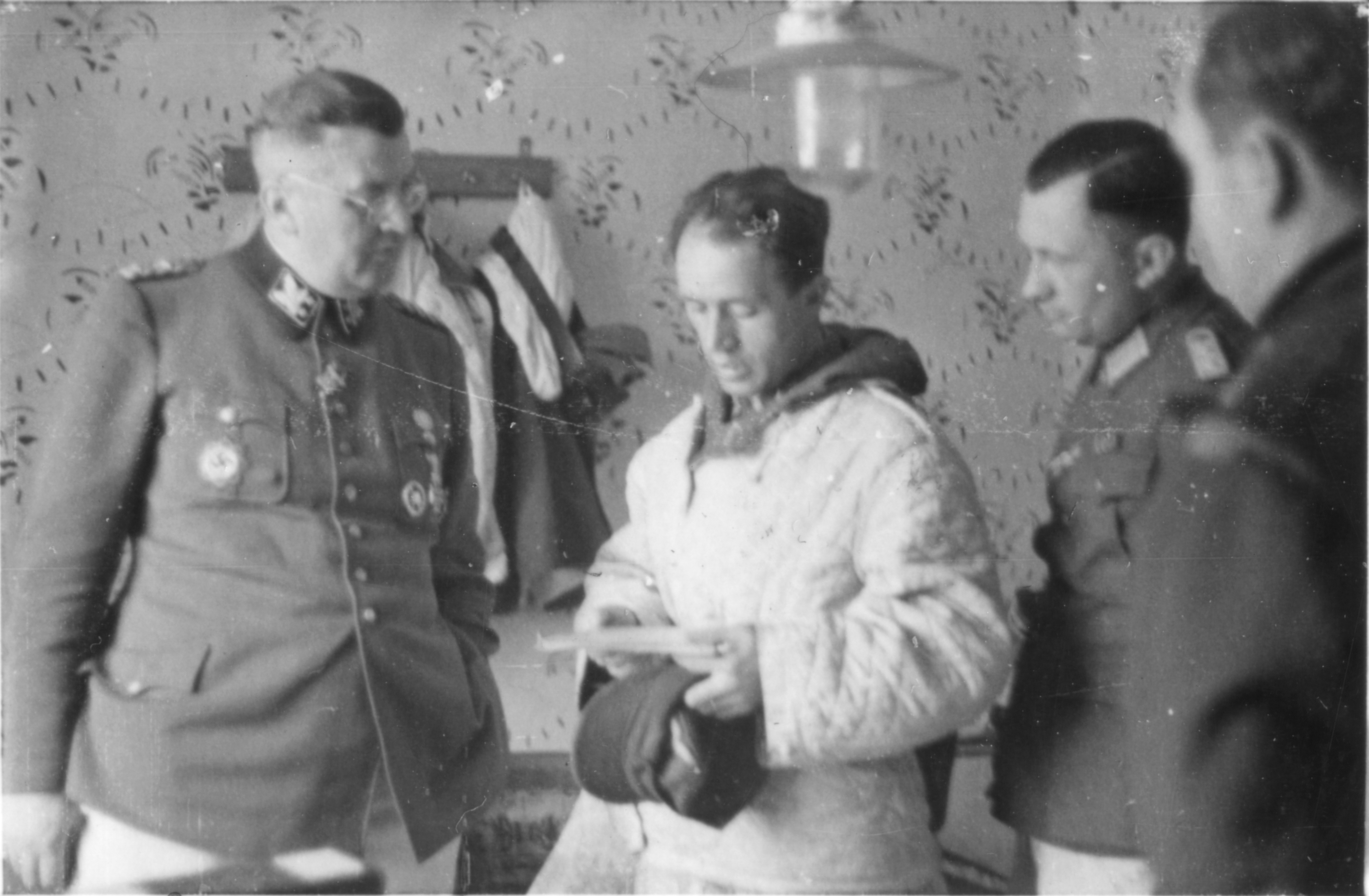
エーリヒ・フォン・デム・バッハ＝ツェレウスキー大将（左）。前ボタンが8つで切り込み型腰ポケットのヴァイマル共和政時代の国軍（Reichswehr, ライヒスヴェーア）型の裁断

### 迷彩服

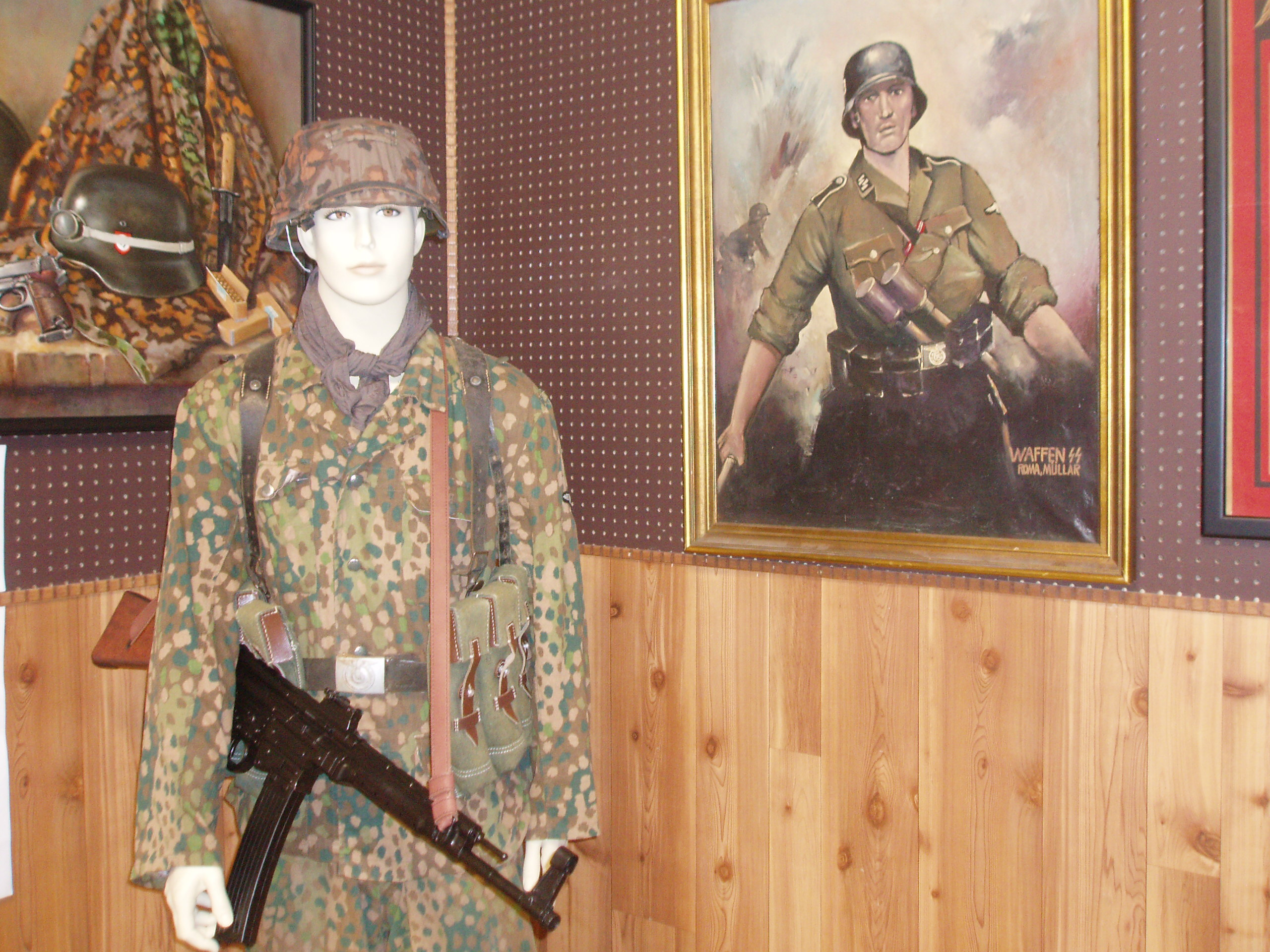
迷彩スーツの上衣とズボン

武装SS（SS特務部隊）は迷彩服の先駆者である。世界で初めて迷彩服を正式採用して大量に支給した。現在でこそ世界中の軍隊で当たり前のように使われている迷彩服であるが、当時の繊維・染織技術で迷彩服のような複雑なプリント生地を大量に製造するなどということは前例のない試みであった。
SS特務部隊の迷彩服の研究は1935年から始められた。まず迷彩ヘルメットカバーとツェルトバーン（迷彩柄ポンチョ）、顔面偽装具といった迷彩装備が開発された。これらが1936年末にSS特務部隊ドイッチュラント連隊の演習に実験的に使用された結果、迷彩装備を使用した場合には兵の消耗を15%抑えることができるという結論が出されたことによって採用が決定した。
迷彩柄のツェルトバーンはすでに陸軍でも開発されていたのだが、SS特務部隊ではこの後迷彩服だけを目的とした迷彩スモックの開発がすすめられ、1937年末に世界初の規格型迷彩スモックを誕生させた。このスモックは通常の野戦服の上にかぶって着用するもので、胸元には切れ込みが入っており、紐で留めるようになっていた。リバーシブルになっており、グリーンを基調とする夏面とブラウンを基調とする秋面がある。
1937年から1941年頃まで支給された迷彩スモックは1型と呼ばれ、前合わせ部分に防風フラップが付いており、脇の下に通気スリットが設けられていなかった。しかし1941年から1942年にかけて支給された2型の迷彩スモックでは実戦経験や生産性の問題から防風フラップは廃止され、脇の下に通気スリットが設けられるといった改良が施された。さらに1942年から斜めにカットされたリバーシブルで使える雨蓋つきの腰ポケットが付けられた3型が登場した。3型の後期型では生産性の問題からこの腰ポケットがまっすぐになっている。
当初、手作業で作成していたため、数は限定的でポーランド戦争の頃には一般的ではなかったが、1940年6月頃に生産がローラープリントで機械化できるようになったため、1941年の独ソ戦の頃からほぼすべての武装SS部隊に迷彩スモックが行き届いたという。
さらに1944年3月には迷彩スモックに代わって迷彩柄の上衣とズボンが揃った杉綾織（ヘリンボーン）デニム製の迷彩スーツが登場した。形状はM43野戦服に準じており、5個の前ボタンと4個のプリーツ無しポケットだった。規定では徽章類は左腕に鷲章を付けるのみとされ、従来の肩章は使用しないことになっていたが、この規則はあまり守られなかったようである。迷彩スーツは単体で着用してもよかったが、従来のスモックと同様に通常の野戦服の上から着用してもかまわなかった。
武装SSが使用した迷彩柄は多種多様であるが、欧米のコレクターたちは武装SSの迷彩柄を次のような分類をすることが多い。斑点模様の「すずかけの樹（Plane tree）」、柏葉の切れ込み模様のような「柏葉（Oak Leaf）」、すずかけの樹の迷彩柄をぼやかしたような「ぼやけた縁（Blurred Edge）」、竹の葉のような模様と小さな花柄のある「シュロの樹（Palm tree）」、M44迷彩スーツに使用された細かい斑点の5色刷りの「エンドウ豆（Pea）」などである。ただしこうした分類はあくまでコレクターの間の便宜上の物であり、武装SSがこうした分類をしていたわけではない。これらの迷彩柄の多くは迷彩服だけでなくツェルトバーンやシュタールヘルムカバー、迷彩帽、顔面偽装具などにも幅広く使用された。

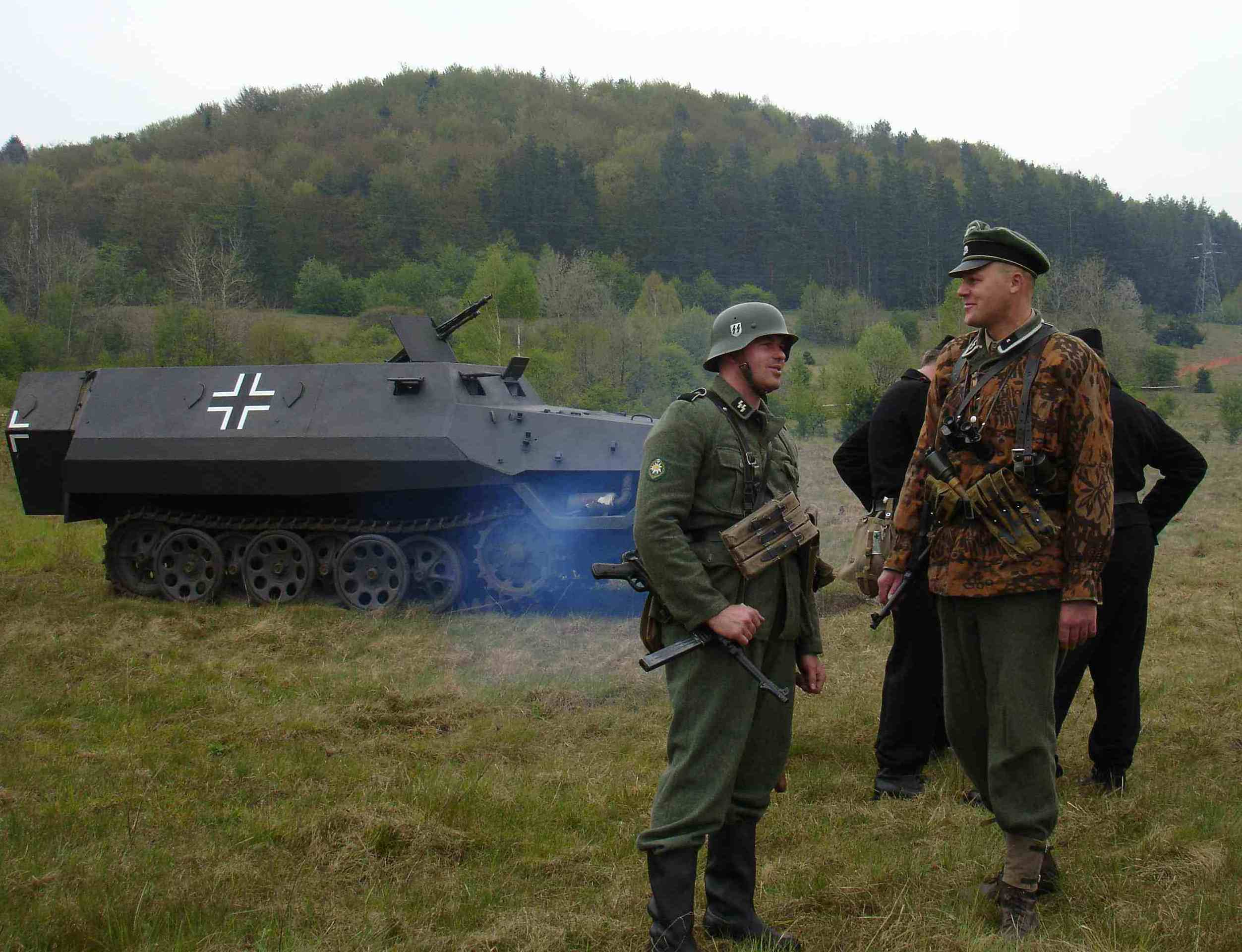
迷彩スモック（2007年、ポーランド。第28SS義勇擲弾兵師団の再現イベント）
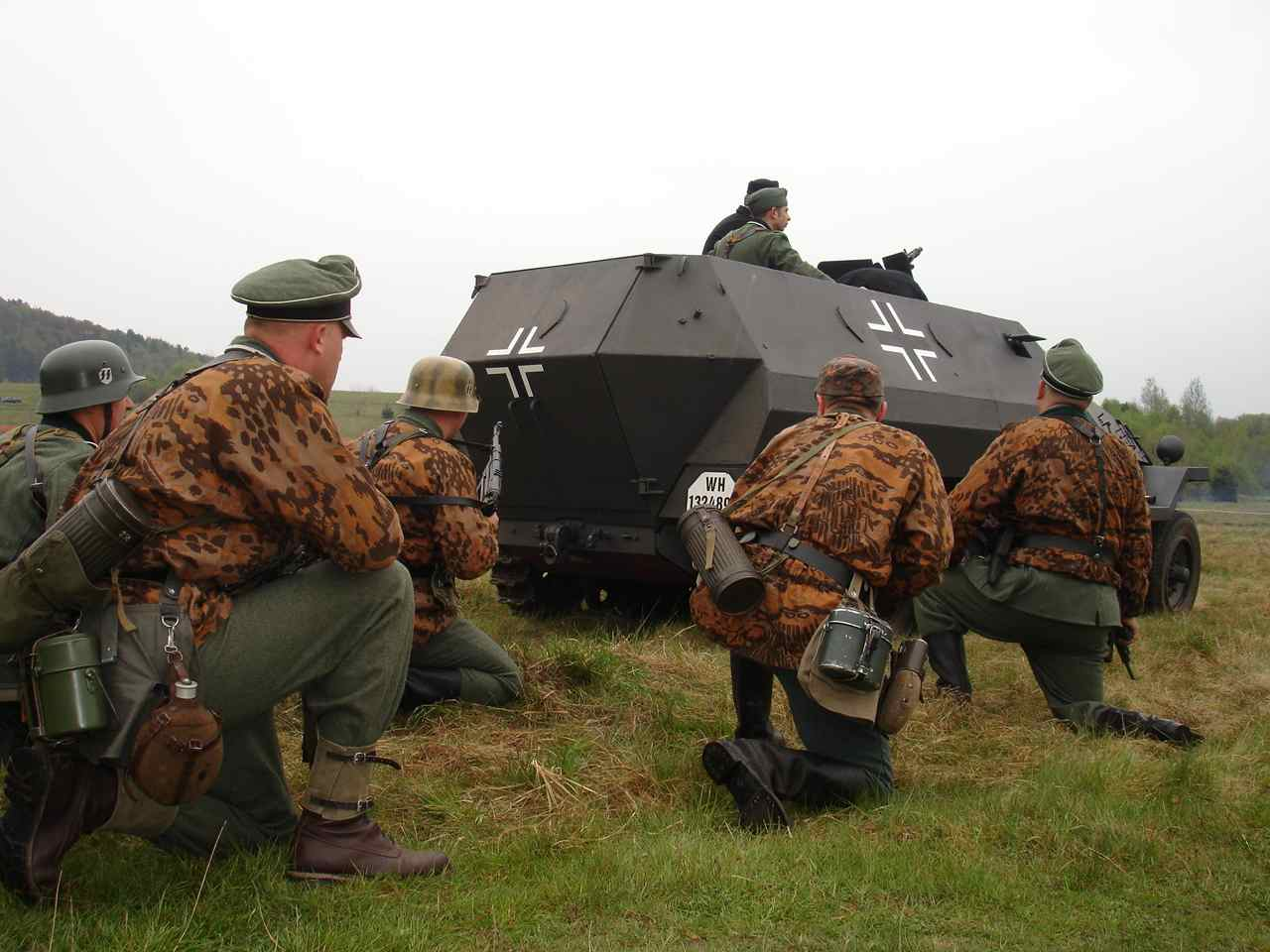
迷彩スモック（左同）
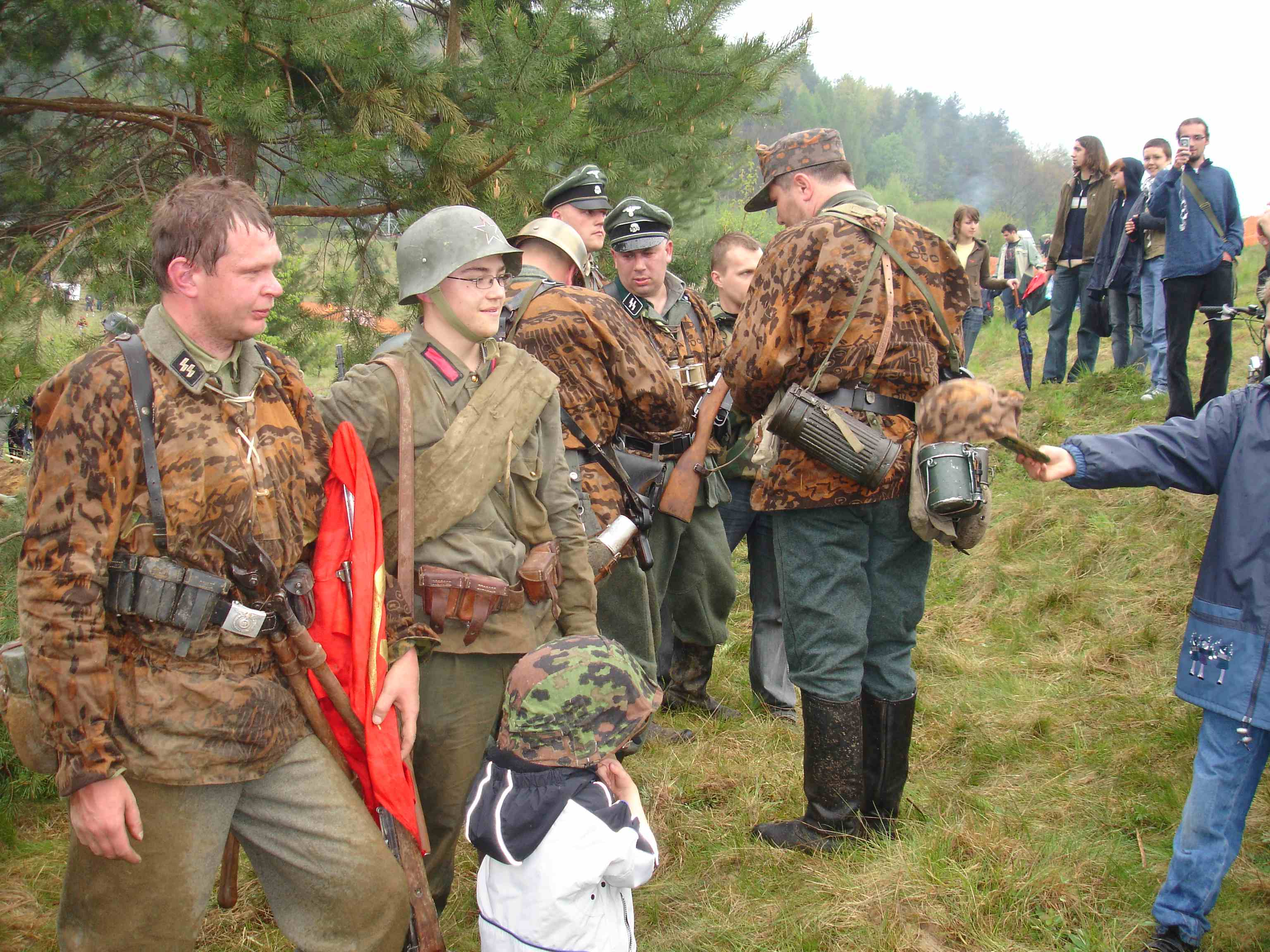
迷彩スモック（左同）
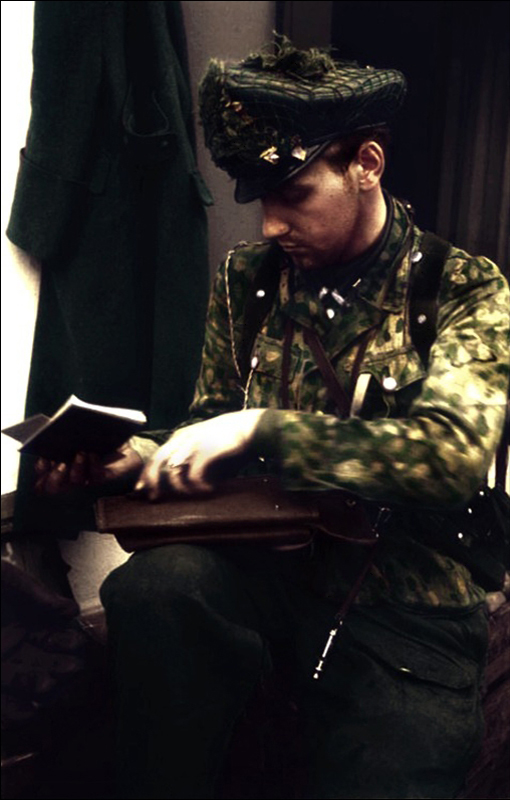
迷彩スーツの上衣を着る武装SS下士官（1944年9月オランダ・アーネム）
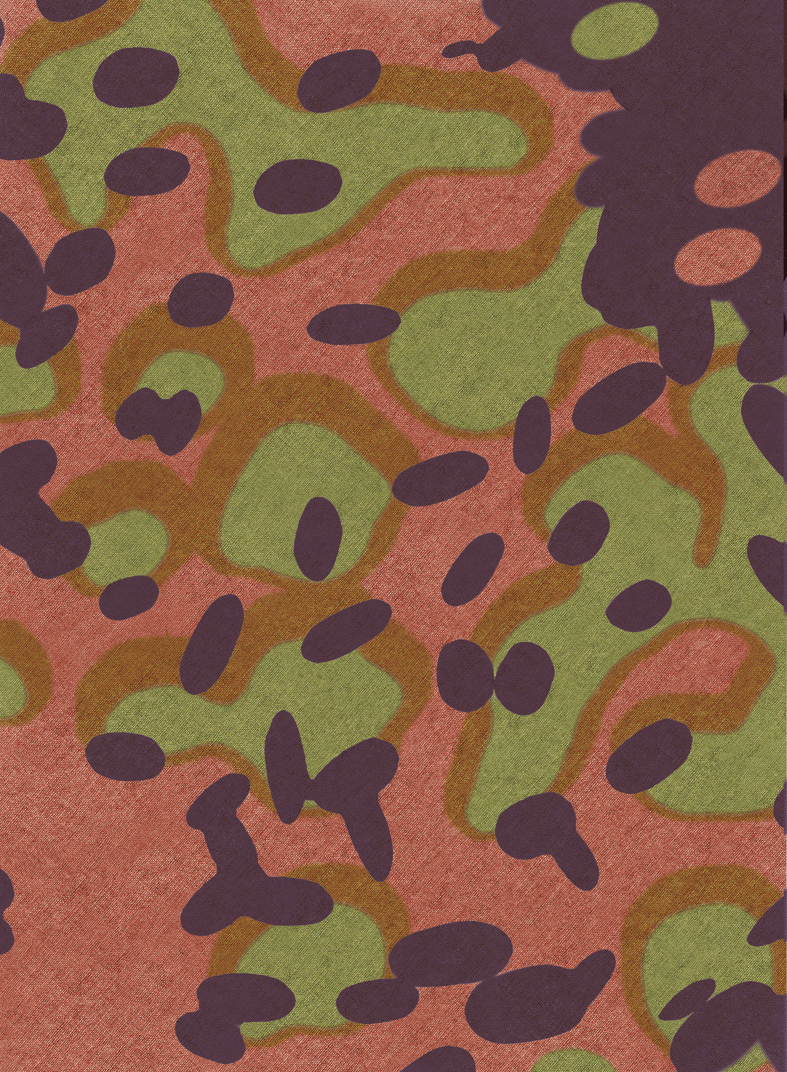
迷彩柄「すずかけの樹」の夏面
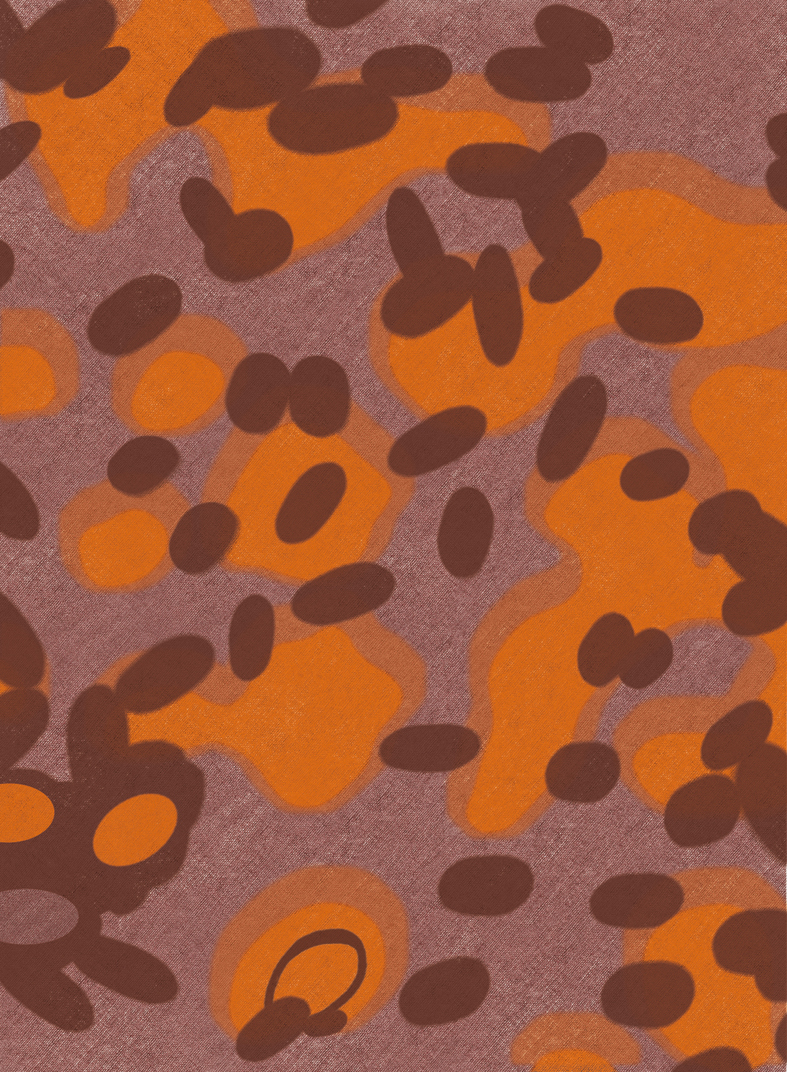
迷彩柄「すずかけの樹」の秋面
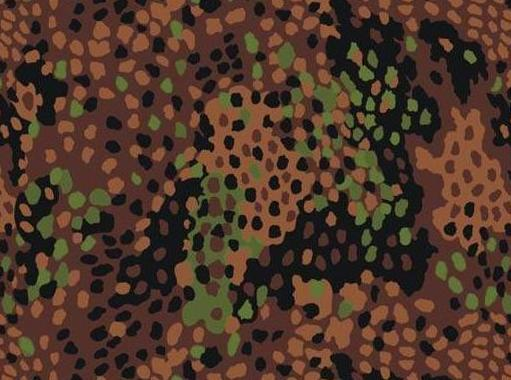
M44迷彩スーツに使用された迷彩柄「エンドウ豆」
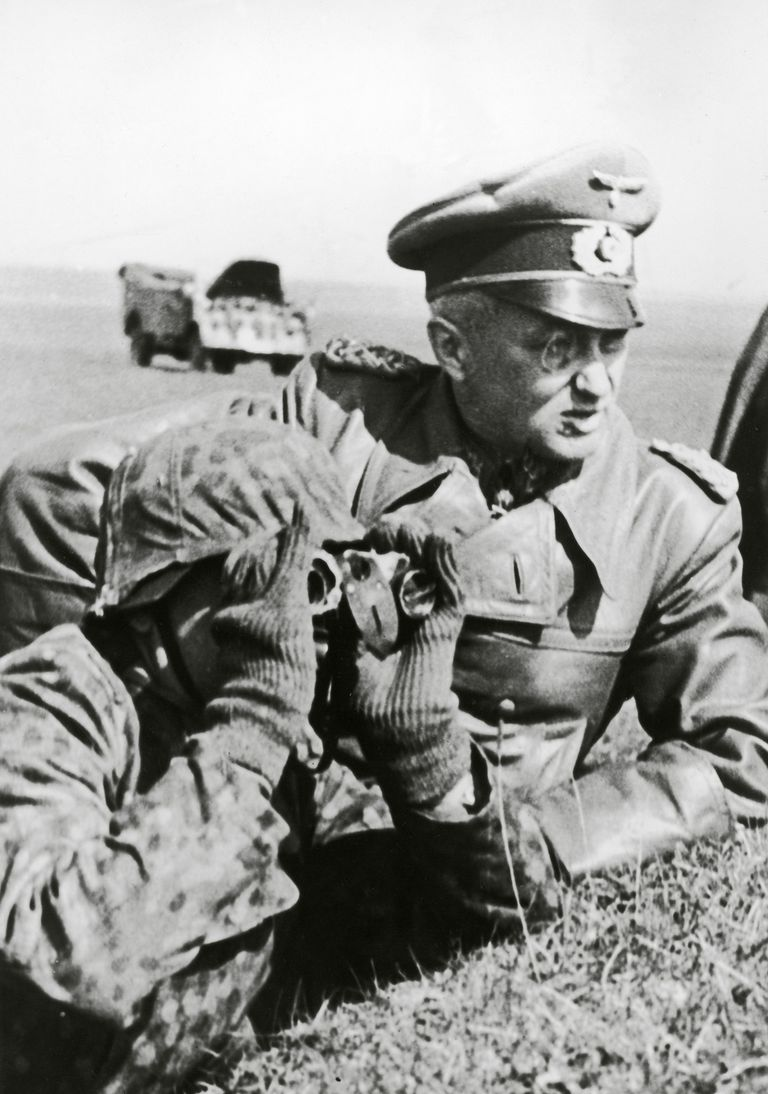
M44迷彩スーツを着用した武装SS隊員とヴァルター・モーデル（右）
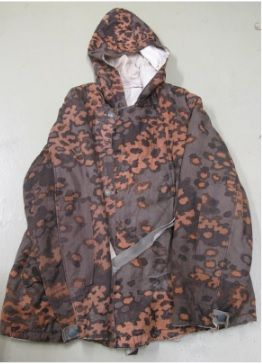
迷彩パーカー
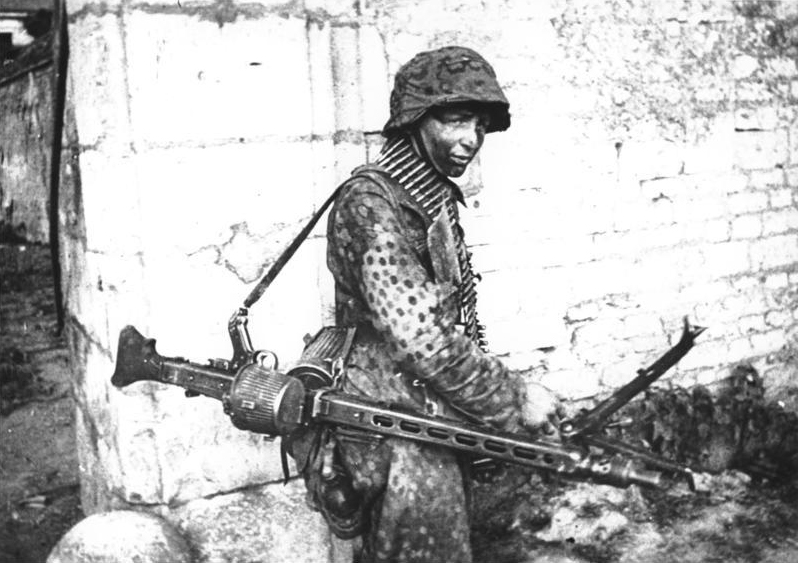
M44迷彩スーツを着用し、MG42を所持する武装SS隊員
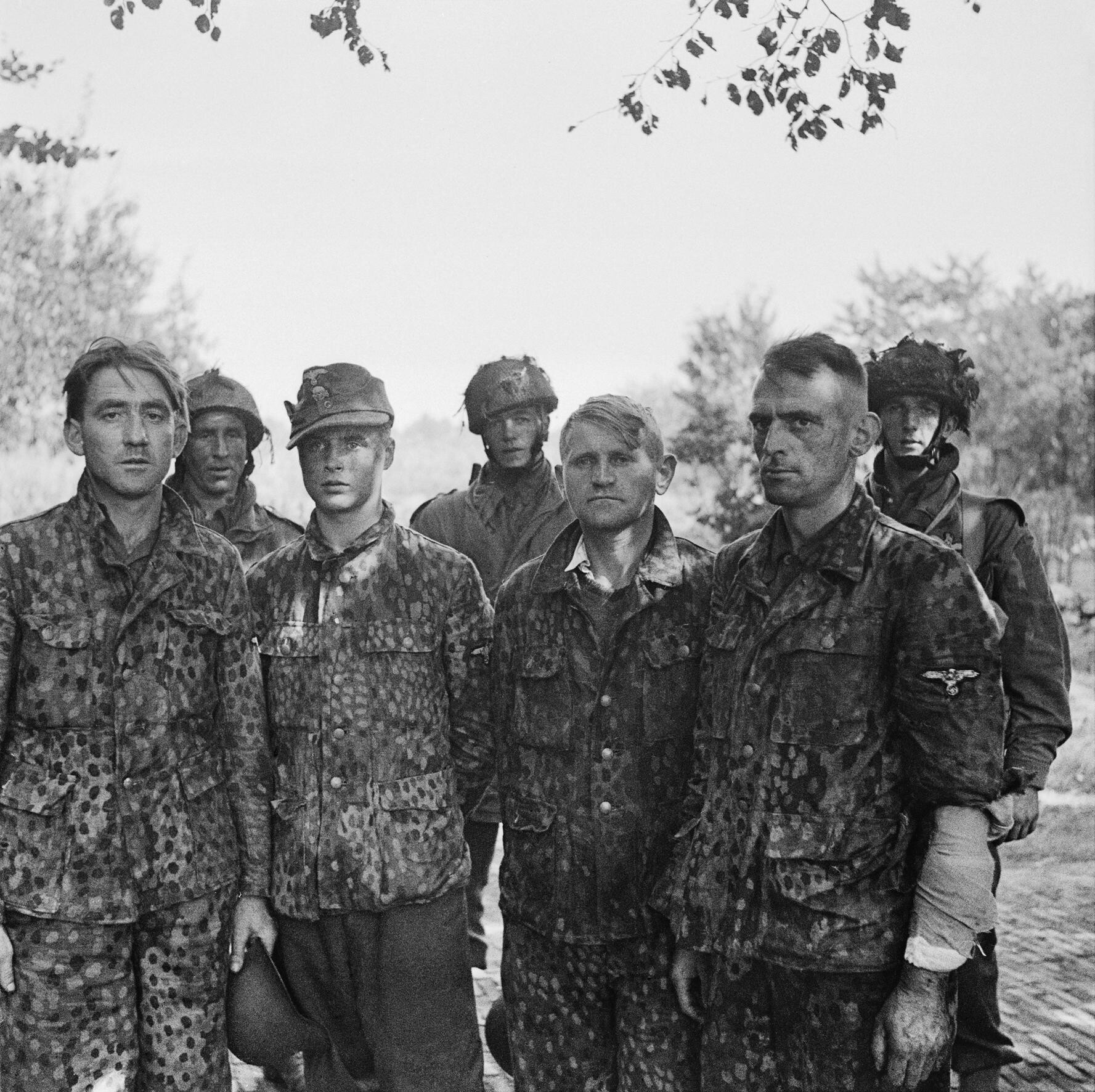
1944年9月18日、アーネムでイギリス軍空挺部隊の捕虜となった武装SSがM44迷彩スーツを着用。
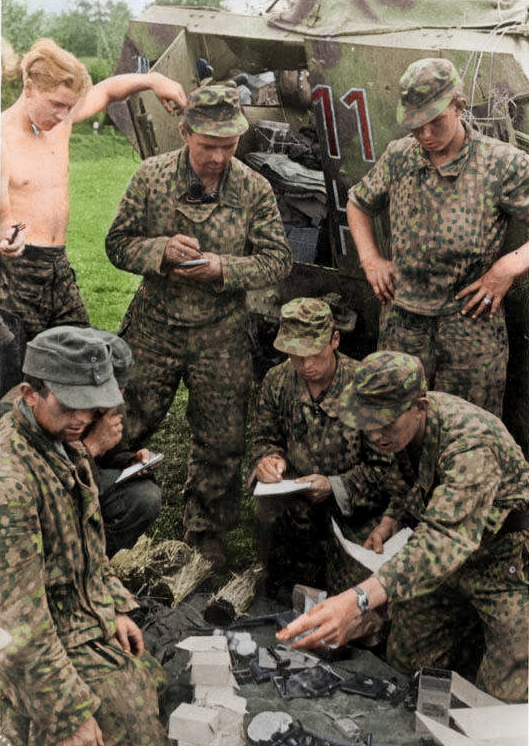
ノルマンディーの戦場での第9SS装甲師団兵士
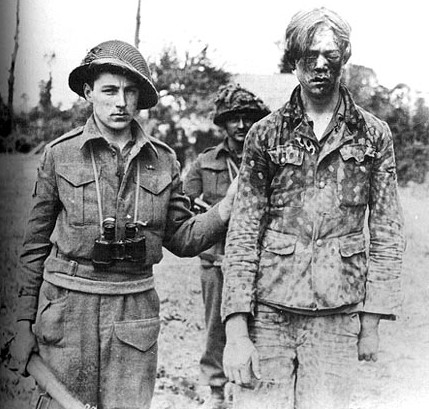
カーンの戦いでカナダ諜報部隊に捕らえられたヒトラーユーゲント装甲擲弾兵
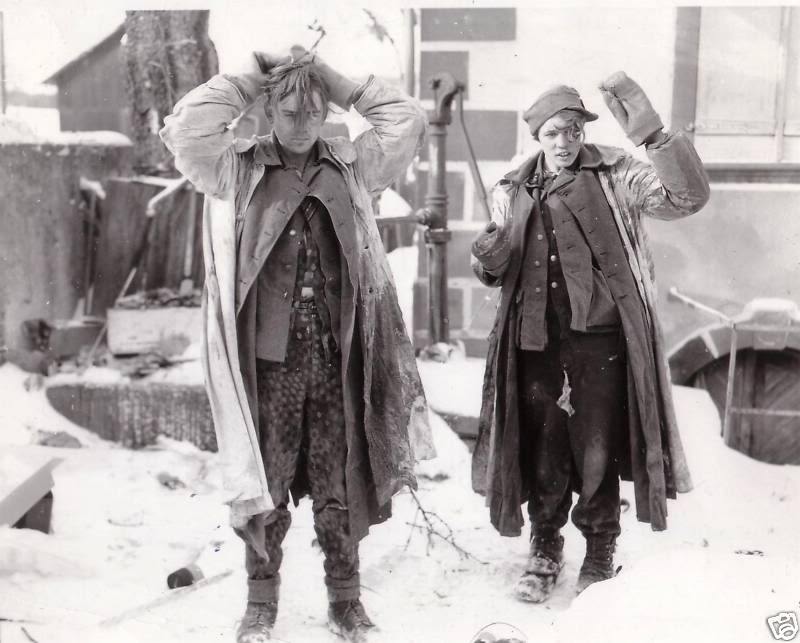
ノルトヴィント作戦中に捕虜となった武装親衛隊。左の隊員はM44野戦服の中にM44迷彩スーツを着込んでいる。

### 戦車兵軍服

#### 戦車兵の黒服

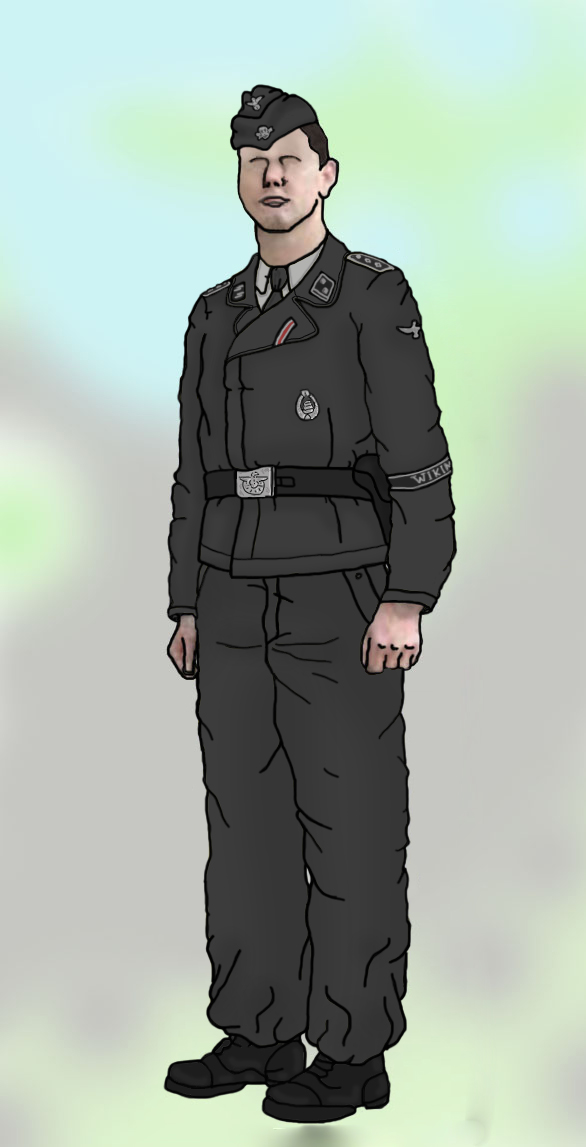
武装SS戦車兵の黒服のイラスト

ドイツ陸軍の戦車兵の黒い軍服は有名であるが、武装SSの戦車兵も同じく黒い軍服を着用した。初めは陸軍の戦車兵の軍服が支給されていたが、1938年頃からSSが管理する強制収容所の被服工場で武装SS独自の戦車兵軍服の制作が開始され、1941年頃からこれが大量支給されるようになり、1942年以降には陸軍の物は使用されなくなっていった。
陸軍の物と比べると親衛隊の戦車兵軍服は丈が短く、下襟が小さいことなどがあげられ、下襟が小さいがゆえに武装SS戦車兵の前合わせは垂直になっている。陸軍の戦車兵軍服は上襟周りに兵科色のパイピングが入っているが、武装SSは将校が銀のパイピングを入れるのみだった。さらに陸軍のものは背中の生地を二枚継ぎ合わせていたので背中に縦に一本縫い目が付いていた。しかし武装SSは一枚だったので縫い目がなかった。また襟章は陸軍が髑髏を入れていたのに対して武装親衛隊は親衛隊の階級章を入れていた。
ズボンも武装SSと陸軍では若干異なり、武装SSのものは隠しベルトがなく、代わりにウエストの両側にバックル付きの絞りが付いていた。また武装SSではズボンの左右腰についているポケットやズボン前部に付いている懐中時計用ポケットの蓋が2つのボタンで留められていた。
ネクタイは黒、シャツはグレーかブラウンが通常だが、オプションで黒いシャツも認められていた。

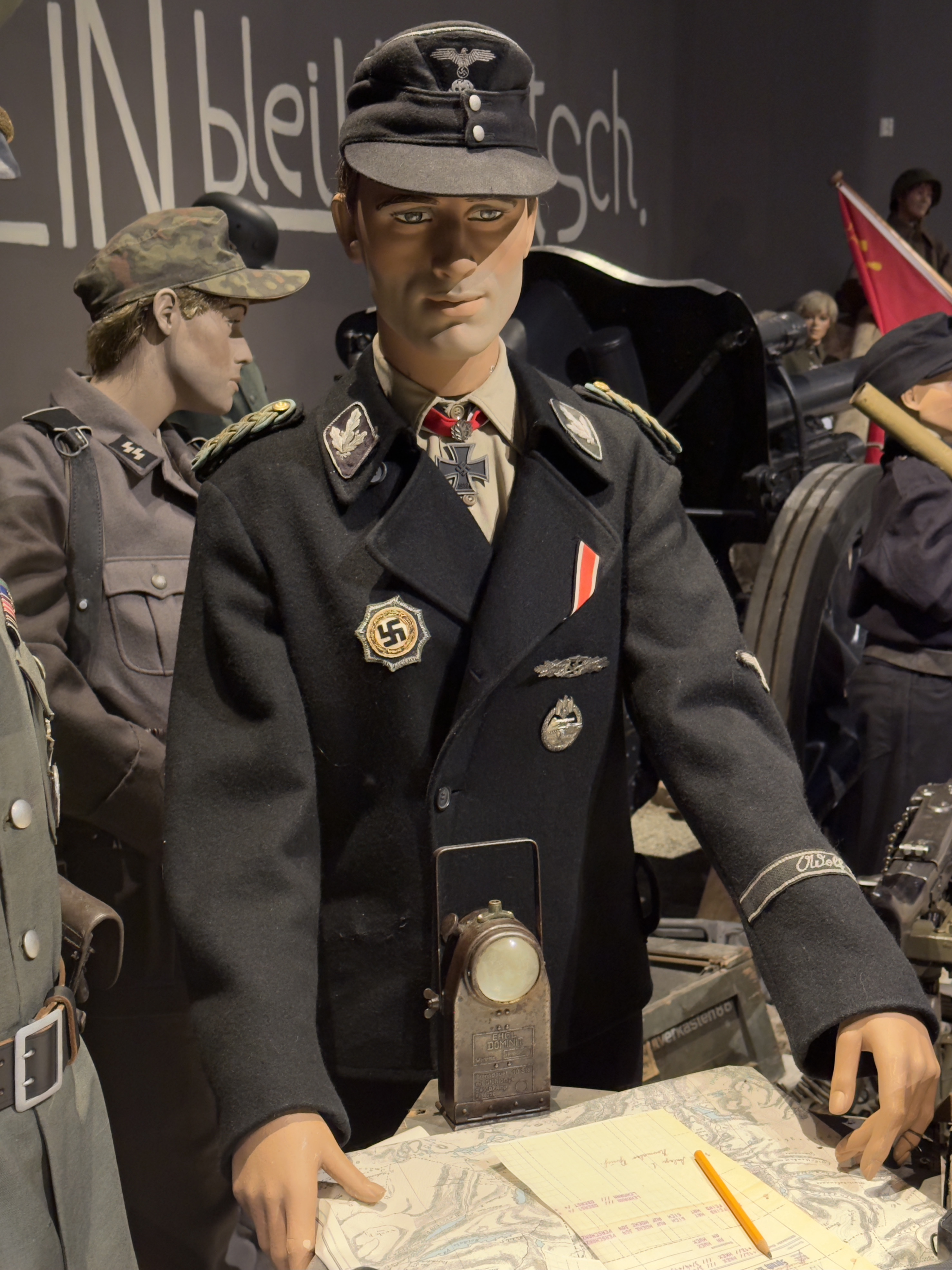
武装SSの戦車兵の軍服
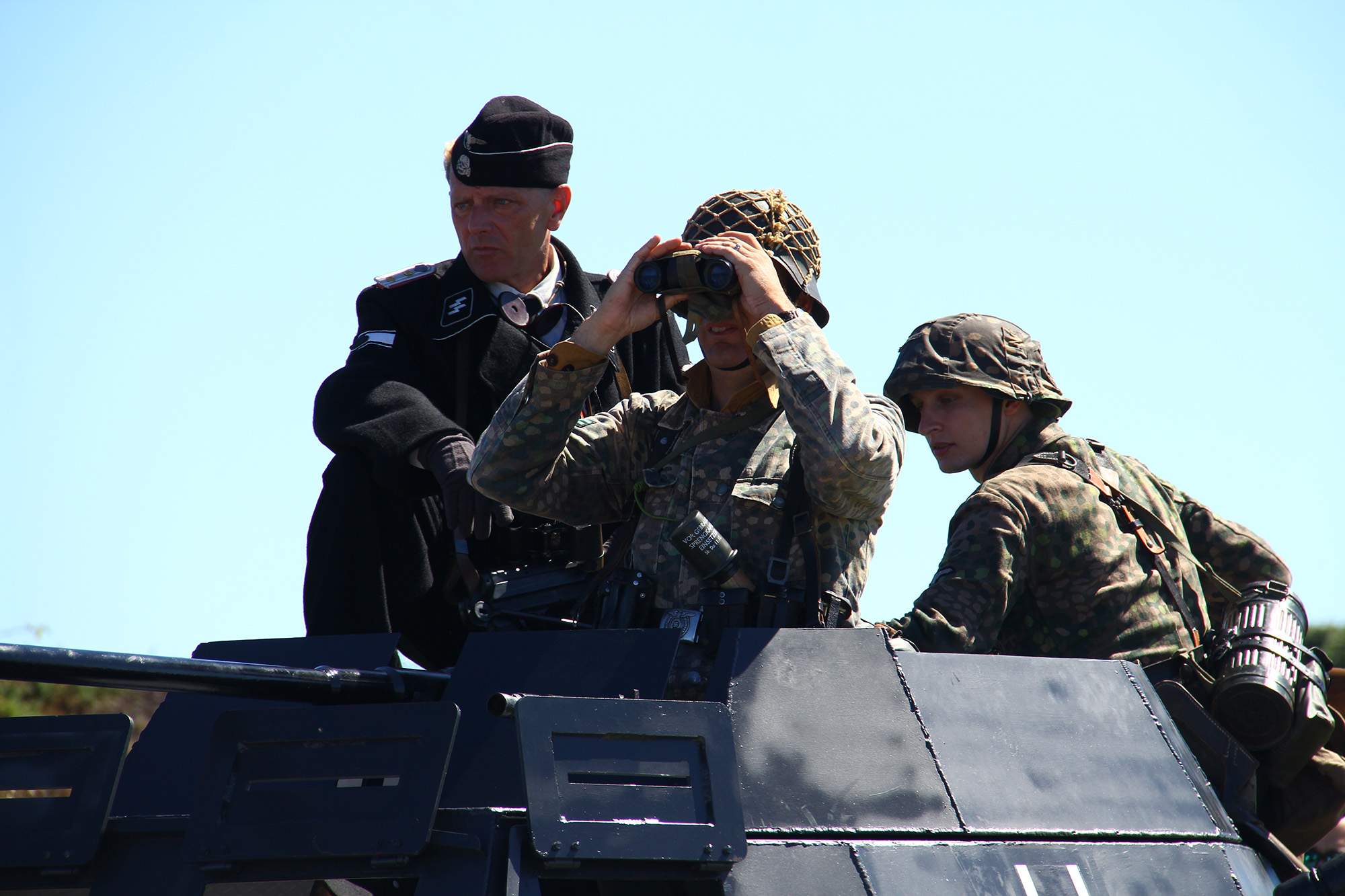
武装SS戦車兵の軍服（左）（2016年スペイン。ノルマンディー上陸作戦の際のポワント・デュ・オック（フランス語版）占領の歴史再現イベント）
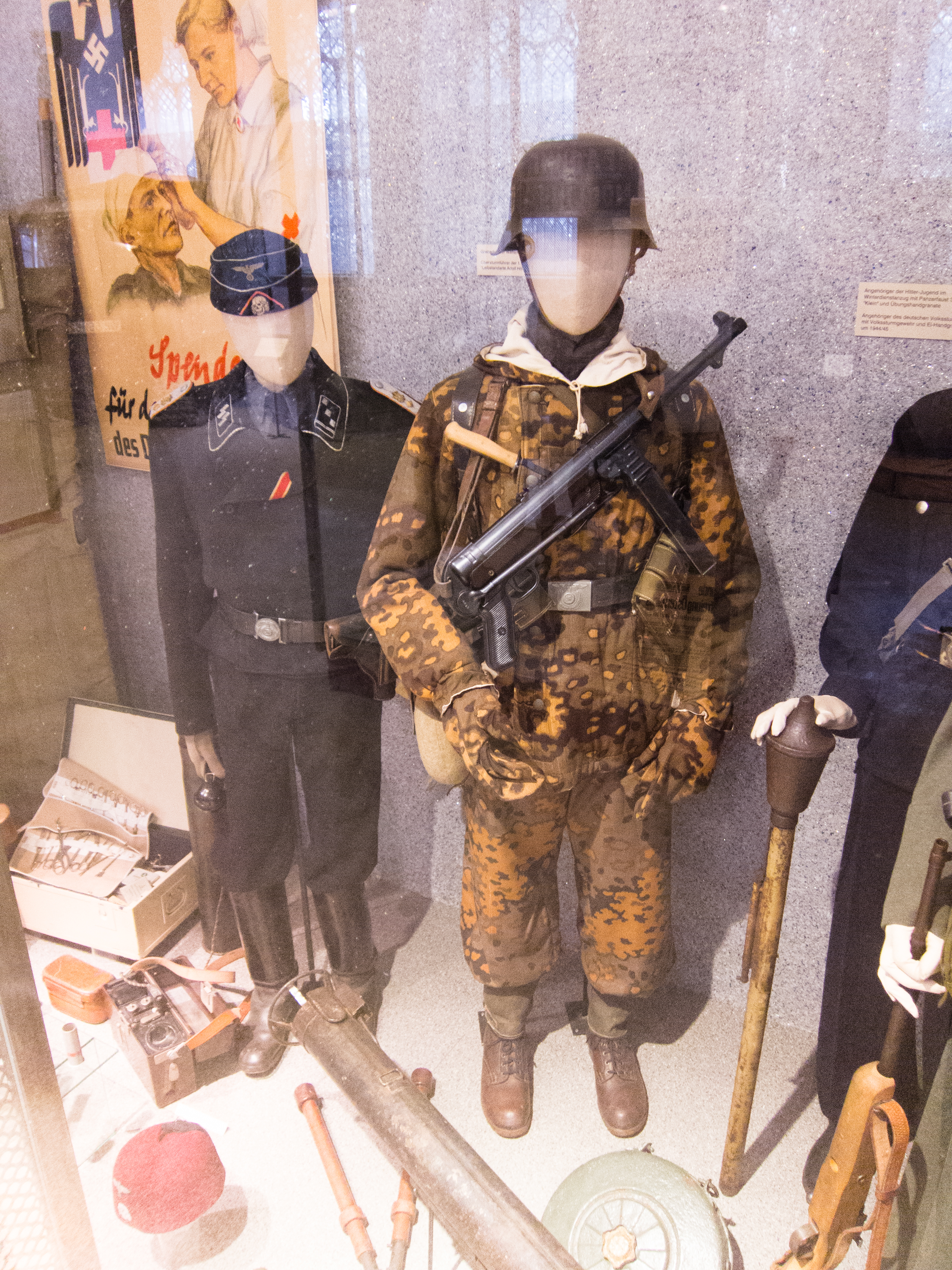
武装SSの戦車兵の黒服（左）と陸軍型SS迷彩防寒服（右）
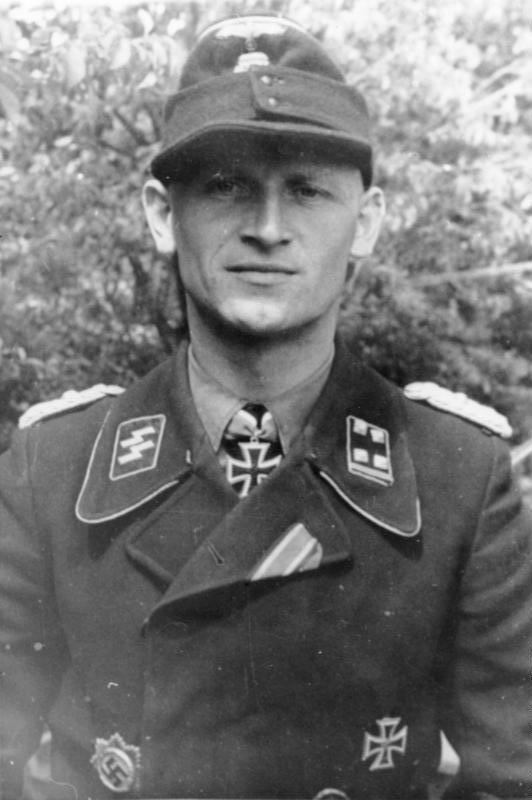
武装SS戦車兵軍服。帽子は戦車兵用の黒い規格帽（オットー・マイヤーSS中佐）
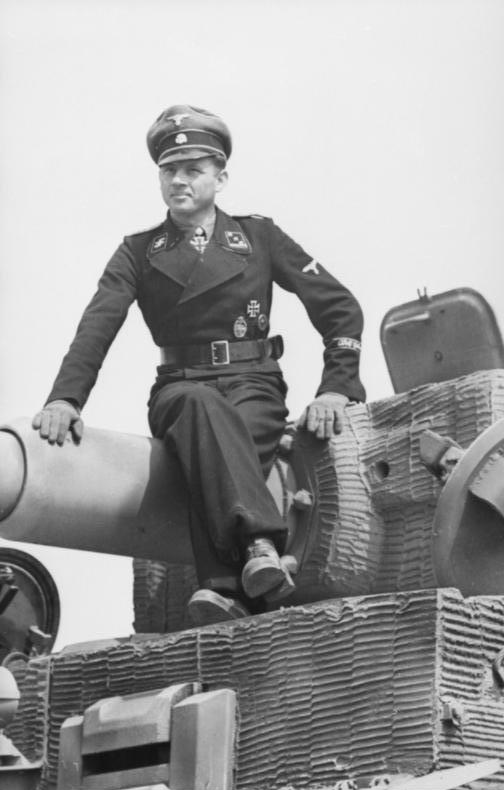
武装SS戦車兵軍服。LSSAH師団戦車エースのミヒャエル・ヴィットマンSS大尉。帽子はクラッシュキャップ
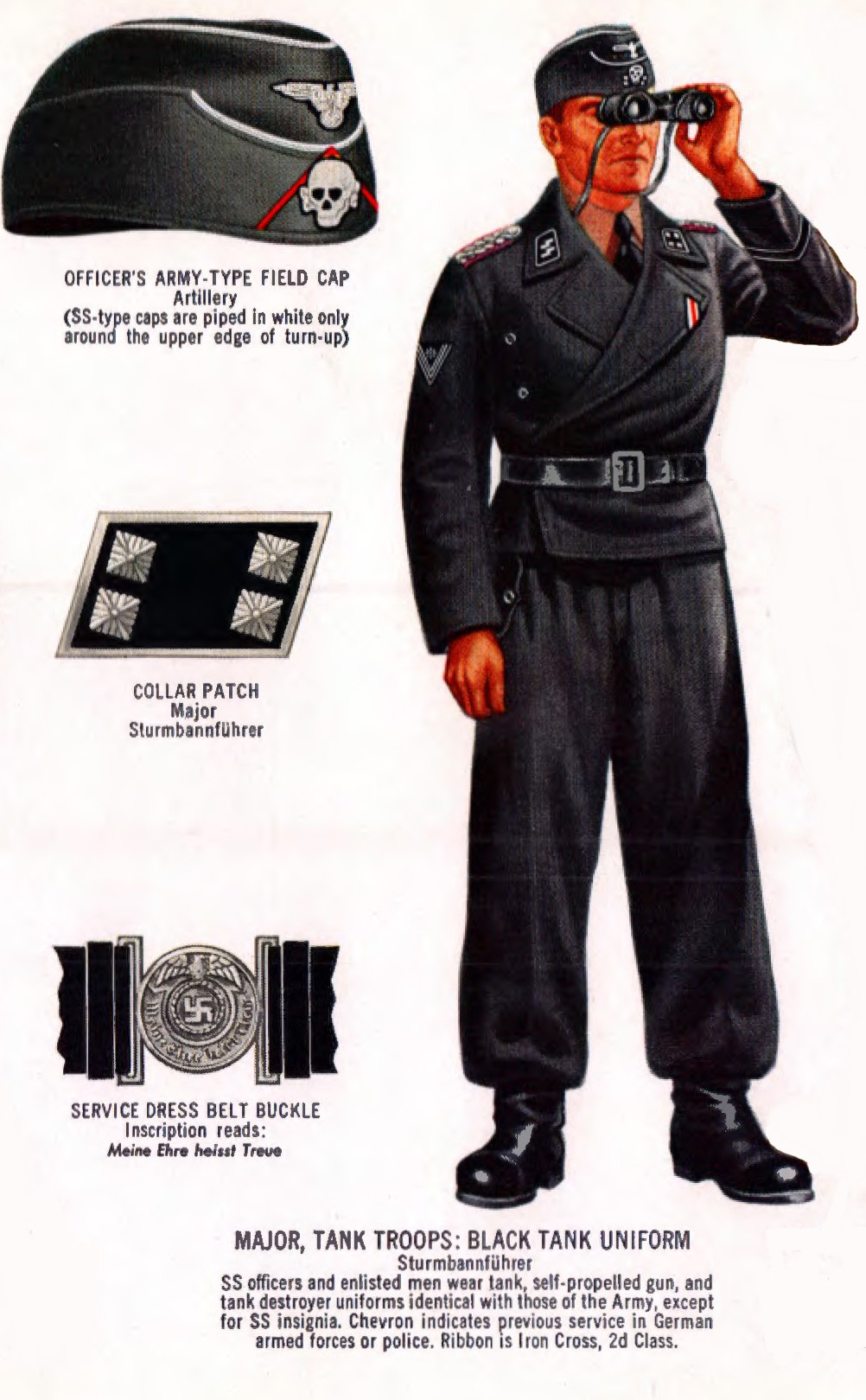
大戦前期に武装SSで使用された陸軍型の戦車兵軍服（アメリカ陸軍情報部『JAN #1 UNIFORMS AND INSIGNIA』）

#### 戦車兵の迷彩服
黒い軍服は戦車兵にとって誇りであったものの目立ちやすいため（特に白雪のつもった冬）、戦場では敵の砲火の標的にされやすかった。武装SSは陸軍よりも早くこの対応に乗り出した。1943年夏のツィタデレ作戦の際に正式に戦車兵用の迷彩カバーオールを採用した。「柏葉」の迷彩柄であり、これは当時SSで使用されたツェルトバーンと同じ柄である。リバーシブルの生地を使ってグリーンを基調とした夏季迷彩面と、ブラウンを基調とした秋季迷彩面があったが、ポケットは夏季面にしかついていなかったので完全なリバーシブルではなかった。ポケットは4つで両胸ポケットはドットボタン、両腿のポケットはポンチョ用のボタンで留められた。袖口と腰にはゴムが入っている。
さらに1944年1月には戦車兵に支給されていたリード・グリーンのツーピース作業着が迷彩柄に取り換えられることになった。迷彩柄はM44迷彩スーツと同じ「エンドウ豆」だった。それ以外は作業着と同じく黒い戦車兵制服と同じ裁断になっている。

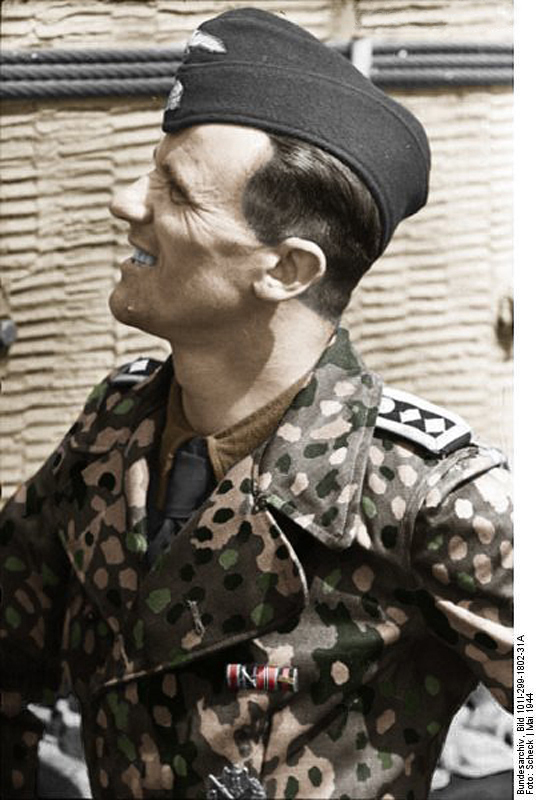
迷彩作業着の武装SS戦車兵。帽子は戦車兵用の黒い略帽

#### 戦車兵の黒革ジャケット
武装SSの一部の戦車兵に着用が見られた潜水艦Uボート搭乗員用の作業用の黒革ジャケットである。第12SS装甲師団「ヒトラー・ユーゲント」の戦車兵がキール軍港でこれを入手して着用するようになったのに始まる。光沢のあるボタンが特徴だった。

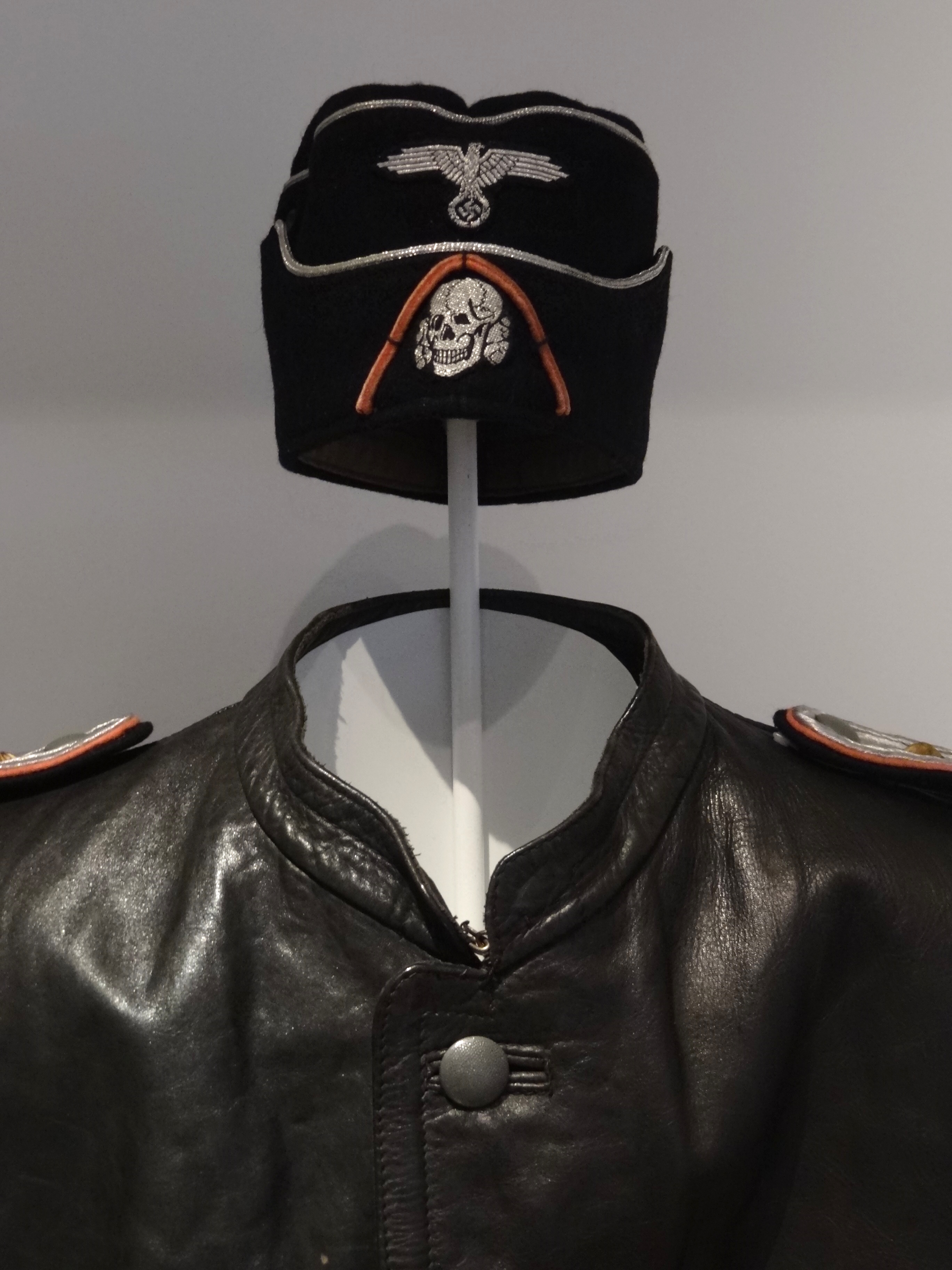
戦車兵の略帽と黒革ジャケット
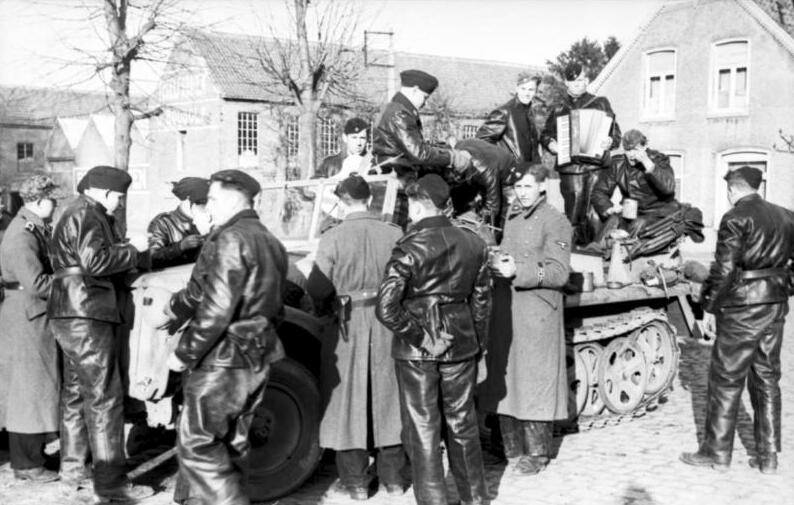
黒革ジャケットを着た第12SS装甲師団「ヒトラー・ユーゲント」の兵士たち（1943年フランス）

### 突撃砲兵軍服
1940年4月にLSSAHに突撃砲中隊が初めて編成されたのに伴い、武装SS用の突撃砲兵軍服が制定された。武装SS戦車兵の黒軍服と同型だが、色が野戦灰色であった。しかし1941年頃までは陸軍の突撃砲兵の軍服が流用されることもあった。1942年夏頃から武装SS用突撃砲兵軍服が広く支給されるようになった。戦車軍服と同様に将校は上襟の襟周りに銀パイピングを入れることがあった。またLSSAHのみ下士官は襟周りにトレッセを入れた。

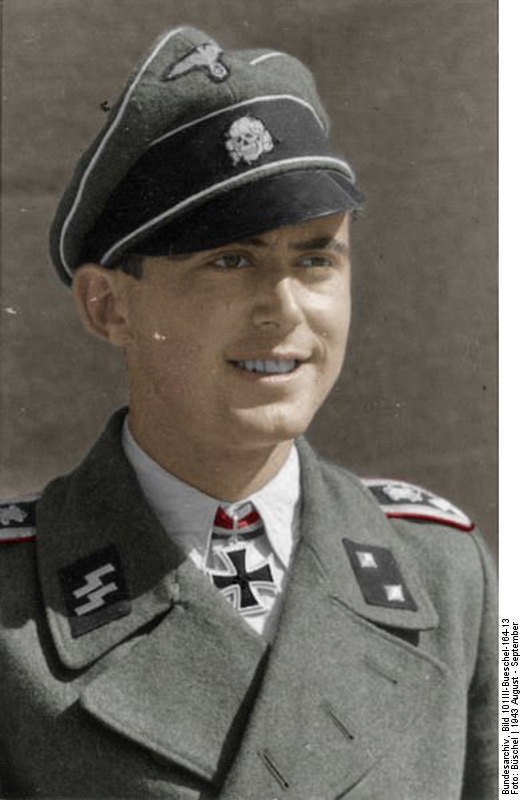
突撃砲兵の軍服を着るクルト・ザメトレイターSS曹長（1943年8月）
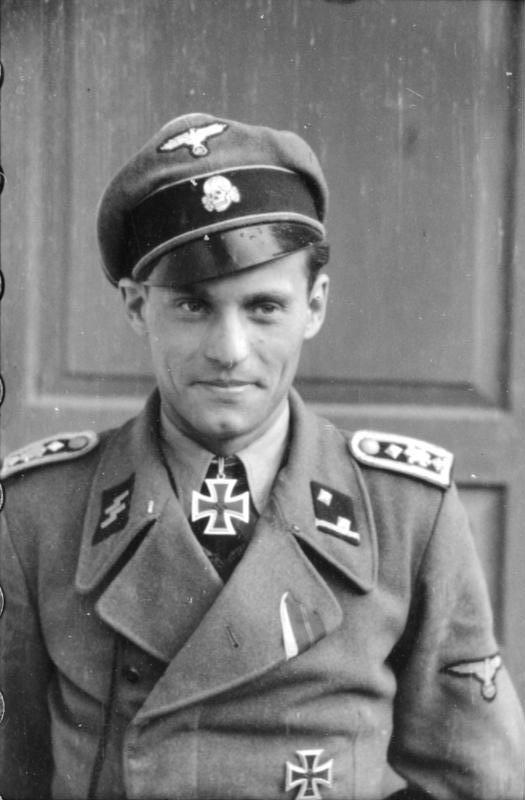
突撃砲兵の軍服を着るアドルフ・ギュンターSS上級曹長（1943年6月）
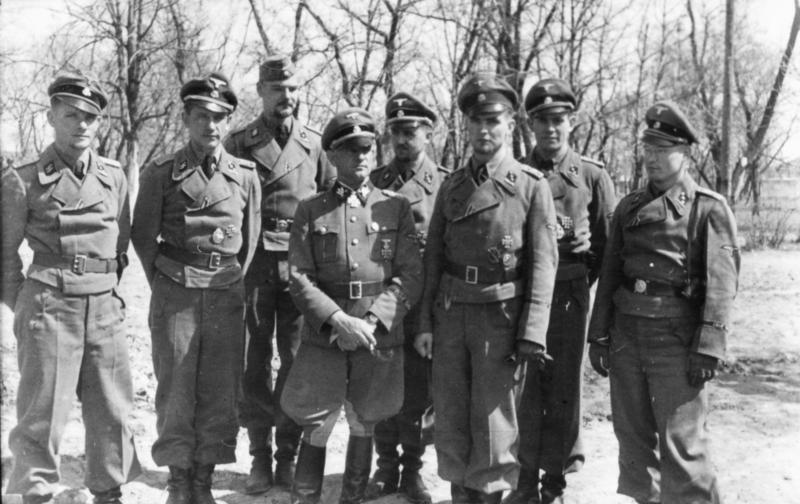
ヨーゼフ・ディートリヒSS大将と突撃砲将校たち（1942年ロシア）

### 熱帯服
武装SSは北アフリカ戦線には従軍していないが、南ヨーロッパのバルカン戦線 （第二次世界大戦）には従軍しており、気温の高いギリシャでの戦闘において武装SS将兵たちは陸軍のコットン製の熱帯用野戦服を独自に調達して使用した。これがきっかけとなり、武装SS独自の熱帯服の開発がすすめられることとなった。
1942年から支給されるようになった武装SSの熱帯野戦服はドイツ軍ではなくイタリア軍の熱帯野戦服「サハリアーナ（Sahariana）」をモデルにして作られており、肩から胸を大きなフラップが覆っており、胸ポケットのボタンでとめる仕様になっていた。このフラップは放熱効果のために付けられていたという。素材は陸軍熱帯服と同じコットン製。前ボタンは4個で開襟して着用する。ボタンは洗濯に便利なよう着脱式になっている。1943年にはポケットのプリーツを省略したM43熱帯服が製作されるようになった。規定では熱帯服には肩章や鷲章は付けるが、襟章は付けないことになっていたが、襟章を付けている者も見られる。
熱帯服の登場とともに各種熱帯帽や熱帯シャツ、熱帯ズボン（半ズボンもあった）なども導入された。

### 東部戦線の防寒着
ドイツ軍はウール製オーバーコート以外に特別な防寒着の備えがないまま独ソ戦を迎えたため、1941年から1942年にかけての冬季の東部戦線では凍傷・身体機能低下による戦線離脱者が相当数に及んだ。この対策で国防軍は1942年後期からウールまたはコットンレーヨン地の面と白いコットン地の面を反転着用できるリバーシブルで中に保温材が入っている防寒服とズボンを支給するようになった（軍服 （ドイツ国防軍陸軍）#東部戦線の防寒野戦服参照）。武装SSでも一部の部隊がこの防寒着を流用したが、同時期に武装SSは裏地が毛皮の42年型防寒服とズボンを武装SS独自の防寒着として定め、武装SSではこれが一般的となっていく。
この42年型防寒着は防水性のあるセメントグレーのギャバジン製で、裏地が毛皮の重いパーカータイプのコートだった。防寒性を考慮してプルオーバーになっており、対のズボンも一緒に支給された。また地面に雪が積もると染色されていない白のコットン製のフード付きスモックとズボンが支給され、防寒着の上から着用した。
この42年型防寒着は陸軍防寒着より保温性には優れていたが、重い上、毛皮部分が破損しやすいなど欠点も多く、どちらかというと陸軍防寒着の方が機能的だったという。SS経済管理本部長官オズヴァルト・ポールも陸軍防寒着に変更するべきと主張していた。
1943年10月1日、武装SSは陸軍型のSS迷彩防寒服を採用した。フード、ジャケット、ズボン、ミトンから成り、どれも防風素材を二重に重ねており、ウールレーヨンが間に挟んである。秋期迷彩柄の面と白い面のリバーシブルであり、通常野戦服の上から着用した。白側は汚れやすかったので戦闘以外では迷彩柄で着用するよう命じられていた。陸軍型との違いとしては迷彩の他、ポケットのふたの形状が陸軍は直線状なのに対し、SSの物はアーチ状である点、袖部に敵味方識別布用のボタンがない点があげられる。他にも細部にいくつか違いがある。
42年型防寒着に完全に取って代わることはなく、両者は併用して生産・使用された。1943年後期から1944年初期にかけては42年型防寒着の前合わせを改良した物が登場した。着脱しやすいようプルオーバーからボタンで全開できるスタイルになっており、また胸ポケットのプリーツはなくなっている。

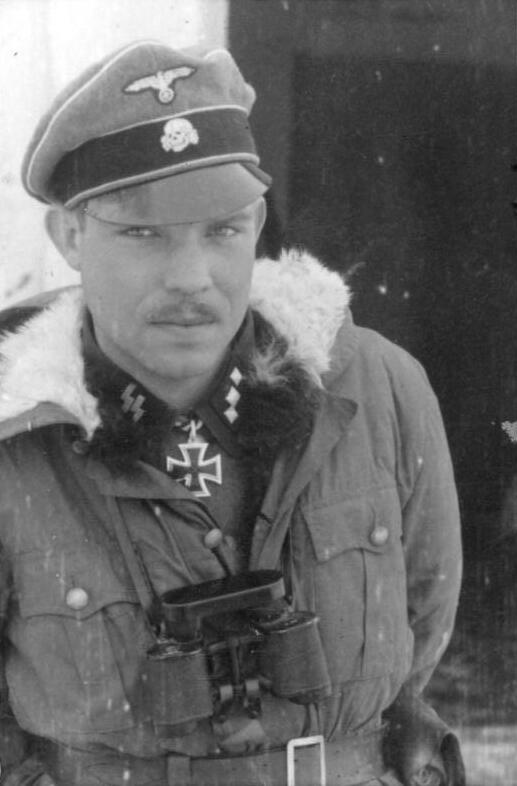
1942年型の裏地が毛皮の防寒着（1943年ハリコフ攻防戦のヘルマン・ダールケSS少尉）
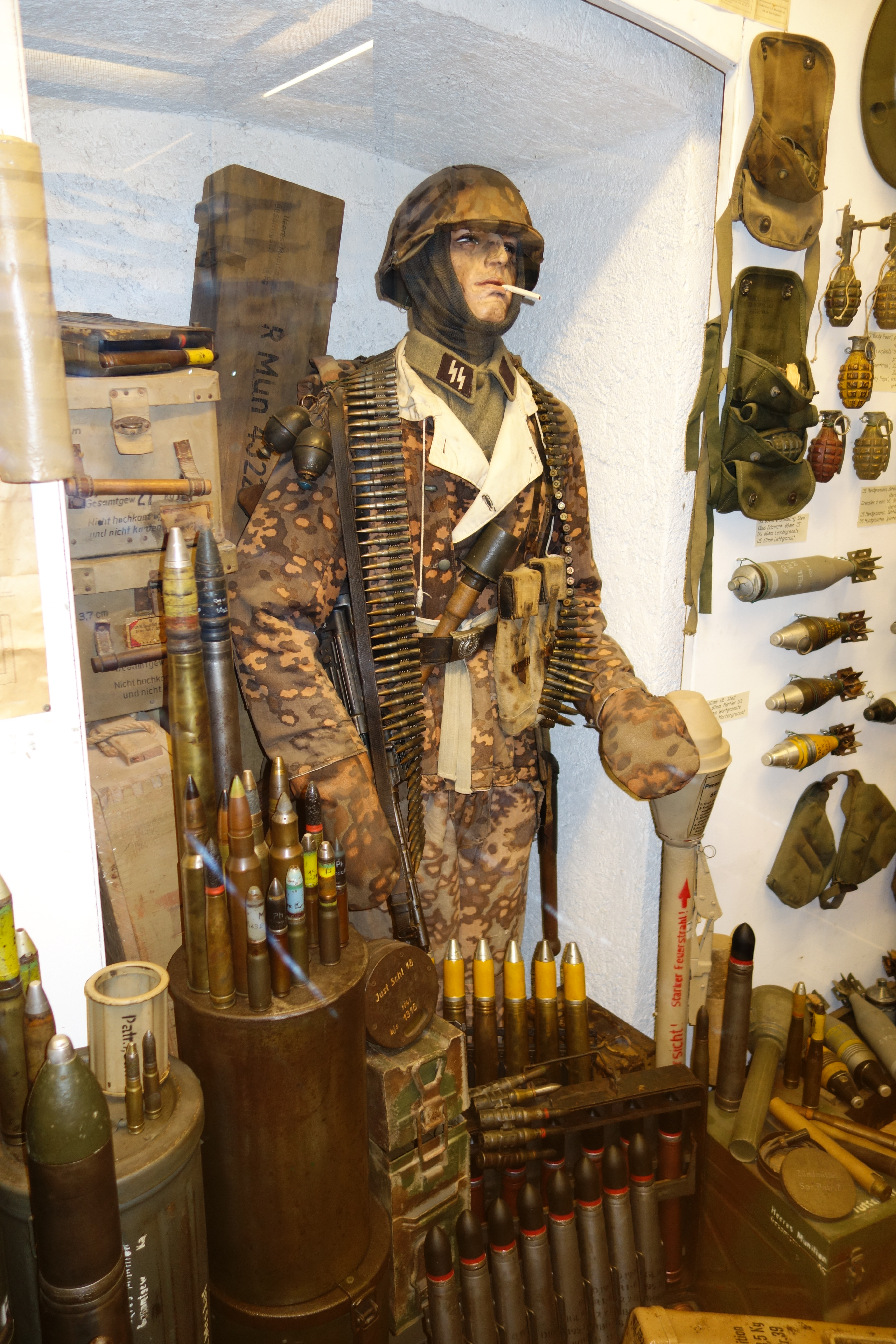
1943年型の陸軍型SS迷彩防寒服
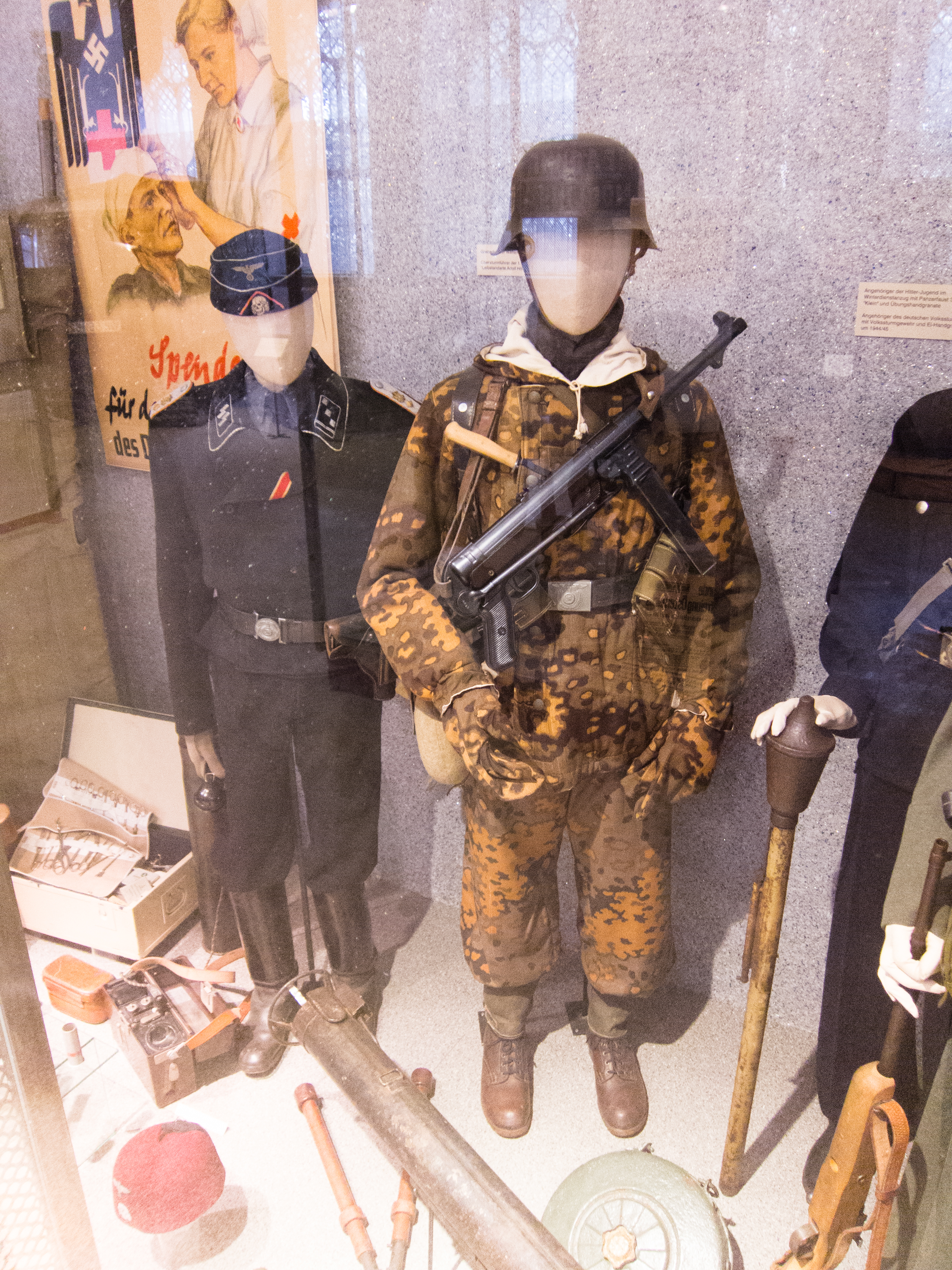
武装SSの戦車兵の黒服（左）と陸軍型SS迷彩防寒服（右）

## 夜会服と社交服

夜会服の上衣

1938年にSS用の黒い夜会服が制定された。夜会服の上衣は民間の夜会服から燕尾を取ったデザインだった。下襟は絹でボタンはオーク葉にSSのルーン文字のマークのデザインだった。肩章は両肩に付き、右胸には髑髏と「忠誠こそ我が名誉（Meine Ehre heißt Treue）」の文字が入った徽章が付く。正式な席では、白いベスト、白い蝶ネクタイ、白いウィングカラーシャツの上、略式の席では黒いベスト、黒い蝶ネクタイ、白いウィングカラーシャツの上にこの上衣を着用した。正式の場合でも略式の場合でも黒いズボンと一緒に着用した。このズボンには横の縫い目に白のパイピングがあり、その左右に22ミリ幅の銀アルミニウムのモールのストライプが上から下まで走っている。
1939年にSS用の社交服が制定された。これは銀のボタンが2列のダブルブレストの黒の上衣である。将校は銀、下士官兵は白いパイピングが襟から前立てや袖のカフスに付く。将官は下襟がシルバーグレーになっている。この社交服に合わせるズボンは外側に縫い目にパイピングが施された黒の長ズボン。靴は黒い靴、もしくは礼装用の拍車のついたくるぶし丈のブーツである。社交服はここで見られる。

## 女性補助員の制服
戦時中、SSも国防軍と同様に人手不足から後方任務に女性補助員（SS-Helferinnen）を動員した。SSの女性補助員には「女性補助員」と「戦時女性補助員」の区別があった。SS経済管理本部の1943年の命令によると前者はSS帝国学校の卒業者、後者は東部占領地域に派遣される者であるという。
女性補助員はネクタイを付けずに白いブラウスを着用し、その上に野戦灰色の背広を着た。この背広は前ボタンが3つ、左右の腰の部分にふた付きポケットがあり、左胸にもポケットが付いていた。ポケットはいずれも切り込み式であった。スカートは背広と同じ野戦灰色だった。靴は黒い靴を履いた。
さらに黒い略帽風の帽子をかぶった。この帽子には男性SS隊員の略帽と違って折り返し部分がなかった。また髑髏の帽章は付かず、鷲章だけが付いていた。
女性補助員はSSのルーン文字が入った黒い布製パッチを胸ポケット部分に貼り付けた。また通信を担当する者は左袖に通信隊を示すブリッツ（雷光）章を入れることもある。一方戦時女性補助員の場合にはSSルーン文字のパッチは付けなかった。

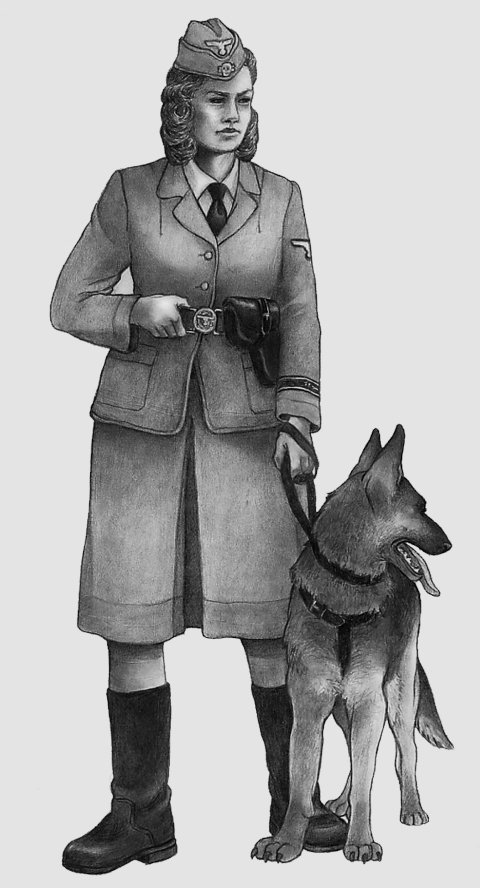
強制収容所勤務の女性補助員を描いた絵
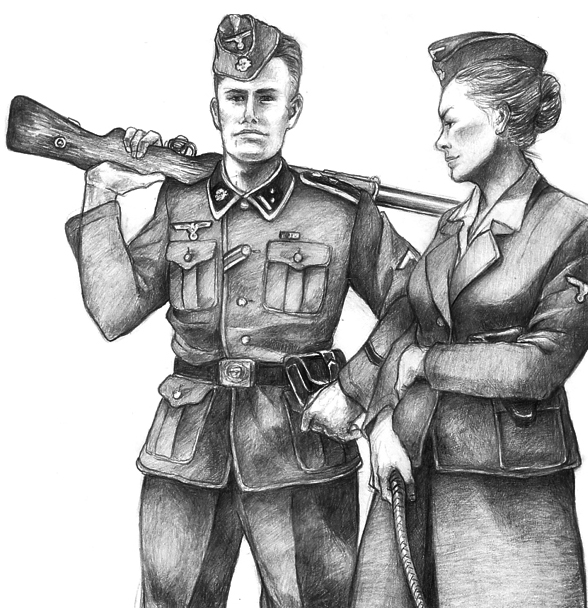
強制収容所勤務の男性SS隊員と女性補助員を描いた絵
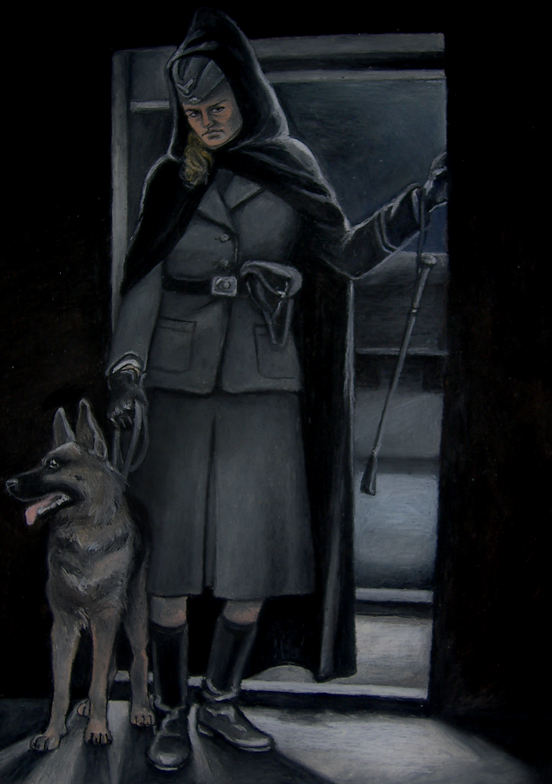
外套を着たイルマ・グレーゼを描いた絵。
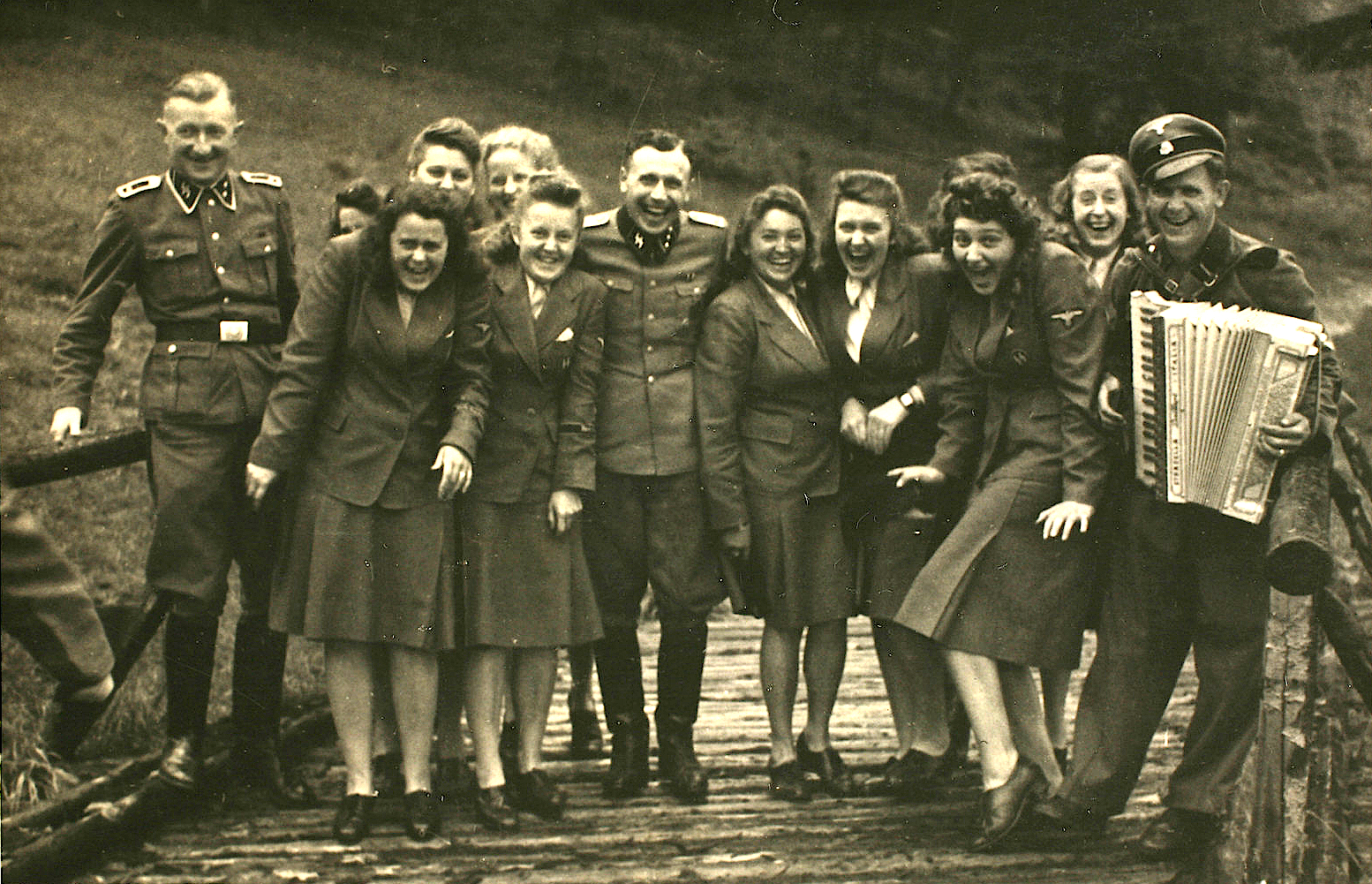
アウシュヴィッツ強制収容所の職員ら

## オーバーコート

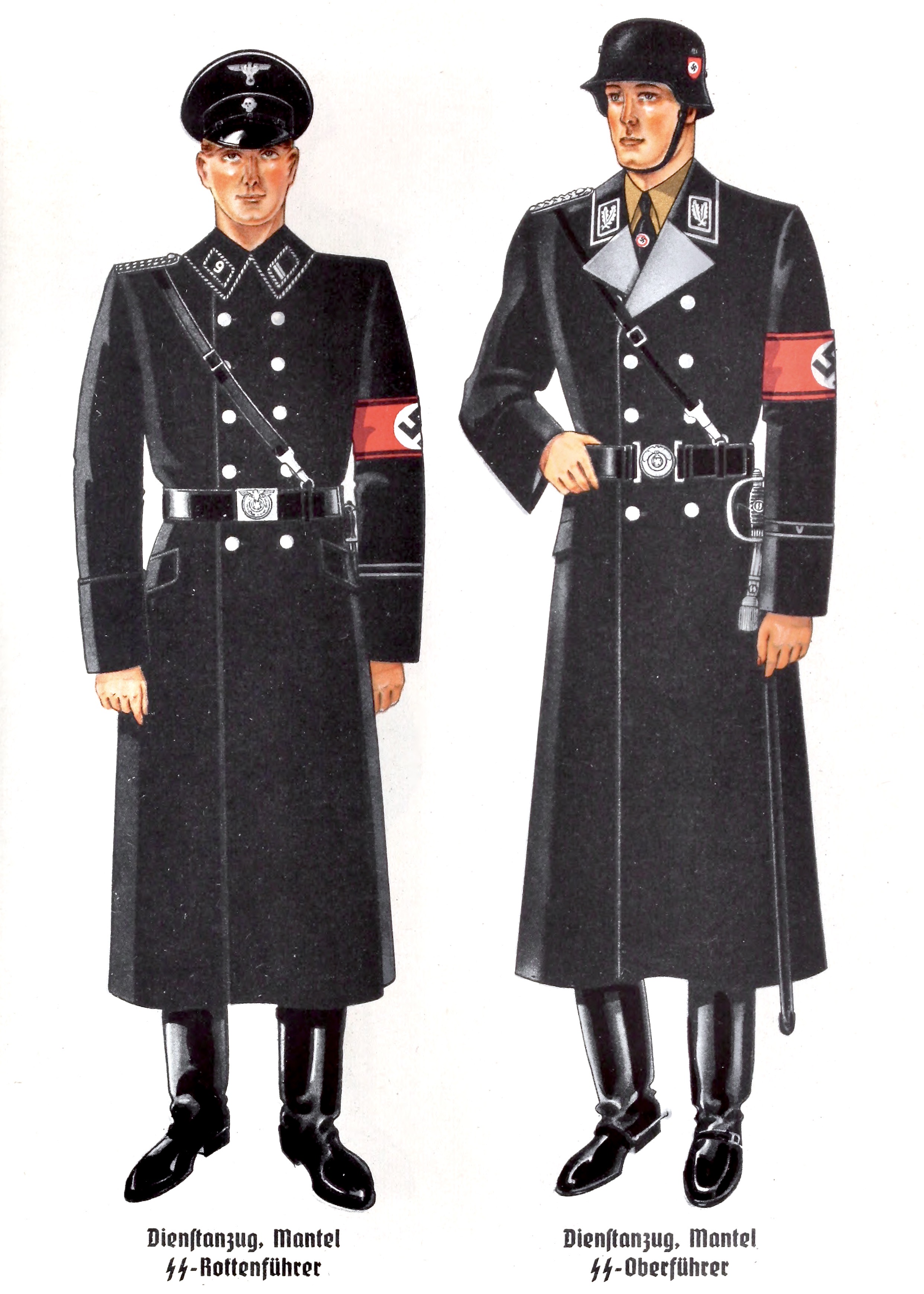
兵卒（左）と将官（右）の黒服オーバーコート

1932年の黒服の導入と同時に黒いオーバーコート（Mantel）が制服に定められた。このオーバーコートは前ボタンは一列6個のダブルになっており、斜めの切り込みポケットが腰の部分の左右に付いている。後ろには両端に離れたボタンで止められたハーフベルトが付いている（ナチ党型ハーフベルト）。また黒服と同様に左腕にはハーケンクロイツの腕章をつけた。ウール製のコートと革製のコート、レインコートの三種があったが、一般SSではやがてウール製コートは使われなくなり、皮製コートが一般的になった。コートにも徽章類を全てつけたが、勲章はコートに付けてはならなかった。
基本的に下に着用している制服と同じ色のコートを着るのが原則であり、1935年にSS特務部隊でアース・グレーの野戦服が制定されるとともにアース・グレー色のオーバーコートも制定された。ついで1937年に野戦服の色が野戦灰色に変化したのに伴い、1939年に陸軍で使用されていたフィールド・グレーのオーバーコートが武装SSにも支給された。陸軍オーバーコートは後ろのハーフベルトを中央のボタンで止める。
はじめ襟がダークグリーンだったが、1942年に襟が野戦灰色になった。陸軍のオーバーコートは襟章は付けてはならなかったが、武装SSでは付けても構わなかった。ただ戦争後期になるにつれて付けない者が増えた。なお一般SSでは最後までオーバーコートに襟章を付け続けた。
下士官兵士は支給された物を着用した。将校はオーダーメイドする者も支給品を着る者もあった。冬季には高級将校の間ではコートの襟に毛皮をつけるのが流行ったという。将校の中で多かったのはオーダーメイドした革コートである。この革コートには基本的に襟章は付けなかった。袖章もあまり付けなかったようだが、付けている者もいたようである。
なおオーバーコートが何色であってもSS准将以上の階級の者の場合は下襟にはシルバーグレー色（かなり白に近い）を入れ、開襟で着用するのが普通であった。SS将官の中には襟の縁取りにシルバーグレーのパイピングを入れている者もいるが、これは特にSSで規定していたわけではなく個人の好みで行われたようである。

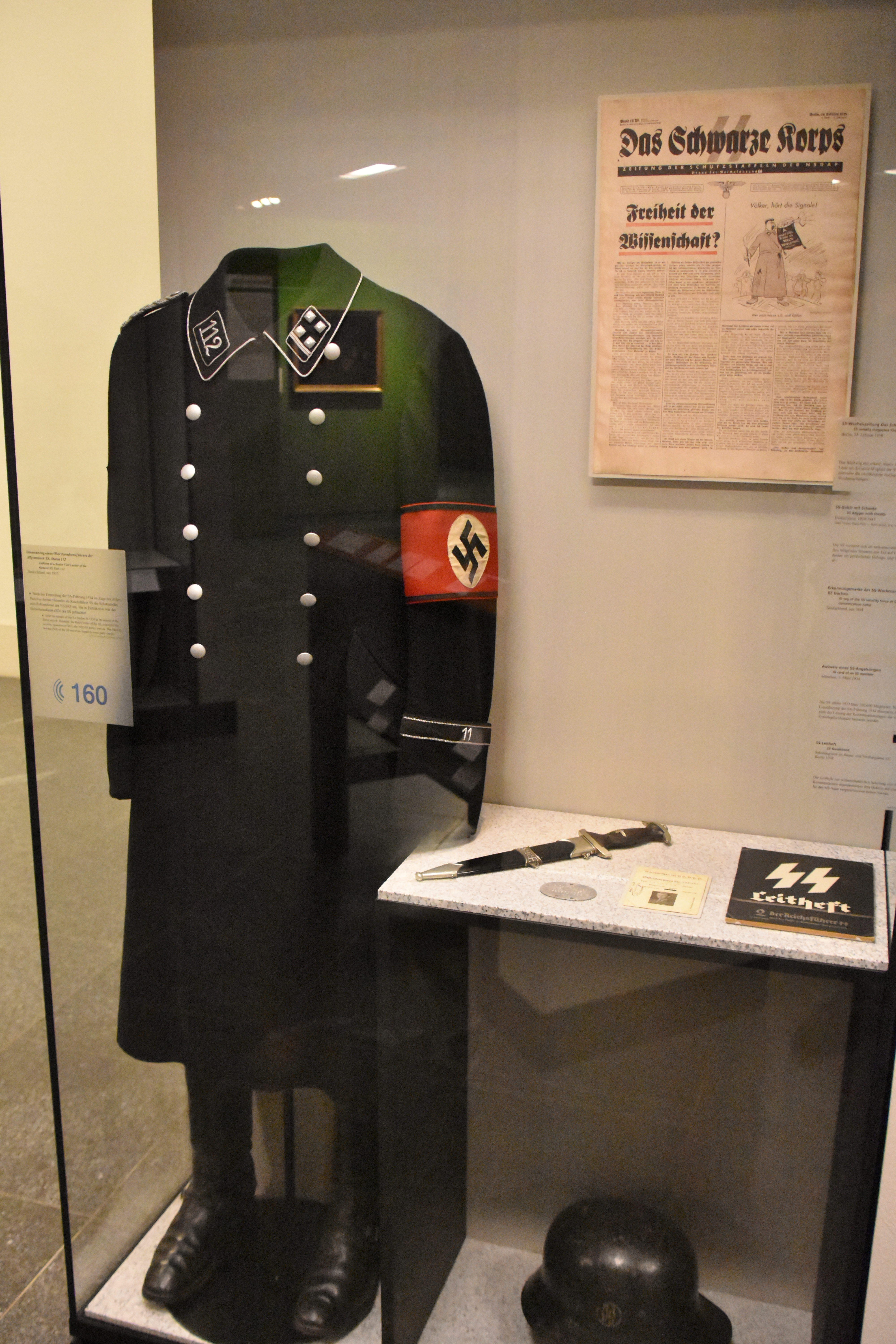
黒服オーバーコート
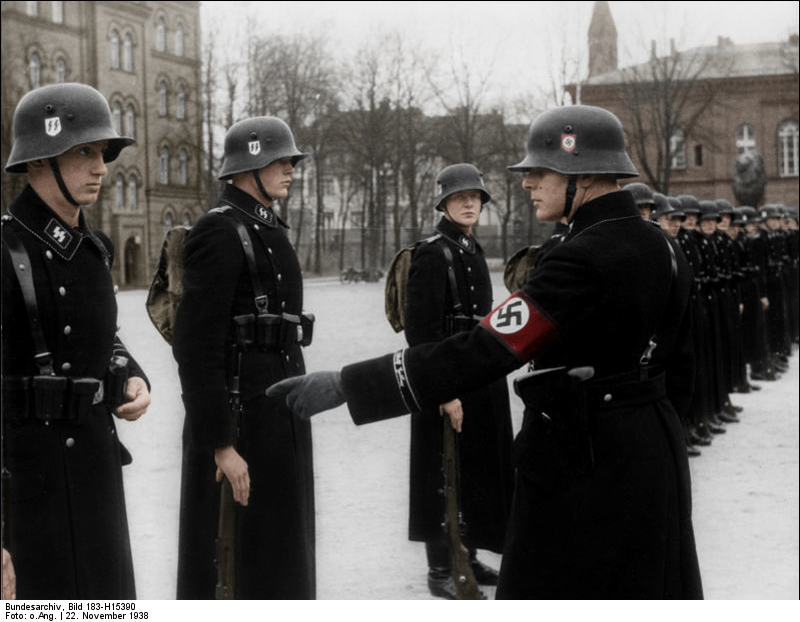
黒服オーバーコートを着用するLSSAH隊員。
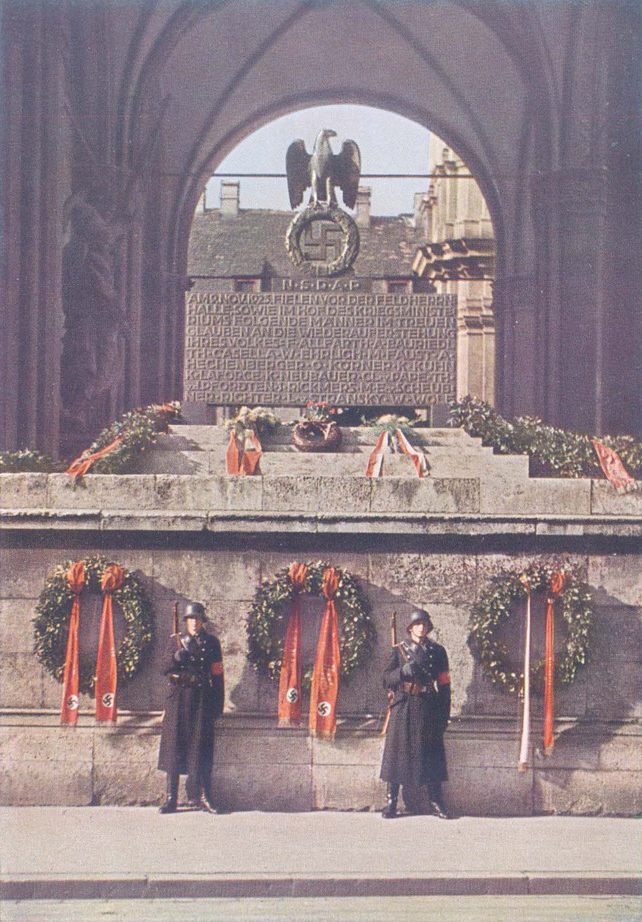
黒服オーバーコートを纏ったフェルトヘルンハレのSS衛兵
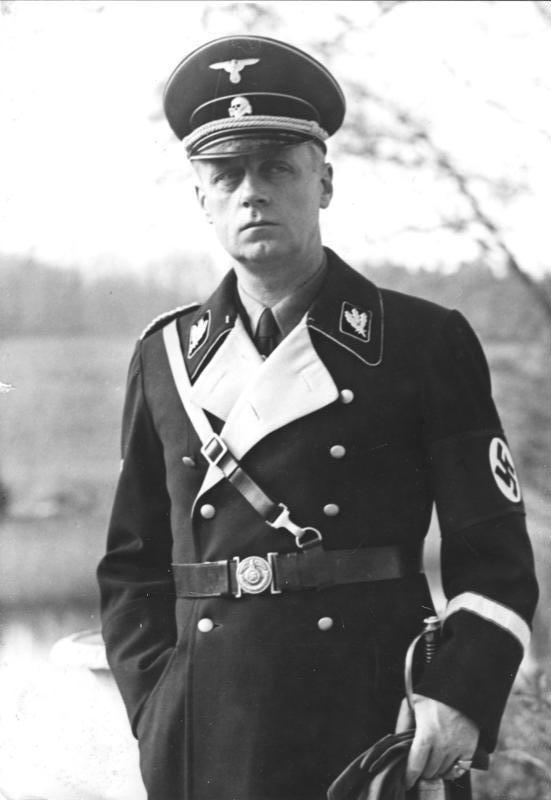
将官用の黒服オーバーコート。SS名誉中将ヨアヒム・フォン・リッベントロップ
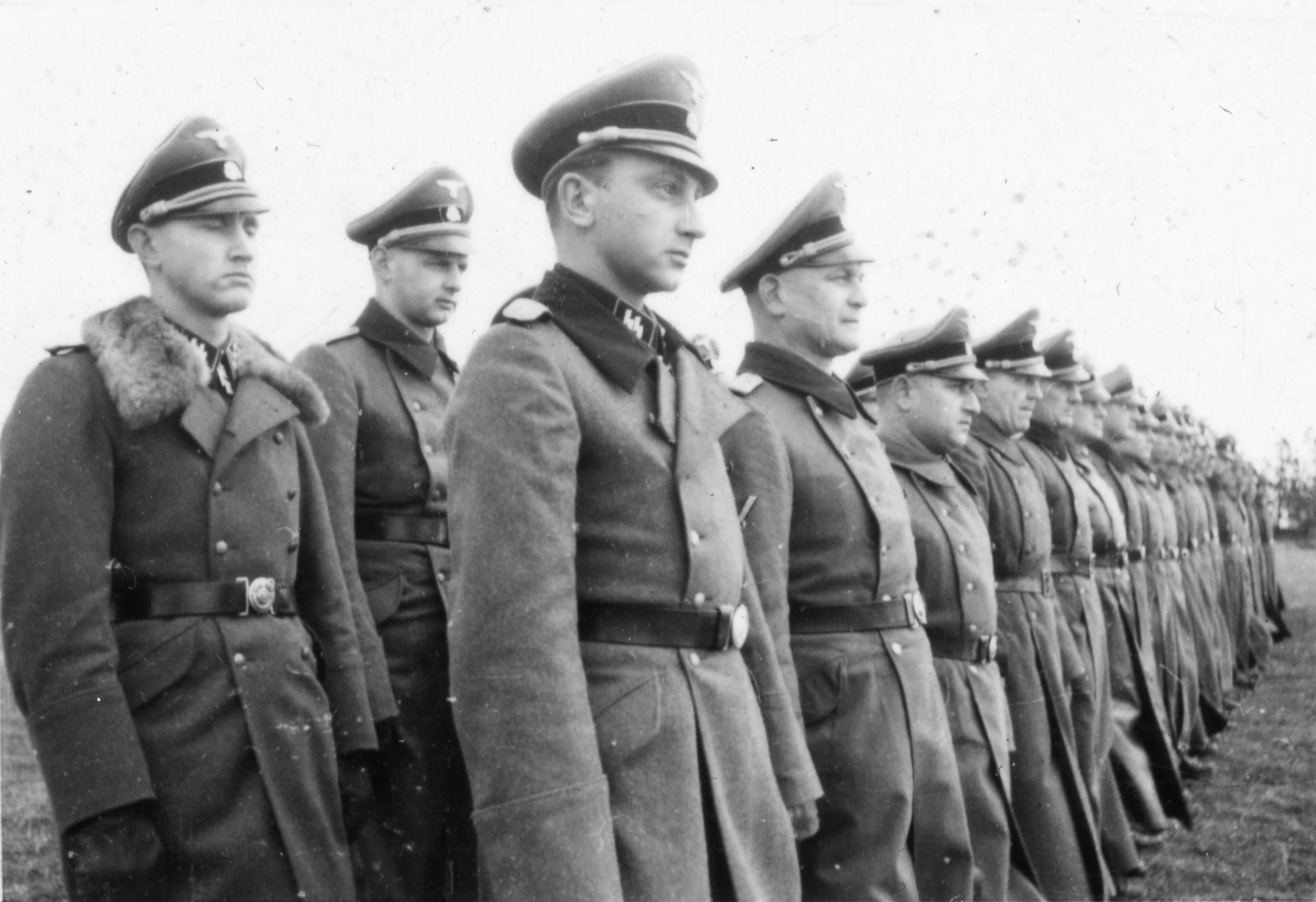
野戦灰色オーバーコートを着る第1SS歩兵旅団（en）の将校たち。襟に毛皮を使っている者も確認できる。
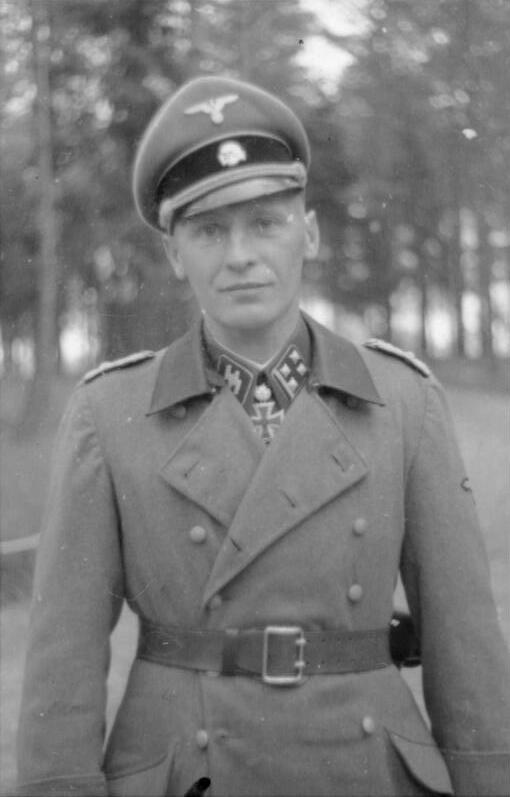
1943年、野戦灰色オーバーコートを着るジルヴェスター・シュタッドラー（ドイツ語版）親衛隊中佐（後に少将）
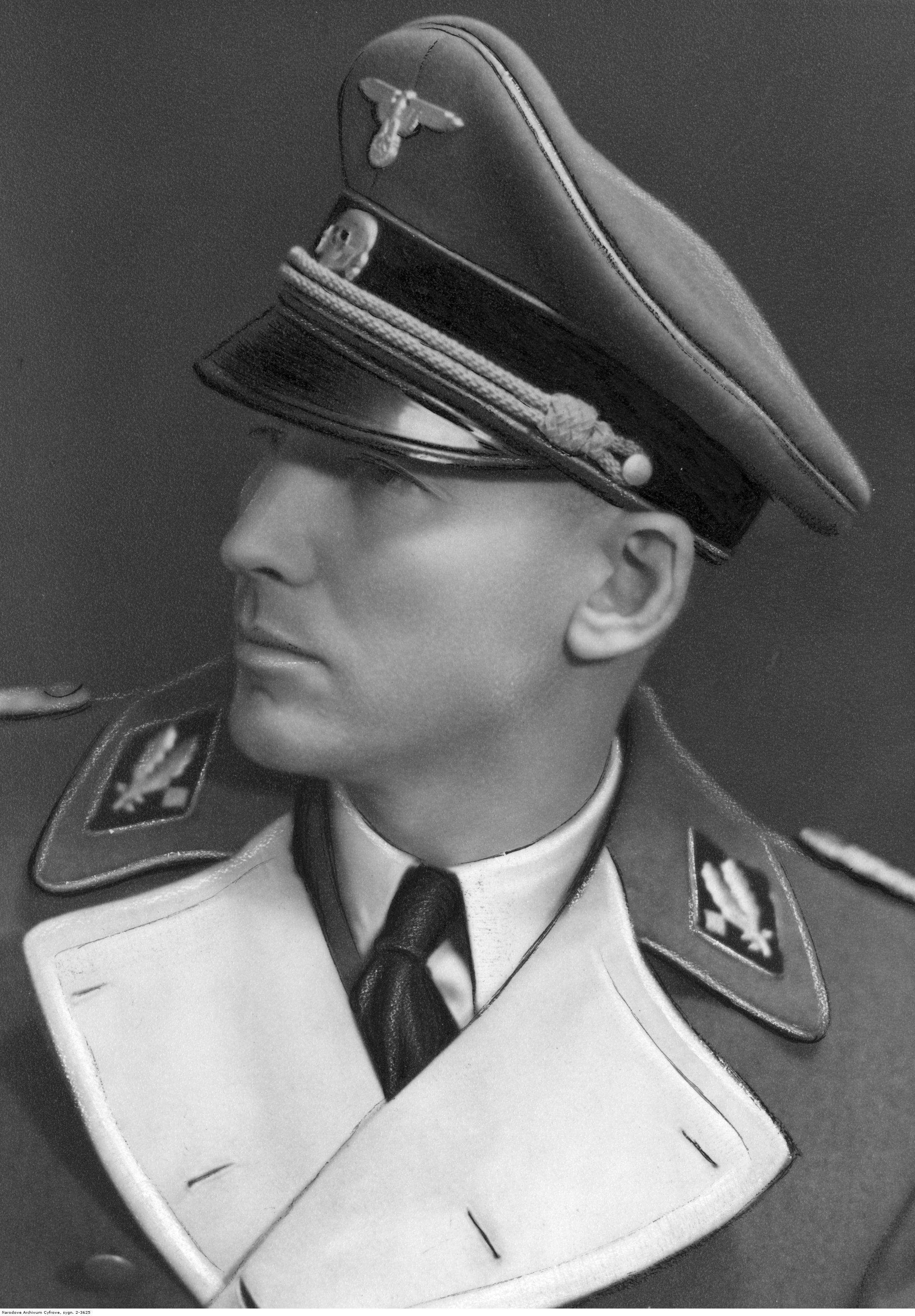
将官用の野戦灰色のオーバーコート（オットー・ヴェヒター（ドイツ語版））
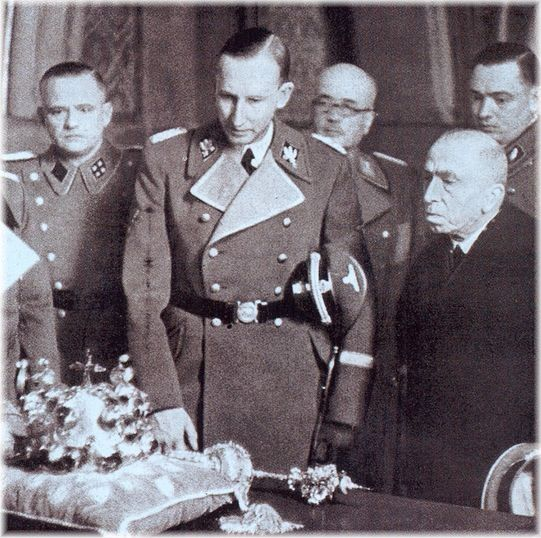
将官用の野戦灰色のオーバーコート（1941年ラインハルト・ハイドリヒSS大将）
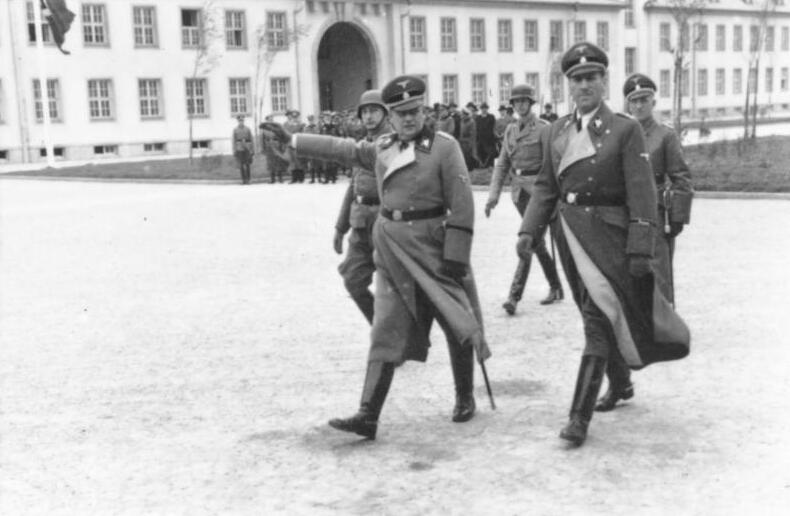
将官用オーバーコートを着ているクリューガーSS大将とカルテンブルンナーSS中将（1941年ウィーン）
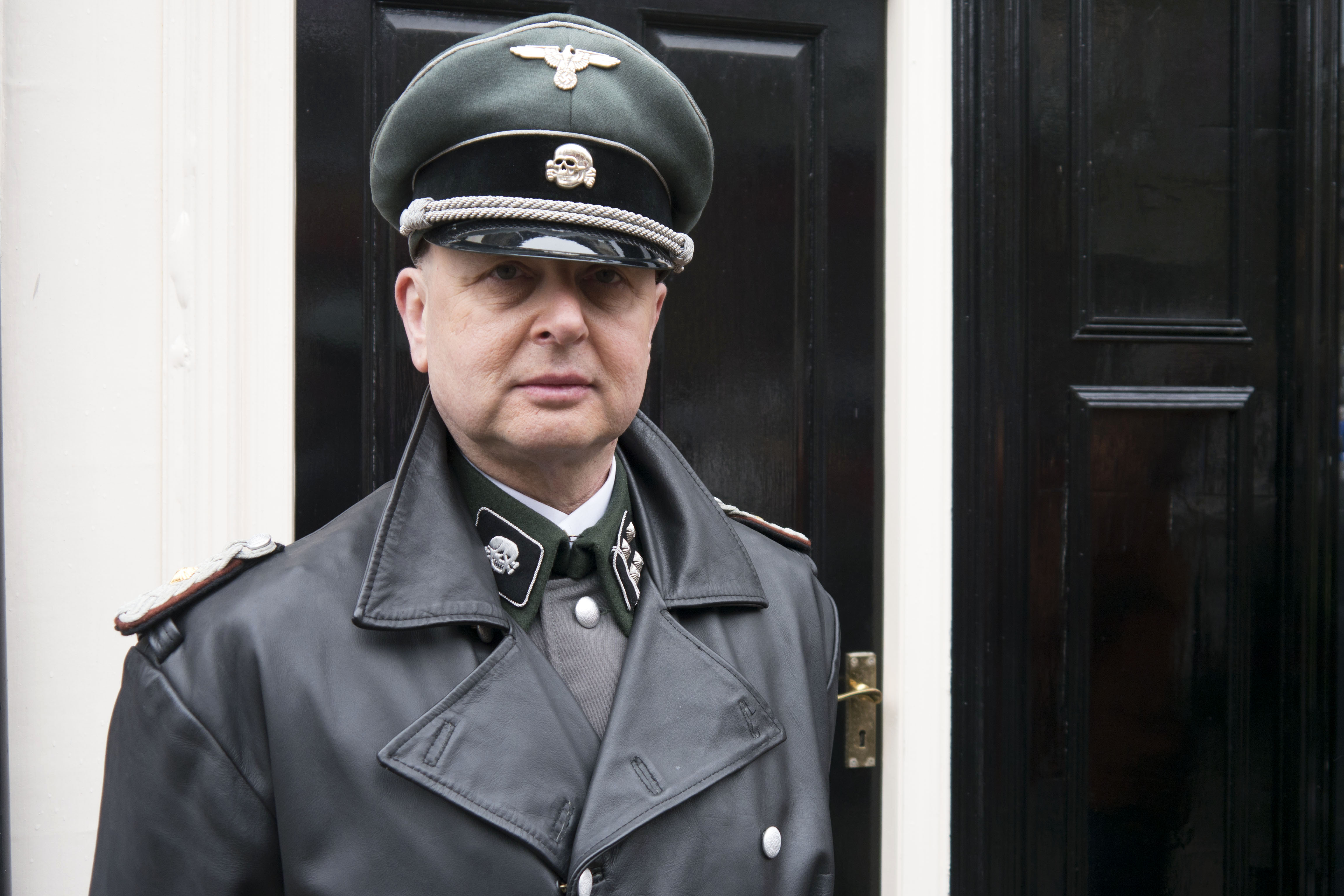
革コート（2013年5月18日ハワース1940年代ウィークエンド）
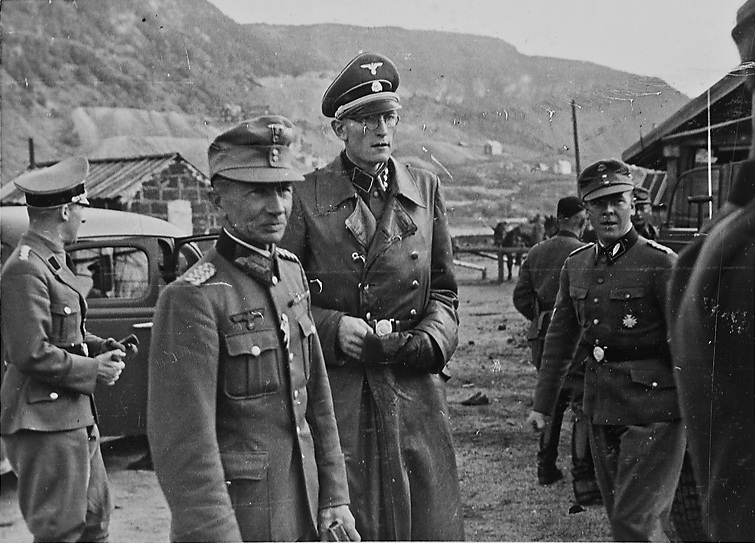
革コートのSS大尉ギュンター・ハゲマイスター博士（中央の長身の人物。）

## 黒マント
1934年に制定された黒服の上に羽織る黒マント。マントには首元のストラップと前身頃に4個の隠しボタンが付いていた。襟には襟章、襟周囲にはパイピングが付く。後に（1938年頃）、鷲章のデザインの銀アルミニウムの留め金具が登場した。マントは希望する隊員が自費で購入するものだったが、高価だったため購入した隊員はほとんどなかったようである。マントを所持している人物にハンス・ハインリヒ・ラマース名誉SS大将、ヨシアス・ツー・ヴァルデック＝ピルモントSS大将、テオドール・アイケSS大将などがいる。

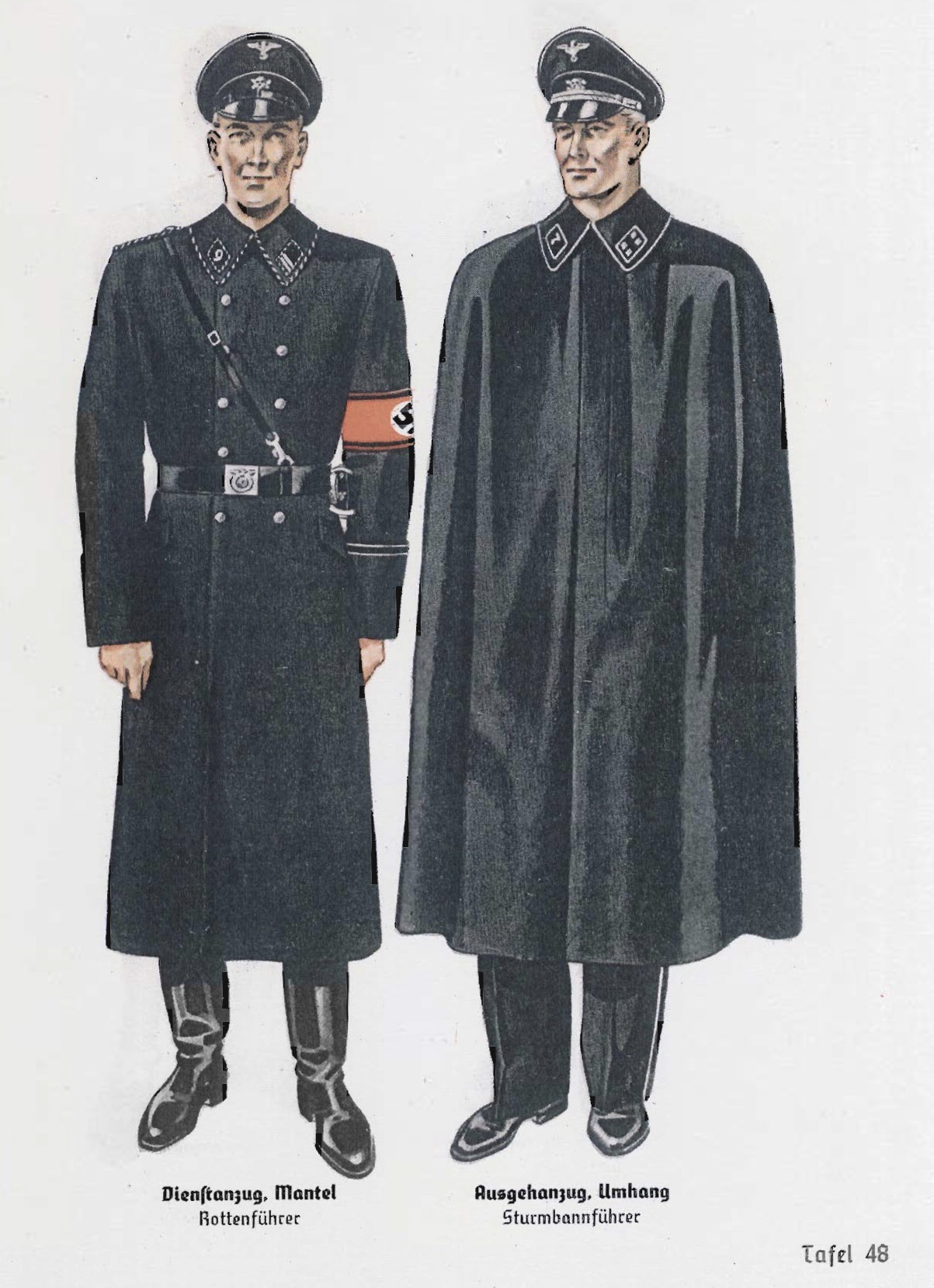
黒いオーバーコート（左）と黒マント（右）

## 制帽

### ケピ帽
SAと同型の制服を着用していた頃に使用された帽子。SAの使用したケピ帽は褐色だったが、SSの物は黒く、また髑髏の徽章を付けるのが特徴的であった。1932年制定の黒服用制帽に取って代わられた。

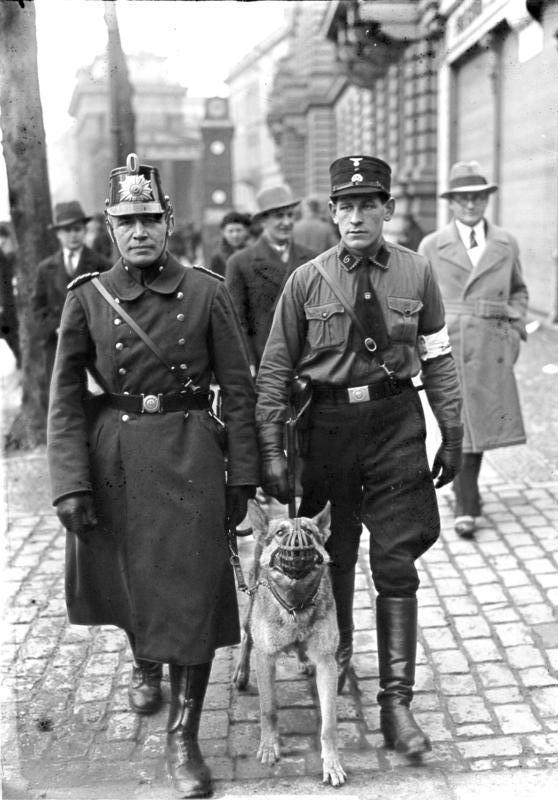
警察官（左）とともにパトロールするベルリンのSS隊員（右）。ナチ政権初期の1933年3月5日。褐色シャツ型制服を着てケピ帽を被っている。

### クレッツヒェン
クレッツヒェン（Krätzchen）は帝政ドイツ軍で使用されたバイザーのない制帽のような帽子である。SSが使用したものは色が黒く、正面に髑髏の帽章と鷲章を付けた。ここでSSのクレッツヒェンを見られる。
クレッツヒェンはSSが誕生したばかりの1925年頃からSSで使用されてきた。1933年から1934年にかけて特務部隊で頻繁に使用された。主に訓練で使われた。しかし1935年に黒い略帽が制定されると取って代わられた。1935年に正式に廃止された。

### 一般制帽

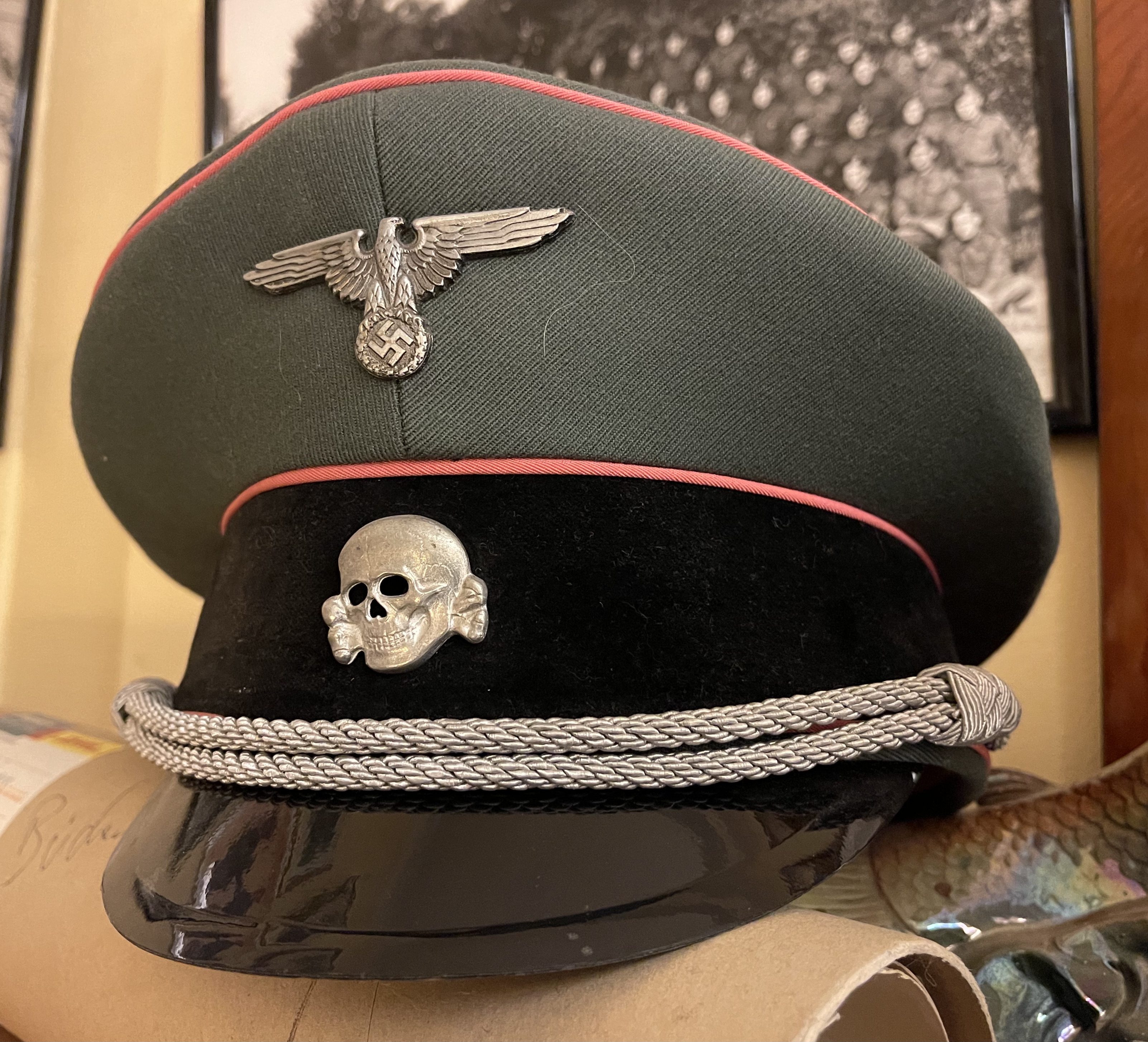
野戦灰色の将校用制帽

1932年7月7日に黒服とともに黒い制帽（Dienstmütze）が制定された。それ以前のケピ帽に代わる帽子であった。髑髏などSS専用の徽章類を除けば陸軍制帽とほぼ同形状である。最初の物は黒だったが、制服の色に併せてアースグレーや野戦灰色の制帽が作られていった。素材はうね練りのギャバジン素材が多かった。
初期の制帽は第一次世界大戦のドイツ軍や戦後のヴァイマル共和国軍の軍帽の流れを組んでいたので、あまりトップが高くなく、潰れているような感じの物が多かった。1935年から制帽の形状は、前面のトップが高く、よりぴんと張った鞍形のスタイルへと変更された。また制帽の髑髏章の形がプロイセン時代からの下顎のない物から下顎が付いた物に変わったのが1935年後半で、鷲章の形が大型化し横に広い形になったのが1936年前半のことである。
顎紐は将校が銀のアルミモールを使用し、兵士・下士官は革の物を使用した。制帽の縁取りの色は大佐以下の階級の者は白、准将以上の階級の者は銀を使用した。1940年5月には縁取りの色を兵科色にするようにとの命令が出されたが、同年12月には白・銀に戻すよう再命令が下された。しかしこの命令に従わない者が多く、兵科色の縁取りがなされた一般制帽がその後も広く使用され続けたという。

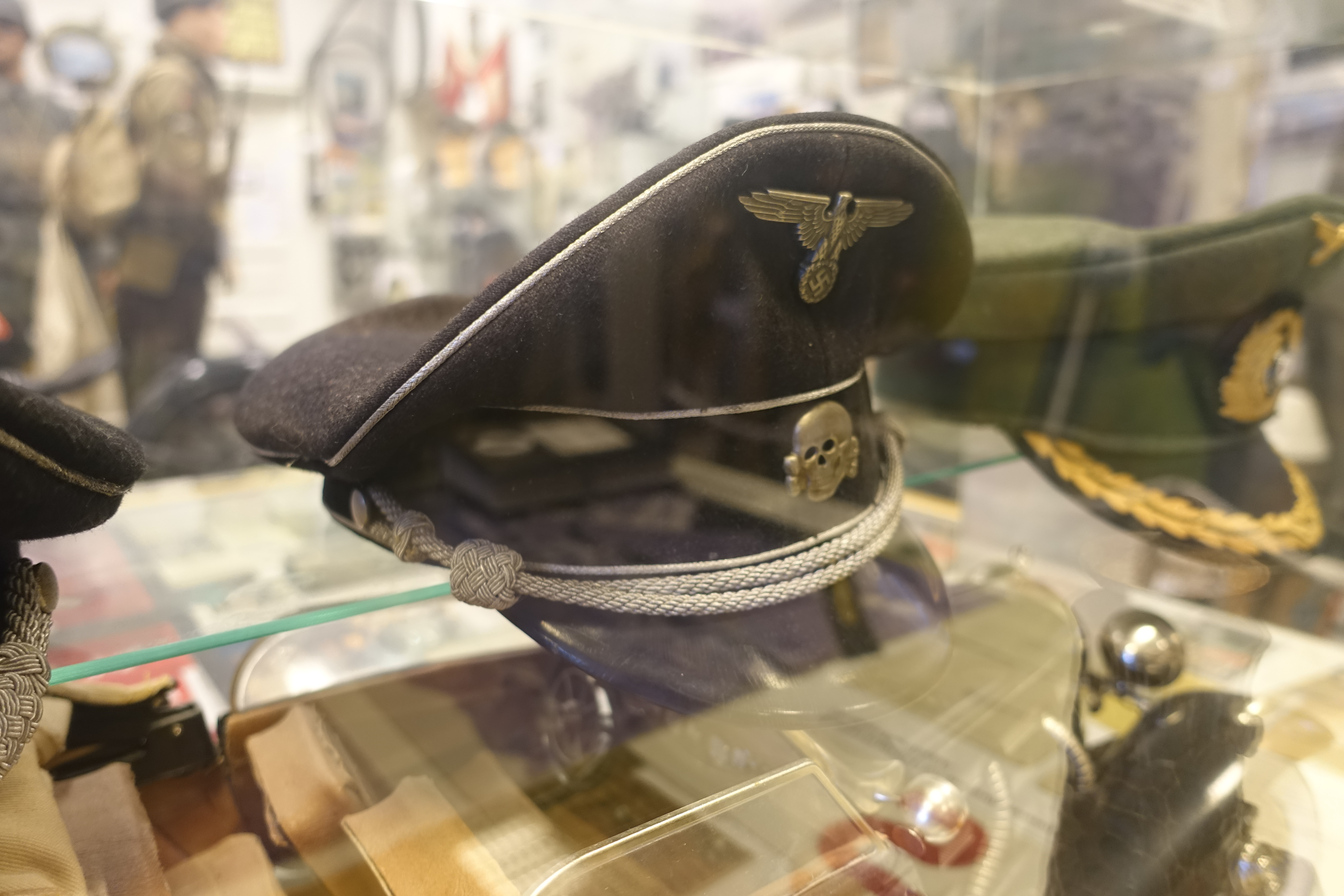
黒い将校用一般制帽
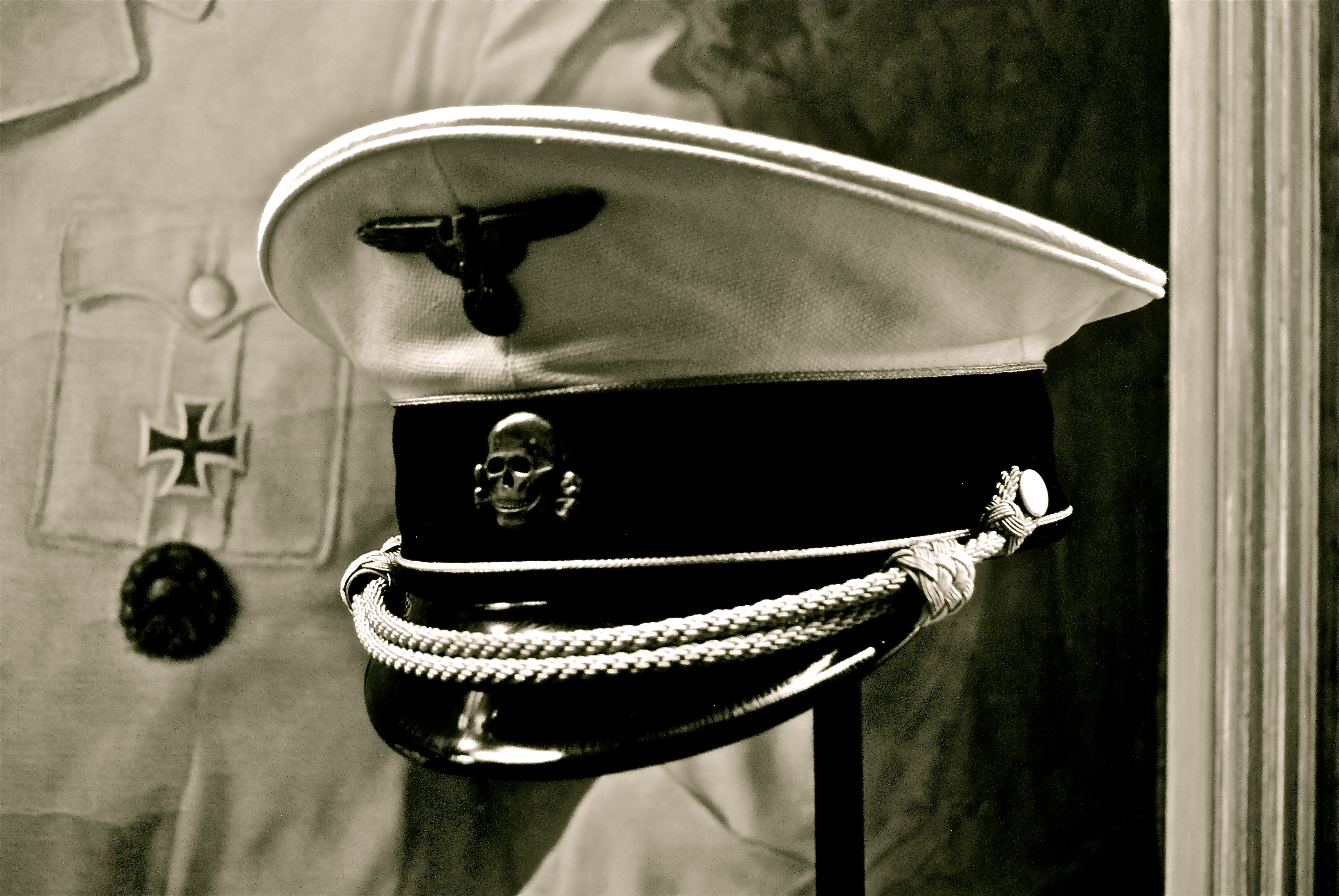
将校の夏白服用の一般制帽
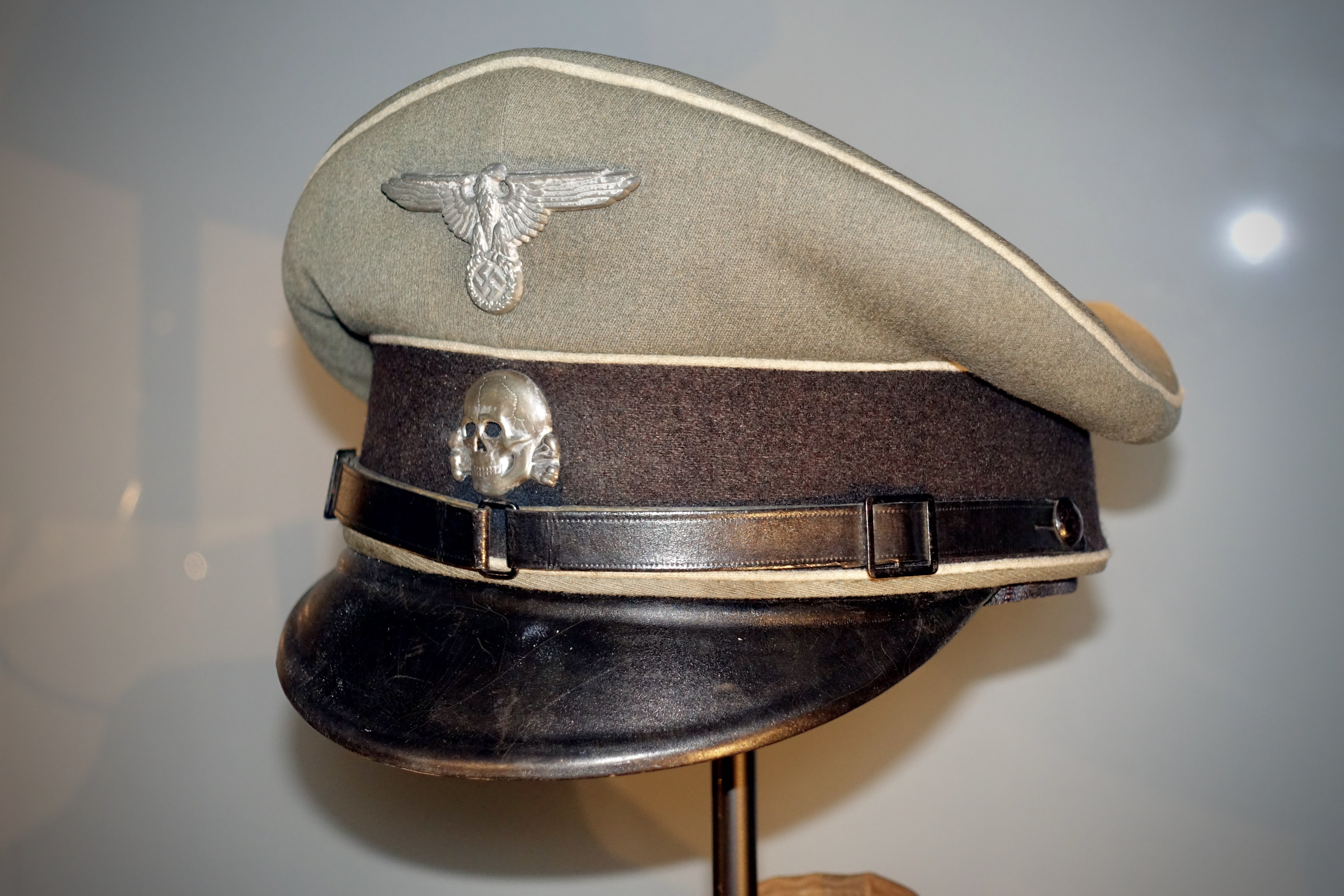
野戦灰色の下士官兵士用一般制帽。顎紐が革。
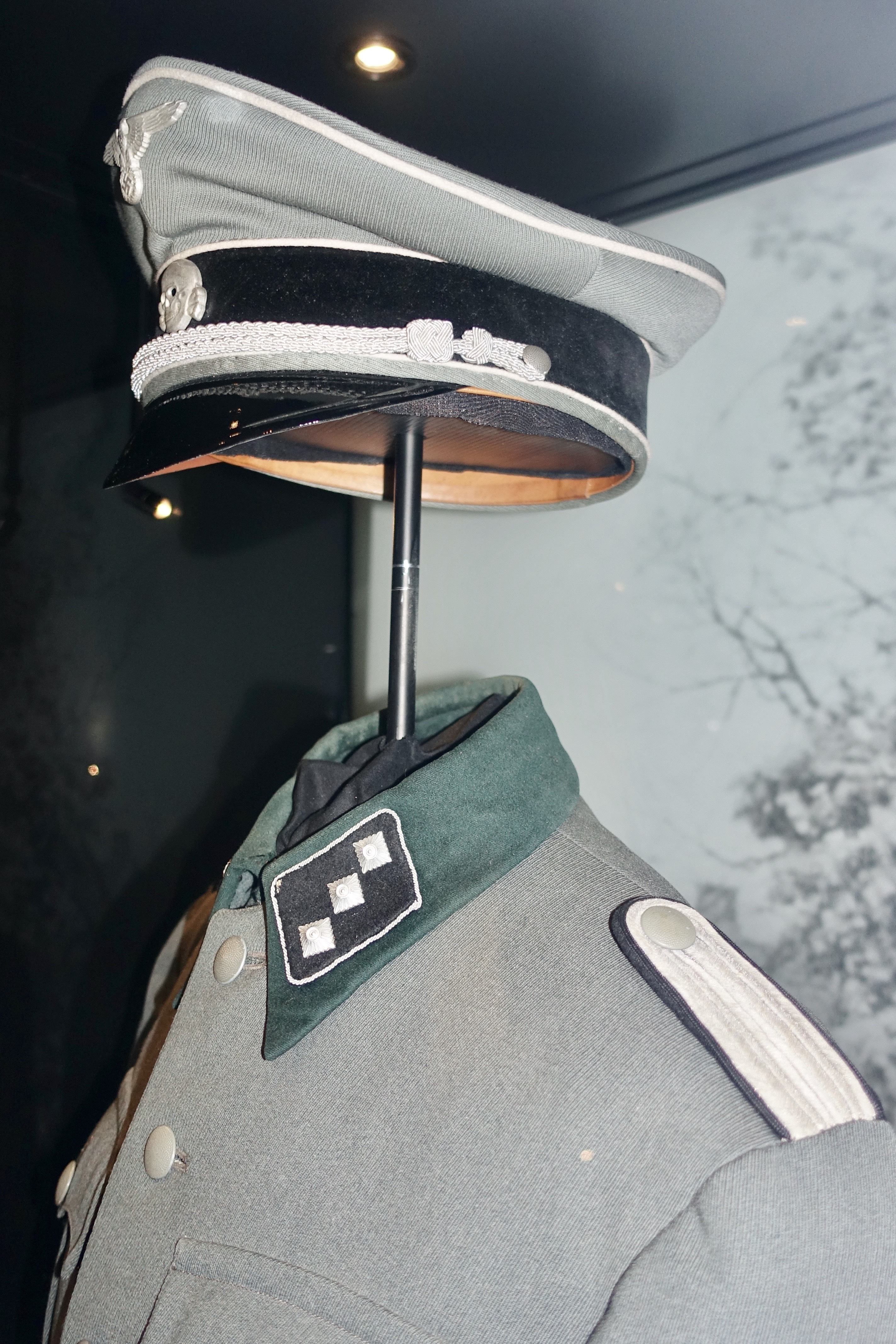
野戦灰色の将校用一般制帽側面
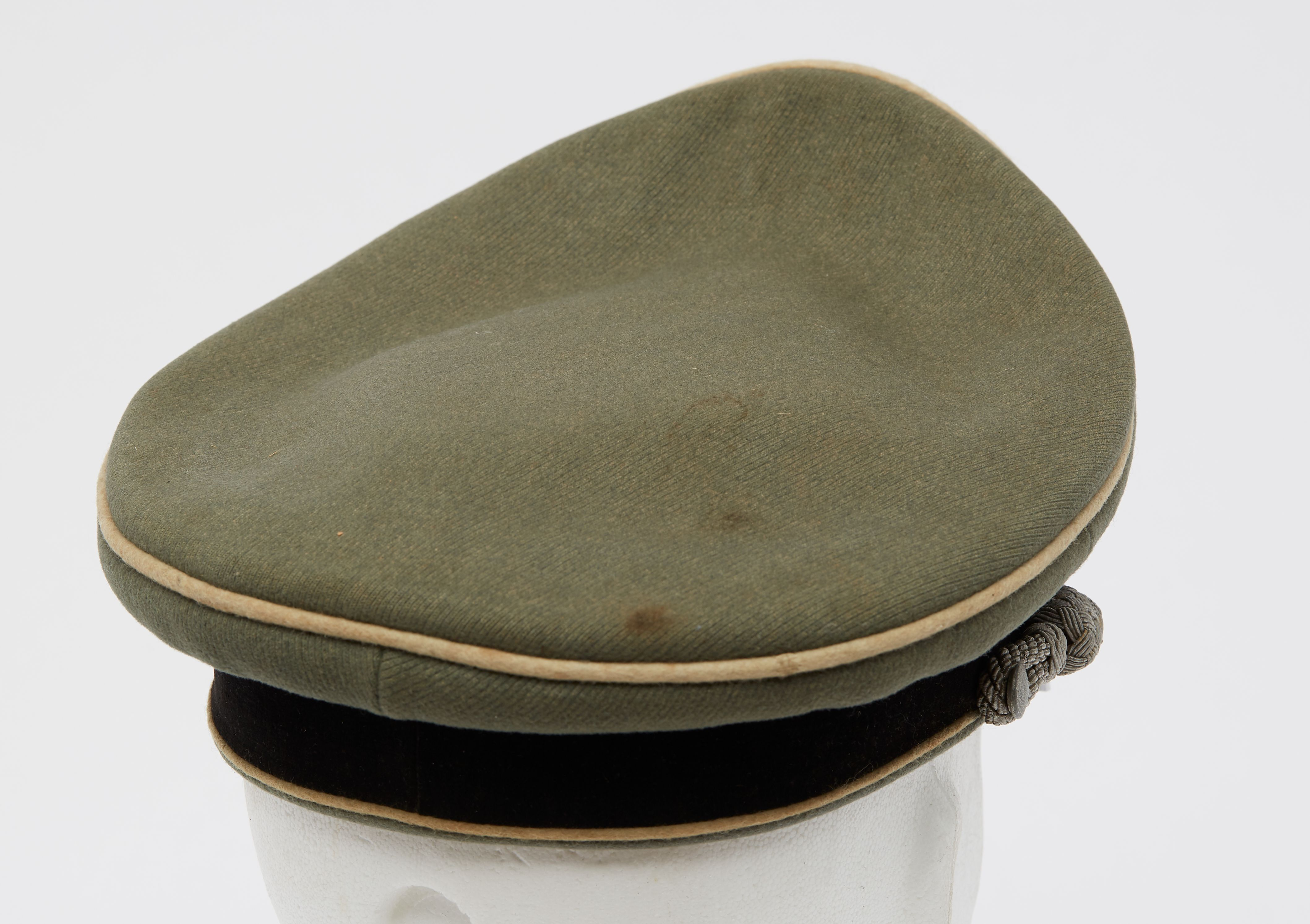
野戦灰色の将校用一般制帽背面
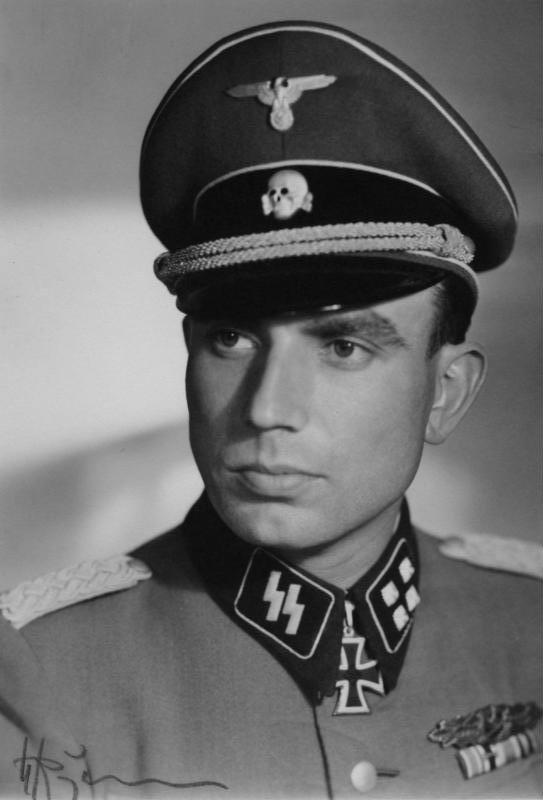
将校用一般制帽を被る第2SS装甲師団「ダス・ライヒ」の将校オットー・ヴァイディンガー（ドイツ語版）SS少佐（後に中佐）。
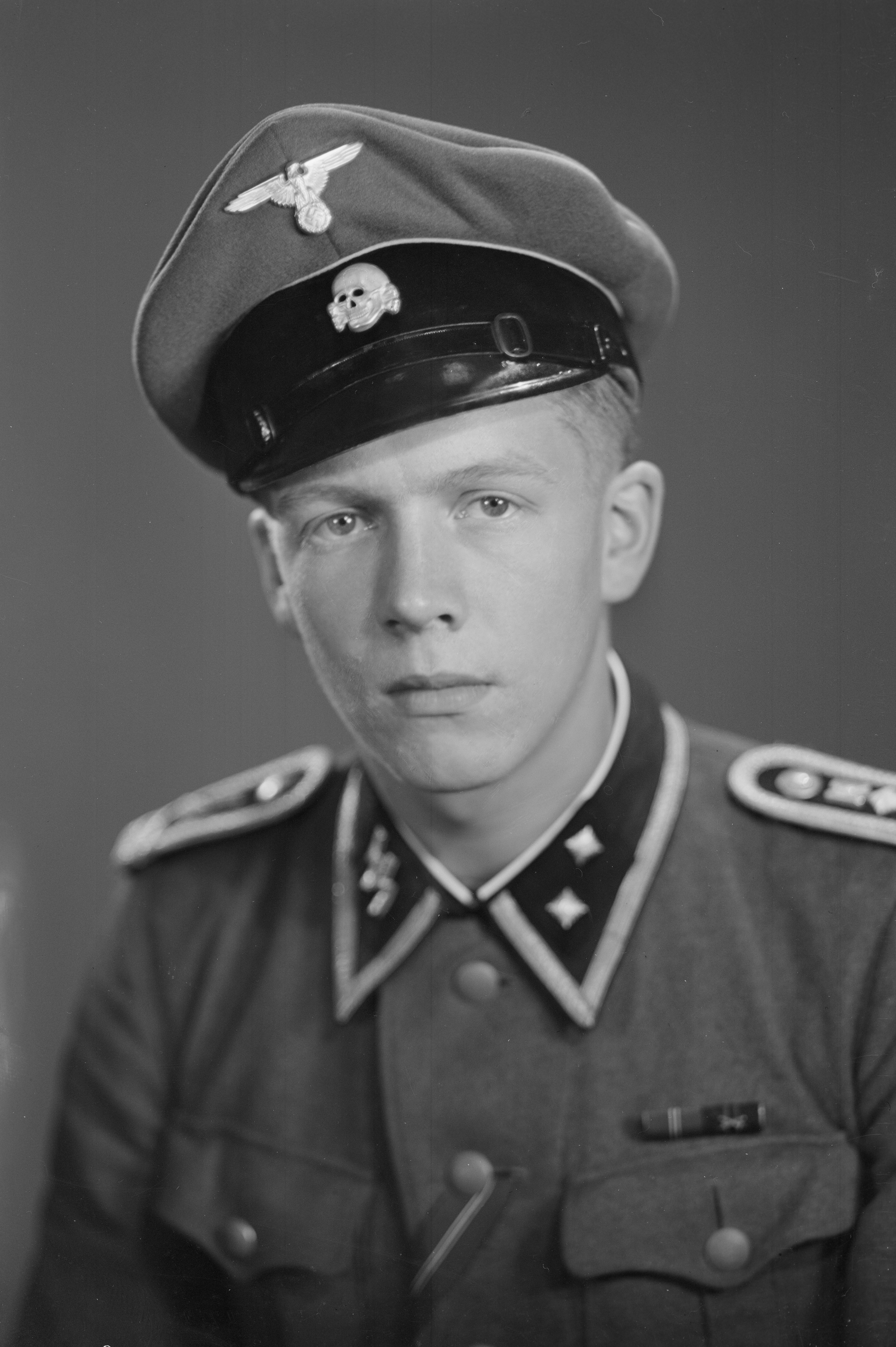
下士官用制帽を被るライナー・ゾームネンSS曹長（1943年1月1日）
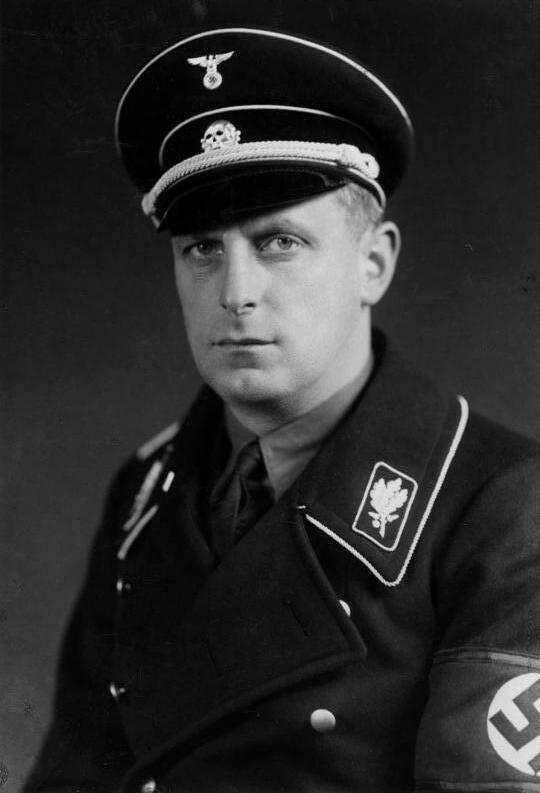
初期型の制帽。前面のトップが低く、1936年以前の鷲章と1934年以前の髑髏章が付いている（1934年のヴェルナー・ローレンツSS中将（後に大将））。
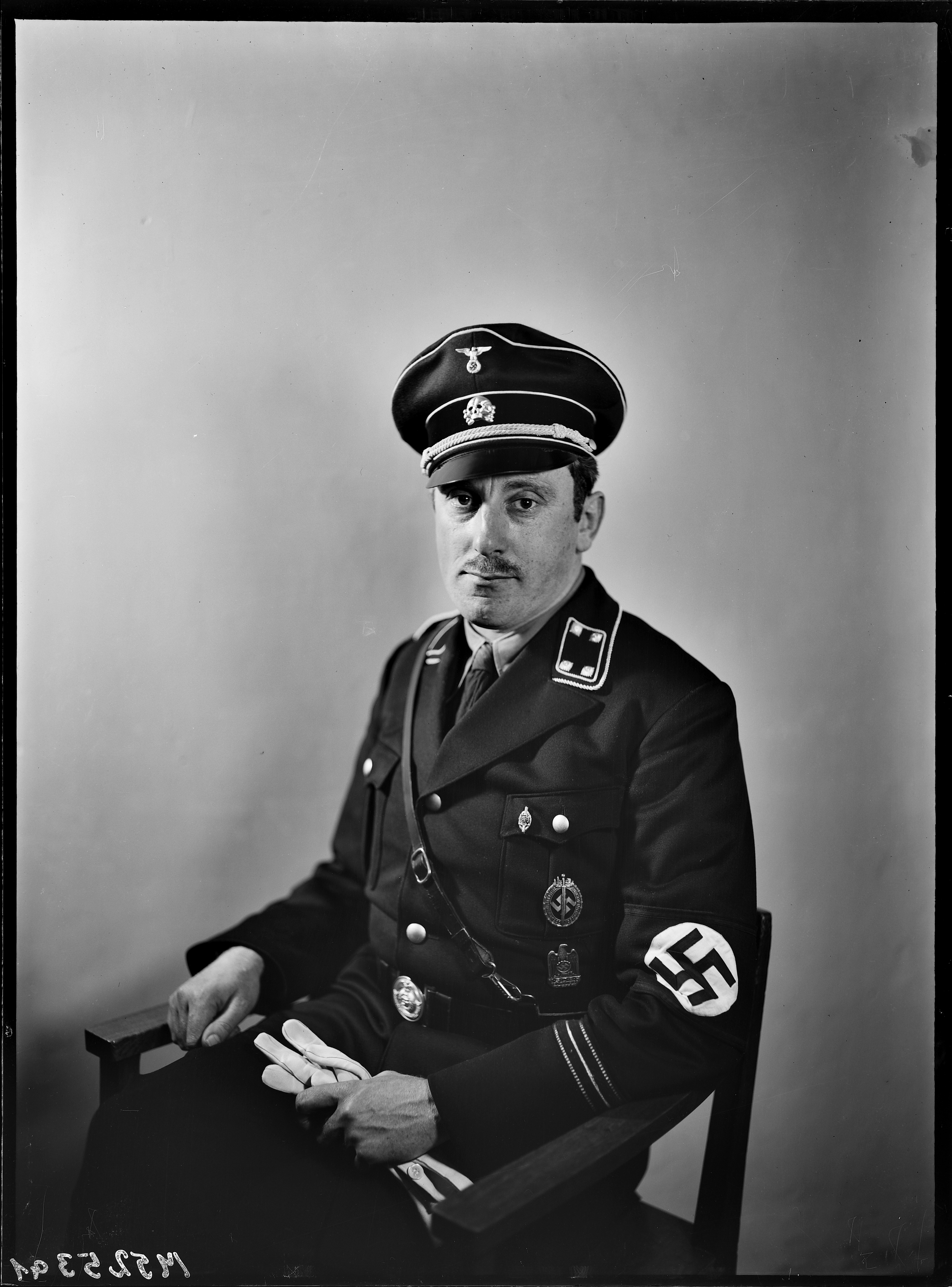
初期型の黒色制帽を被るエミール・モーリス（1933年）

### クラッシュキャップ
陸軍と同様にSSでも制帽の代わりとしてクラッシュキャップが使用された。クラッシュキャップはコレクターたちの間での俗称であり、正式名称は野戦帽（Feldmütze）という（後に支給を廃されたので旧式野戦帽という）。
一般制帽と似ているが、帽子の中に形状を保つためのワイヤーが入っていないため、ふにゃふにゃしている。あご紐は付属しない。髑髏と鷲章は機械織りの刺繍であることが多かったが、金属製である場合もあった。通常のクラッシュキャップのつばは革製であるが、SSでは1938年に「SS下士官用野戦帽（Feldmütze für Unterführer）」という下士官用クラッシュキャップが制定しており、これはつばが革ではなく布だった。この影響で将校でもつばが布の物を使う者がいた。
陸軍ではクラッシュキャップは1938年に支給を廃されているが、武装SSでは1940年前後に支給を廃されたとみられる。しかし持ち運びに楽であるため、支給を廃された後も多くの前線の武装SS将兵がオーダーメイドしてかぶっていた。オーダーメイドを惜しんで一般制帽からワイヤーの支えを取り除くなどしてクラッシュキャップ風に改造している例も見られる。

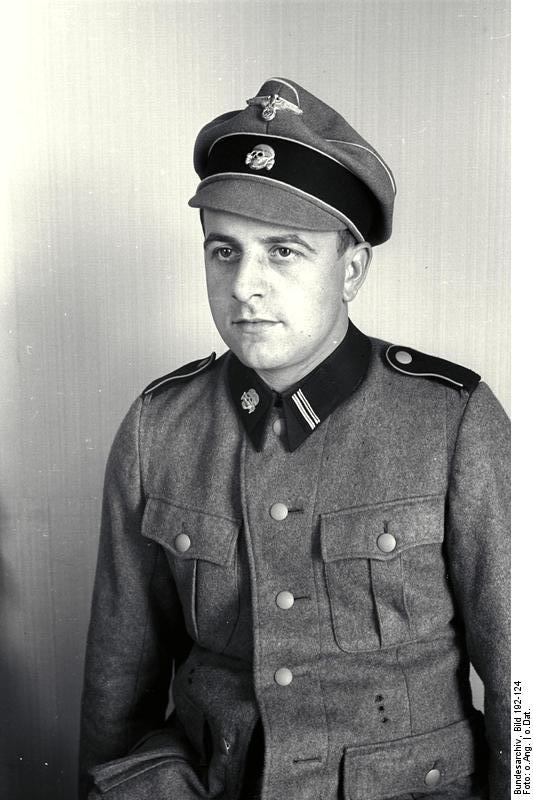
クラッシュキャップをかぶる髑髏部隊SS上等兵。つばが布。
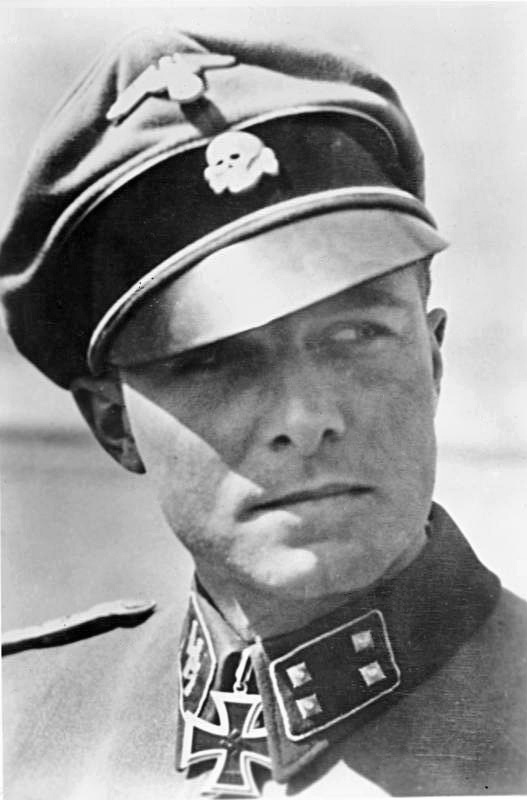
クラッシュキャップをかぶるヨアヒム・パイパーSS少佐（後に大佐）。つばが革。
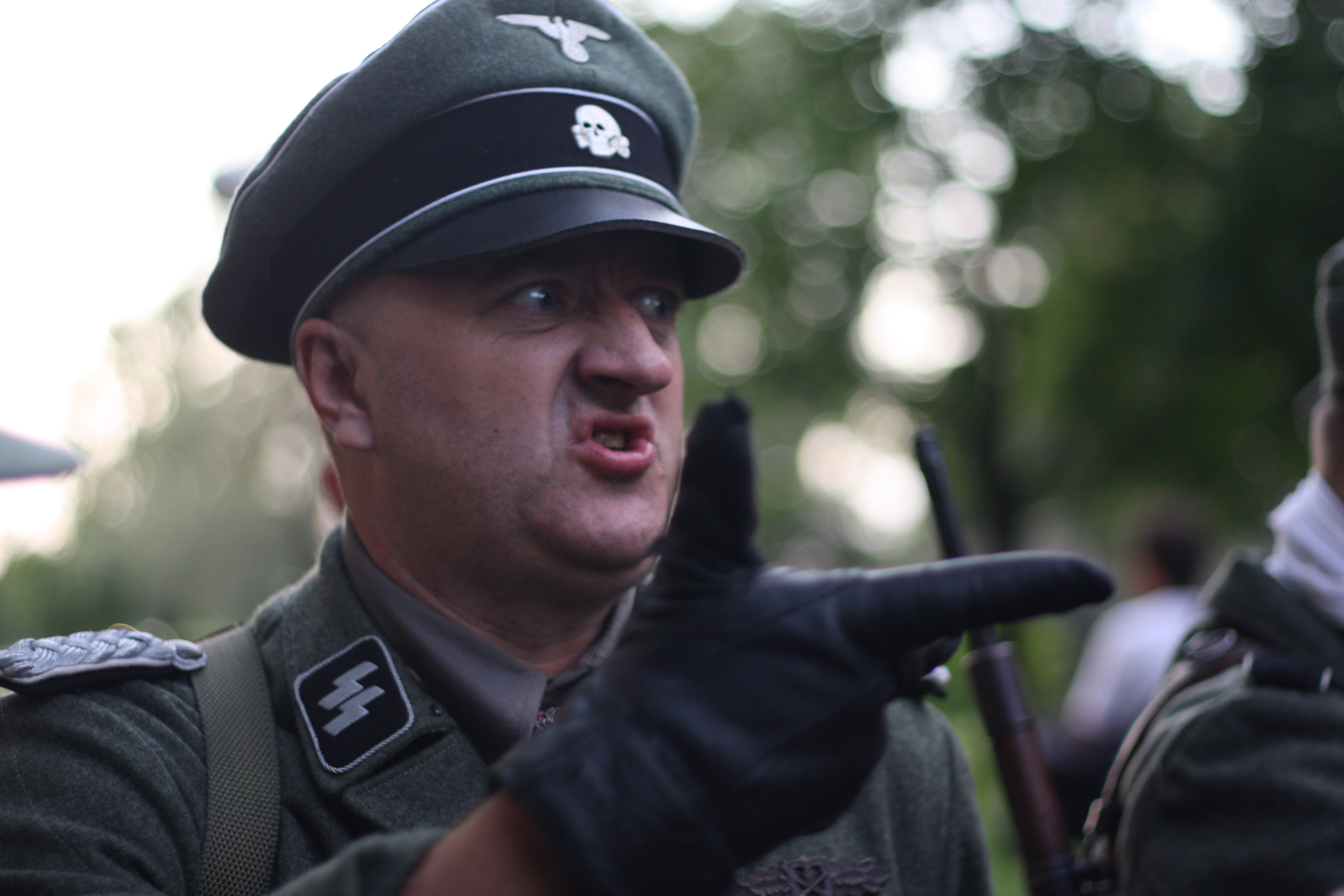
2009年8月10日、ポーランドでのワルシャワ蜂起の再現イベント。クラッシュキャップをかぶる武装SS将校役。つばが革。

### 一般親衛隊スキー帽
1934年にスポーツ着の一部として承認されたバイザー付きの帽子である。後に制定される規格帽と似ている。黒いウールで製造され、2個のボタンで耳当てが前面に留められており、これを外すことで側面を降ろして耳当てにできた。髑髏章は帽子のクラウン部分、鷲章は左側面に付いていた。

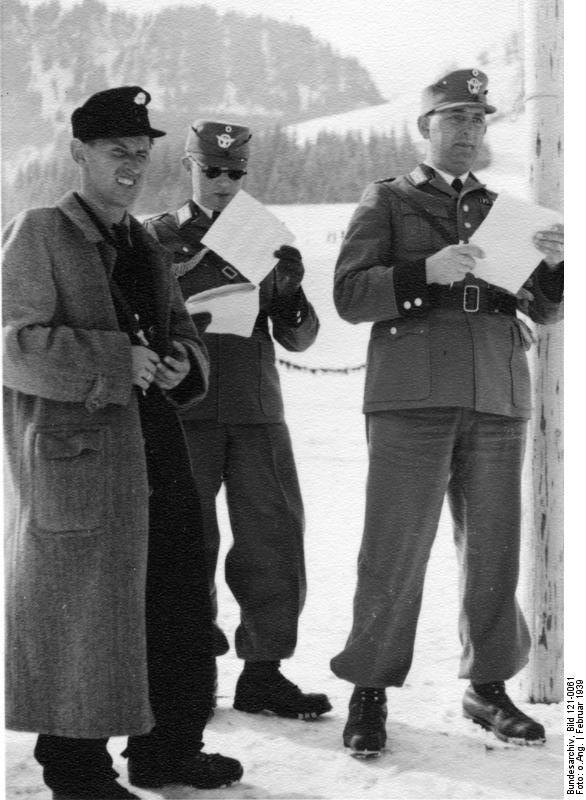
左端の人物がスキー帽を被っている（1939年キッツビューエルでのアルペンスキー選手権）
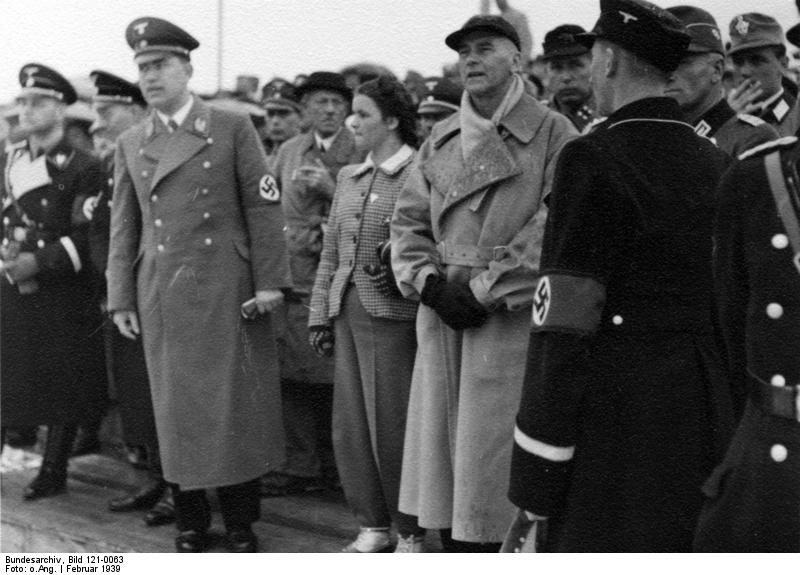
右端の人物がスキー帽（同）
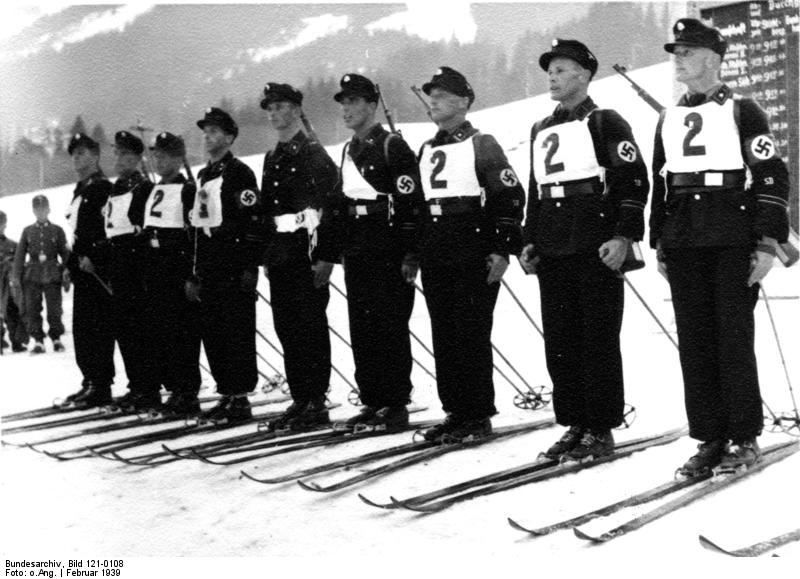
スキー帽をかぶる参加選手（同）

### 略帽

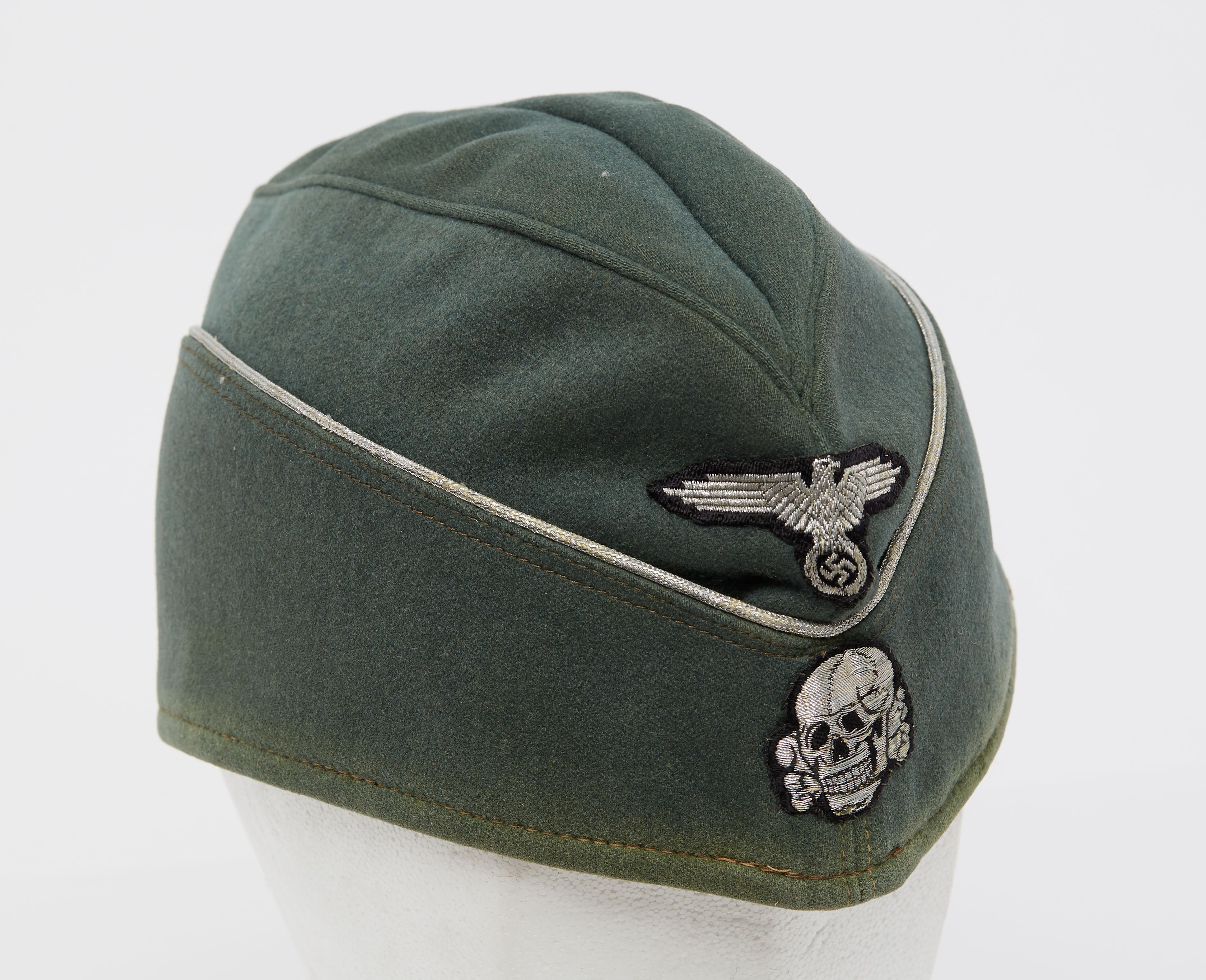
SSの空軍型略帽

制帽の代わりに用いられた略帽である。正式名称はクラッシュキャップと同じく野戦帽（Feldmütze）である。船のような形なので「小舟（Schiffchen）」という愛称があった。日本では一般に略帽と呼ばれている。
SSで最初に略帽が制定されたのは1934年だった。特務部隊の下士官兵士用にアースグレーの野戦服用に制定された。1935年には黒服用の黒い略帽も登場した。こちらはクレッツヒェンに代わるものとしての導入であった。その後、アースブラウン野戦服や野戦灰色野戦服用の同じ色の略帽も登場した。これらの略帽は折り返し部分の前部をえぐったような陸軍の略帽に似た形状である。正面に浮彫の髑髏が入ったボタンがついており（このボタンは1935年に定められた。それ以前は無地か石目柄）、左側面部分に鷲章が入っていた。1939年末に兵科色がSSに導入されると陸軍と同様に略帽の前部に山型のパイピング（Soutache）を付けるようになった。
1940年からは新型略帽が導入された。こちらの略帽は空軍の略帽のような流れる形状であり、鷲章とボタンではない髑髏帽章を正面につけた。
1943年以降は下記の規格野戦帽に取って代わられた。

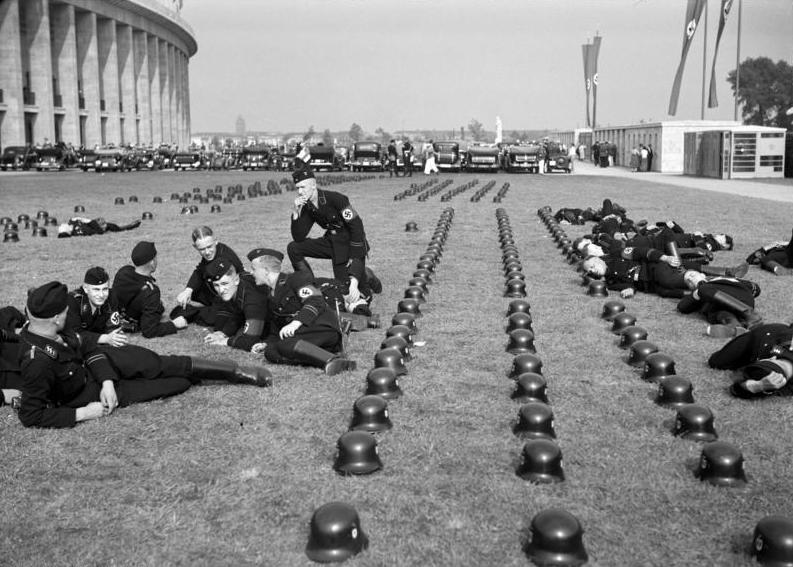
黒略帽をかぶるSS兵たち（1936年ベルリンオリンピック）
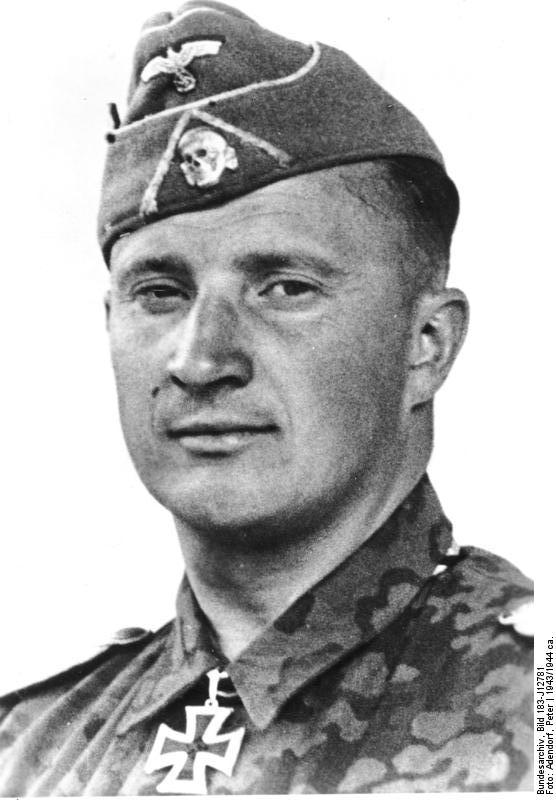
陸軍型略帽（エルンスト・ヘウスラーSS少佐）
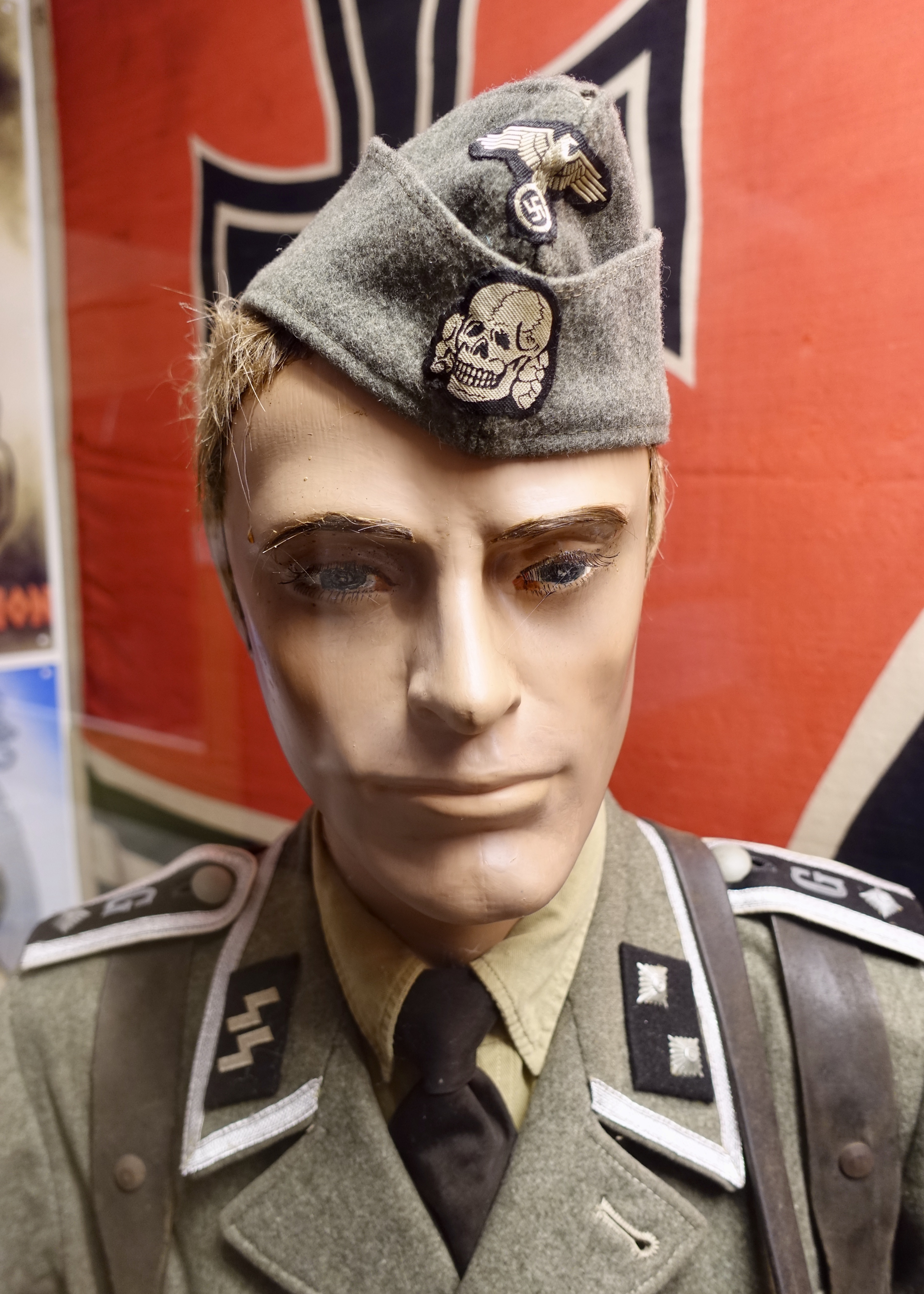
空軍型略帽
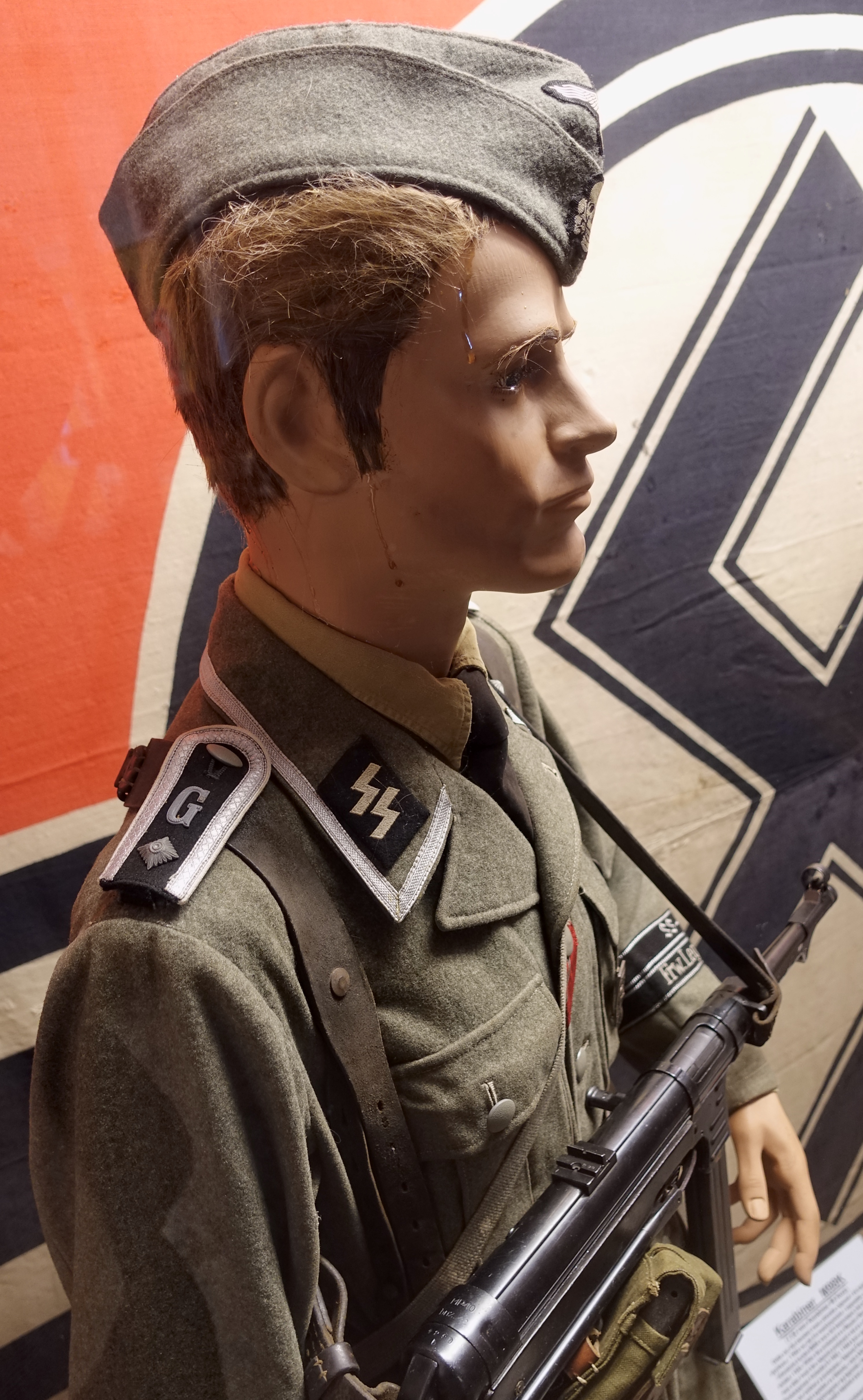
空軍型略帽の側面

### 規格帽

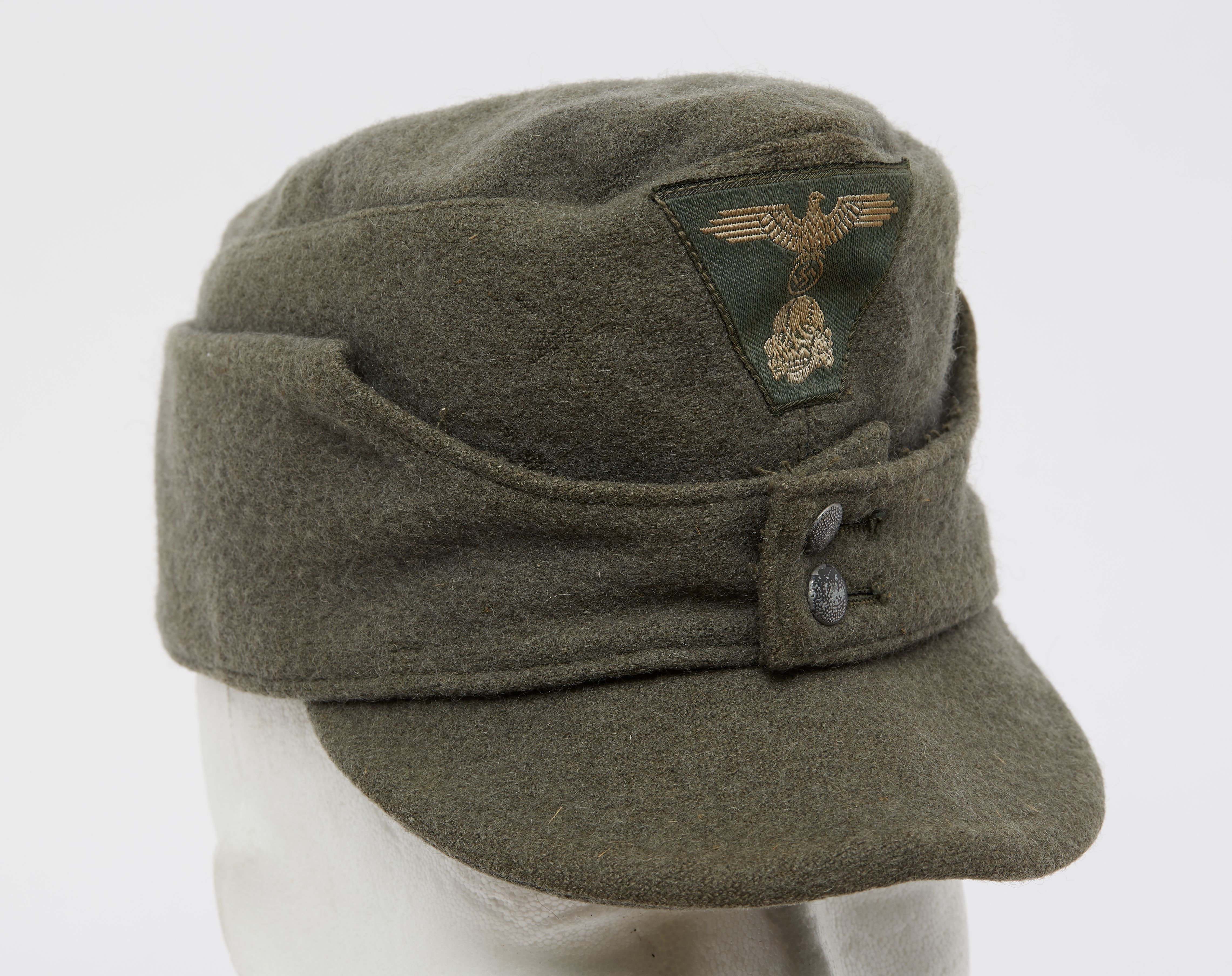
SS規格帽

陸軍、空軍、SSで規格が異なっていた略帽を統一するため、1943年6月11日に陸軍で統一規格野戦帽（Einheitsfeldmütze）が制定された。この帽子は日本では一般に規格帽と呼ばれている。1943年に制定されたためM43帽とも呼ばれる。
SSでは1943年10月1月にこれが採用された。陸軍の物とほぼ同じだが、折り返しを止める前部のボタンが陸軍の規格帽は二個ボタンのみなのに対して、武装SSの規格帽には一個ボタンの物も存在した。また武装SSの規格帽には鷲章が真横についている物もあった。

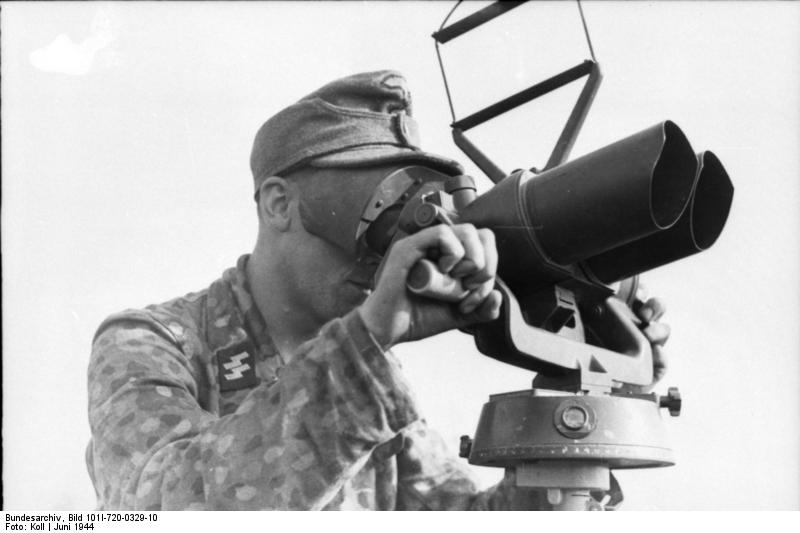
規格帽をかぶって測距望遠鏡を操作する武装SS兵。ボタンが一個。
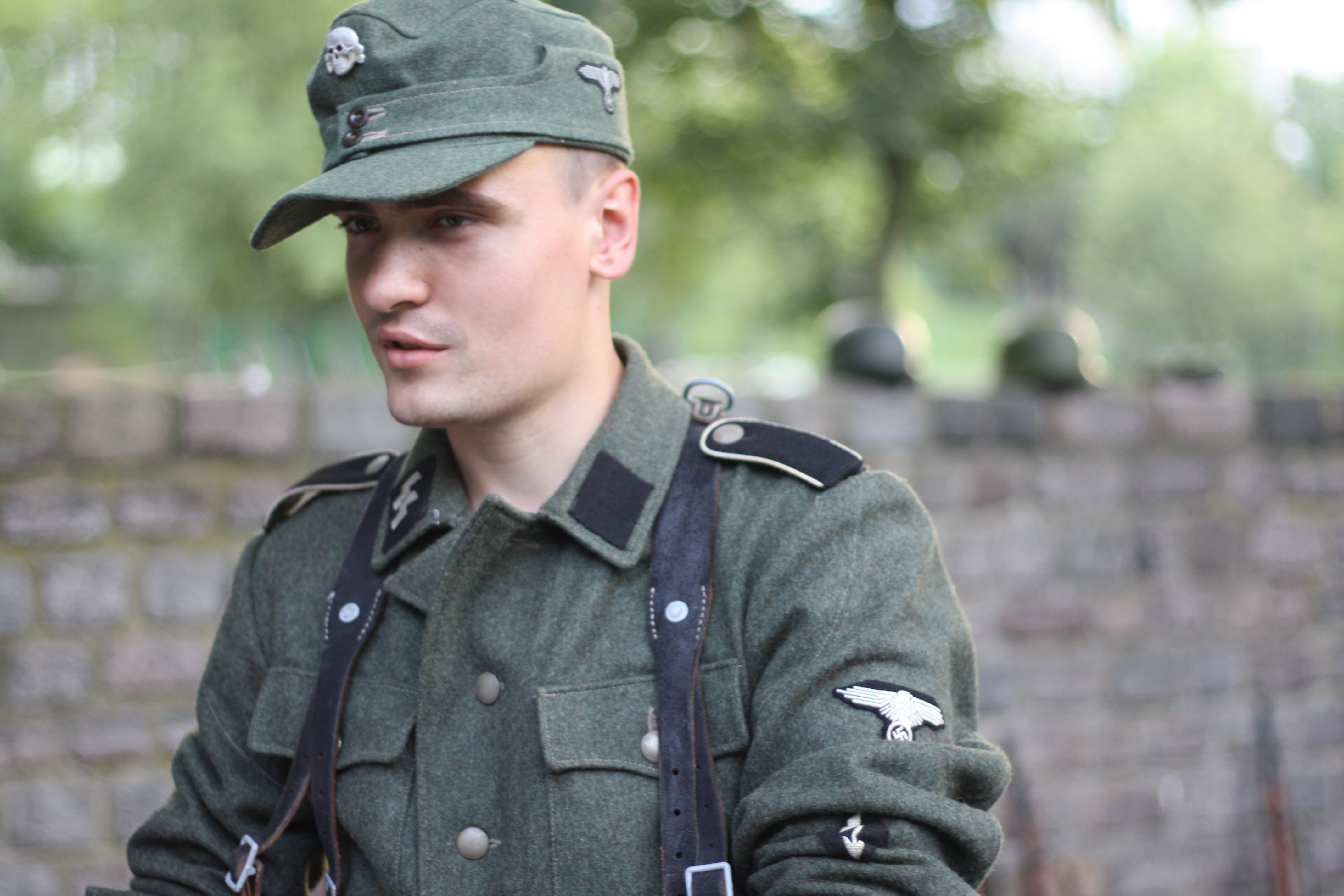
2009年8月10日、ポーランドでのワルシャワ蜂起の再現イベント。規格帽をかぶる武装SS兵役。ボタンが二個で真横に鷲章
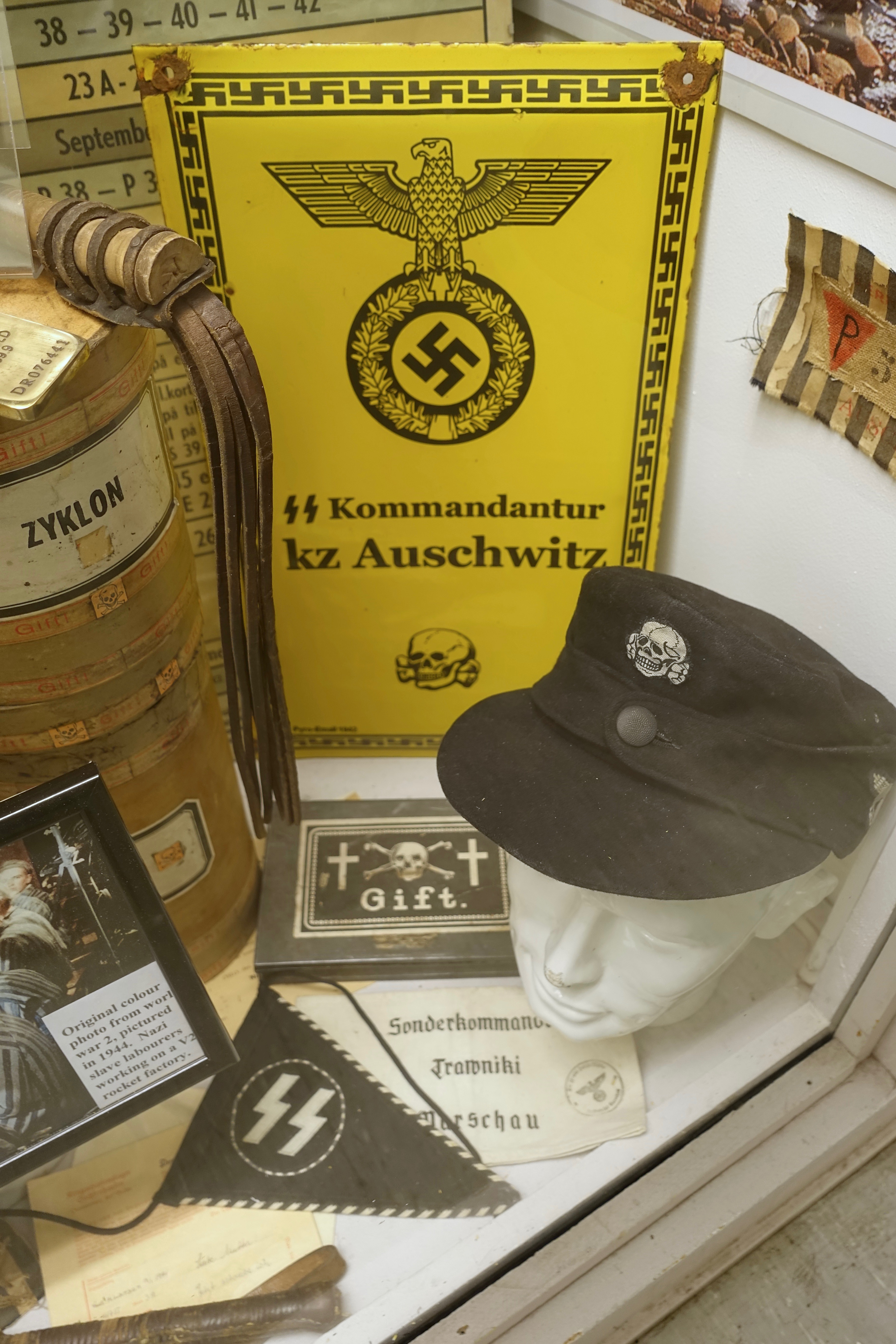
ボタンが一個の黒い規格帽。鷲章は真横。

### 迷彩帽
夏季迷彩面と秋季迷彩面のリバーシブルになっているバイザー付きの帽子である。
1942年5月に初めて導入された。迷彩効果最優先のこの帽子には鷲章や髑髏などは付けないはずだったが、前線からの要望が多かったため、SS全国指導者ハインリヒ・ヒムラーは、1942年6月1日付けの命令で帽子の正面に鷲章と髑髏を入れることを認めた、
しかし迷彩効果が弱まることを危惧したヒムラーは、1942年12月1日の命令で迷彩帽の鷲章と髑髏の色について夏面は緑、秋面はライトブラウンにすることを規定した。さらにそのわずか2週間後には鷲章と髑髏を外すよう命令を出した。しかし将兵の多くはこの命令を無視したという。
迷彩帽に使われる迷彩柄は「柏葉」と「すずかけの樹」の2種類だけである、

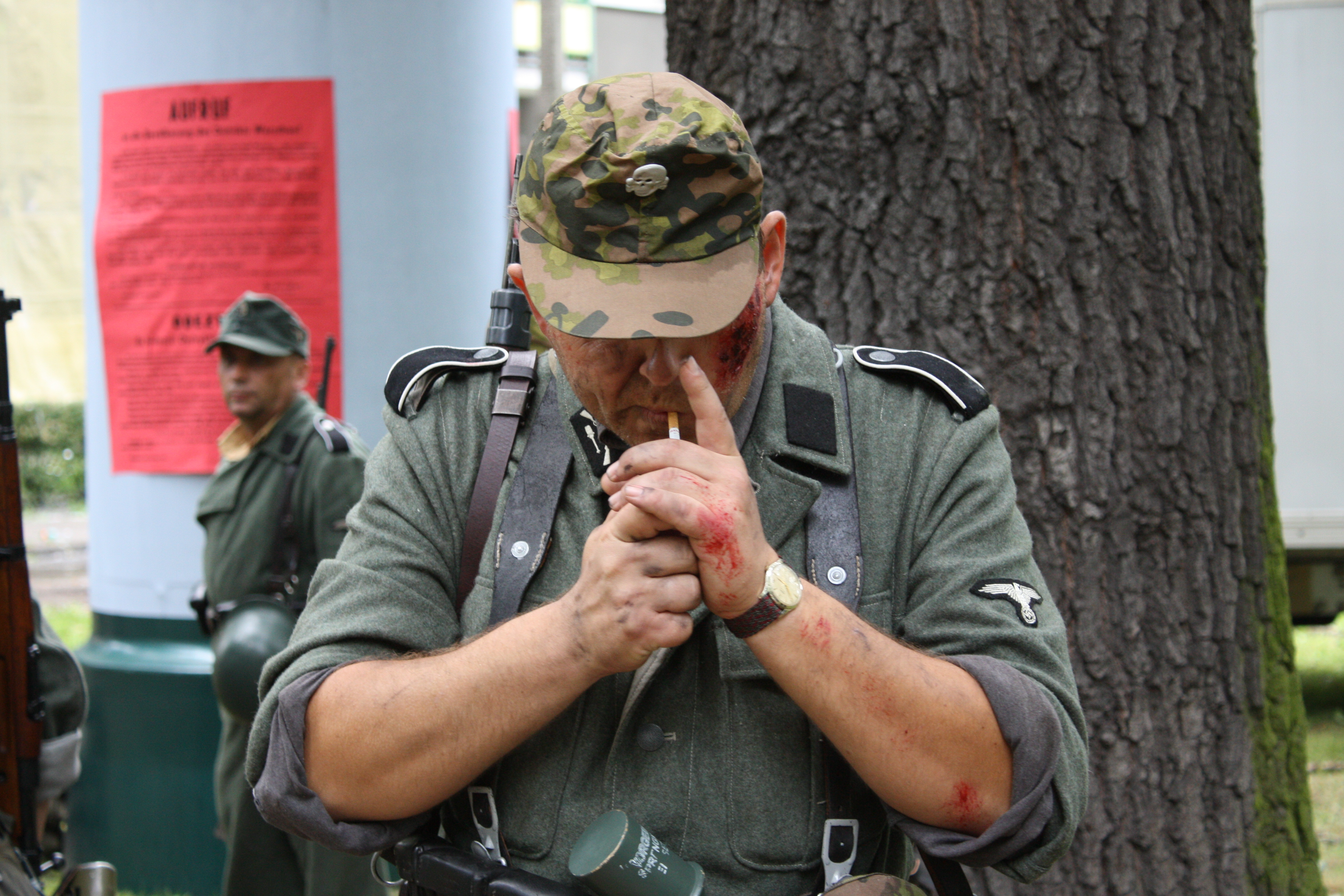
迷彩帽（2008年ワルシャワ蜂起再現イベント）
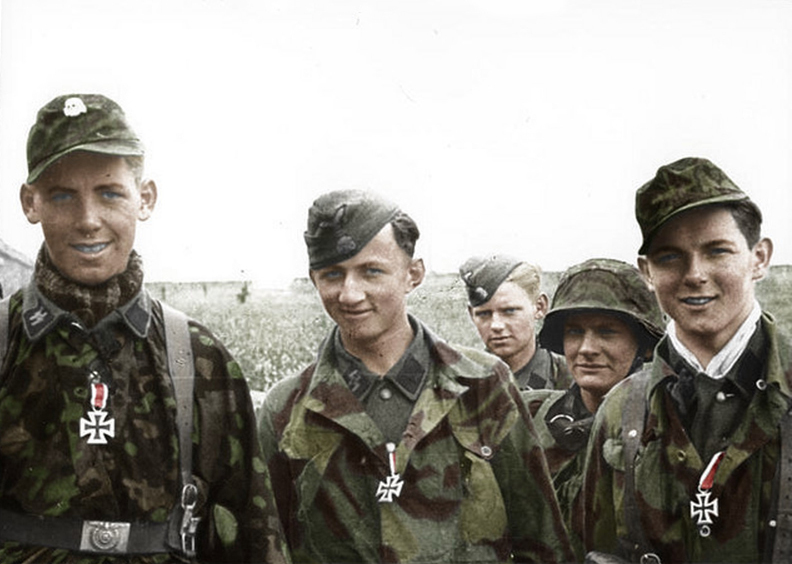
左右両端の兵士が迷彩帽をかぶっている（1944年フランス）

### フェズ帽
フェズとは中東の伝統的帽子。ムスリムの兵士が多い第13SS武装山岳師団と第23SS武装山岳師団でのみ着用が許されていた。鷲章とトーテンコップが入っていた。兵士下士官はモス・グリーン、将校は赤いフェズ帽をかぶった。また赤いフェズ帽は礼装用でもあった。

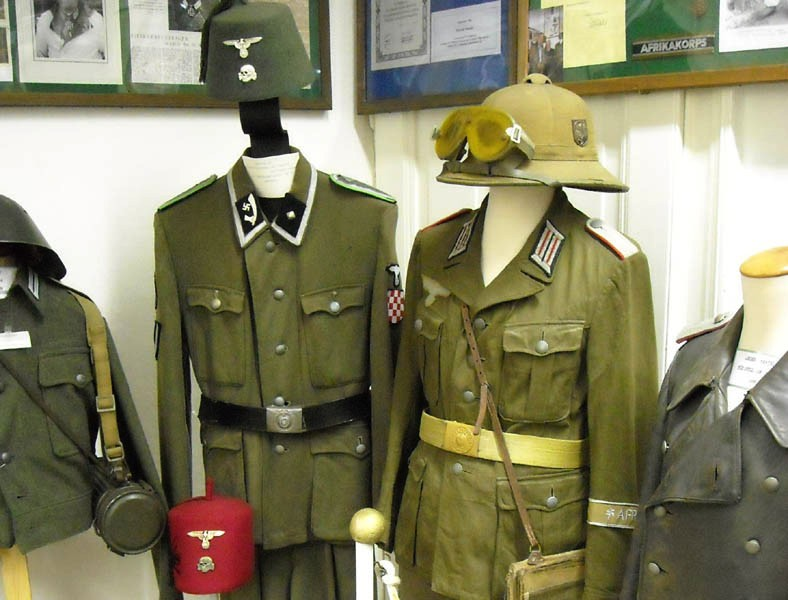
第13SS武装山岳師団のフェズ帽（左）。下に赤いフェズ帽
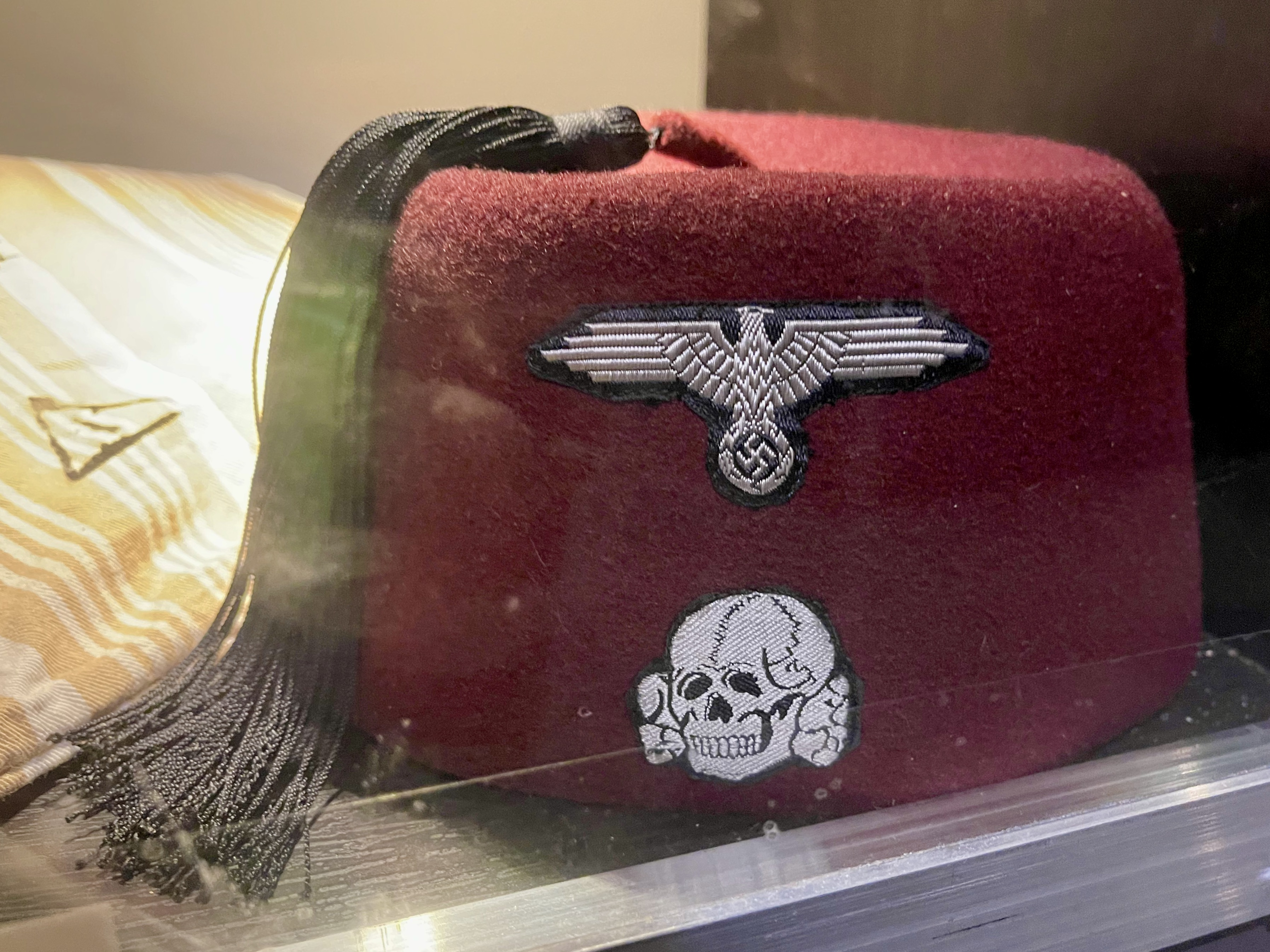
赤いフェズ帽
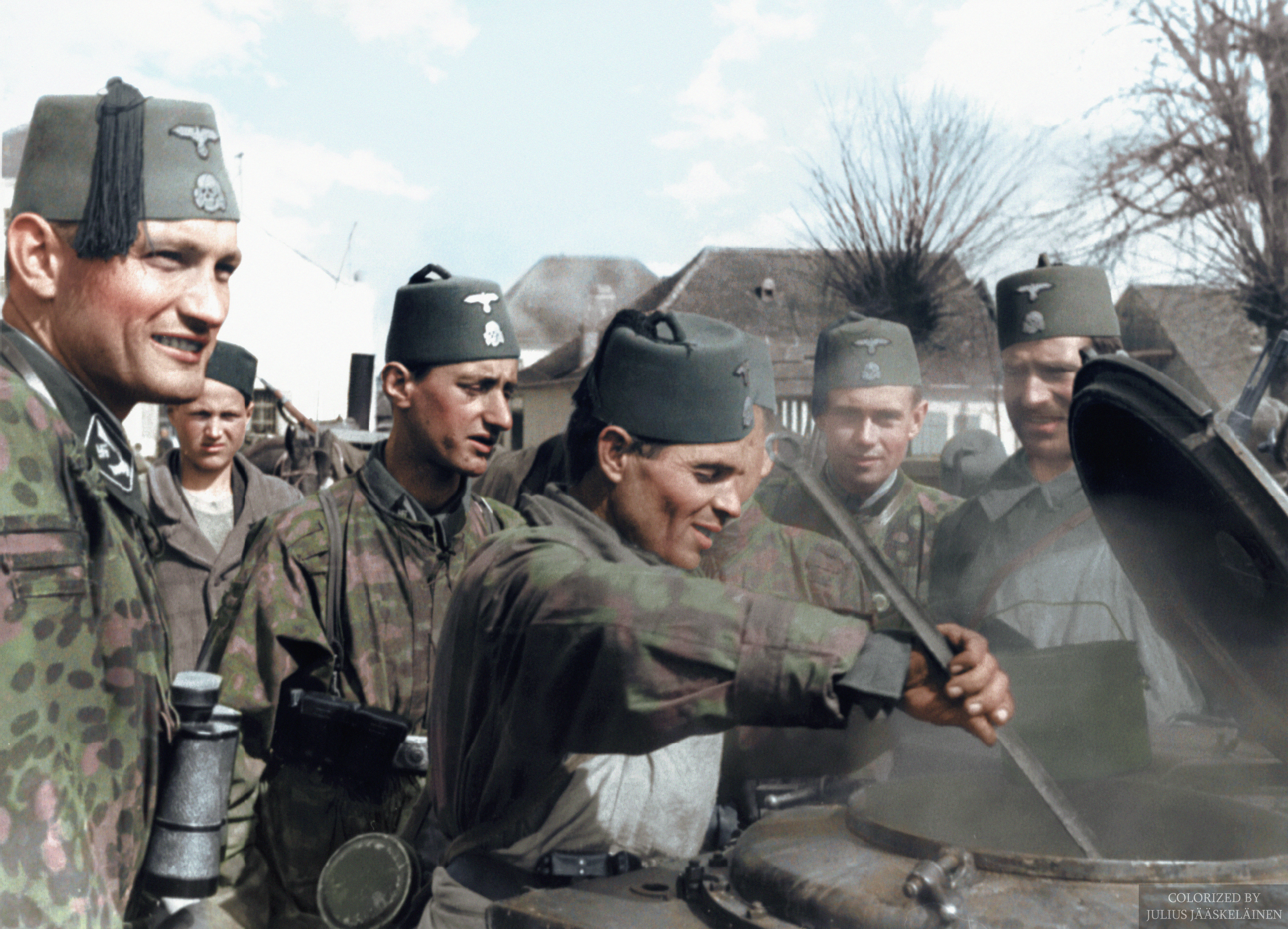
フェズ帽を被る第13SS武装山岳師団の兵士たち
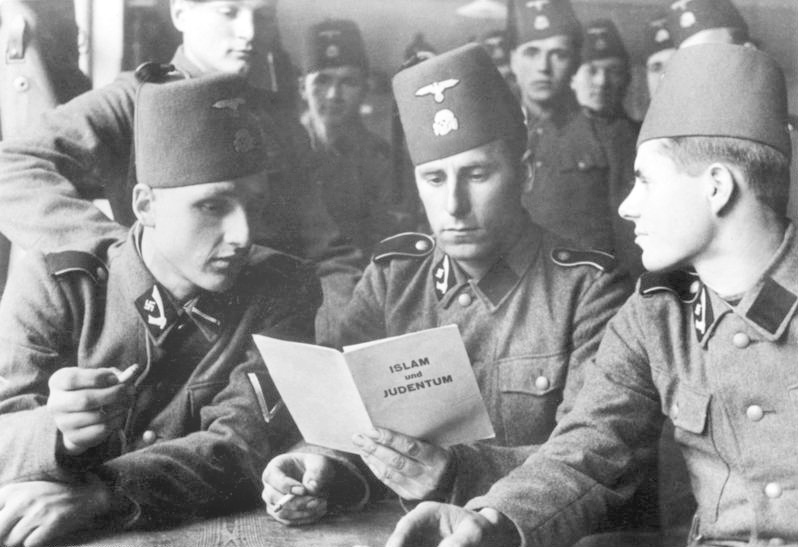
フェズ帽をかぶる第13SS武装山岳師団の兵士たち
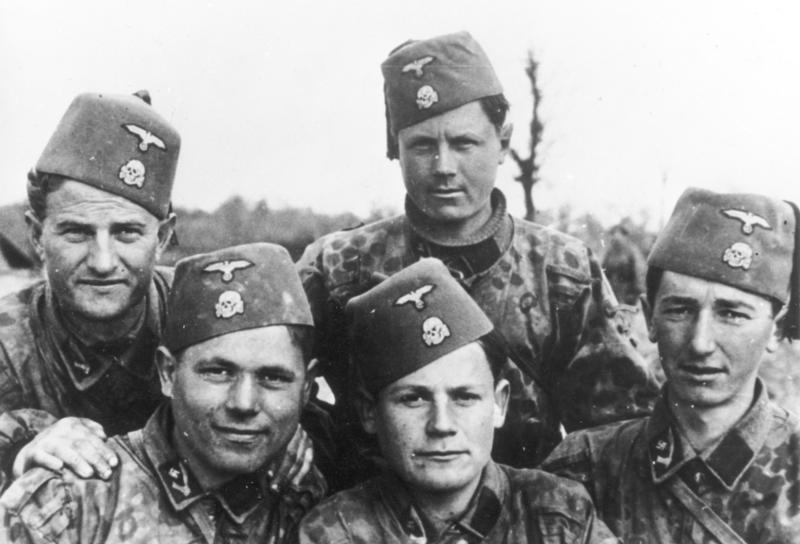
フェズ帽をかぶる第13SS武装山岳師団の兵士たち
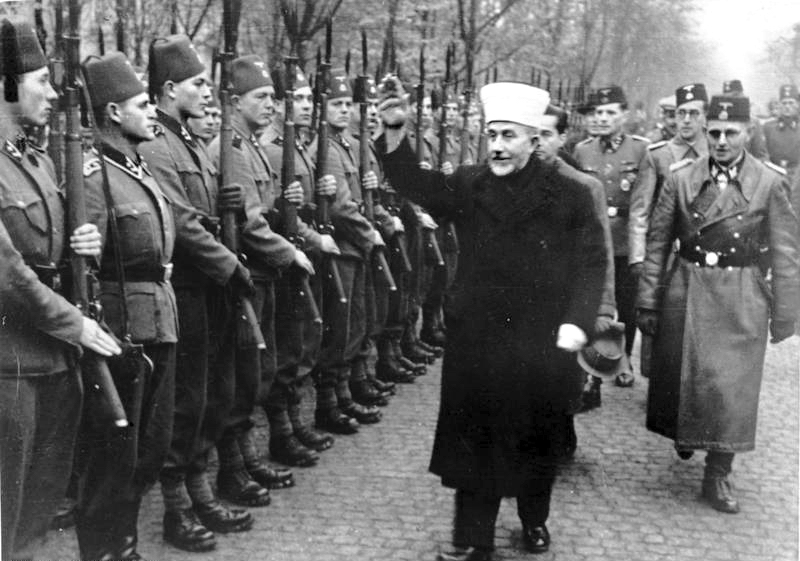
第13SS武装山岳師団を閲兵するエルサレム大ムフティーのアミーン・フサイニー師

## シュタールヘルム（鉄兜）

### シュタールヘルム本体

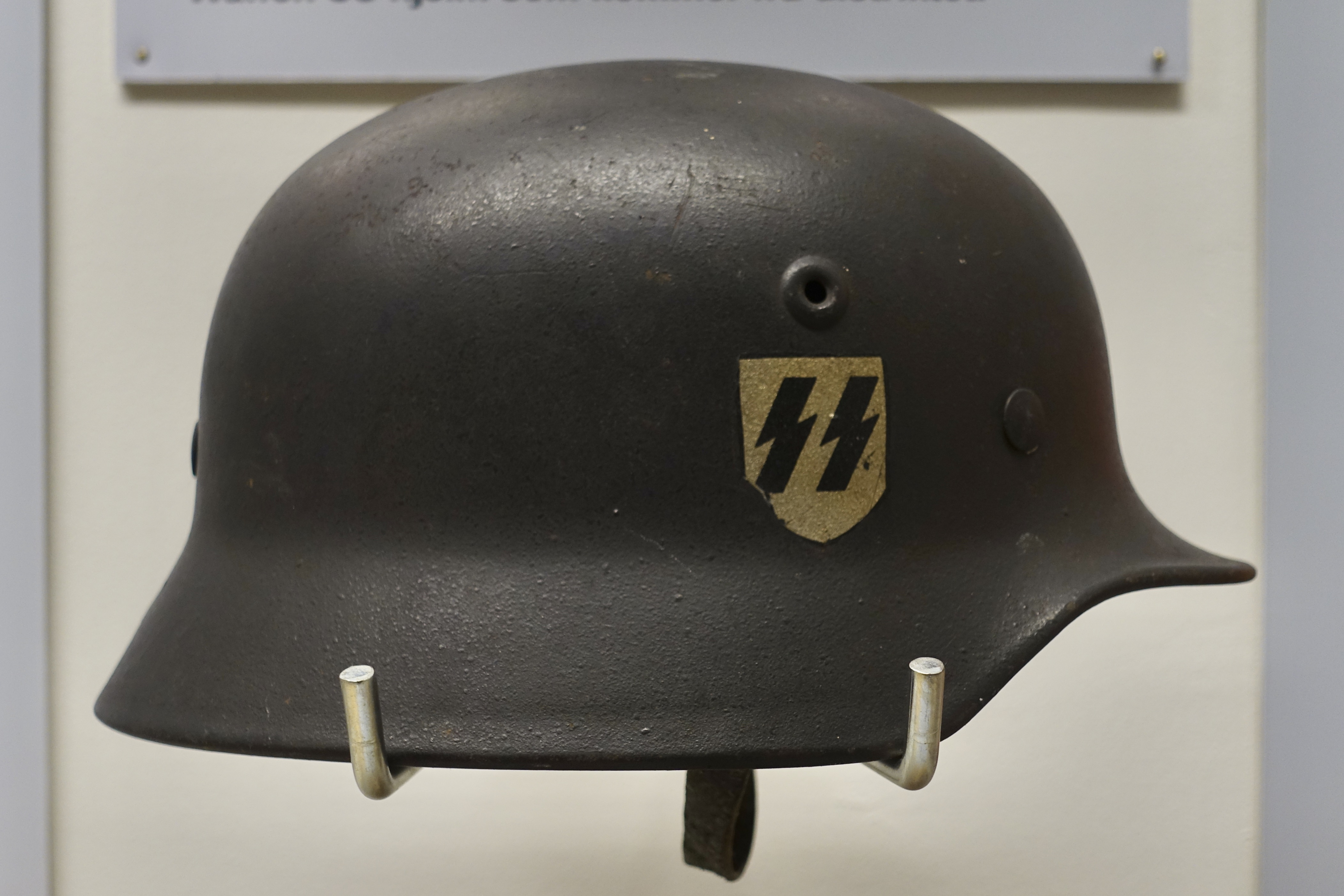
SSのデカールが張り付けられたシュタールヘルム

ドイツ軍の象徴ともいうべきシュタールヘルム（鉄兜、Stahlhelm）については、SSは陸軍の物と同じ物を使った。貼りつけるデカールだけSSと陸軍で異なった。シュタールヘルムには35年型、40年型、42年型の3種類が存在する。1936年からSS特務部隊に35年型が支給されるようになった。それ以前のSSのシュタールヘルムは主に一次大戦時代の物やSS国家主計局で作った物が使用されていた。もっとも西方電撃戦ぐらいまでの頃には一次大戦時のシュタールヘルムが依然として用いられていたという。
1935年型は空気穴がヘルメット本体と別パーツになっているが、40年型以降は一体化されてプレス加工になった。また材質がモリブデン鋼からマンガン・シリコン鋼に変更された。ついで1942年7月6日には更なる工程の簡素化が行われ、これまでヘルメットの縁が中に折り曲げられていたのが、縁を少しだけ外側にそらすだけの1942年型が生まれるようになった。3つのシュタールヘルムの違いについてはここが詳しい。
SSのシュタールヘルムにははじめ右側にSSルーン文字のデカール、左にハーケンクロイツのナチ党旗のデカールが貼られていたが、迷彩効果のうえで問題があり、1940年3月に左のナチ党旗のデカールは外すよう命令があり、以降は急速に見られなくなった。その後は右側にSSルーン文字のデカールだけを付けていた。1943年11月にSSルーン文字のデカールも外すよう命令が出ているが、こちらは外されることはあまりなく敗戦まで一般的に見られた。外国人部隊の場合には左側にSSのデカールを貼る例も見られる。

シュタールヘルムの左側に入れるナチ党旗のデカールと右側に入れるSSのルーン文字のデカール。ナチ党旗のデカールは1940年3月に廃され、その後は急速に消えた。
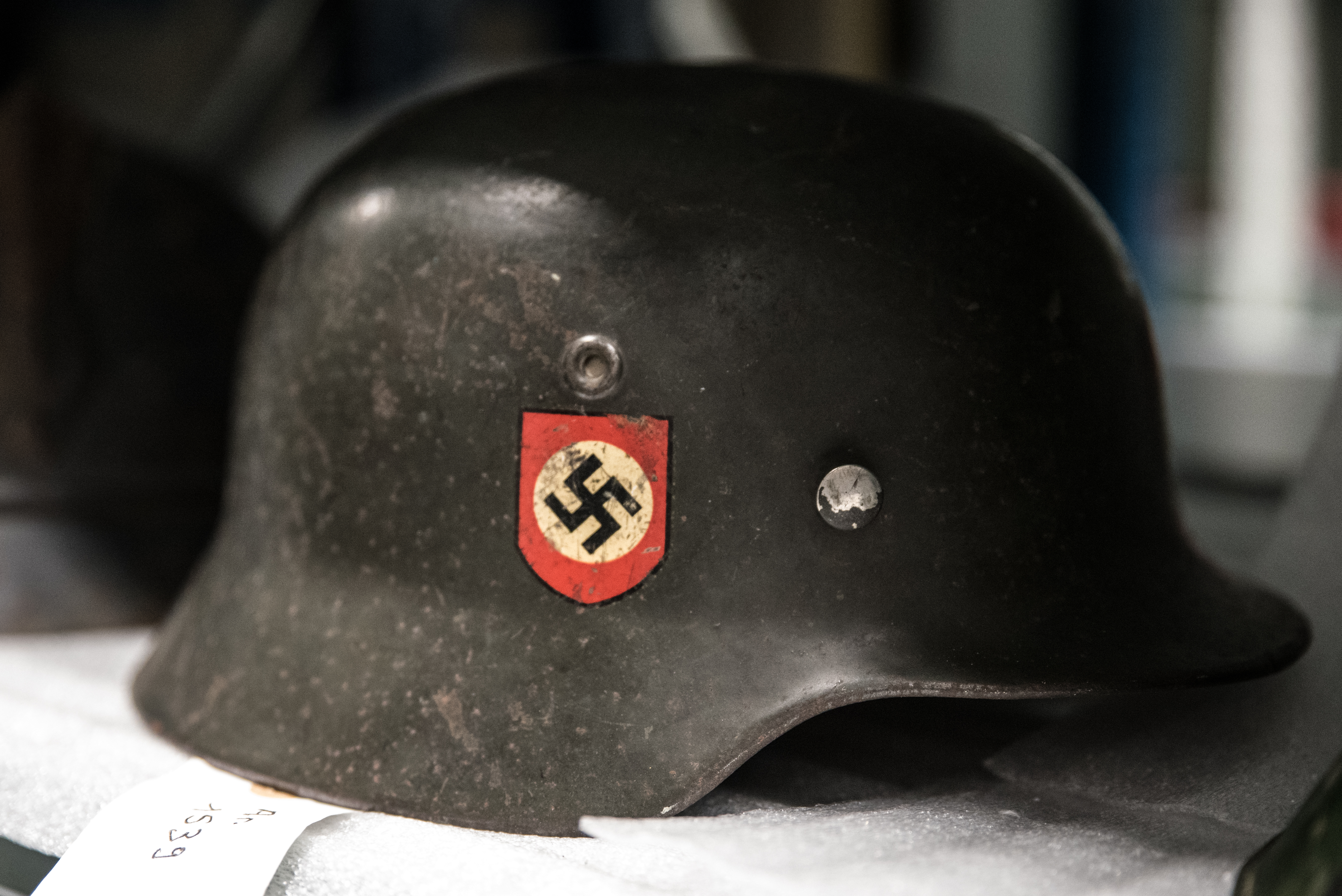
ナチ党旗のデカールが入ったシュタールヘルム
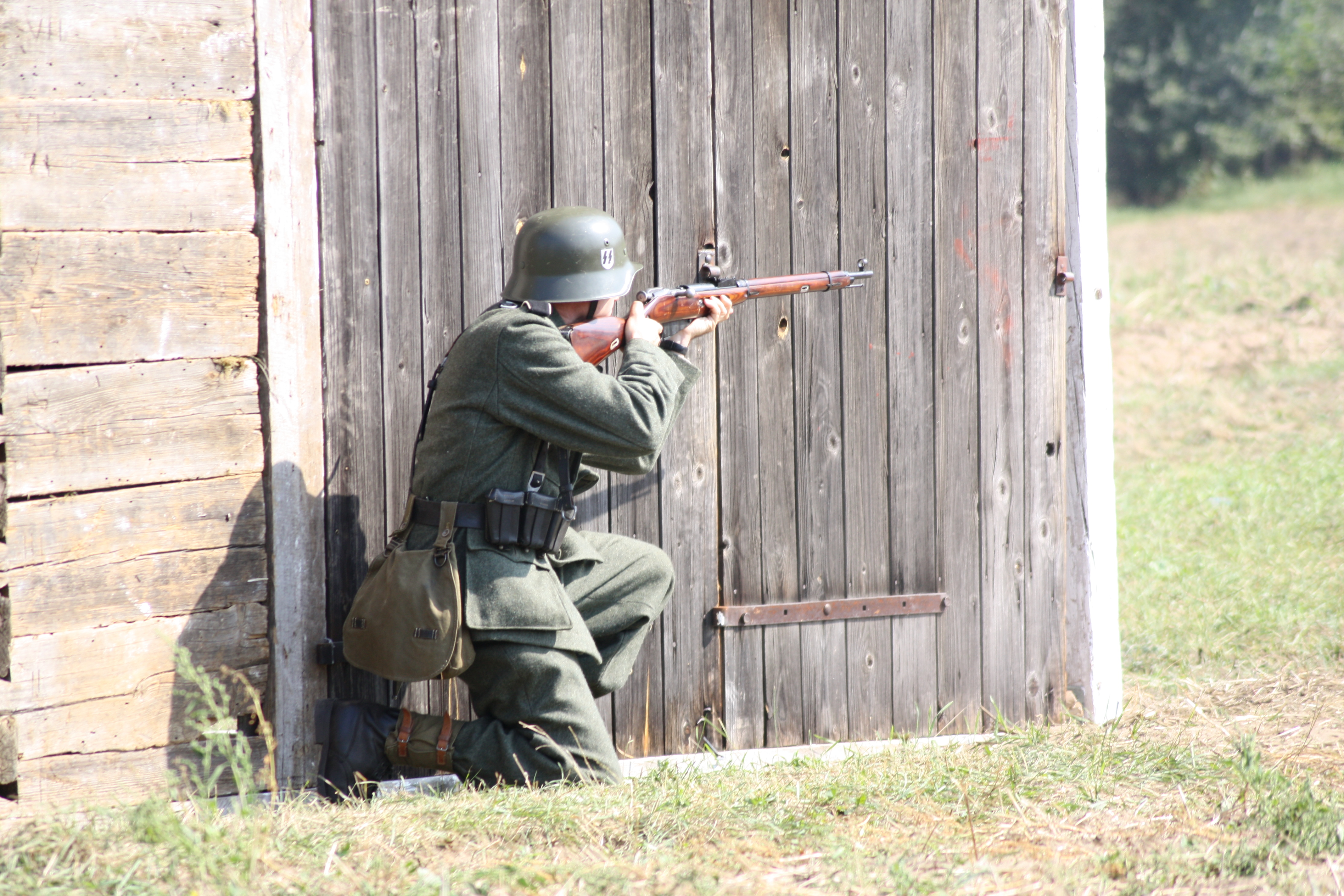
SSのデカールが入ったシュタールヘルム（2008年）
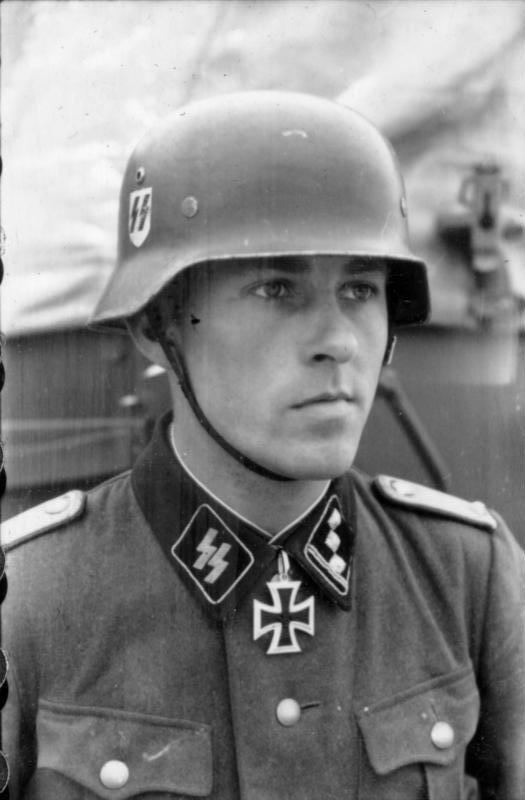
SSのデカールが入ったシュタールヘルムをかぶるフリッツ・レントロップSS中尉
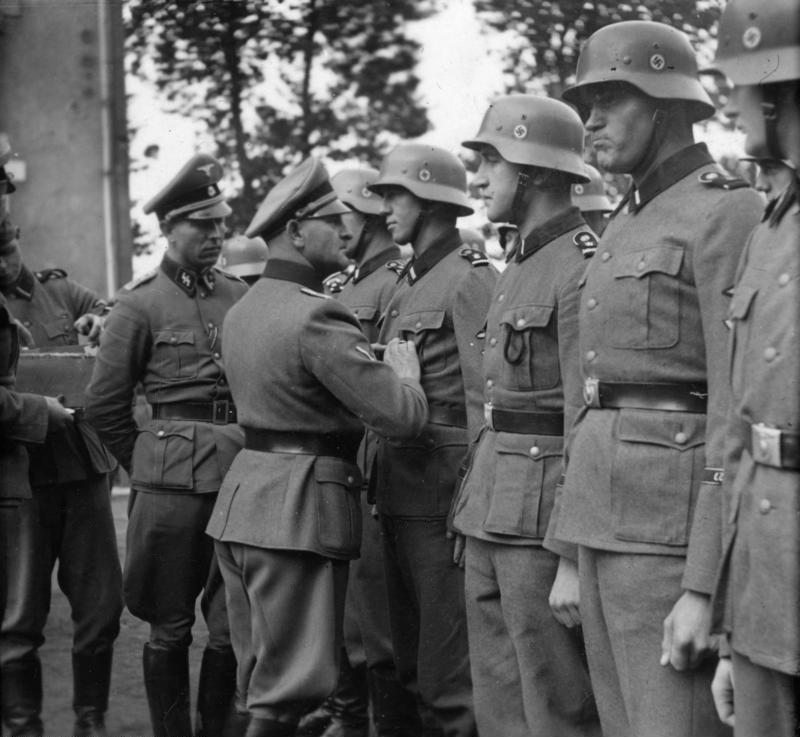
ナチ党旗のデカールが入ったシュタールヘルム（1940年6月、フランス・メス）
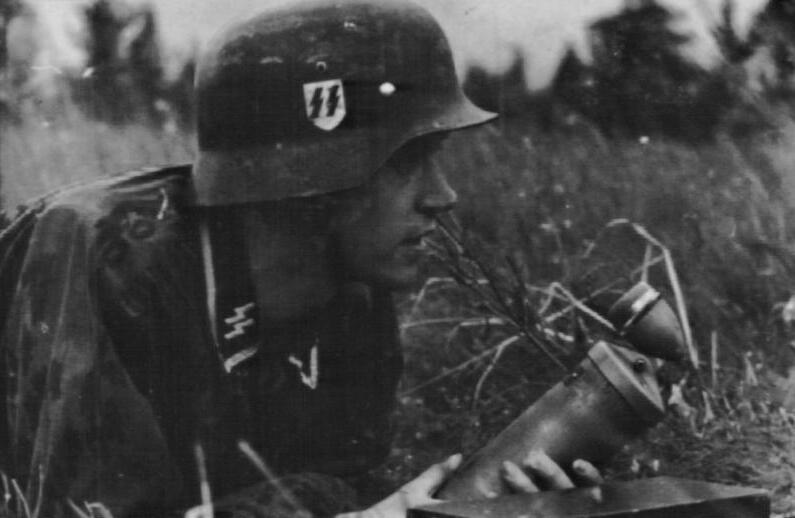
1942年、ロシア戦線の武装SS兵。
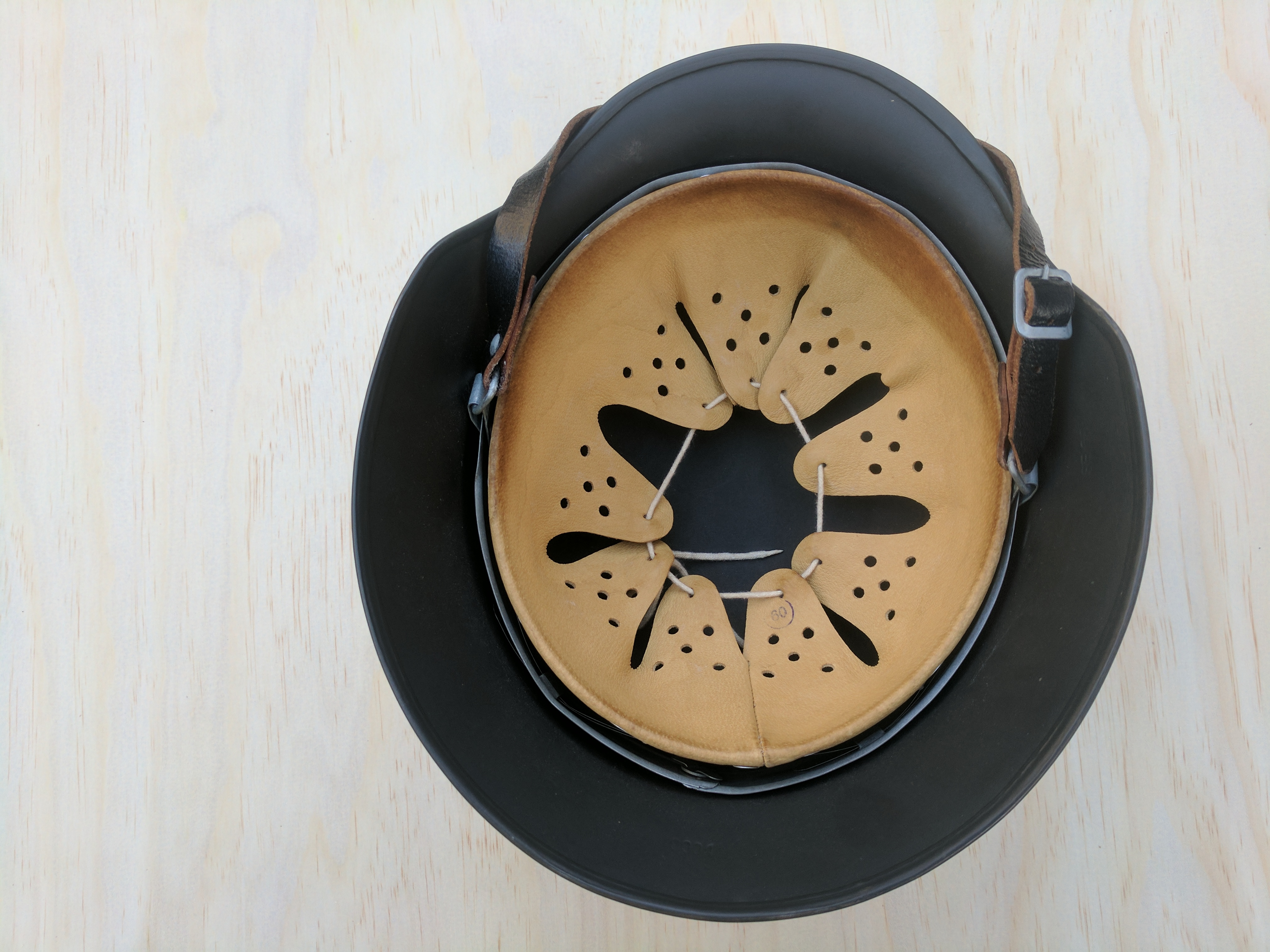
シュタールヘルムの内装。革製のハンモック形状となっている。

### シュタールヘルムの迷彩カバー
武装SSのシュタールヘルム迷彩カバーは3個の留め金（フック）でシュタールヘルムに取り付けた。カバーに付いている金属はこのフックとスプリングだけであり、他は16個の布片から成る。リバーシブルで夏面と秋面がある。SSの迷彩カバーは既存の材料で前線でも簡単に製作できたため、フックを含めて様々な型が存在している。そのため現物と戦後のレプリカの区別が困難な品になっている。
1937年に制定されたI型と1942年に制定されたII型があり、I型では偽装ループが付けられていなかった。
カバーの迷彩柄は「すずかけの樹」や「柏葉」、「シュロ」、「ぼやけた縁」など様々な物があるが、M44迷彩スーツの「エンドウ豆」の柄で作成されたカバーは制式の物にはない。ただ現地で作成された物の中にはあった可能性もある。

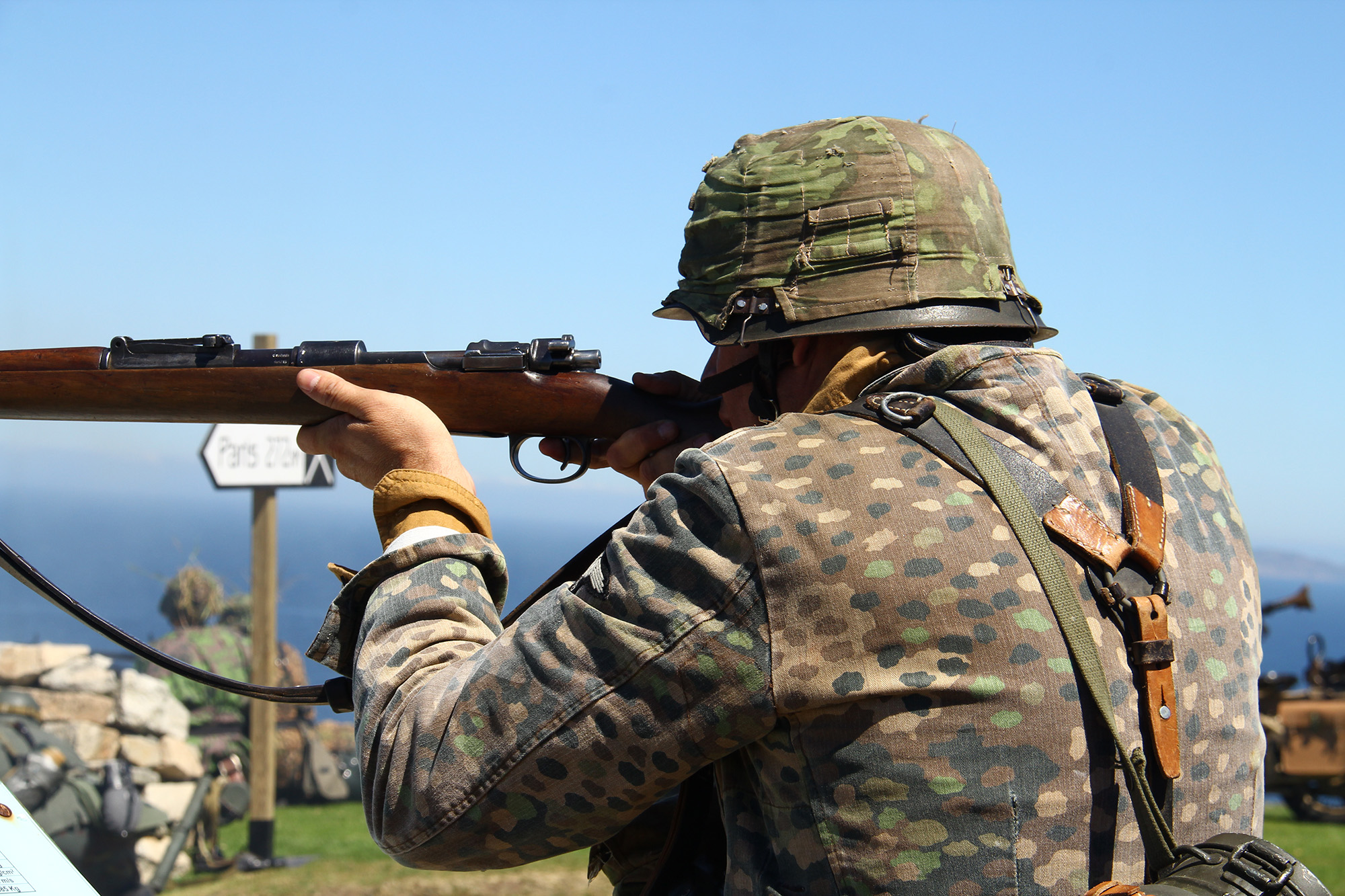
迷彩カバーをかけたシュタールヘルム（2016年スペイン。ノルマンディー上陸作戦の際のポワント・デュ・オック占領の歴史再現イベント）
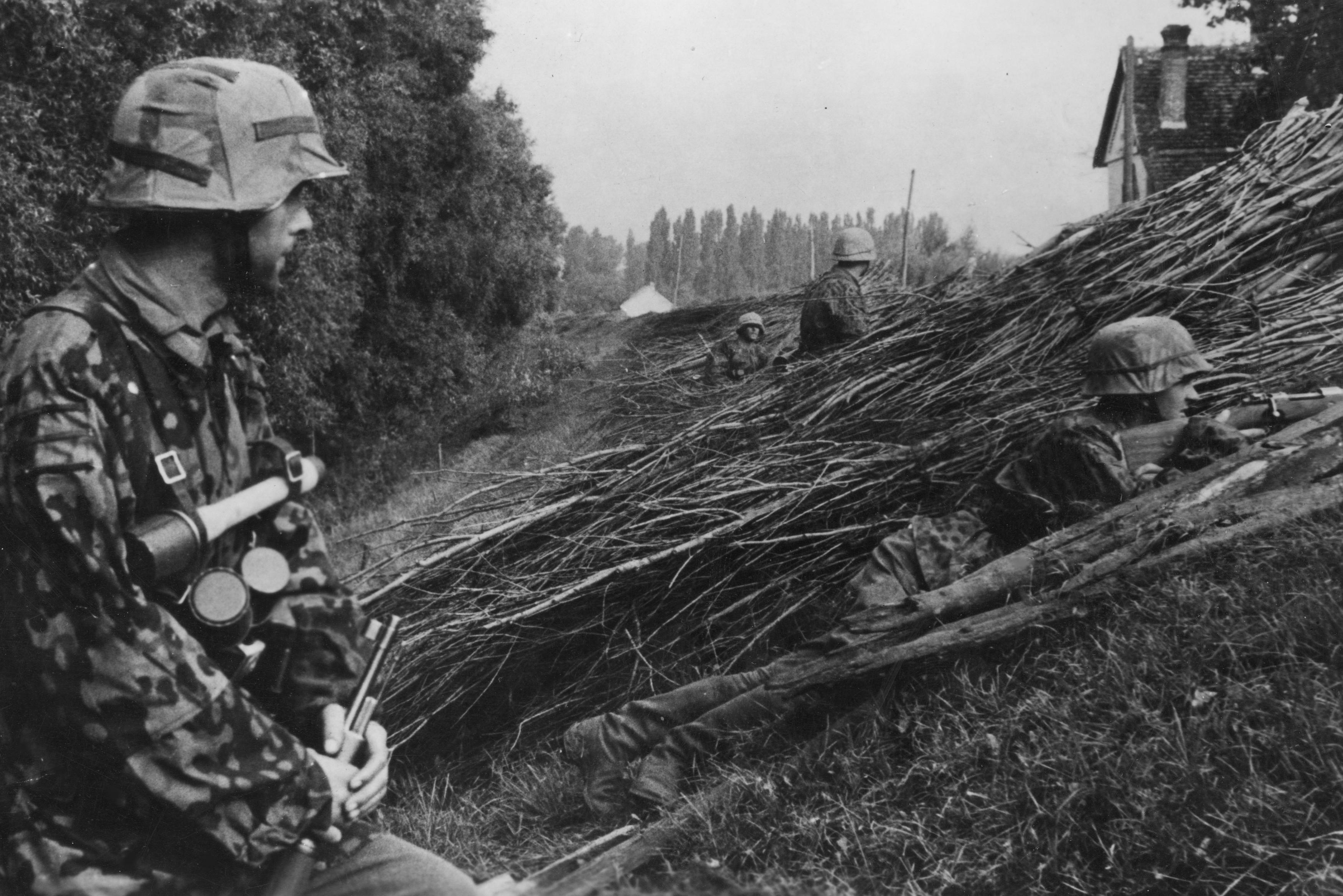
迷彩カバーをかけたシュタールヘルムを被る武装SS兵たち（1944年東部戦線）

## 徽章

### トーテンコップ（髑髏）
SSの帽章には共通して「交叉する骨の上に髑髏」で知られる「トーテンコップ（ドイツ語で髑髏）」の徽章が入っていた。トーテンコップは、一見海賊旗の旗印にも似ているが、海賊旗の髑髏章は、頭蓋骨の下に交差した骨が配されているのに対し、トーテンコップは頭蓋骨が骨に重なっている。トーテンコップは元々ドイツや北欧・東欧地域では古来より用いられている徽章であり、SSの帽章のトーテンコップのデザインはプロイセン王国時代の軽騎兵をモチーフとしていると言われている。意味合いとしても、海賊旗のどくろは降伏しないと危害を加えると言うメッセージを相手に伝えるために使用していたのに対し、トーテンコップには「骨になっても祖国のために戦う」という意味がある。当初SSは下顎がない伝統的なトーテンコップを使用していたが、1934年に陸軍が戦車兵の軍服を制定してその襟章に同じくプロイセン時代からのトーテンコップを使用したため、混同されないようSSのトーテンコップの形に変更が加えられ、下顎がつけられてよりリアルな髑髏になった。この形は伝統的なものではなくSS独自のトーテンコップである。

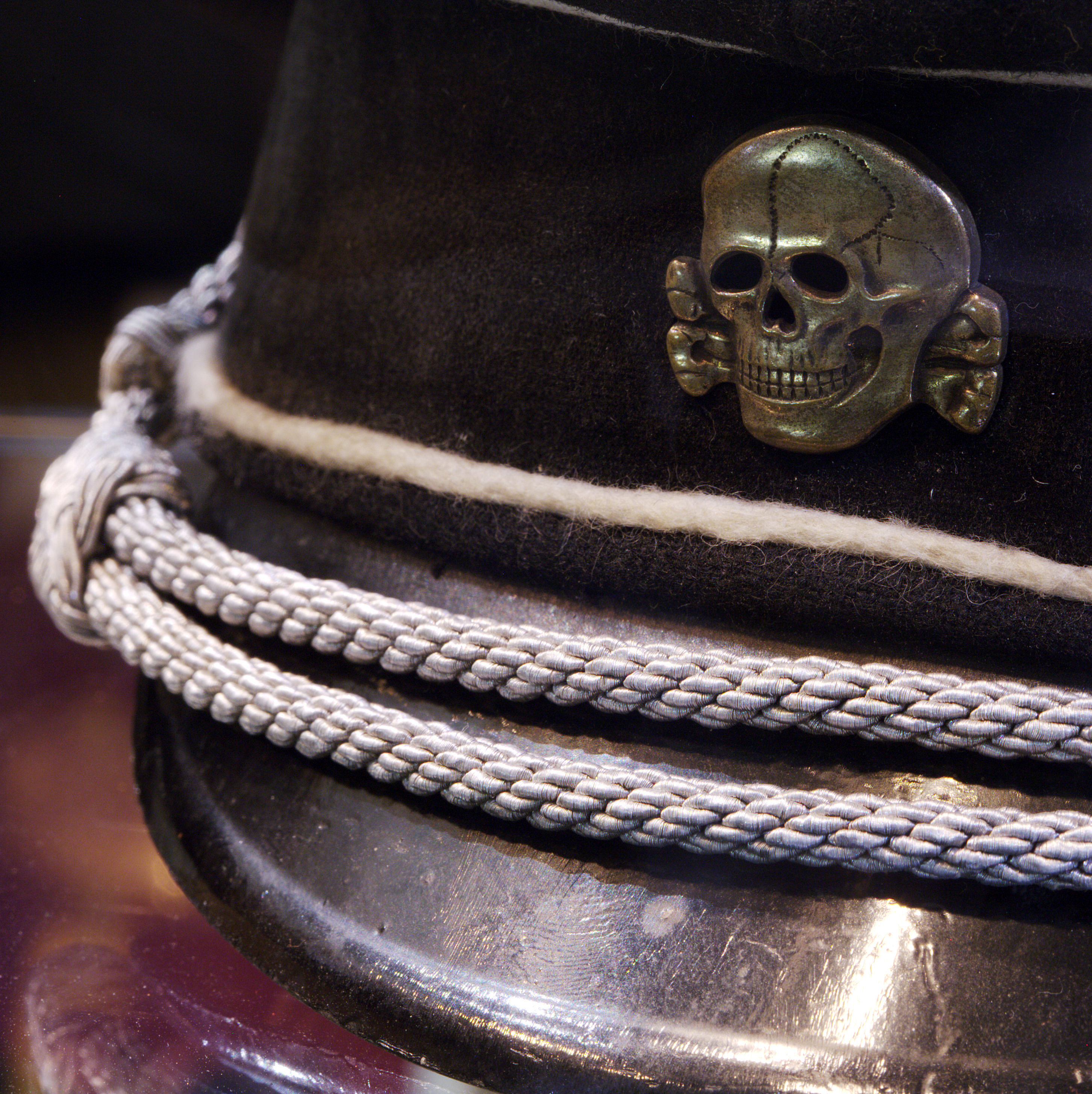
制帽のトーテンコップ
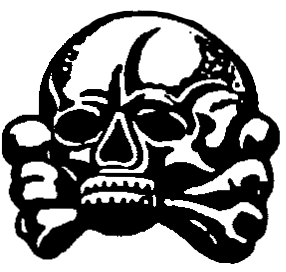
1934年まで親衛隊制帽に付けられていたトーテンコップ。プロイセン時代からの伝統的な形である。
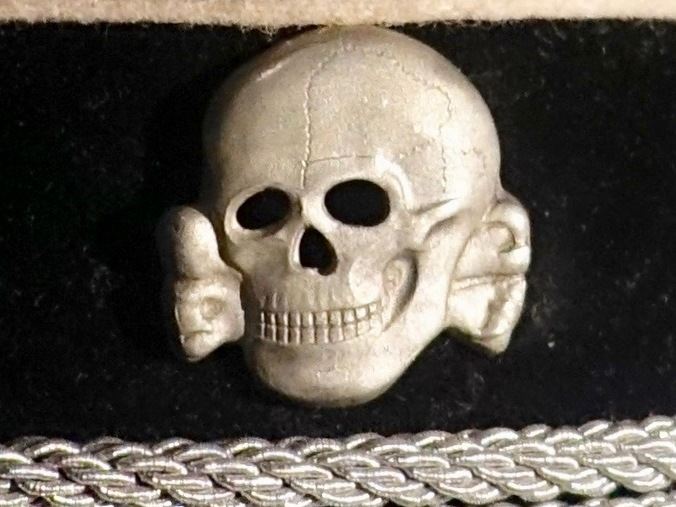
1934年からデザイン変更されたトーテンコップ。下顎が追加された。

### 鷲章
1923年から1929年にかけては、SSの制帽のトーテンコップの上にはドイツ帝国軍やヴァイマル共和国軍と同様に円形章（コカルデ）が入っていたが、1929年秋にナチスの鉤十字の上に翼を広げて留まる鷲をデザインした「鷲章」（アドラー）が取り入れられることとなった（ナチ党政権掌握後、国防軍も鷲章に変更されている）。この「翼を広げて留まる鷲」のデザインは古代ローマ帝国時代を起源とする伝統的なデザインで、さらに1936年に鷲章のデザインが変更され、大型になり鷲の翼が横に広くなった。この新しいSS鷲章は一見陸軍の鷲章と似ているが、陸軍鷲章は羽根の上端が一番長いのに対し、SS鷲章は羽根の中間部分が一番長いという違いがある。
黒服のナチ党旗の腕章に代わるものとして、1935年に導入されたSS特務部隊（武装SS）のアースグレーの野戦服の左腕にもSS鷲章が刺繍されるようになり、その後の野戦灰色の野戦服にも受け継がれた。1938年以降の一般SSのグレー制服の左腕にもSS鷲章が刺繍されるようになった。

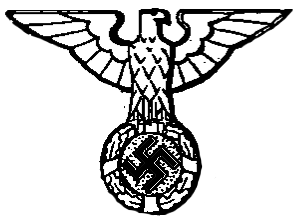
1936年まで親衛隊制帽に付けられていた鷲章。
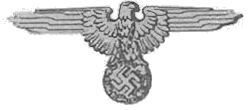
1936年からデザイン変更された鷲章。
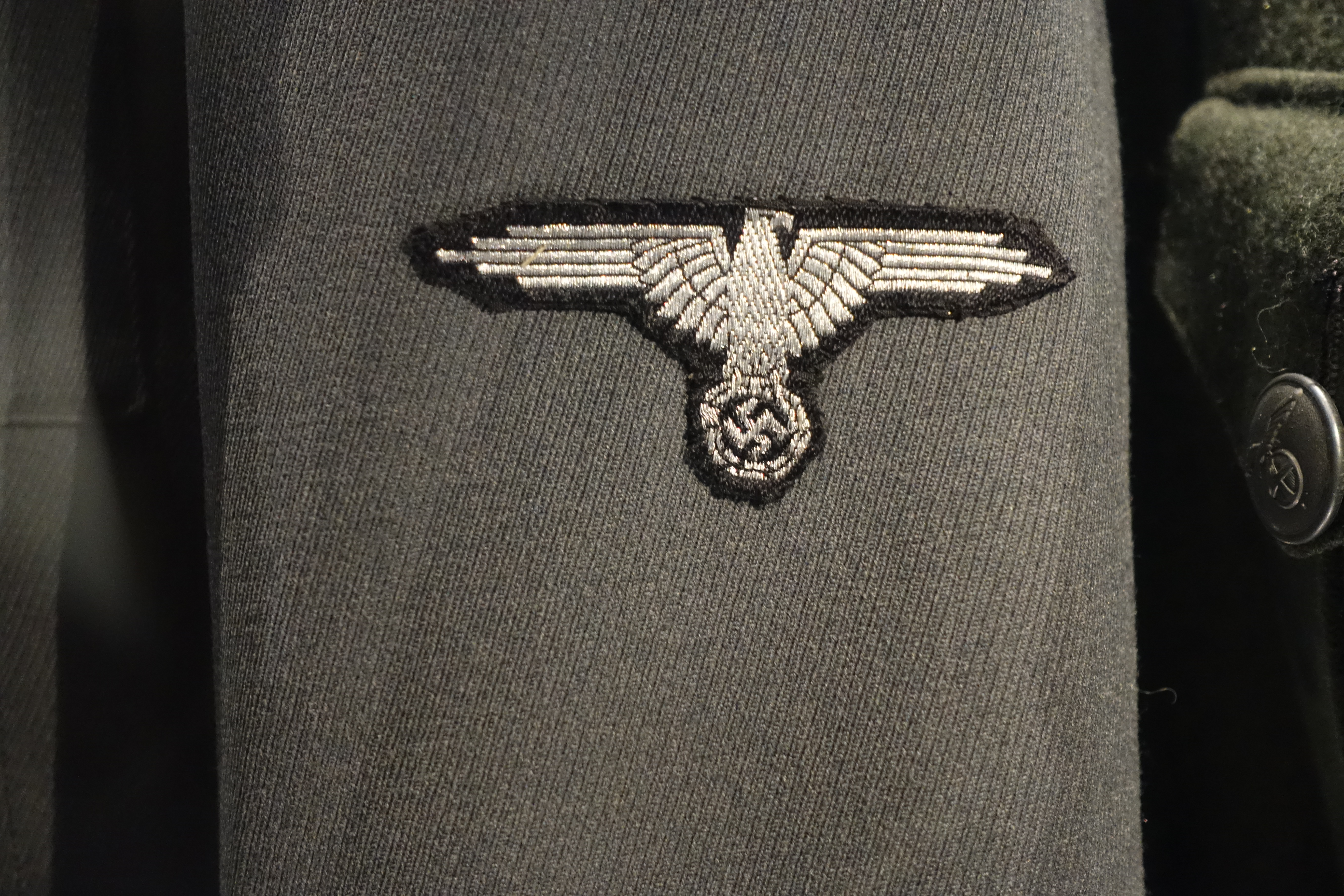
左腕に刺繍されたSS鷲章

### 襟章
襟章は親衛隊大佐以上と親衛隊中佐以下で大きく異なった。親衛隊大佐以上は左右対称になっている柏葉で階級のみを示した。親衛隊中佐以下は右襟の襟章で所属する師団や所管を示し、左襟の襟章で階級を示した。
たとえば右の襟章に数字だけが入っている場合はその数字は一般SSの所属連隊の番号を指している。右襟章が無地の場合は国家保安本部、技術専門職、あるいはSSの本部や司令部の要員であることを意味している。トーテンコプフ（髑髏）の襟章ならば親衛隊髑髏部隊、トーテンコプフ師団、強制収容所所員などであることを示す。SSのルーン文字の襟章をよく見かけるが、これは他の襟章を付ける立場にないすべてのドイツ人・ゲルマン人隊員が付けていた。1940年には親衛隊特務部隊のドイツ人・ゲルマン人師団は独自の襟章を廃されたため、SSルーン文字で統一された。敵に何師団か判別されないという防諜上の理由であるとされる。ただ外国人義勇兵はそれぞれの師団の独自の襟章を使い続けた。
階級章については親衛隊大佐以上は柏葉と星の数で示し、親衛隊中佐以下は星とリッツェ（Litze）で示した。しかし親衛隊特務部隊（武装親衛隊）においては1938年に陸軍型の肩章を導入したので襟章での階級表示は二重表示になるので不要という話も出るようになった。そのため大戦初期に襟章の変更が繰り返されて襟章の階級章が廃されたり復活されたり混乱した時期があった。最終的にヒムラーはSS独自の階級章も示す必要があるとして陸軍型肩章と旧来の親衛隊襟章による二重の階級表示とした。
なお迷彩服用の階級章も存在していた。これは下士官以上が上腕に佩用するもので、迷彩服のほか、肩章を持たないシャツ・ジャケット・防寒被服などでも用いられた。
SSの階級と階級章については変遷があり、煩雑なので詳しくは親衛隊階級の項を参照のこと。

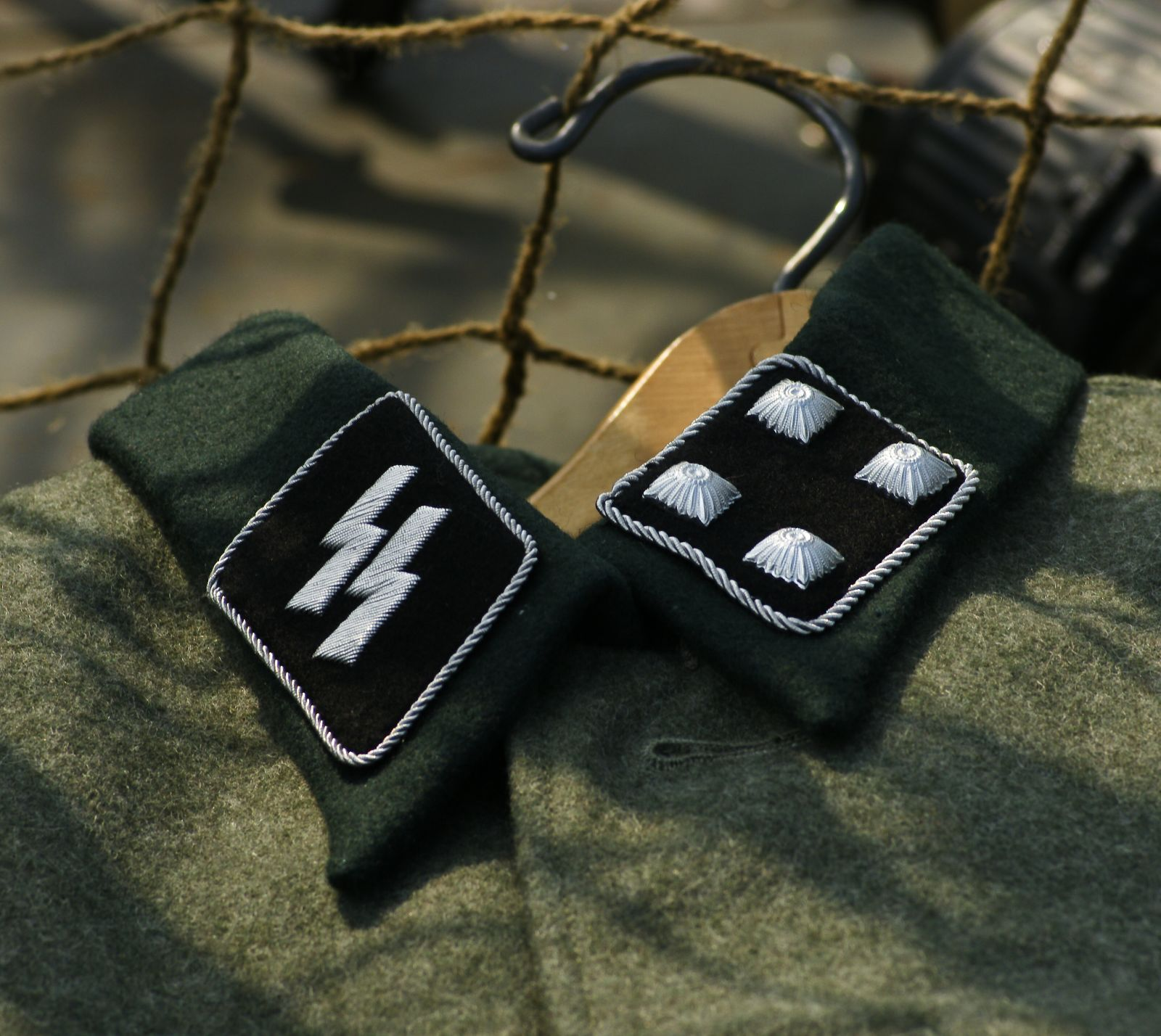
親衛隊少佐の襟章。右襟については所属師団や任務による襟章が定まっている場合はその襟章を付ける。そうでない場合はこのルーン文字SSの襟章を付ける。
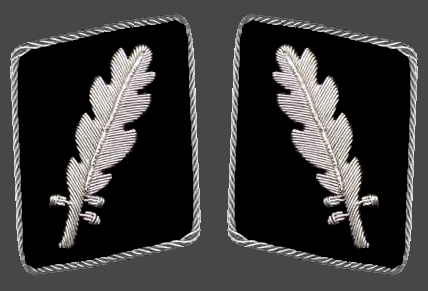
親衛隊大佐の襟章
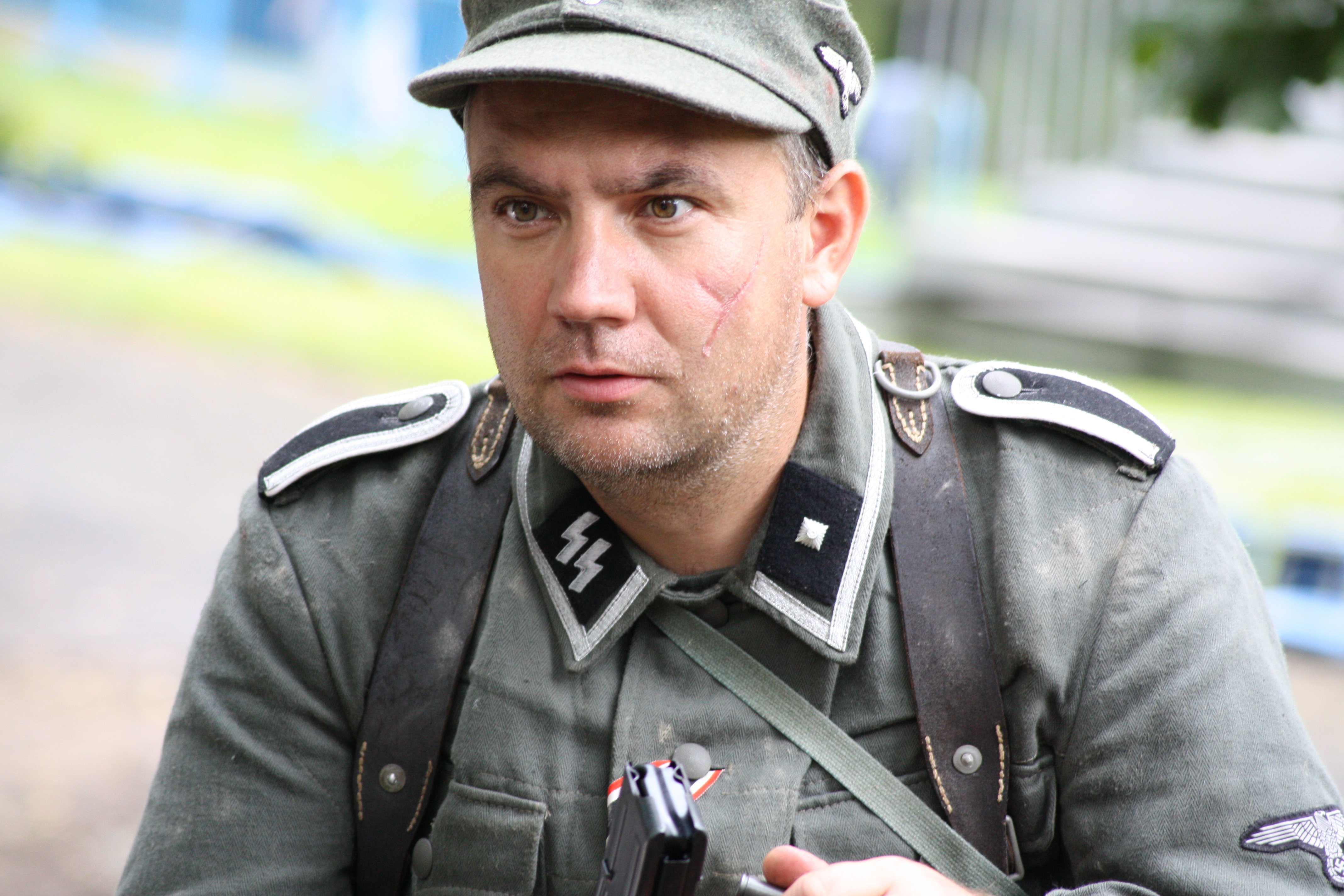
親衛隊伍長の階級章。下士官は襟の縁にトレッセというテープを入れる
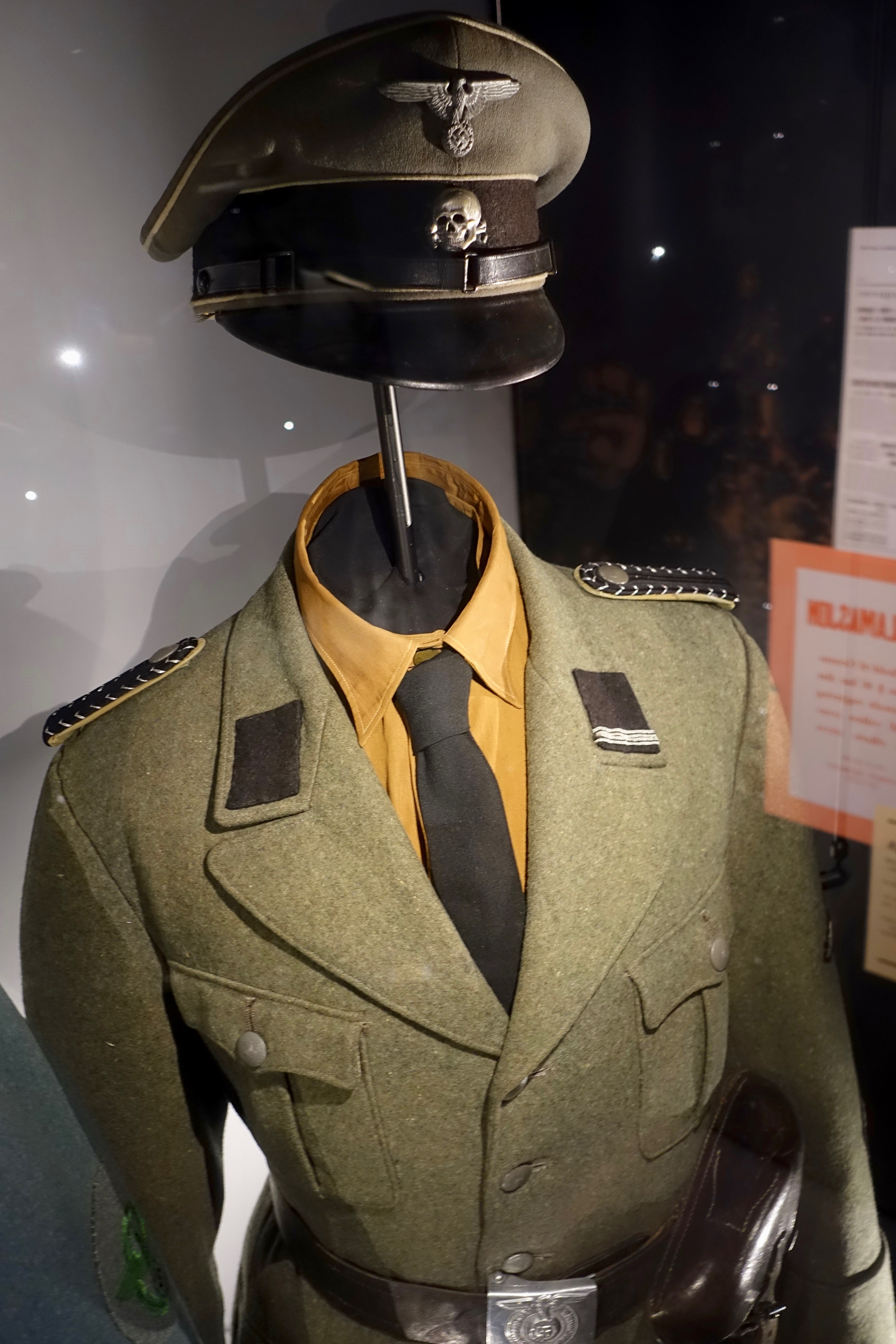
SDの制服。右襟が無地である。
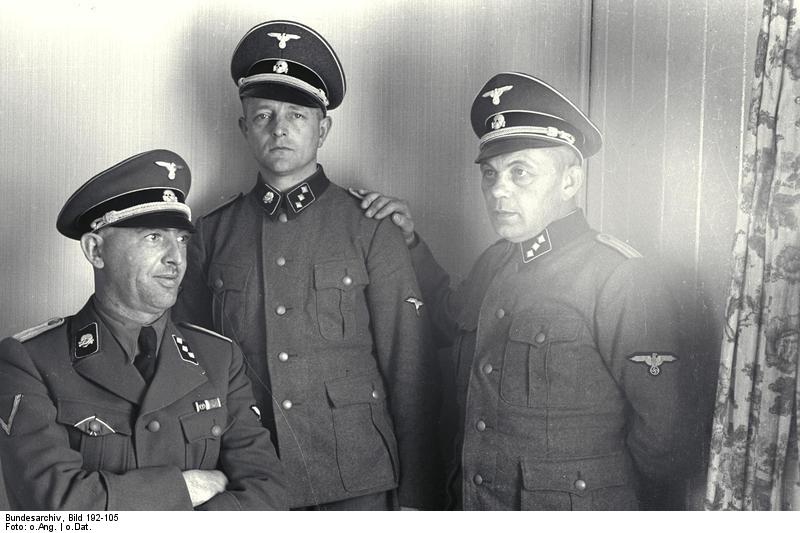
襟章にトーテンコップをあしらったマウトハウゼン強制収容所のSS少尉三名。
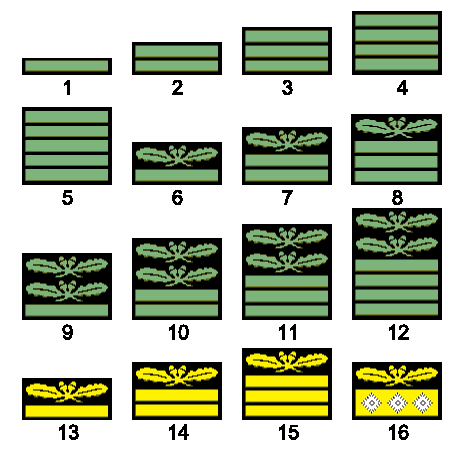
上腕用の階級章。1～5が下士官、6～8が尉官、9～12が佐官、13～16が将官のもの。

### 肩章
SSにおいて肩章は1933年5月に導入されたものである。黒服の肩章は右肩にしかついてなかったが、SS特務部隊や武装SSの野戦服、一般SSのグレーの制服には両肩に肩章が付いていた。
基本的にSSでは細かい階級は襟章で示した。肩章は下士官兵卒、下級将校（尉官）、上級将校（佐官）、将官という大雑把な区別をする物だった。しかし1938年3月にSS特務部隊（武装SS）では陸軍と同じ肩章が導入され、肩章でも階級を表すようになった。一般SSは従来の肩章を使用し続けたが、やがて一般SSでも陸軍型の肩章を使用する者が増えた。
また武装SSの肩章には所属部隊が分かるような徽章も入れられていたが、これは1943年10月のヒムラーの決定により廃された。SDや保安警察の所属者には警察型の肩章を使用している者も見られる。

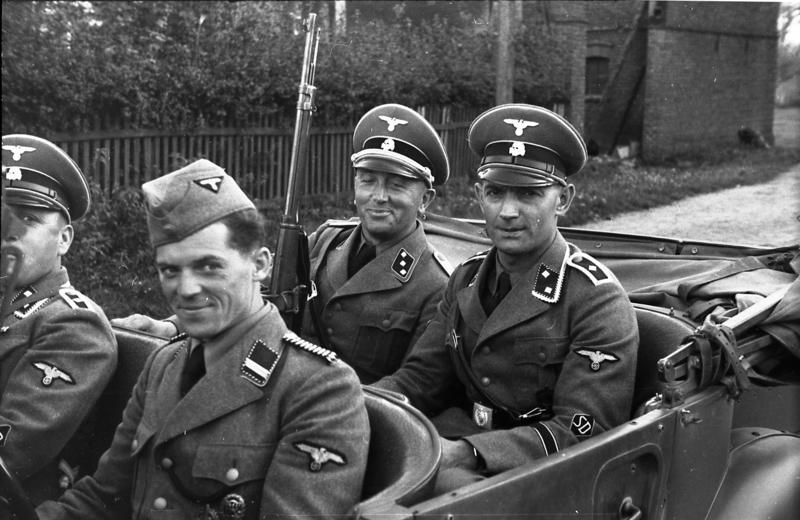
前の運転席に座るSD兵が一般SS下士官兵卒用の肩章を着用。SD少尉やSD下士官たちは陸軍型肩章を使用（1939年9月ポーランド）
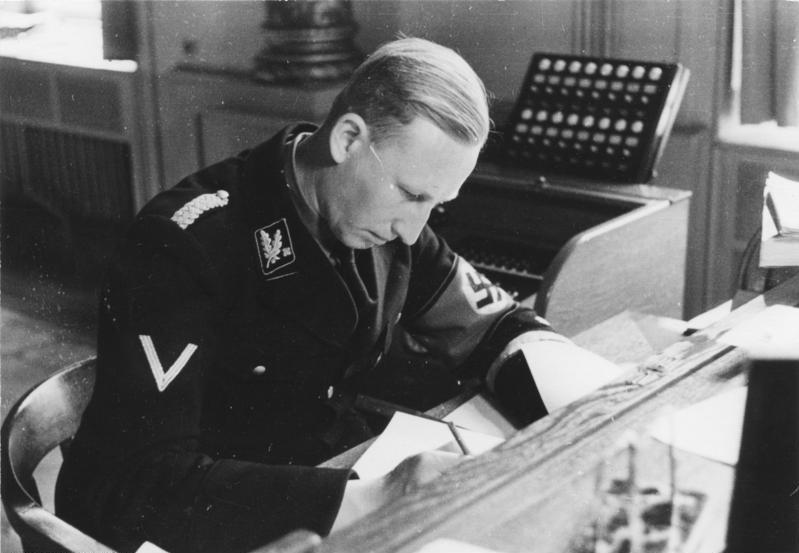
一般SSの将官肩章（1934年SD長官ラインハルト・ハイドリヒSS少将）
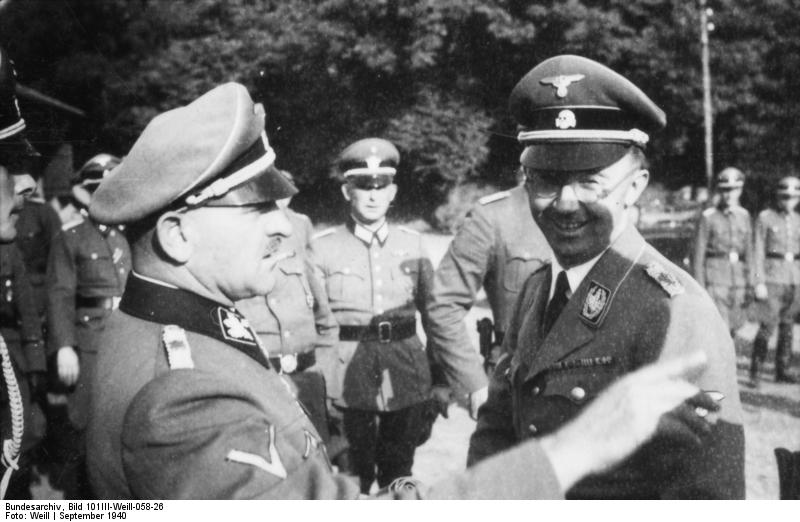
大戦の初期に見られた陸軍型の制服に一般SSの将官型肩章を用いた例。（1940年LSSAH師団長ヨーゼフ・ディートリヒ（左））
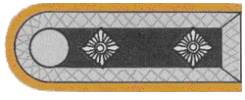
ライトブラウンのパイピングがなされた下士官・兵卒用の陸軍型肩章。ライトブラウンは強制収容所勤務であることを示す[152][153]。また星の数から親衛隊上級曹長である事が分かる。
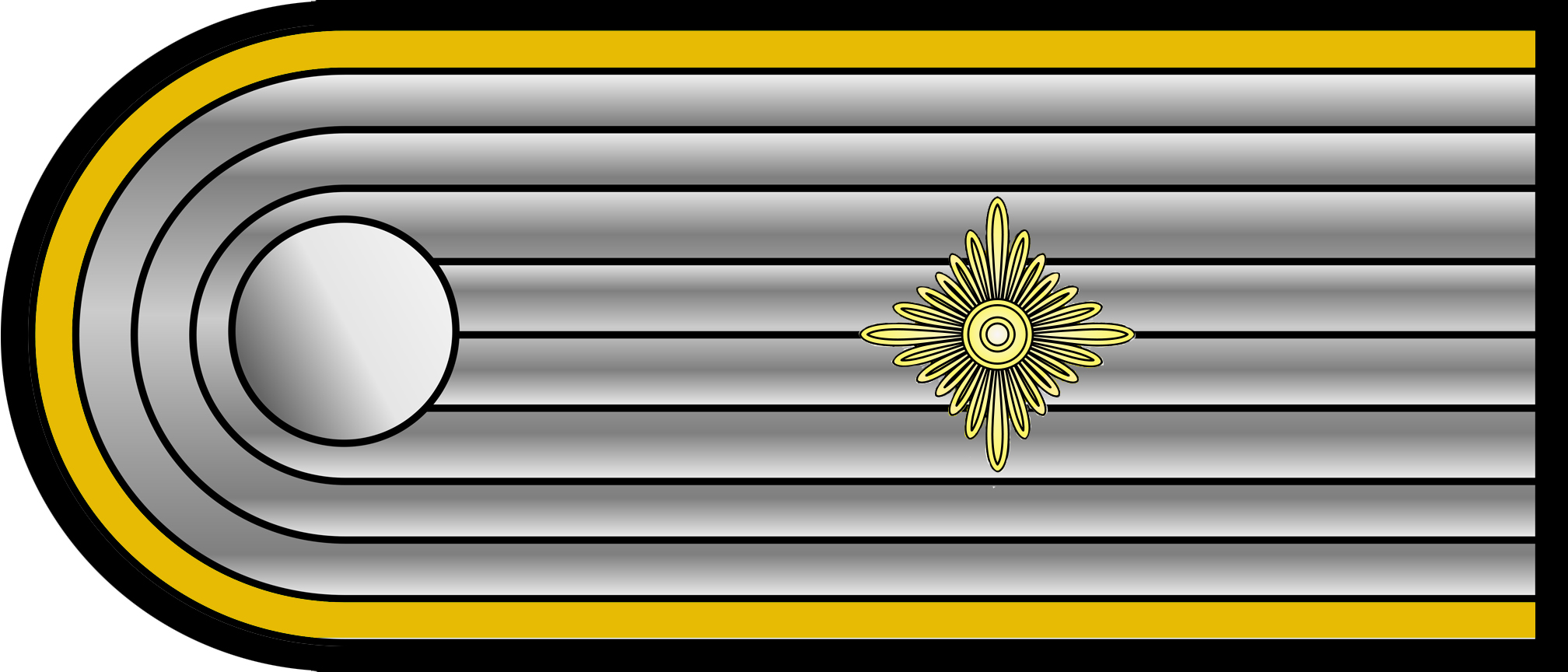
ゴールデンイエローのパイピングがなされた尉官の陸軍型肩章。ゴールデンイエローは騎兵科であることを示す[152][153]。また星の数から親衛隊中尉である事が分かる。
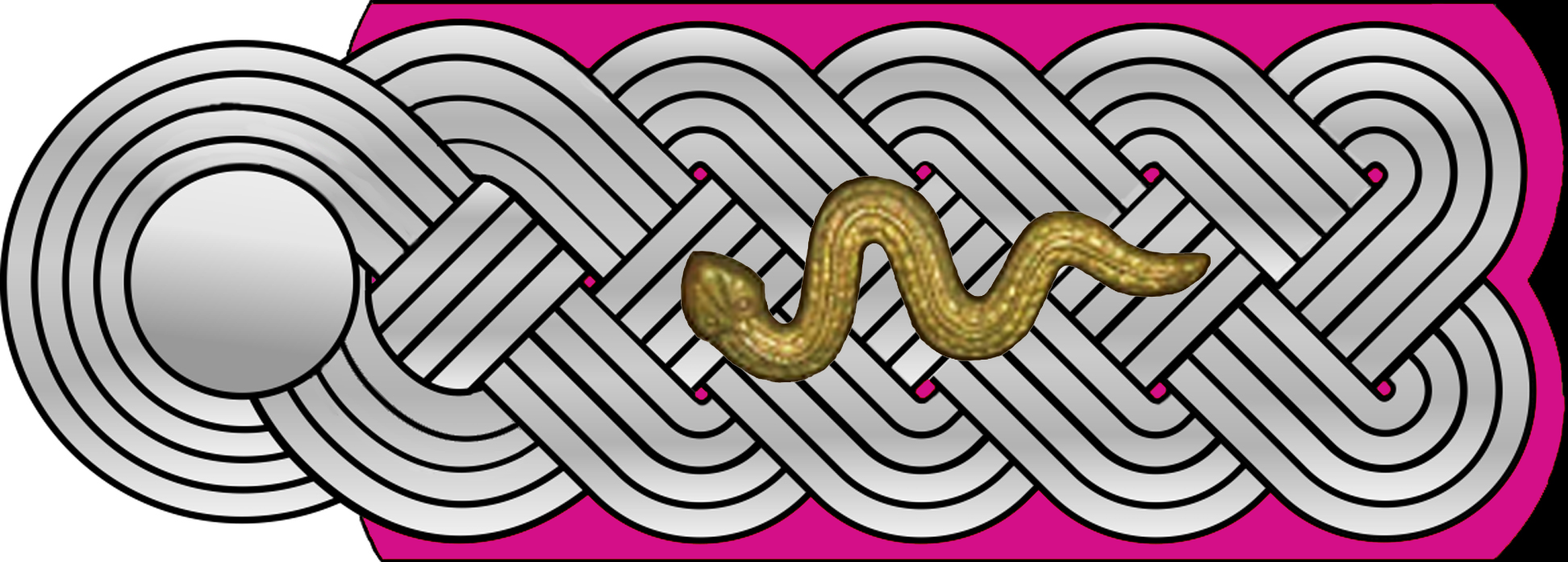
カーマインレッドのパイピングがなされた佐官の陸軍型肩章。カーマインレッドは獣医であることを示す[152][153]。蛇のマークも獣医であることを示す。また星がないため親衛隊少佐である事が分かる。
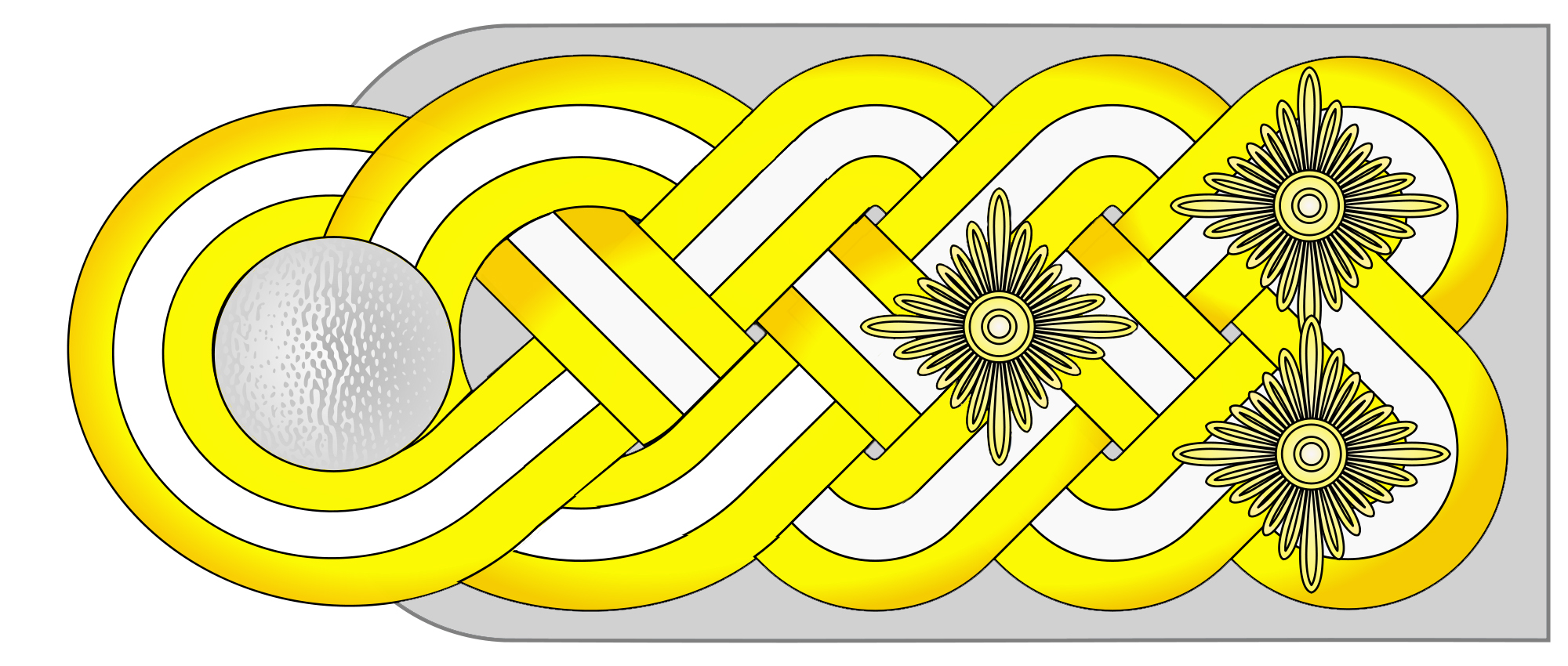
金色と灰色の金属糸が編み込まれた表面の将官用の陸軍型肩章。星の数から親衛隊上級大将の肩章と分かる。

### カフタイトル

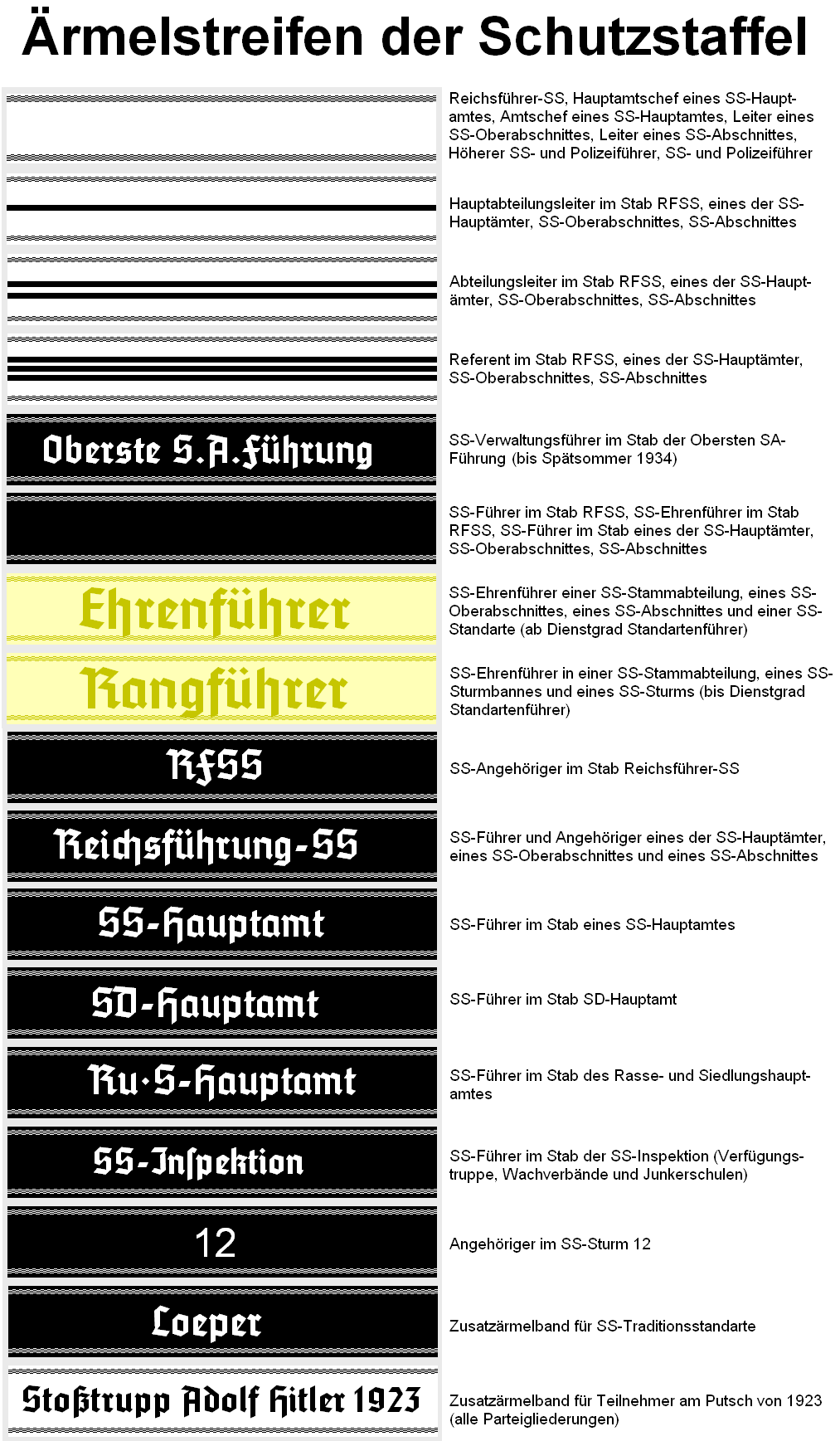
SSで使用されたカフタイトルの例

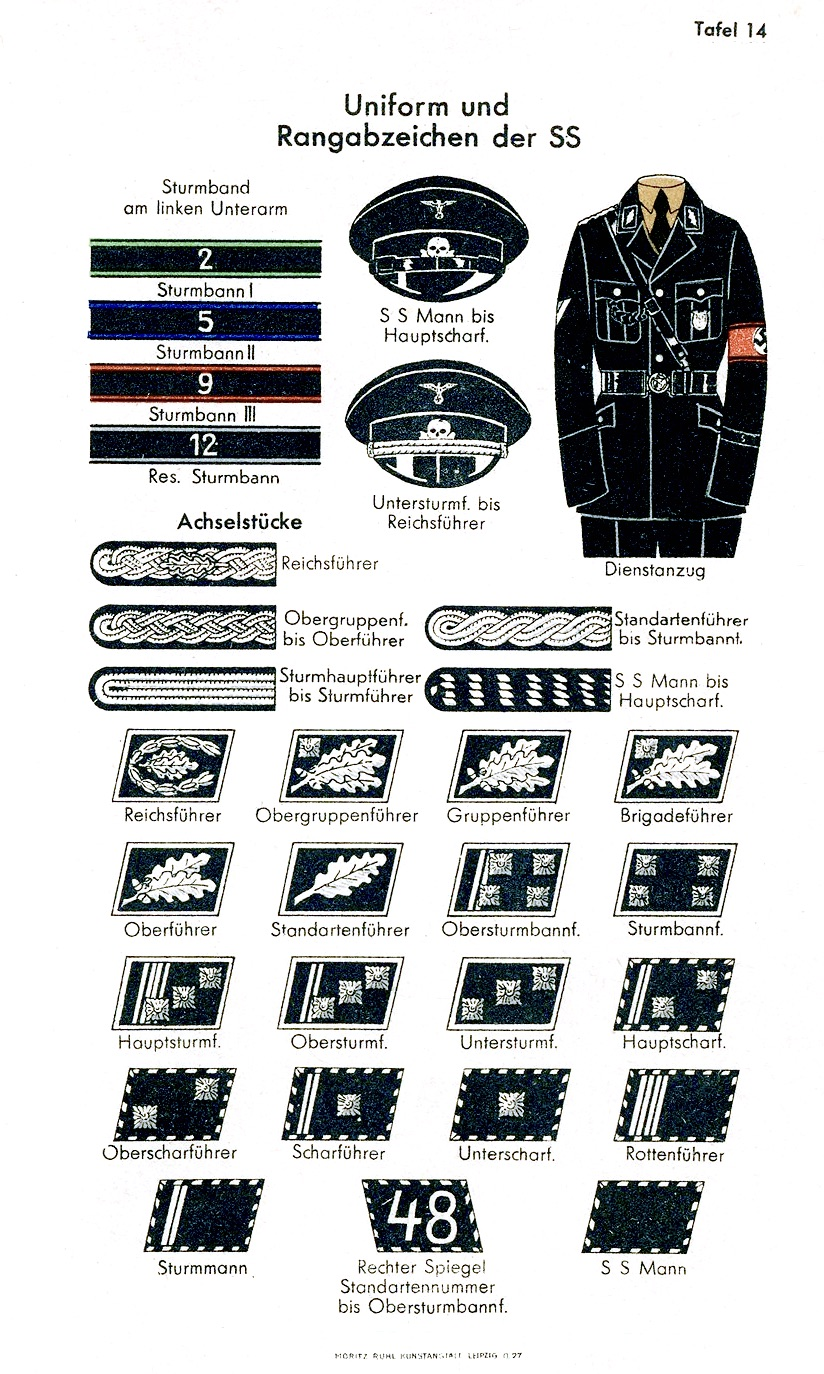
一般SSのカフタイトル（左上）

SSの制服の特徴の一つが「カフタイトル」である。カフタイトルは英語の呼び名であり、正式には「袖章」（Ärmelstreifen）という。
SSの制服には左腕の袖の部分にこれが付けられている事が多い。陸軍もグロースドイッチュラント師団など一部の部隊がカフタイトルを使用していたが、SSではより多くの部隊で使用されていた。
カフタイトルには所属する師団、連隊、本部、親衛隊地区などの名が書かれていた。たとえば一般SSの連隊所属者は、カフタイトルに所属連隊名が書かれ、カフタイトルの縁取りの色で所属大隊、番号で中隊を示した。（緑-第1大隊、青-第2大隊、赤-第3大隊、白-予備大隊）なお部隊によっては名誉部隊名がつけられている事があるが、その場合は名誉部隊名のカフタイトルが優先された。他部隊へ転属した場合には必ず新しい部隊のカフタイトルに変更しなければならなかった。ただ新しい部隊にカフタイトルがない場合は以前の部隊のカフタイトルを使用することが許可されていた。矛盾しない組み合わせの場合、一人が二つのカフタイトルを付けているケースも見られる。
親衛隊名誉指導者などにも独自のカフタイトルがあった。なお親衛隊全国指導者（Reichsführer-SS）の略称である「RFSS」のカフタイトルは親衛隊全国指導者ハインリヒ・ヒムラーの幕僚であることを表す。「Reichsführer-SS」のカフタイトルも存在するが、これは第16SS装甲擲弾兵師団「Reichsführer-SS」の隊員であることを意味しており、ヒムラーの幕僚のカフタイトル「RFSS」とは別物なので注意が必要である。
戦争中にはカフタイトルの授与式は厳かに行われた。そこに書かれている部隊の名前を汚すことがないようにという意味が込められるようになったためである。ただ外国人師団には師団名を与えられていない場合があったり、また与えられていてもカフタイトルは授与されなかったケースが多い。部隊名やカフタイトルがその部隊に与えられるためには、それにふさわしい戦功を立てることが期待されたといわれる。あるいは外国人部隊は本来はSS隊員としてふさわしくないという思想でそうなっていたのかもしれない。
カフタイトルに書かれる文字はヒトラーの手書きである「ライプシュタンダルテ・アドルフ・ヒトラー」以外は初めゴシック体で表記されていたが、後に標準ラテン字体に変更された。

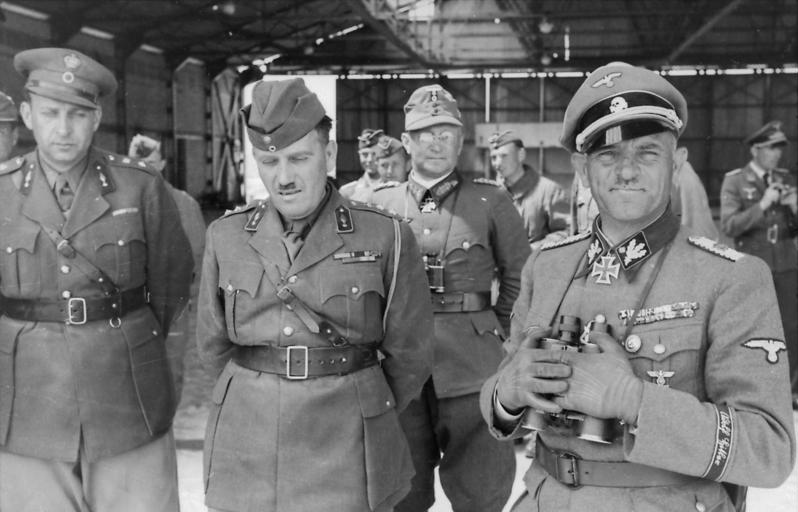
LSSAH師団長ヨーゼフ・ディートリヒSS大将、左袖のカフタイトルにヒトラーの筆記文字による「Adolf Hitler」の文字
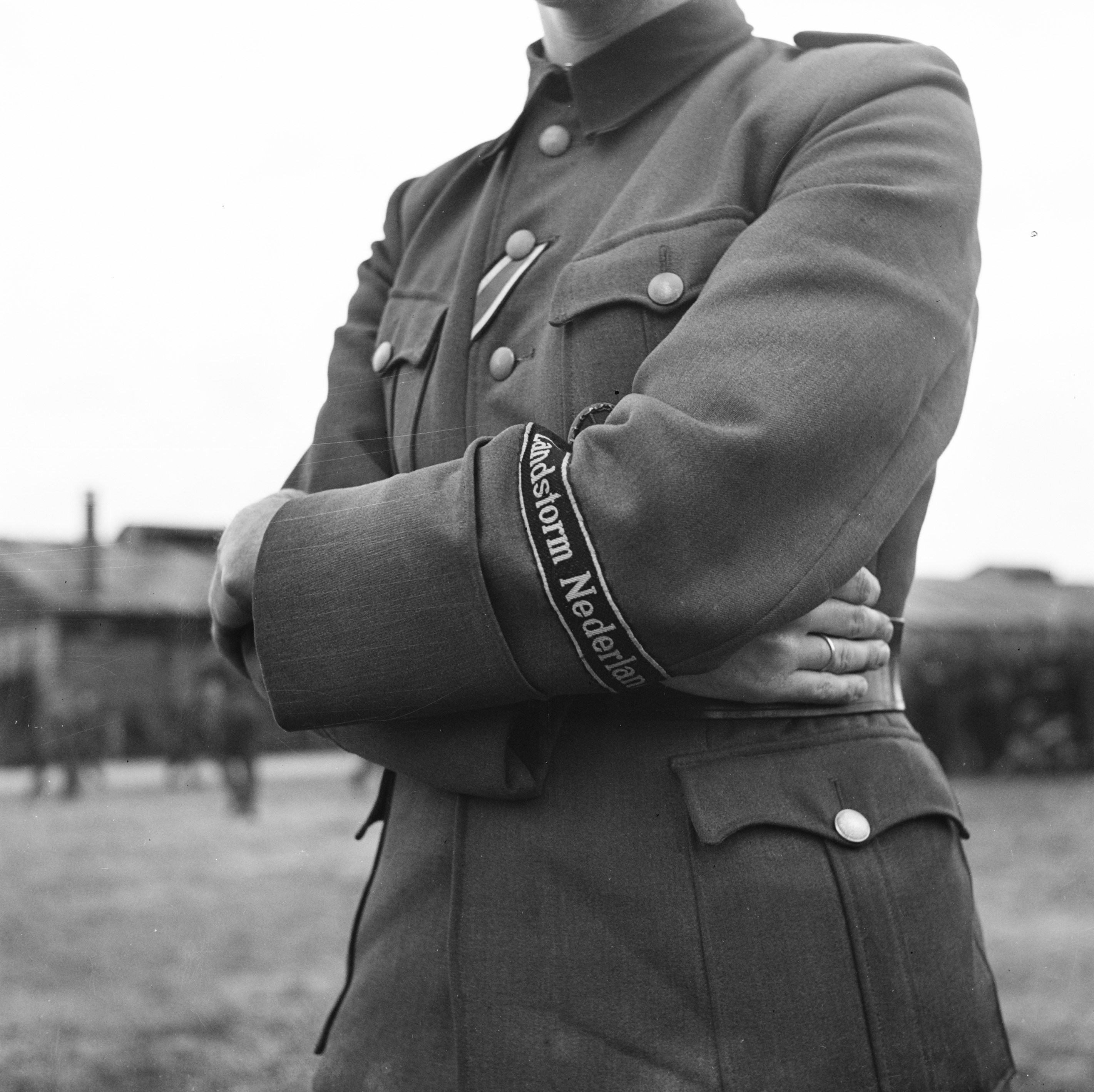
第34SS義勇擲弾兵師団「ラントシュトーム ネーダーラント」（Landstorm Nederland）のカフタイトル
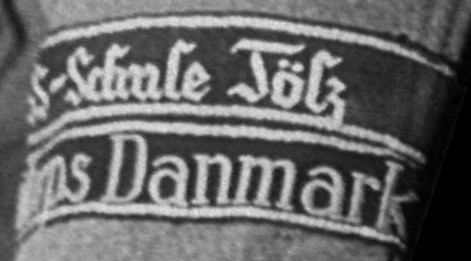
SS士官学校「バート・テルツ」（de）（SS-Junkerschule Bad Tölz）及び「フライコーア・ダンマルク」（Freikorps Danmark）のカフタイトル

### ダイヤモンド型職掌記徽章
1930年代前半以降、特定の職掌に従事しているSS隊員は勤務服に黒いダイヤモンド型の記章を付けることになった。通常は左腕袖口のカフスの約3.5センチ上に取り付けた。

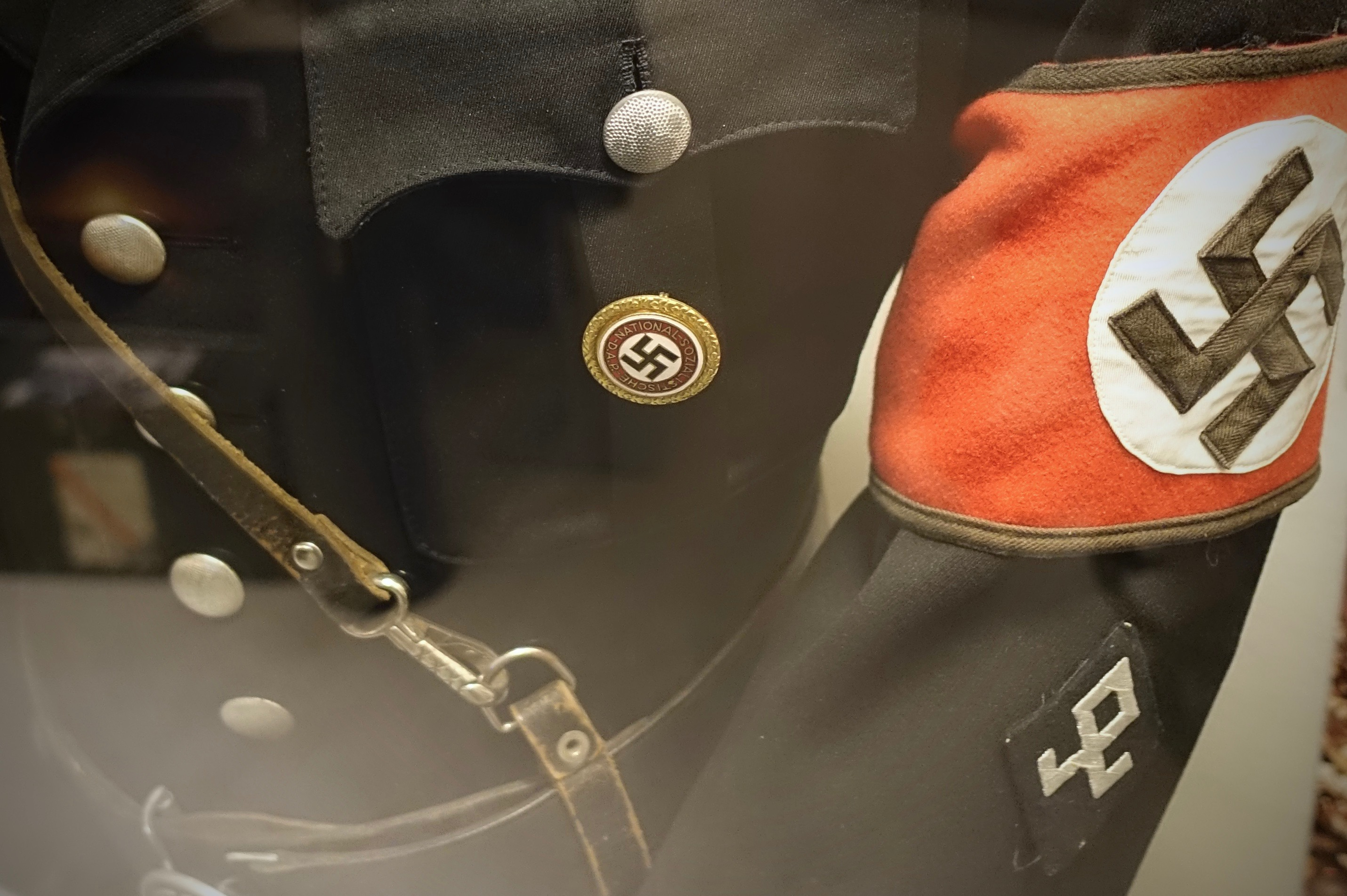
SS人種移住本部のダイヤモンド型記章

### 古参闘士名誉章
ナチ党政権掌握（1933年1月30日）以前からナチ党かナチ党組織（SSである必要はない）に所属していたSS隊員は、1934年2月より右上腕部に古参闘士名誉章を付けるようになった。後に基準が緩められて、国防軍や警察からSSに入隊してきた者のうち、一定の基準を満たしている者も付けることが許されるようになった。オーストリアSS隊員については1938年2月12日より前にオーストリア・ナチ党の一員だった者に認められた。

古参闘士名誉章
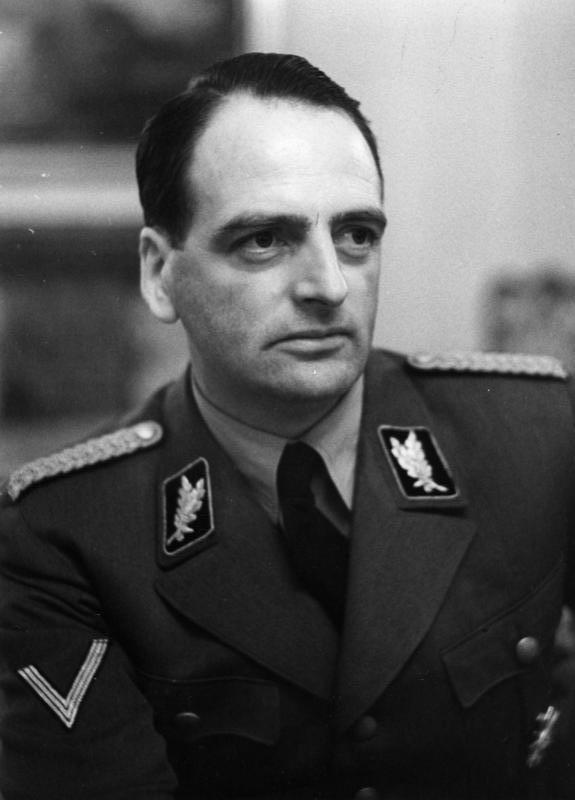
エトムント・フェーゼンマイヤーSS少将、右腕に古参闘士名誉章が付いている
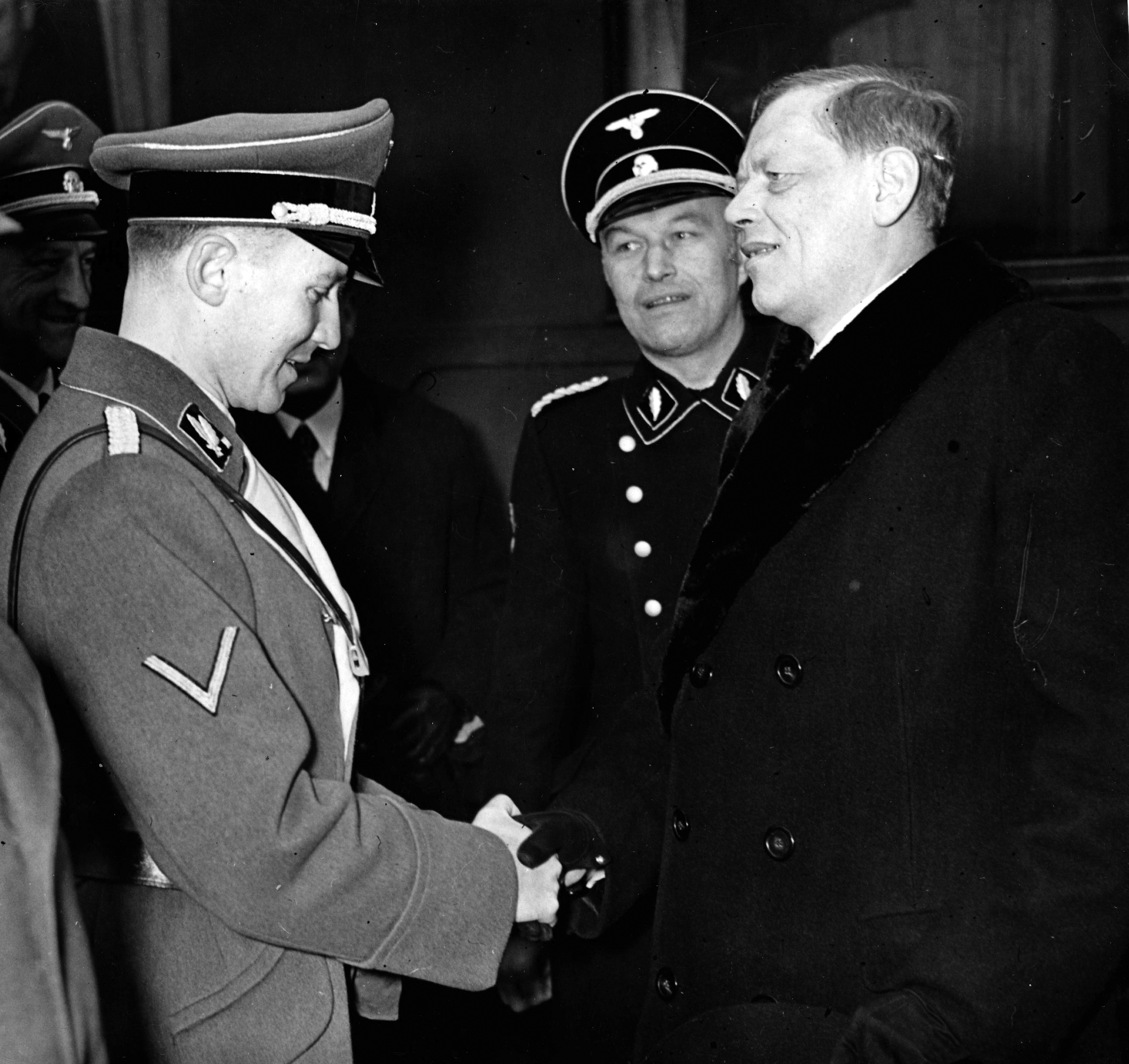
ハンス・クナッパーツブッシュ（右）と握手するオットー・ヴェヒター（ドイツ語版）SS少将（左）（1939年12月）古参闘士名誉章はコートの右腕にも取り付けられた。

### 兵科色
武装SSは1939年末に兵科色（Waffenfarben）を導入した。陸軍とは異なる独自の兵科色を使用した。主な兵科色は以下のとおりである。通常は制帽や肩章などにこの色のパイピングが付けられて兵科を表したが、制服が新型になるにつれて兵科色表示部分は次々と廃止されていった。
| 兵科色                        | 兵科                                     | 兵科色                                | 兵科                              |
| ----------------------------- | ---------------------------------------- | ------------------------------------- | --------------------------------- |
| ホワイト (Weiss)              | 歩兵・擲弾兵・装甲擲弾兵                 | オレンジ (Orangerot)                  | 兵員募集・技術・憲兵              |
| ライトグレー (Hellgrau)       | 将官 RFSS幕僚、個人幕僚、本部要員        | コパーブラウン (Kupferbraun)          | 偵察(-1942年6月)                  |
| ダークグレー (Dunkelgrau)     | RFSS幕僚(1942年より)                     | ライトブラウン (Hellbraun)            | 強制収容所                        |
| ブライトレッド (Hochrot)      | 砲兵、対空砲、ロケット砲兵               | ポイズングリーン (Giftgrün)           | SD                                |
| カーマインレッド (Karminrot)  | 獣医                                     | メドウグリーン (Jägergrün)            | 山岳猟兵                          |
| ワインレッド (Bordeauxrot)    | 法務                                     | ダークグリーン (Dunkelgrün)           | 予備将校                          |
| ライトピンク (Hellrosa)       | 軍事地質学者                             | ライトブルー (Hellblau)               | 輸送・補給 野戦郵便局(1943年2月-) |
| ピンク (Rosa)                 | 装甲・対戦車砲兵・戦車猟兵               | ブライトブルー (Tiefblau)             | 行政官                            |
| サーモンピンク (Lachsrosa)    | 自動車部隊                               | コーンフラワーブルー (Kornblumenblau) | 医療                              |
| レモンイエロー (Zitronengelb) | 通信 野戦郵便局(-1943年2月) 野戦報道部隊 | ブラック (Schwarz)                    | 工兵                              |
| ゴールデンイエロー (Goldgelb) | 騎兵 偵察（1942年6月-） 自動車化偵察部隊 |                                       |                                   |

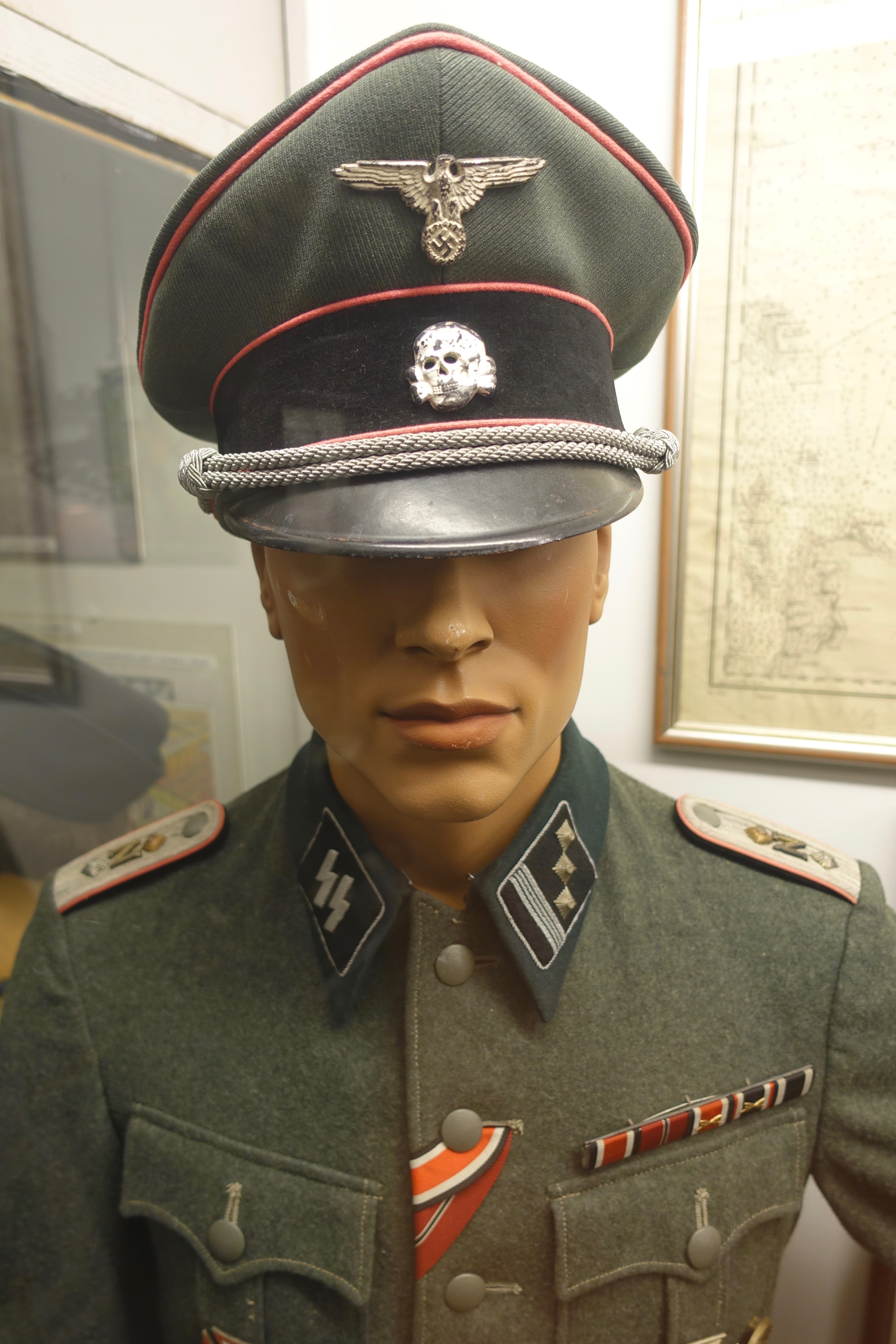
装甲科の武装SS将校の制服。フチ取りに装甲科を示すピンクのパイピングが付けられた制帽と肩章。

## 勲章
SS隊員によく見られる勲章に以下のようなものがある。

### 鉄十字章とドイツ十字章金章
SS隊員が戦闘において獲得できる基本的な戦功章は国防軍と同様に鉄十字章である。鉄十字章には下から二級鉄十字章、一級鉄十字章、騎士鉄十字章、大鉄十字章の別がある。騎士鉄十字章には、通常の物、柏葉付き章、柏葉・剣付き章、柏葉・剣・ダイヤモンド付き章、黄金柏葉・剣・ダイヤモンド付き章があった。二級鉄十字章はリボン（一次大戦の二級鉄十字章のリボンは白黒白の配色だったが、二次大戦は黒白赤白黒の配色だった）を一緒に授与され、リボンのみ第二ボタンに通して佩用することが多い。一級鉄十字章にはリボンは付かず、左胸に佩用する。一次大戦で鉄十字章を受章していたものが二次大戦で再度同じ物を受章した場合は略章（鷲章と1939の数字のデザイン）を与えられた。二級鉄十字章の略章は第二ボタンホールに留める二級鉄十字章のリボンに付け、一級鉄十字章の略章は左胸の一級鉄十字章の上に付けるのが一般的である。また一級鉄十字章と騎士鉄十字章の間を埋める勲章としてドイツ十字章金章があった。これは右胸に佩用した。

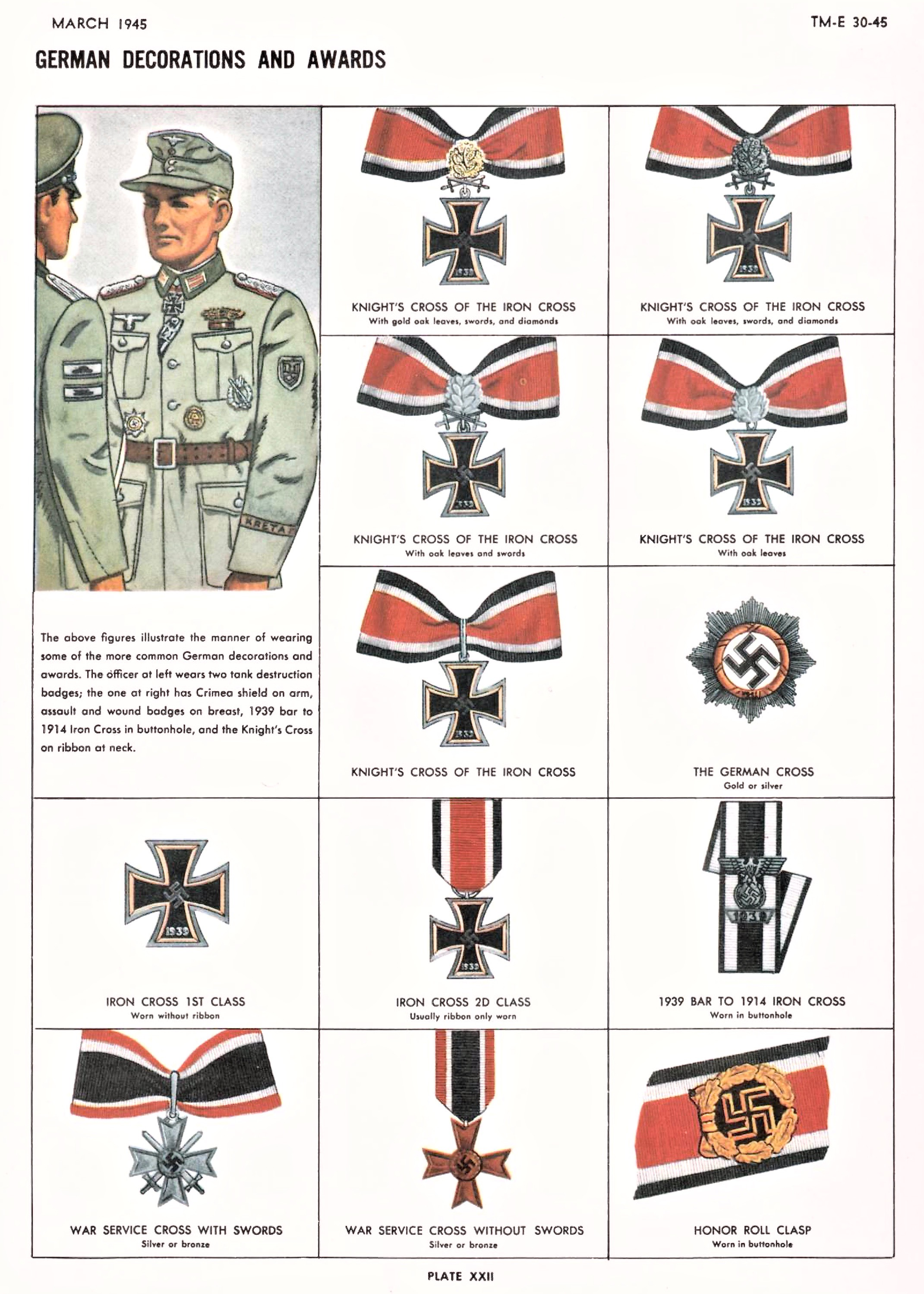
鉄十字章の種類一覧
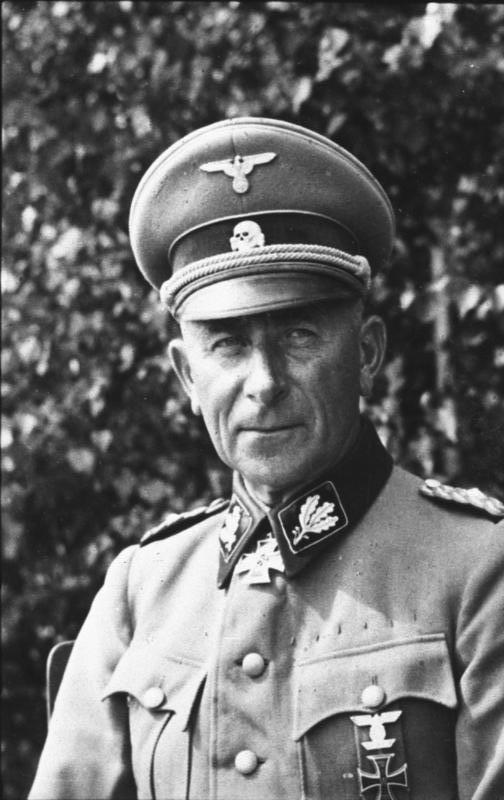
首許に騎士鉄十字章。左胸には一級鉄十字章とその上に1939年版略章。（1941年パウル・ハウサーSS中将）

### 突撃章と白兵戦章と戦傷章
歩兵突撃章（鷲章の下に小銃のデザイン）は異なる日に三回以上歩兵突撃（その歩兵突撃が成功したか否かは問わない）に参加した者に与えられた。銀章と銅章があるが、銀章は歩兵、銅章は装甲擲弾兵に与えられた。それ以外の兵科で三回以上歩兵突撃に参加した者は一般突撃章（鷲章の下に銃剣と手榴弾が交差したデザイン）が与えられた。
1日三回の戦車戦闘を異なる日に三日（つまり9回の戦車戦闘）行った戦車兵には戦車突撃章（鷲章の下に3号戦車のデザイン）が与えられた。銀章と銅章があるが、銀章は戦車および装甲車搭乗員、銅章は装甲部隊の中の装甲擲弾兵、狙撃兵、オートバイ兵、戦車回収兵、衛生兵が対象だった。これを授与した後はさらに戦闘25日章、50日章、75日章、100日章（デザインは同じで数字が入っている）があった。突撃章はいずれも左胸に佩用する。
近接戦闘を行った者に与えられる白兵戦章は横長の勲章であり、左胸ポケットの上部に付けた（略綬より上）。前線における近接戦闘の日数によって金章（50日以上）、銀章（30日以上）、銅章（銅章）の3種があった。
戦傷した者には戦傷章が与えられる。戦傷章には金章、銀章、黒章の三等級が存在し、それぞれ5回以上、3回から4回、1回から2回の戦傷により受章できる。また戦死や完全不具の戦傷を負った場合は回数に関係なく金章、戦傷で失明もしくは手足を失った時は回数に関係なく銀章が与えられる。左胸に佩用する。

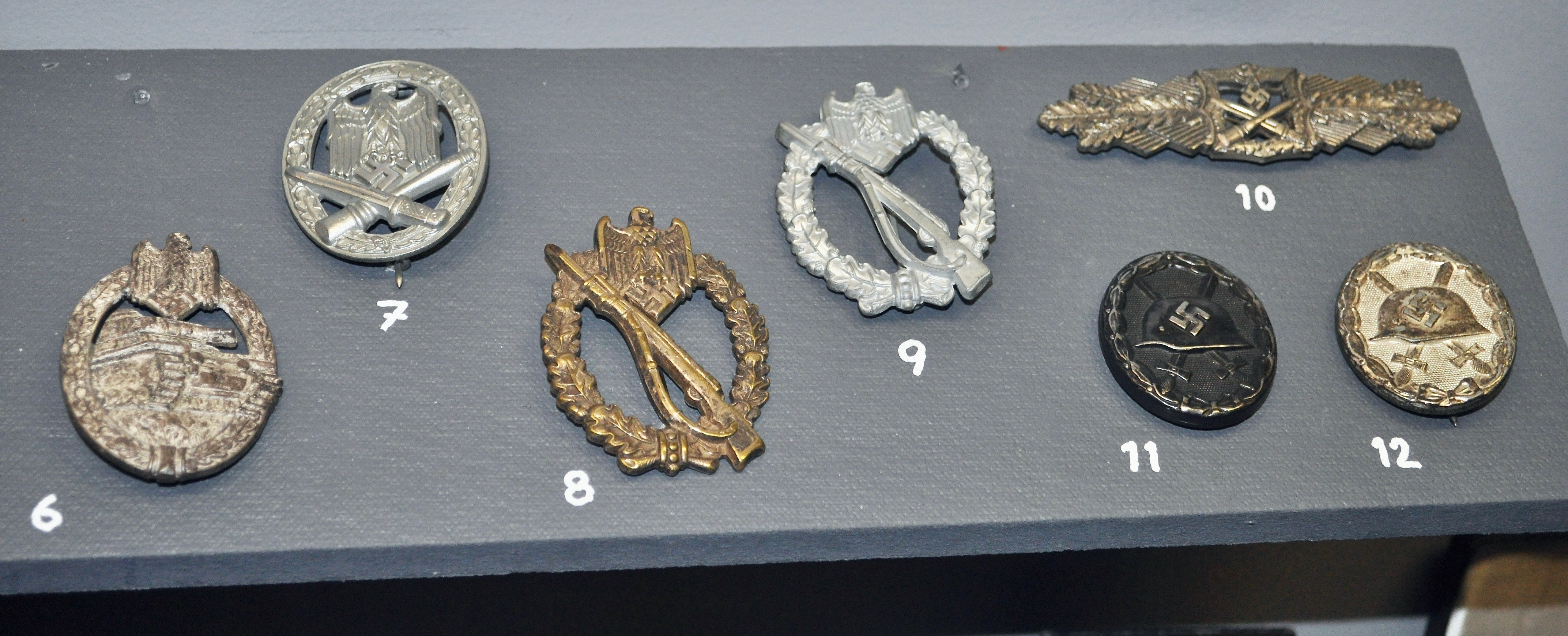
6戦車突撃章、7一般突撃章、8歩兵突撃章（銅章・装甲擲弾兵）、9歩兵突撃章（銀章・歩兵）、10白兵戦章銀章、11戦傷章黒章、12戦傷章銀章
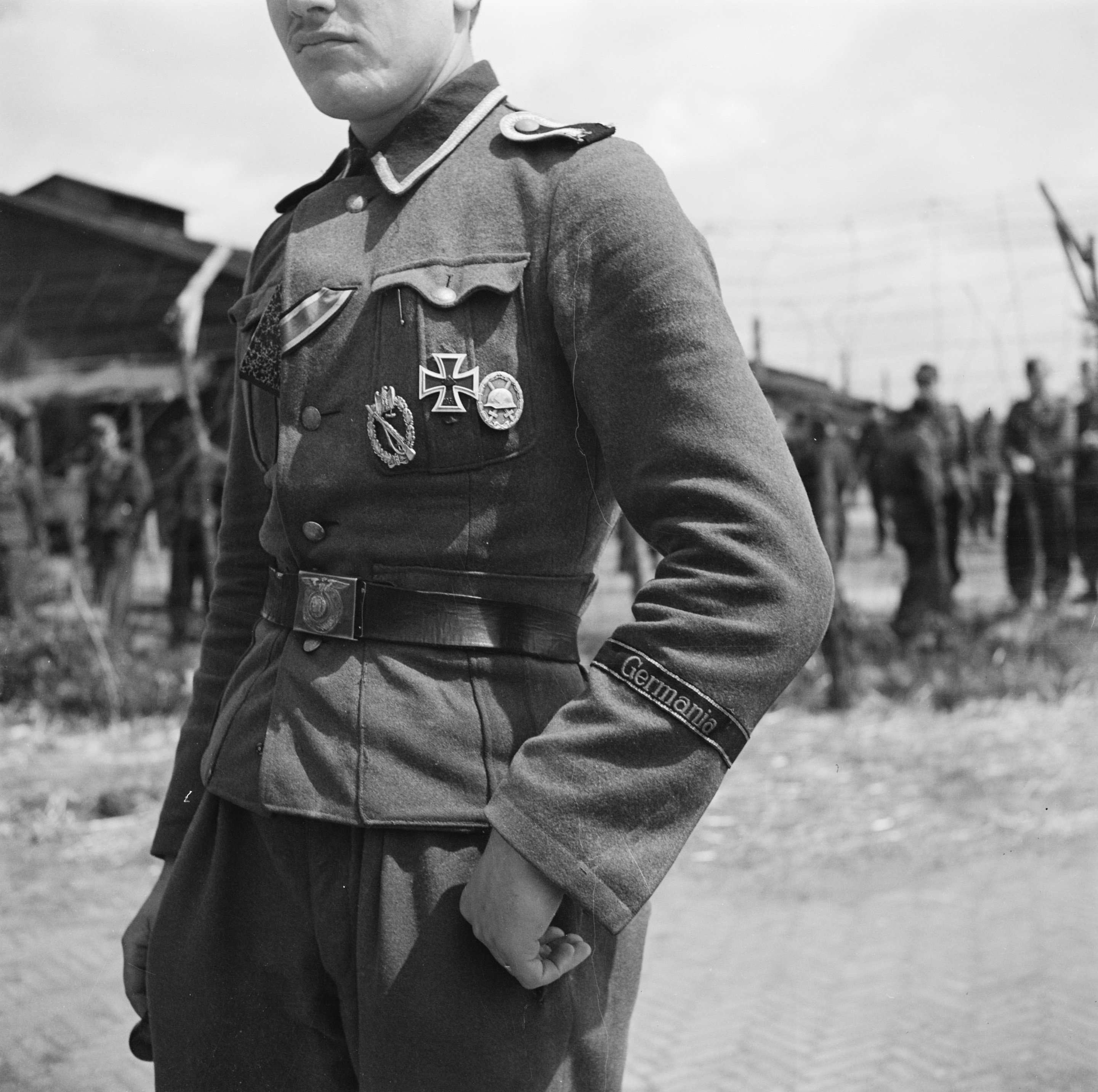
左胸ポケットの勲章は左から一般突撃章、一級鉄十字章、戦傷章。ボタンホールのリボンは二級鉄十字章。

### 戦功十字章とドイツ十字章銀章
戦功十字章は間接戦闘あるいは後方の功績による勲章である。剣付きと剣無しがあり、前者は戦闘での功績、後者は非戦闘での功績によって授与された。具体的には警察任務、強制収容所任務、捕虜取り扱い任務などであり、必然的にSS隊員がよく受章する勲章となった。剣付も剣無しも等級があり、メダル、2級、1級、騎士章、黄金騎士章があった。戦功十字章の体系外であるが、ドイツ十字章銀章が一級戦功十字章と騎士戦功十字章の中間に位置する勲章として存在していた。鉄十字章と同様に2級と騎士章にリボンがあり、リボンは国家色の黒白赤を基調としてデザインされている。鉄十字章のリボンは中心が赤だが、戦功十字章のリボンは黒が中心となっている。鉄十字章と同様に2級はリボンを前合わせの第2ボタンホールから斜めに佩用し、1級はリボンがなく左胸に佩用、騎士章はリボンを使って襟元に佩用した。また、既に一級鉄十字章を授章している際は、例外として右胸に一級戦功十字章を佩用することがあるが、ドイツ十字章が右胸に付けられている場合は一級鉄十字章の下に佩用される事が多かった。

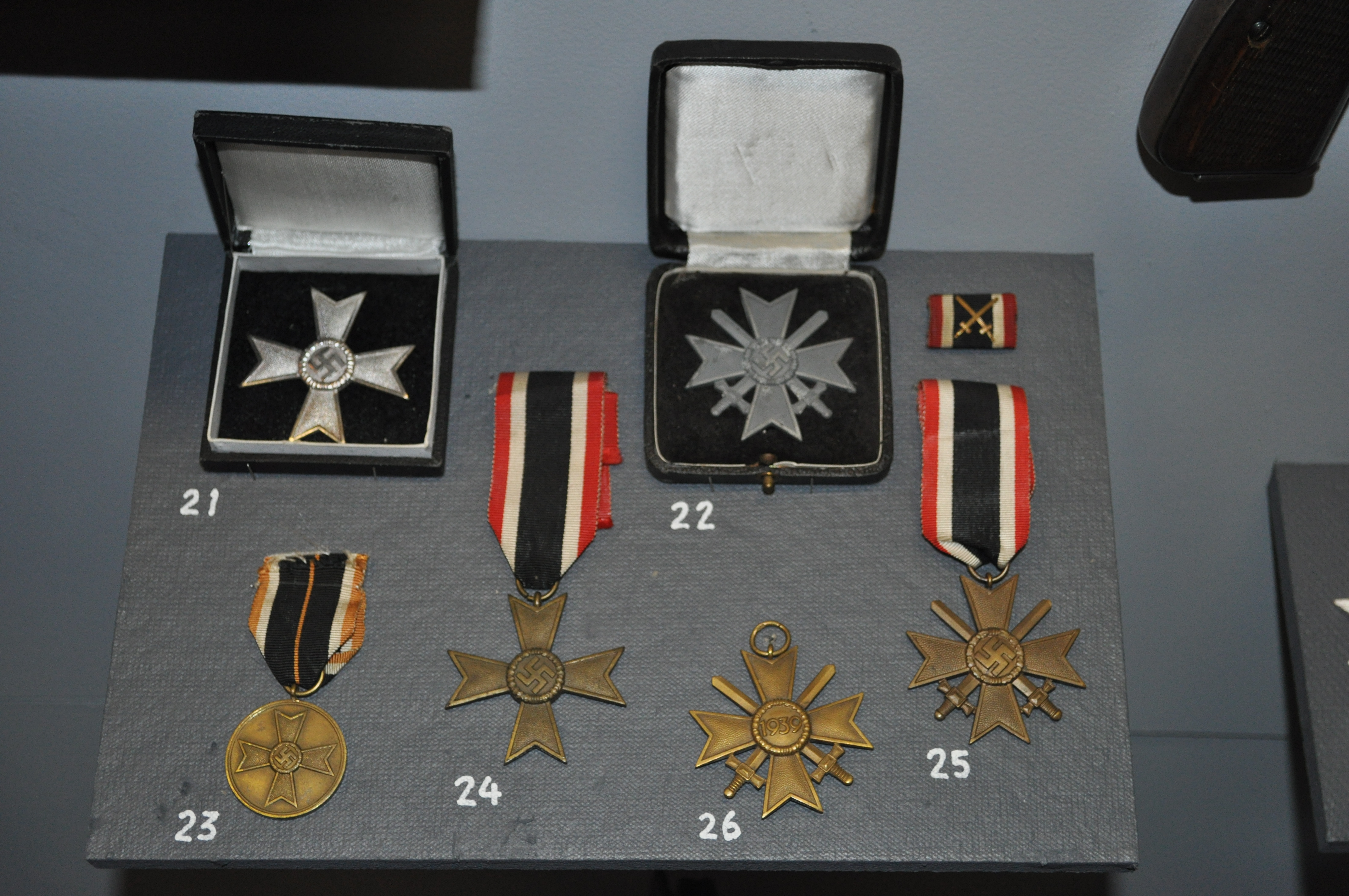
21.剣無し一級戦功十字章、22.剣付き一級戦功十字章、23.戦功十字章メダル、24.剣無し二級戦功十字章、25.剣付き二級戦功十字章、26.剣付き二級戦功十字章の裏側
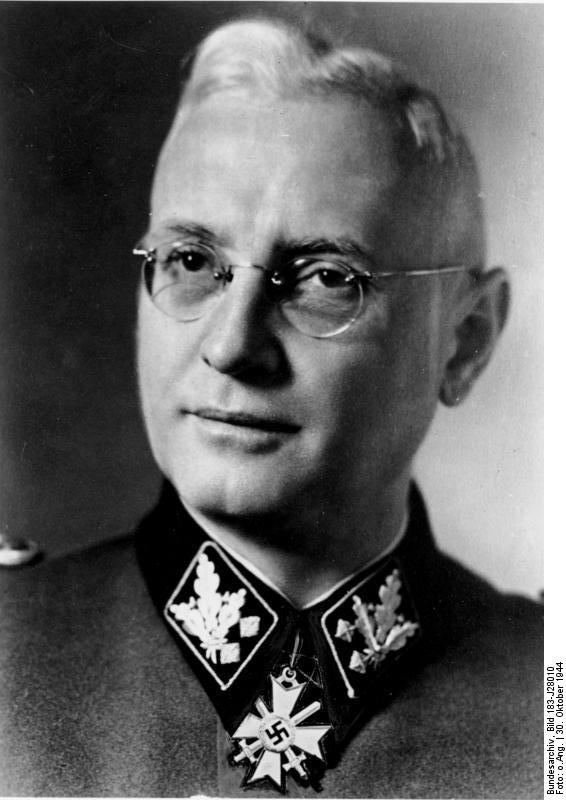
首許に剣付戦功十字章騎士章（ハンス・ユットナーSS大将）
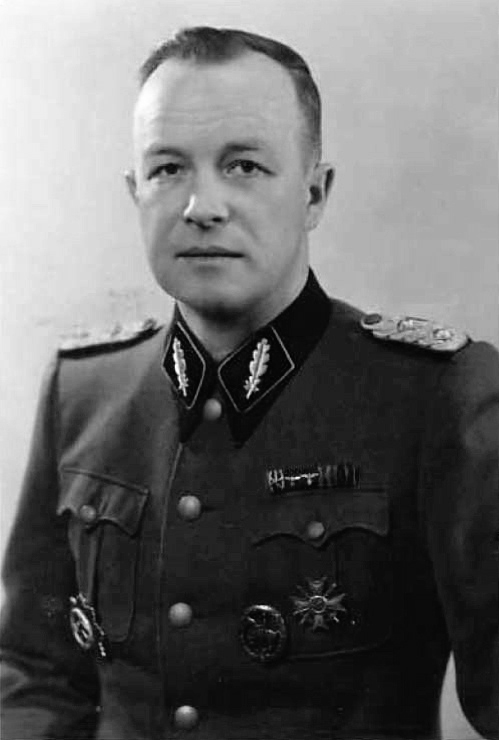
右胸ポケットにドイツ十字章銀章。左胸ポケットに馬術徽章と剣付一級戦功十字章（フランツ・ツィライスSS大佐）

### 党員章
ナチ党員のSS隊員はバッジ型のエナメルのナチ党員章をネクタイに装着した。党員番号1から10万の間の者で1925年のナチ党再結成の時から党内で中断なく奉仕した者には金枠が囲った党員章が与えられた（金枠党員章）。金枠党員章は左胸ポケットに装着する。国家社会主義体制下において金枠党員章は重要なものであるため、他の勲章より上に置くよう規定されていた。

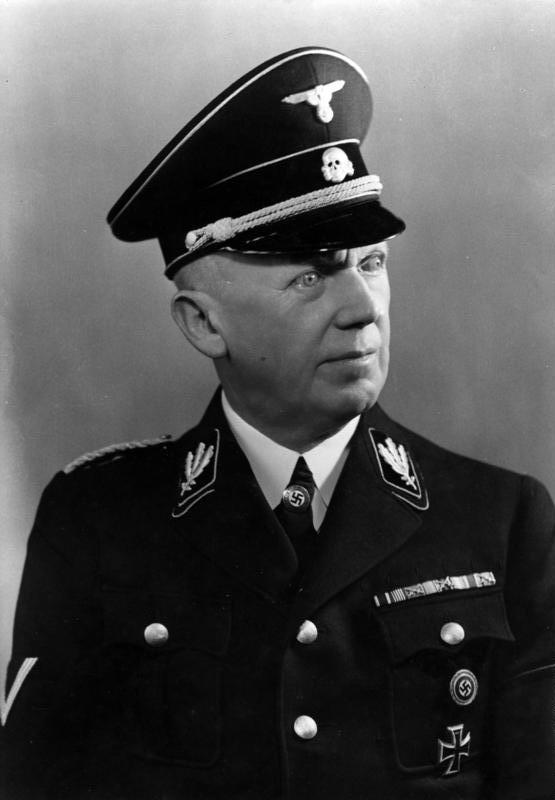
ネクタイに党員バッジ、左胸に金枠党員章を付けるハンス・ハインリヒ・ラマースSS名誉中将（1938年）

### 血の勲章
血の勲章は、1934年3月にヒトラーが制定した1923年11月8日から9日のミュンヘン一揆に参加した者に与えられた勲章。1938年に受章対象が拡大され、闘争時代（ナチ党の野党時代）にナチ党の政治活動のために重傷を負ったり、投獄されるなど、党に犠牲的貢献をした者にも与えられた。佩用は右ポケットの蓋にリボンと共に行われるが、メダルを佩用するのはほぼ式典のみであり、通常はリボンのみを右ポケットに佩用する。

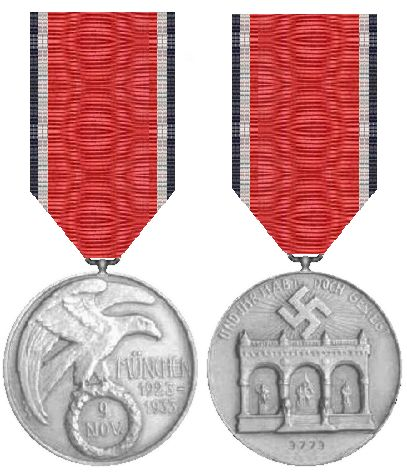
血の勲章
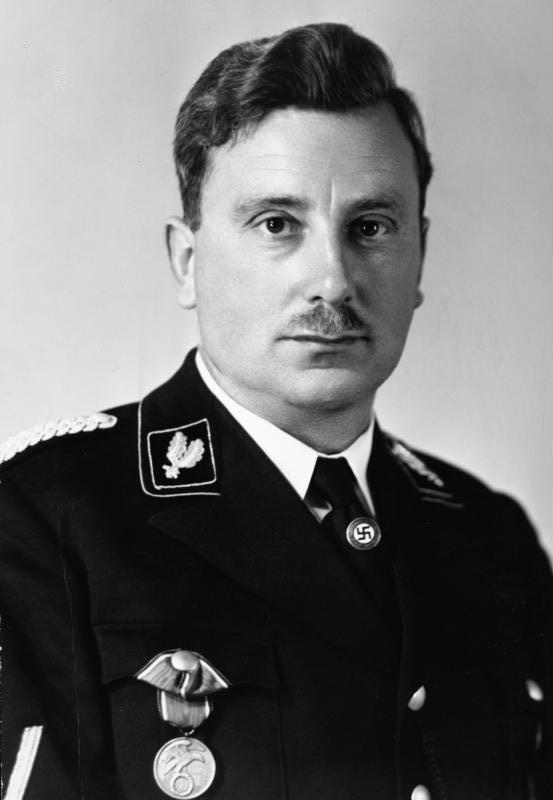
右胸ポケットに血の勲章を付けるエミール・モーリスSS上級大佐
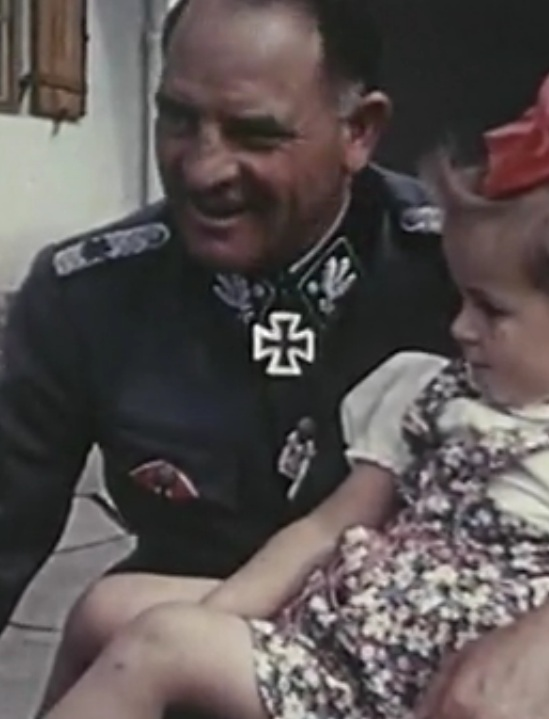
右胸ポケットに血の勲章のリボンのみを付けるヨーゼフ・ディートリヒSS大将。首元は騎士鉄十字章。第二ボタンホールのリボンは二級鉄十字章（1914年版）と1939年版略章（1941年頃）
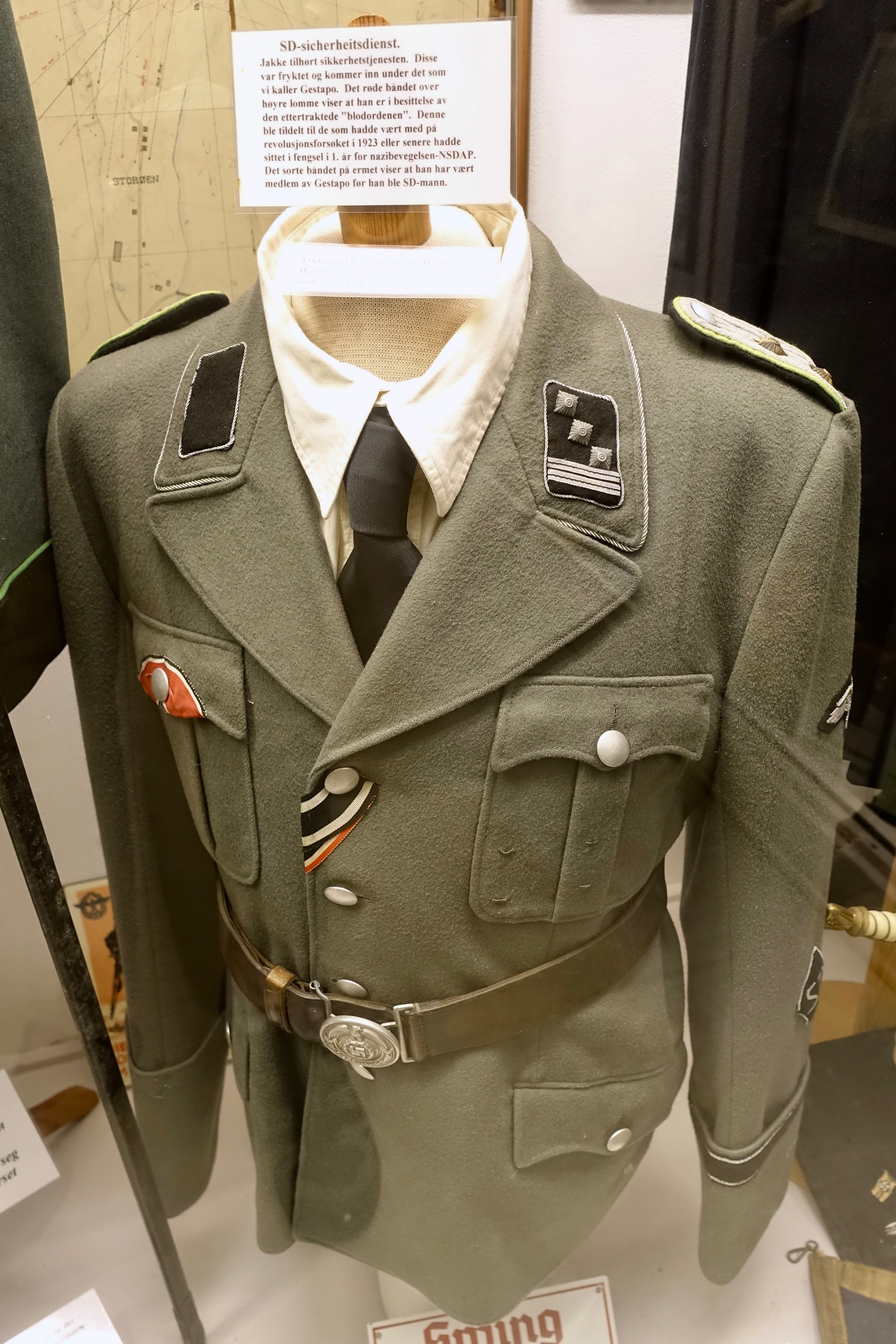
右胸ポケットに血の勲章のリボン。ボタンホールのリボンは二級鉄十字章（1914年版）と1941年/1942年東部戦線冬季戦記章。

### スポーツ章
1933年11月28日に突撃隊スポーツ章が制定され、1937年9月1日にはドイツ国家スポーツ章が制定された。体力検査で成果を上げた者が受章できる。突撃隊の体力検査はSS隊員も受けることが推奨されていた。突撃隊スポーツ章は剣とハーケンクロイツを柏葉が取り囲んだデザインであり、ドイツ国家スポーツ章はDとRとSを組み合わせた文字を柏葉が取り囲むデザインになっている。SS全国指導者ハインリヒ・ヒムラーは、すべてのSS隊員が少なくとも初歩的なスポーツ大会に参加して最低でもドイツ国家スポーツ章や突撃隊スポーツ章のブロンズ章を受章することを期待していた。1943年にはゲルマンSSと武装SSの非ドイツ人隊員用にSAの体力検査と同等の基準によるゲルマン技能ルーン章が制定された。これらは左胸ポケットに佩用する。

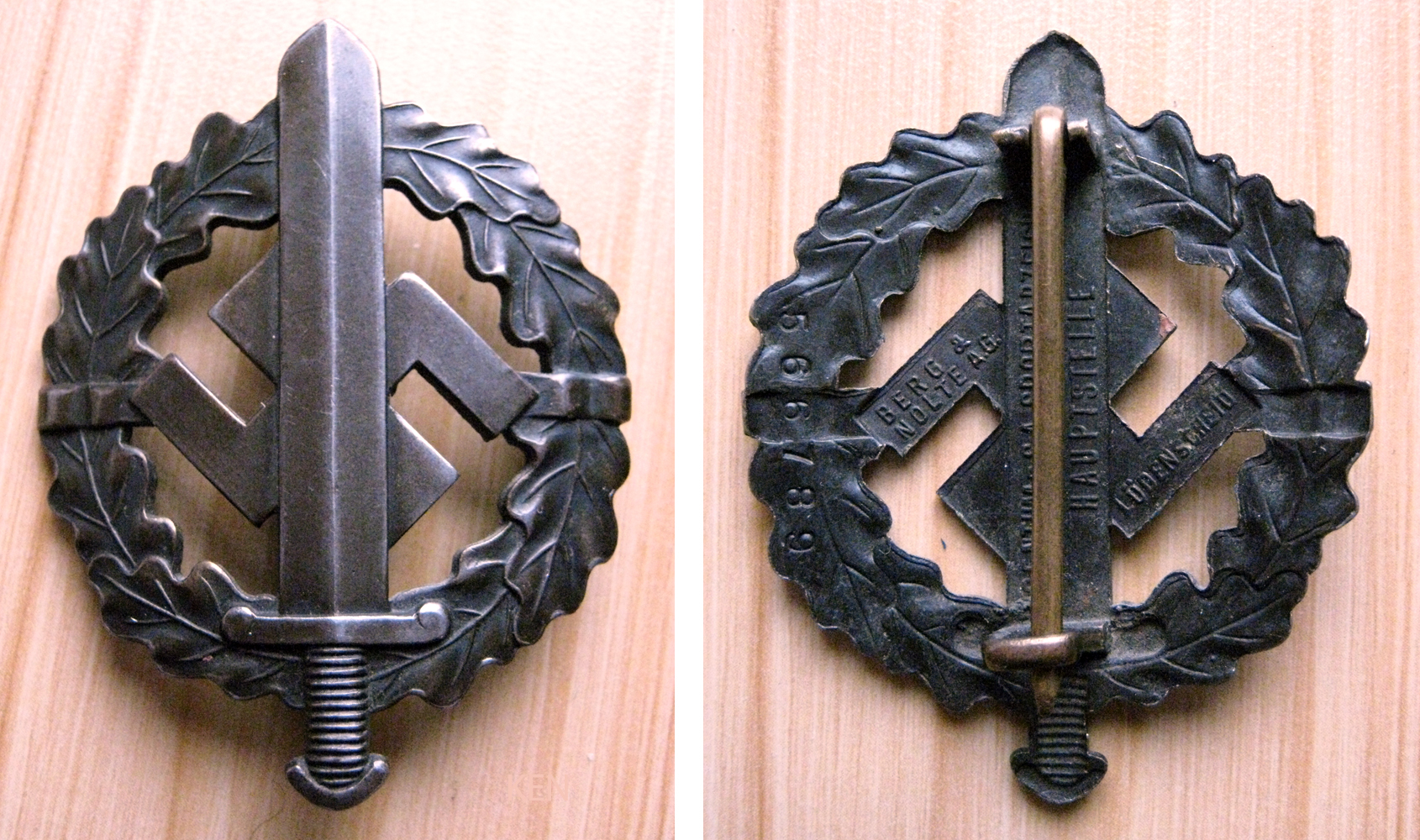
突撃隊スポーツ章
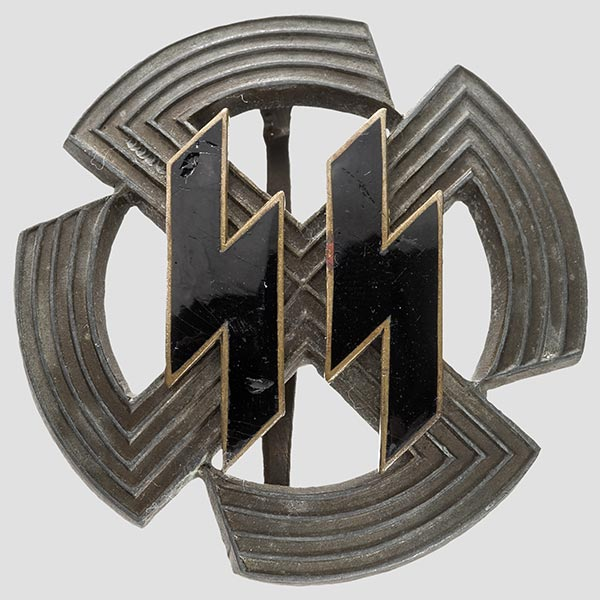
ゲルマン技能ルーン章
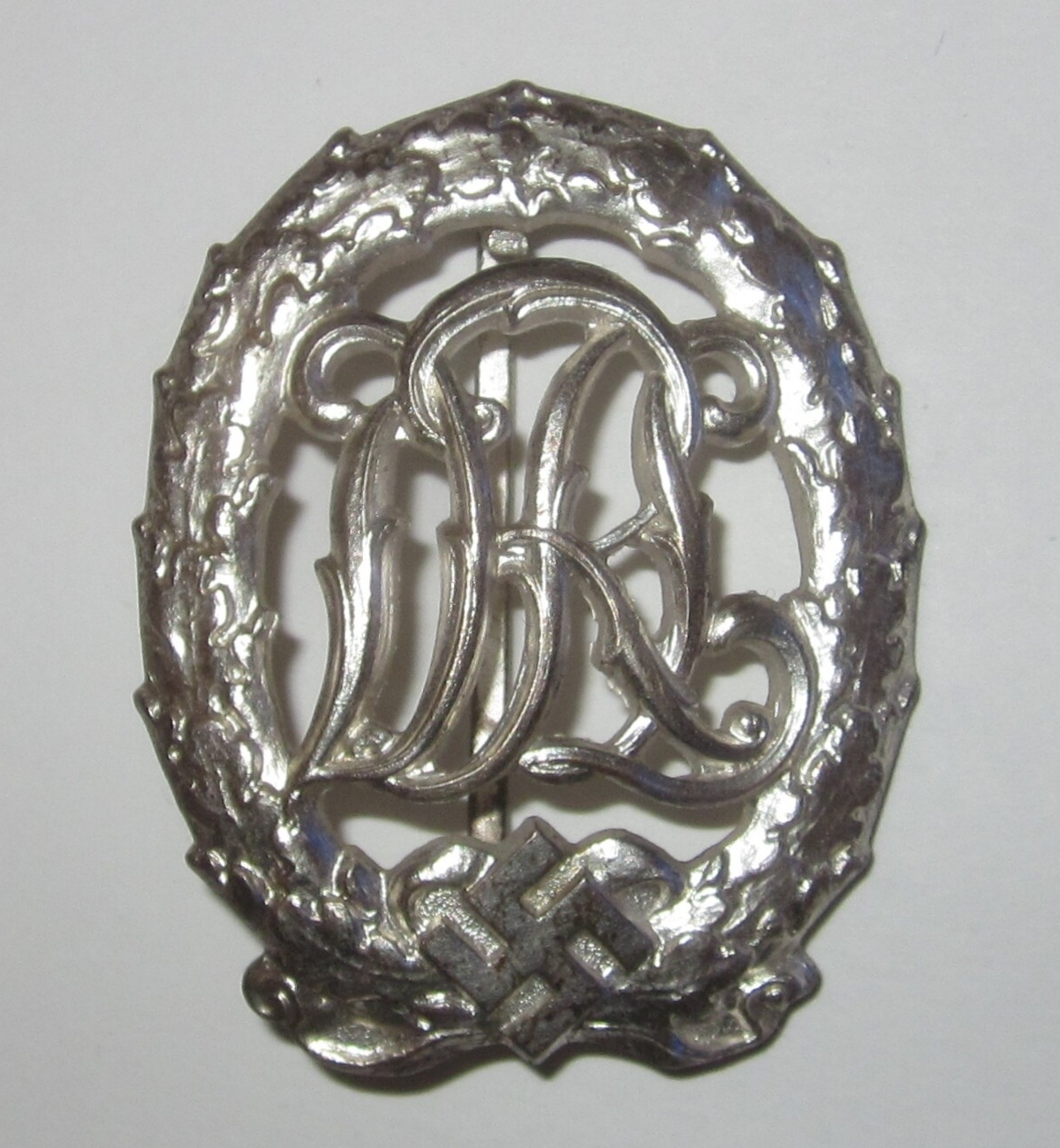
ドイツ国家スポーツ章
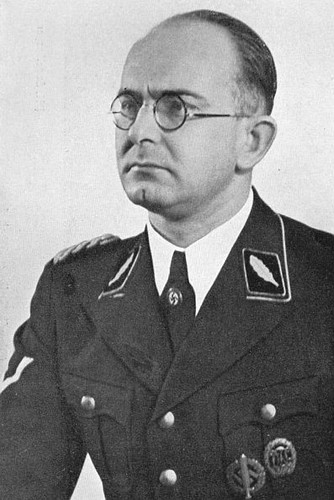
左胸に突撃隊スポーツ章とドイツ国家スポーツ章を付けているSS大佐フランツ・ジックス博士
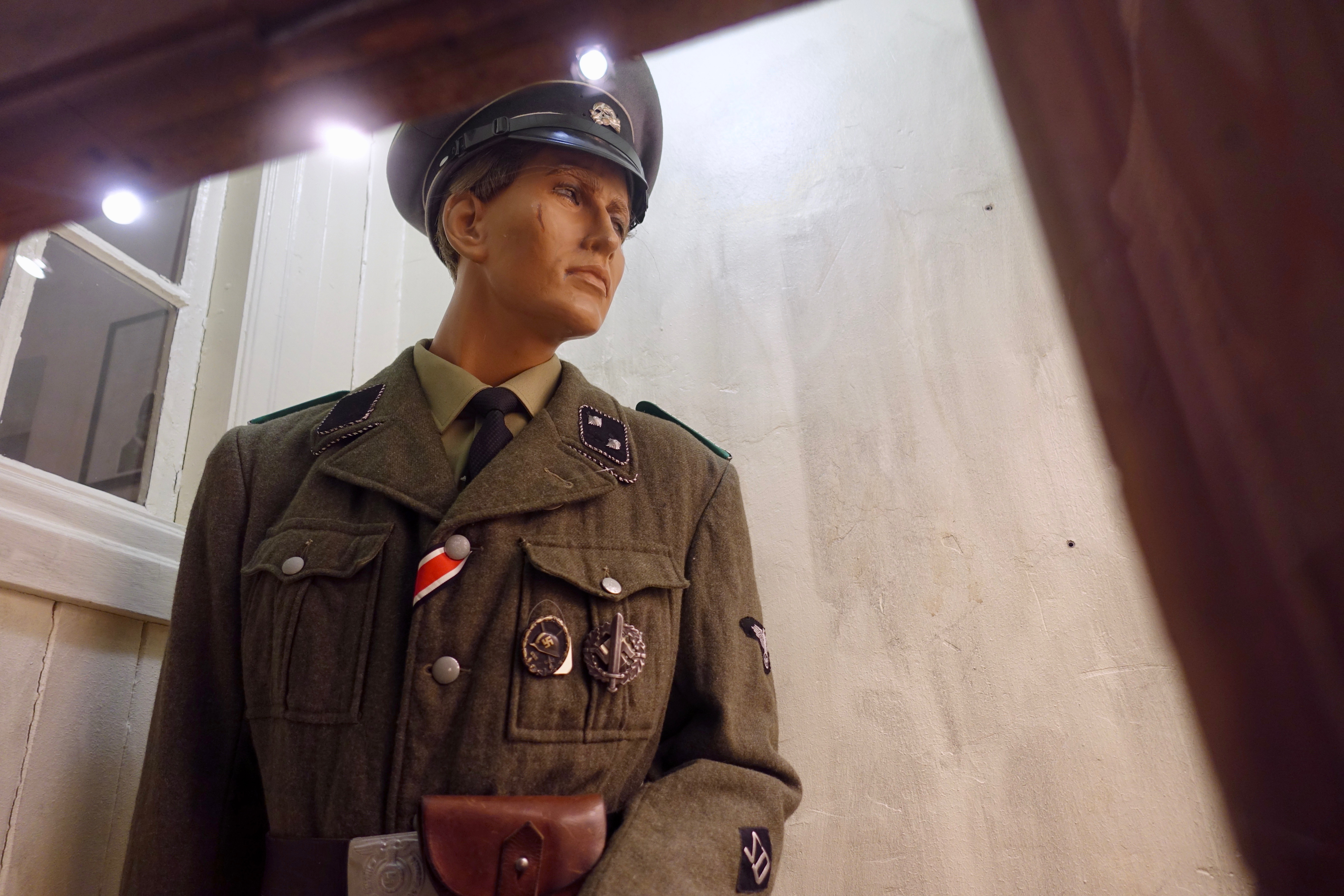
左胸に戦傷章と突撃隊スポーツ章。第二ボタンホールのリボンは二級鉄十字章。
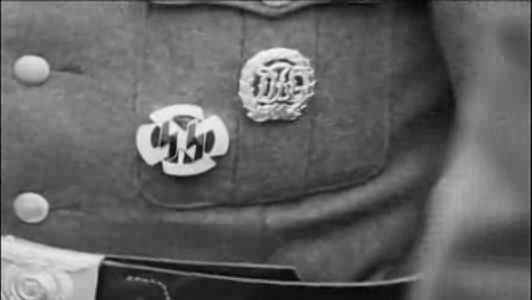
左胸にゲルマン技能ルーン章とドイツ国家スポーツ章

### パルチザン掃討章
パルチザン掃討章は1944年2月1日に制定された。ハーケンクロイツのマークの入った剣がパルチザンを示すギリシア神話の怪物ヒュドラに突き刺さったデザインをしている。ブロンズ、銀、金の三段階があり、ブロンズはパルチザン掃討作戦に20日以上参加した場合、銀章は50日以上、金章は100日以上で受章資格ができ、そのうえで歩兵戦闘は突撃、索敵、支援、後方連絡のいずれかで白兵戦戦闘を行った場合、突撃砲など重武装者は全ての参入日数で戦闘を行った場合、航空機による攻撃には全ての参入日数に初めての受章の場合は3日間の航空機搭乗中少なくとも2日間直接地上攻撃を行った場合に受章できた。

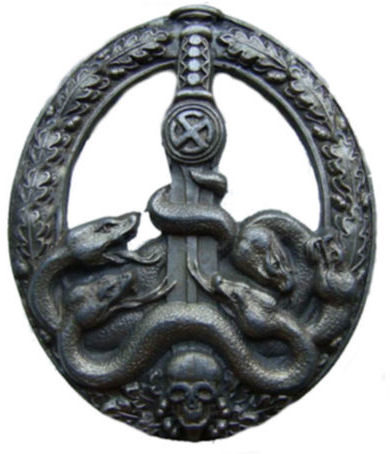
パルチザン掃討章

### その他の勲章
1941年/1942年東部戦線冬季戦記章は1941年11月15日から1942年4月15日までの東部戦線に14日以上従軍した戦闘員、あるいは60日以上勤務した非戦闘員に与えられる。鷲章が描かれたメダル型の勲章だが、リボンだけを第二ボタンホールから佩用することが多い。
受章した勲章の付属リボンの色を使用した小型徽章（略綬）を左胸ポケットの上に付けることができる。この略綬付属方法は各国軍隊でほとんど違いはない。

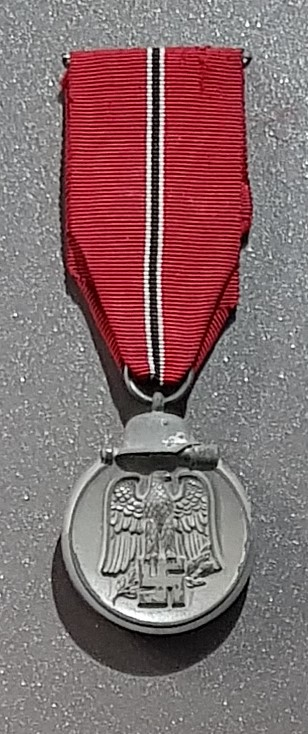
1941年/1942年東部戦線冬季戦記章
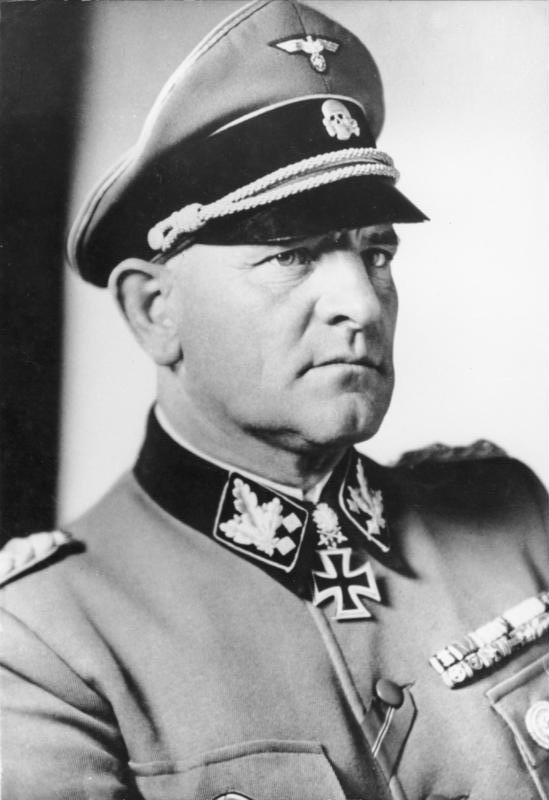
第二ボタンホールに1941年/1942年東部戦線冬季戦記章のリボン。首許に柏葉剣付き騎士鉄十字章。左胸ポケットの上に略綬（1943年ヨーゼフ・ディートリヒSS上級大将）
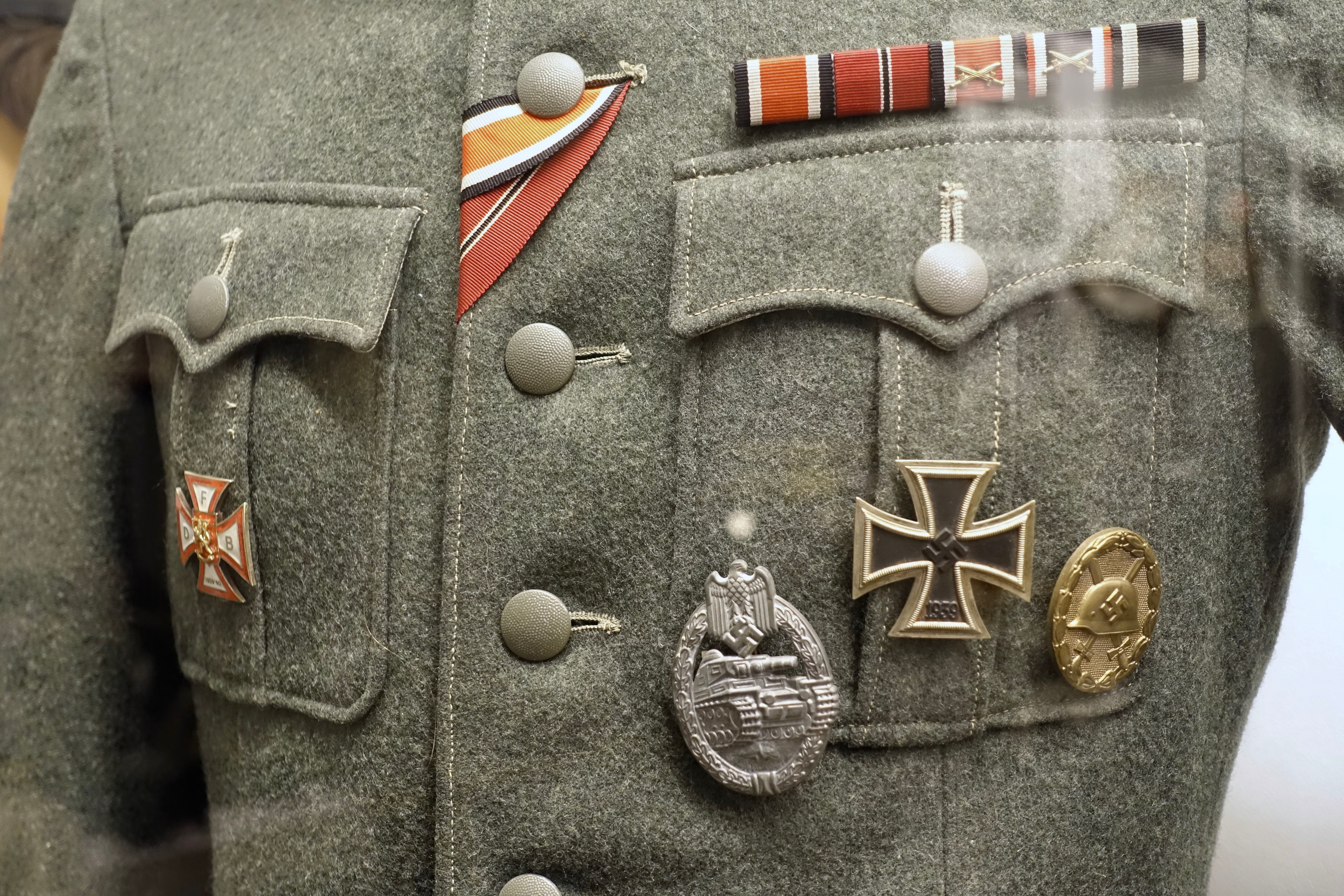
第二ボタンホールに二級鉄十字章と1941年/1942年東部戦線冬季戦記章のリボン。左ポケットの上は略綬。左ポケットに戦車突撃章、一級鉄十字章、戦傷章金章。

## その他の装備品

### ベルト
SSのベルトは黒革製だった。RZMを通じて裏地が付く物と付かない物の2種類が用意されていたが、裏地付きは値段が高かったのでほとんど売れなかったという。
ベルトのバックルは、将校と下士官兵卒で異なった。将校は円形であり、下士官兵卒は四角形である。将校用も下士官兵卒用もバックルのデザインには国家鷲章が描かれ、その鷲章の周囲にSSのモットーである「忠誠こそ我が名誉（Meine Ehre heißt Treue）」の文字が入っていた。この言葉は1931年末にSSのモットーとして定められてベルトのバックルのデザインに採用された。
なお陸軍や警察のバックルには「神は我らと共に （Gott mit Uns）」という文字が入っていた。将校用の丸型バックルは外れやすく、戦場には不向きだったので陸軍将校がよく使用していたオープン・フレームのバックルが付いた茶色ベルトを使用する者が多かった。
1930年代後半には将校は銀アルミニウムモール製の礼装ベルトを購入できるようになった。SSのルーン文字と柏葉の連続模様が織りだされていた。黒のビロードか黒のウールの裏地が付く。

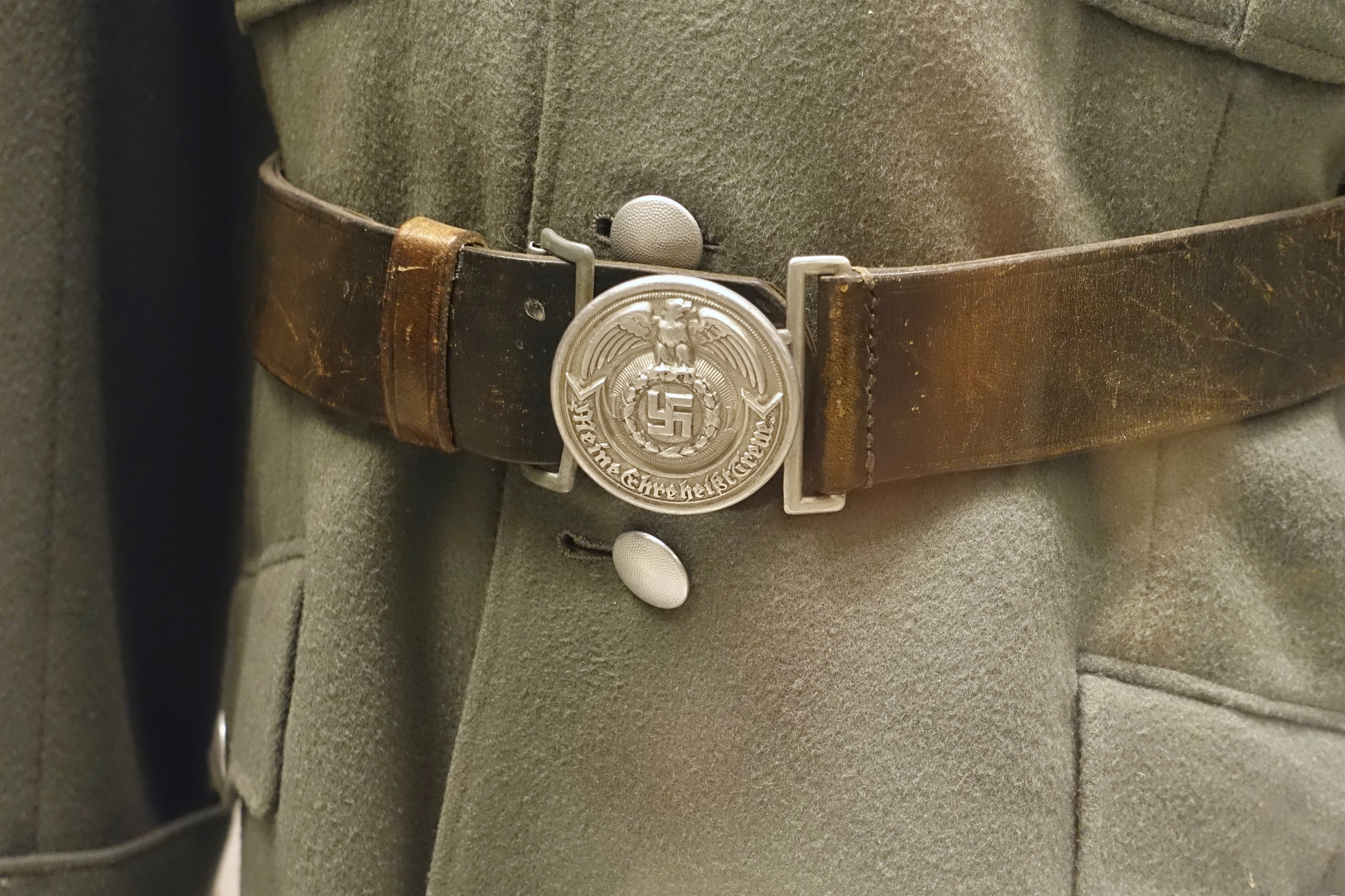
SS将校用のベルトの丸形バックル。
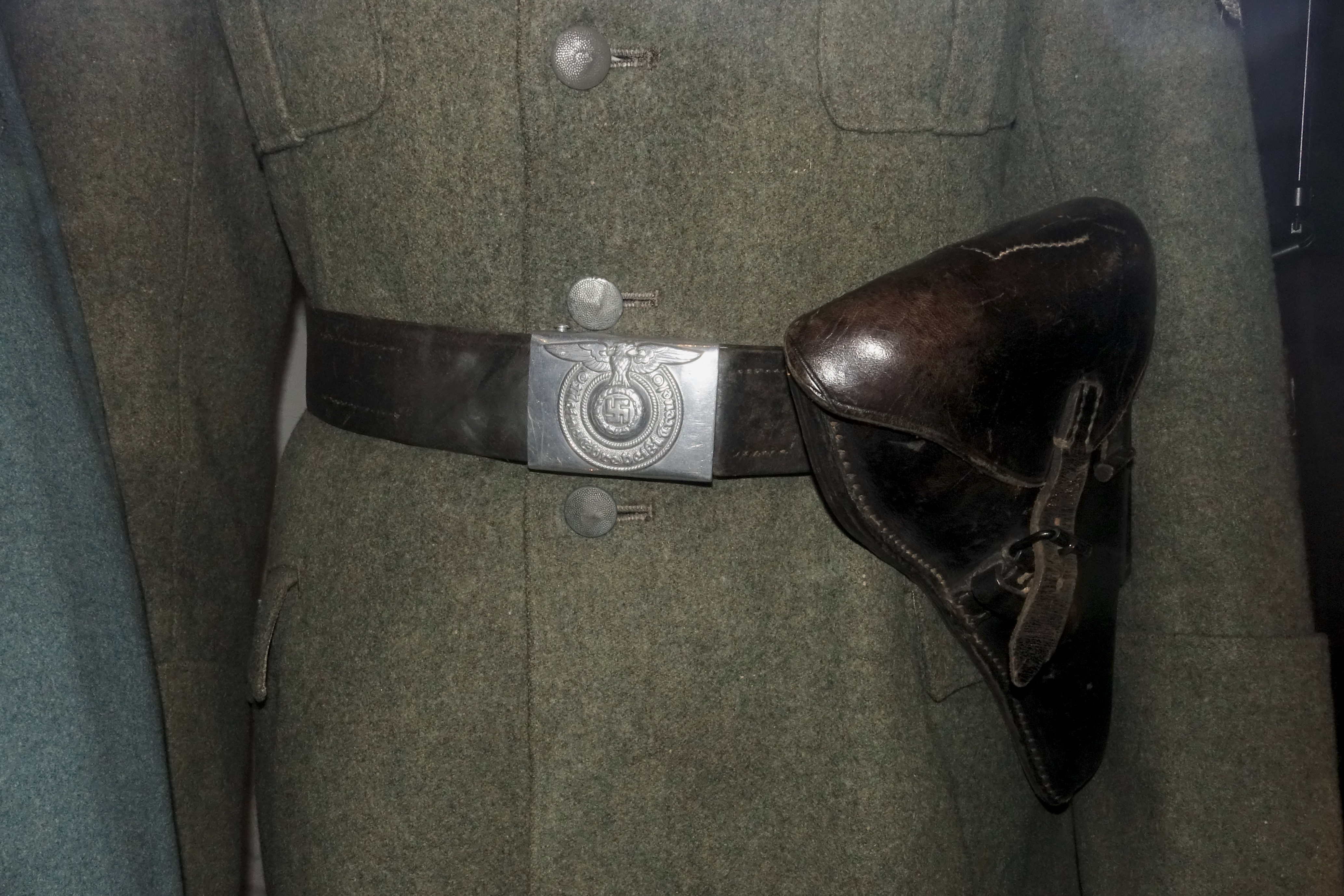
SSの下士官兵士用のベルトの四角形バックル。
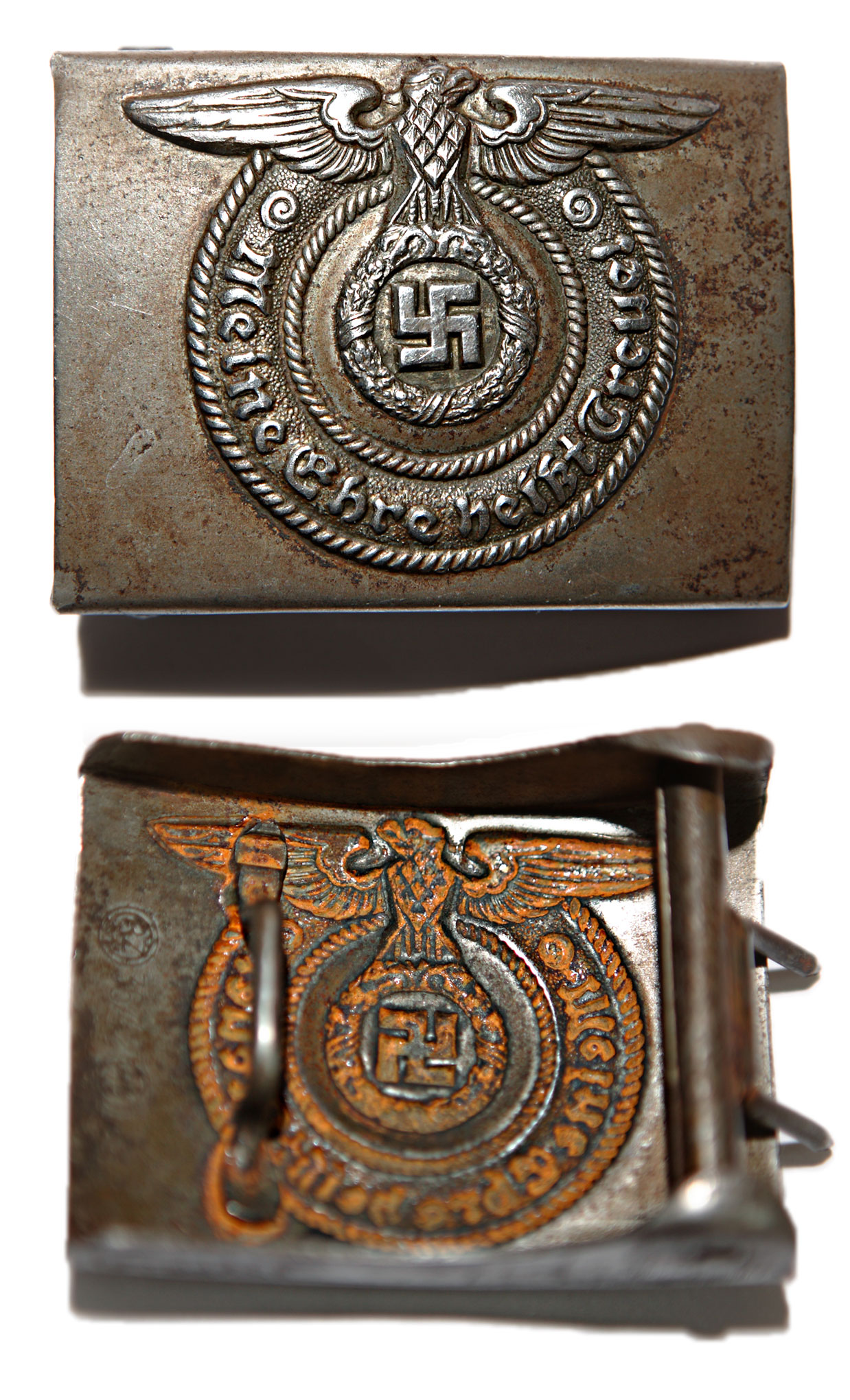
SSの下士官兵士用のベルトの四角形バックル。

### Y字サスペンダー
Y字サスペンダーはベルトを吊るとともにリュックサックや携帯品を取り付けるためのサスペンダーである。SSのY字サスペンダーは初期にはナチス党型Y字サスペンダーが使われた。これは戦前から一般SS、SS特務部隊、SS髑髏部隊、NSKKの乗馬、オートバイ要員に使用されたものである。1939年にはDリングが付いたY字サスペンダーが登場した。これは背嚢、Aフレーム、ツェルトバーンなどを付けるDリング、連結ストラップが設けられている。後期型のDリングY字サスペンダーは連携ストラップの調整金具の形が変更されており、また連携ストラップの付け根の金属ブッシング横の縫製が隠し縫いからむき出しに変更されている。金具類は前期型はアルミ製だったが、後期型は鉄製になっている。

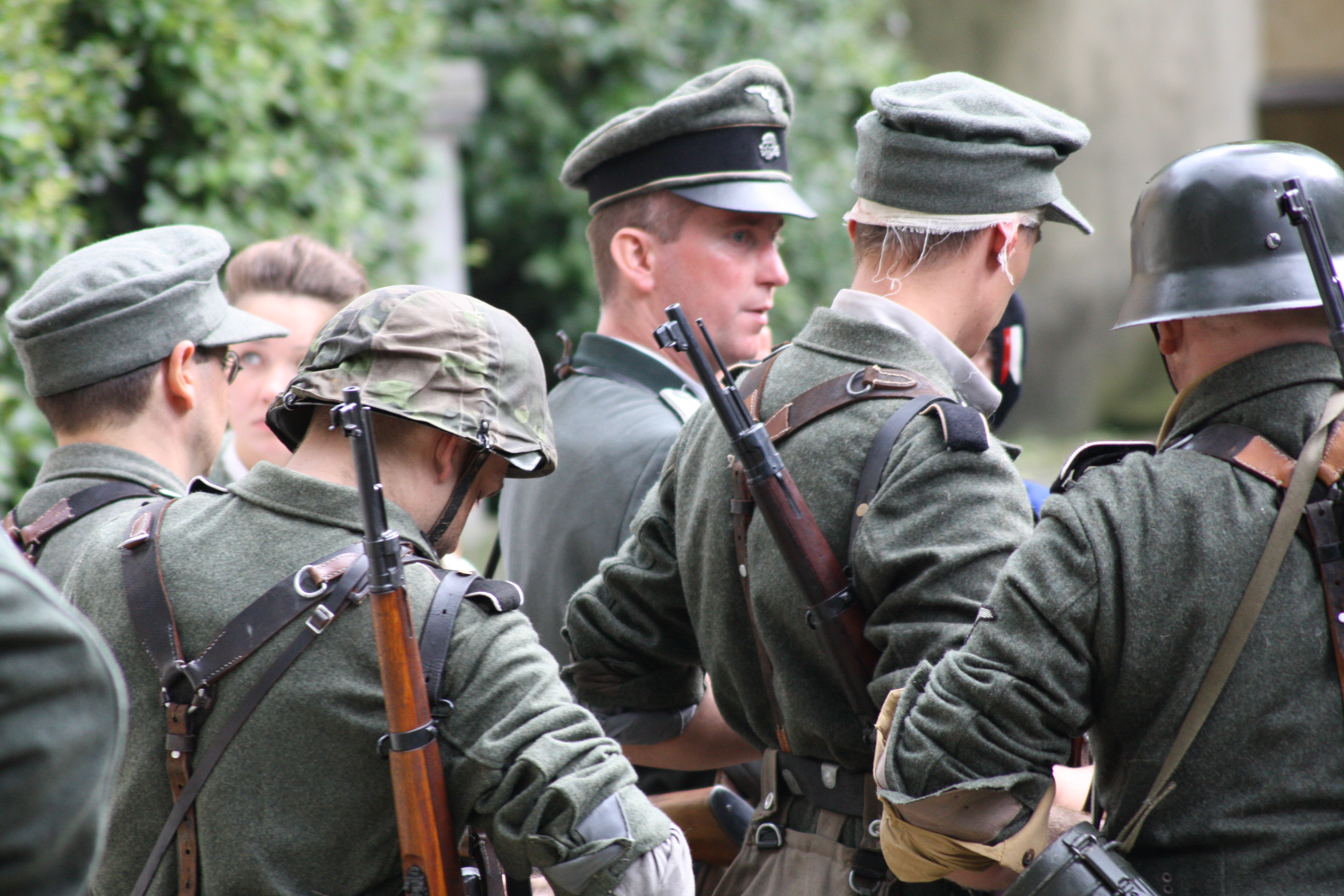
背中にY字サスペンダー

### 背嚢とコンバット・パック
1885年にプロイセン陸軍が採用して以来ドイツ陸軍が使用している毛皮背嚢（リュックサック、Tornister）が1933年以降SSでも使用されていた。小牛革の表がつく背嚢であり、Y字サスペンダーを使って背負う。飯盒を取り付けるため4つの短いストラップが毛皮の表側に縫い付けられていた。背嚢には靴、食器、衣類などを収納し、またツェルトバーンを3本の革ストラップとバックルで背嚢の周囲に取り付けた。戦闘中に背嚢が携行されることはなく、戦闘ではコンバット・パックが使用された。
コンバット・パック（Gefechtsgepäck）は戦闘時に必要最低限の物だけを携行するための装備で、A字型の布製フレームと着脱式の小型パックから構成される。フレームの四か所に金属製のフックが付けられており、Y字サスペンダーに取り付けて背負う。パック内には下着や非常食糧、ツェルトバーン用の道具などを収納し、ツェルトバーンや飯盒を連結する使用方法が一般的だった。

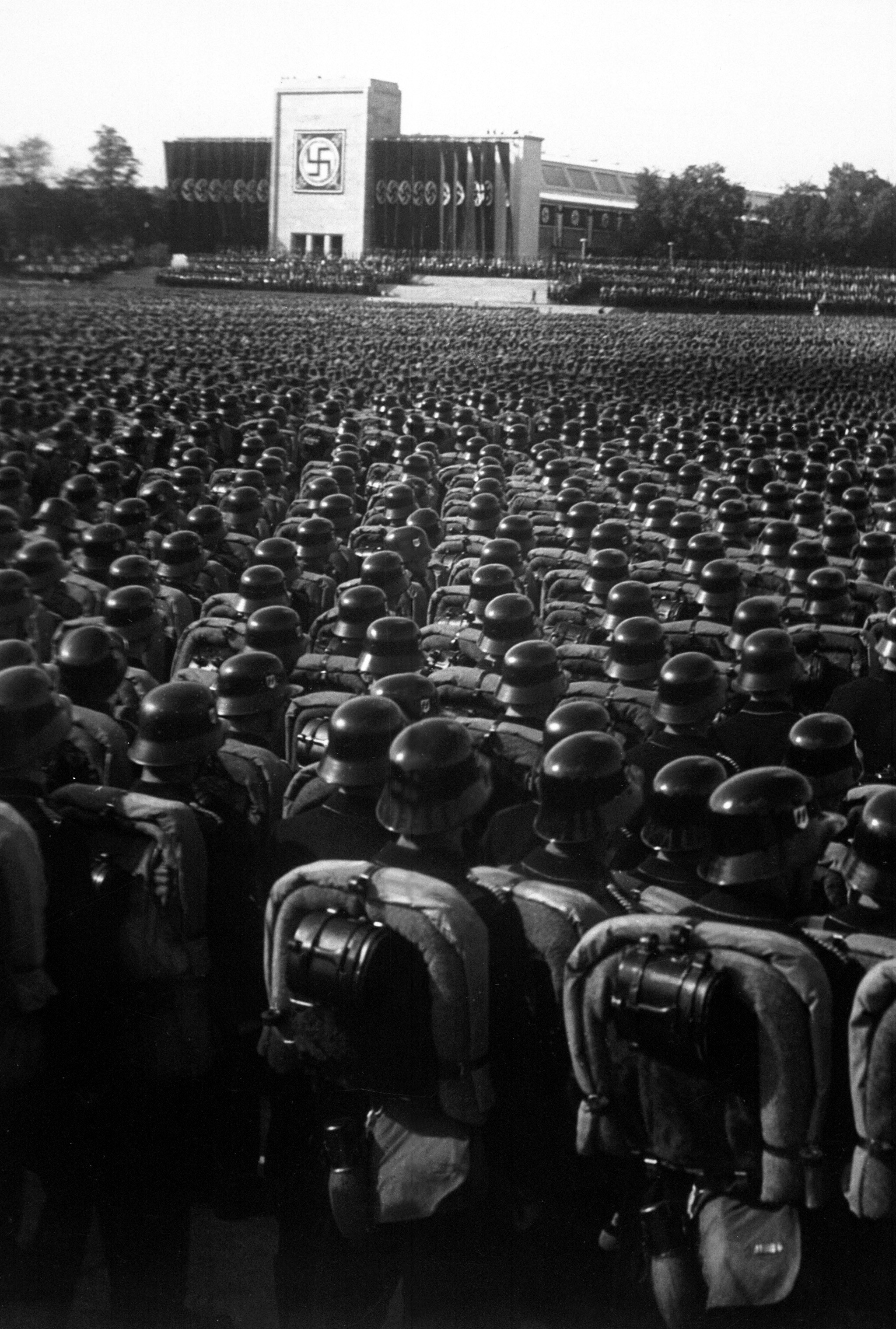
ツェルトバーンや飯盒を取り付けた背嚢を背負うSS隊員たち（1935年のナチ党大会）
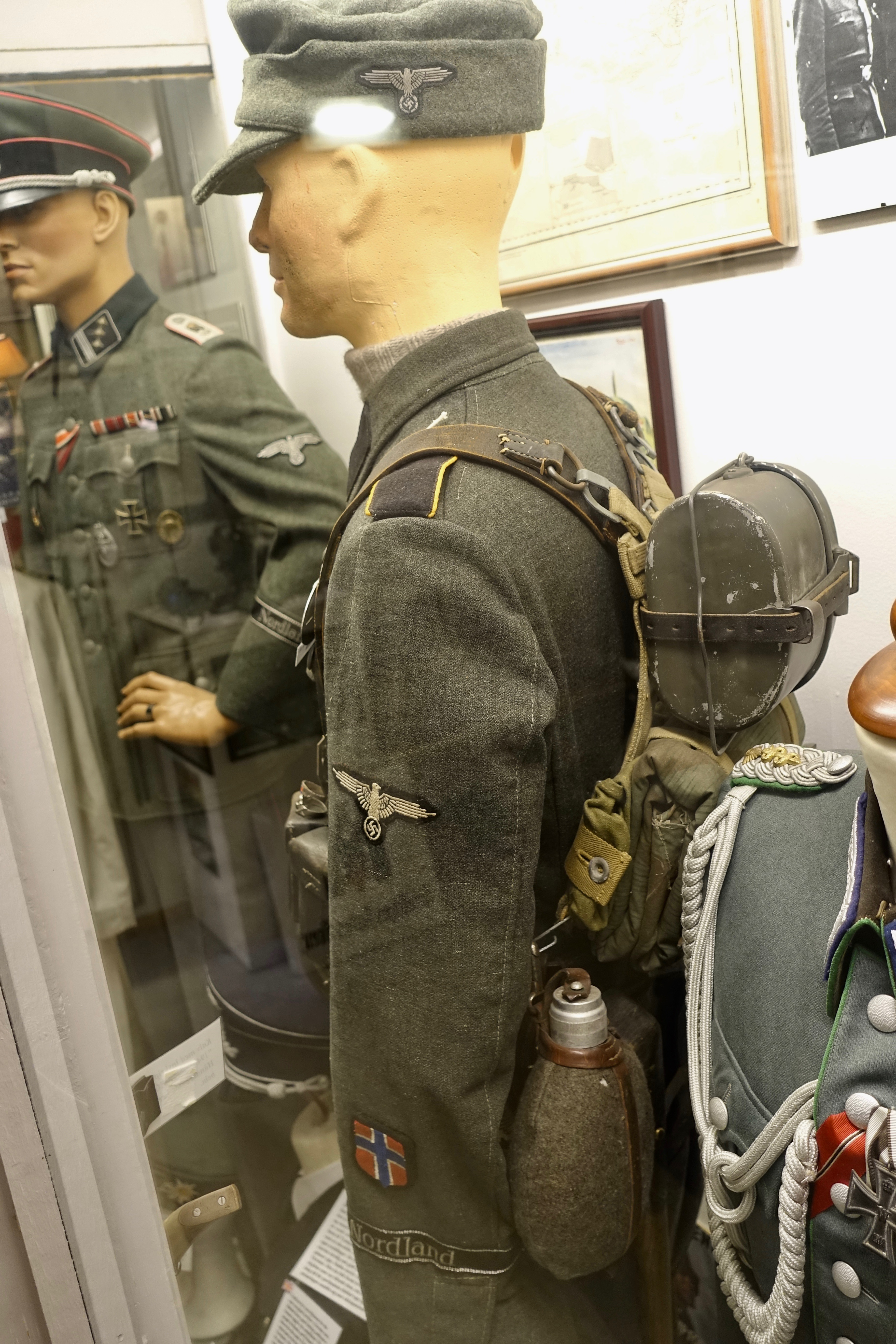
背負ったAフレームにコンバット・パックやツェルトバーン、飯盒が取り付けられている

### パン袋（雑嚢）
SSでは1934年から1936年にかけて黒いキャンバス製のパン袋（Brotbeutel）が一般SS向けに支給された。1936年以降にはグレーのキャンバス製のパン袋がSS特務部隊用に支給されるようになった。陸軍で使用されている物と形状に大きな違いはない。パン袋の中にはパンに限らず各種の携帯食糧品や、身の回りの品々を収納した。パン袋の上の方にはDフック、蓋の下の方には革のループが付いており、この二つを使って水筒と飯盒を蓋に取り付けることができた。上の方に取り付けられたループ2本とフック1個を使って装備ベルトに吊るすのが基本だったが、付属のストラップを使用することでショルダー・バッグにすることもできた。

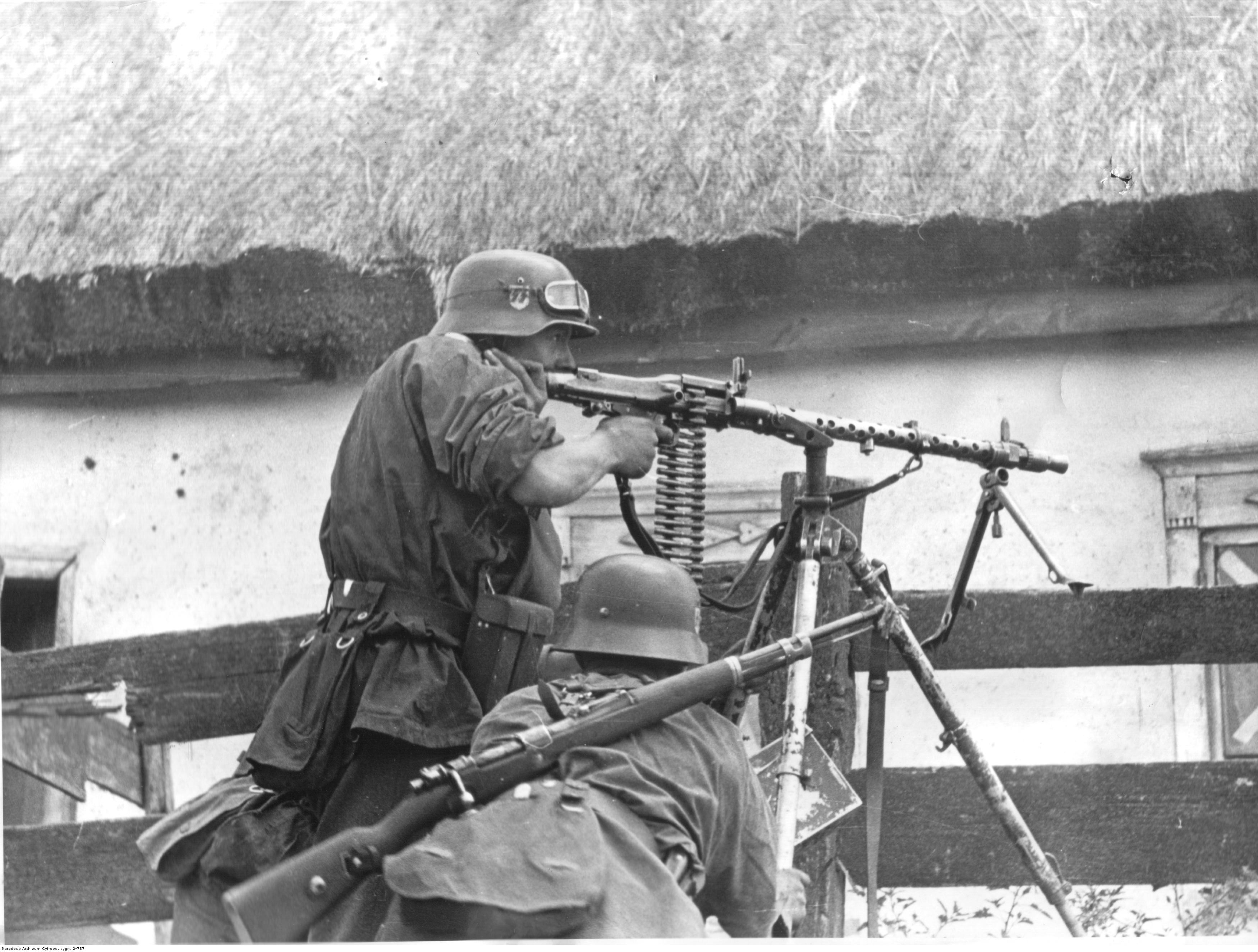
二人ともベルトにパン袋を吊るしている（1941年ウーマニの戦いでMG34を使用する武装SS兵たち）

### 飯盒と水筒
SSの水筒（Feldflasche）の形状は陸軍の物と同じだが、1934年から1936年にかけてはSSの黒服に合わせて黒いフェルト製の水筒カバーが使われた。1936年以降はグレーのフェルト製カバーに変わった。水筒そのものはアルミ製で表面がフェルトのカバーでおおわれていた。水筒のふたがコップ代わりになった。水筒はパン袋に取り付けた。
SSの飯盒 （Kochgeschirr）は1933年から一般SSで使用されるようになった物で、形状は陸軍の物と同じである。色だけ異なり、黒い塗装が施されていた。箱とふたから成り、箱は食器、ふたは折り畳み式ハンドルを下すことでフライパンになる仕様だった。飯盒は背嚢かパン袋、Aフレームのいずれかに取り付けて携帯する。

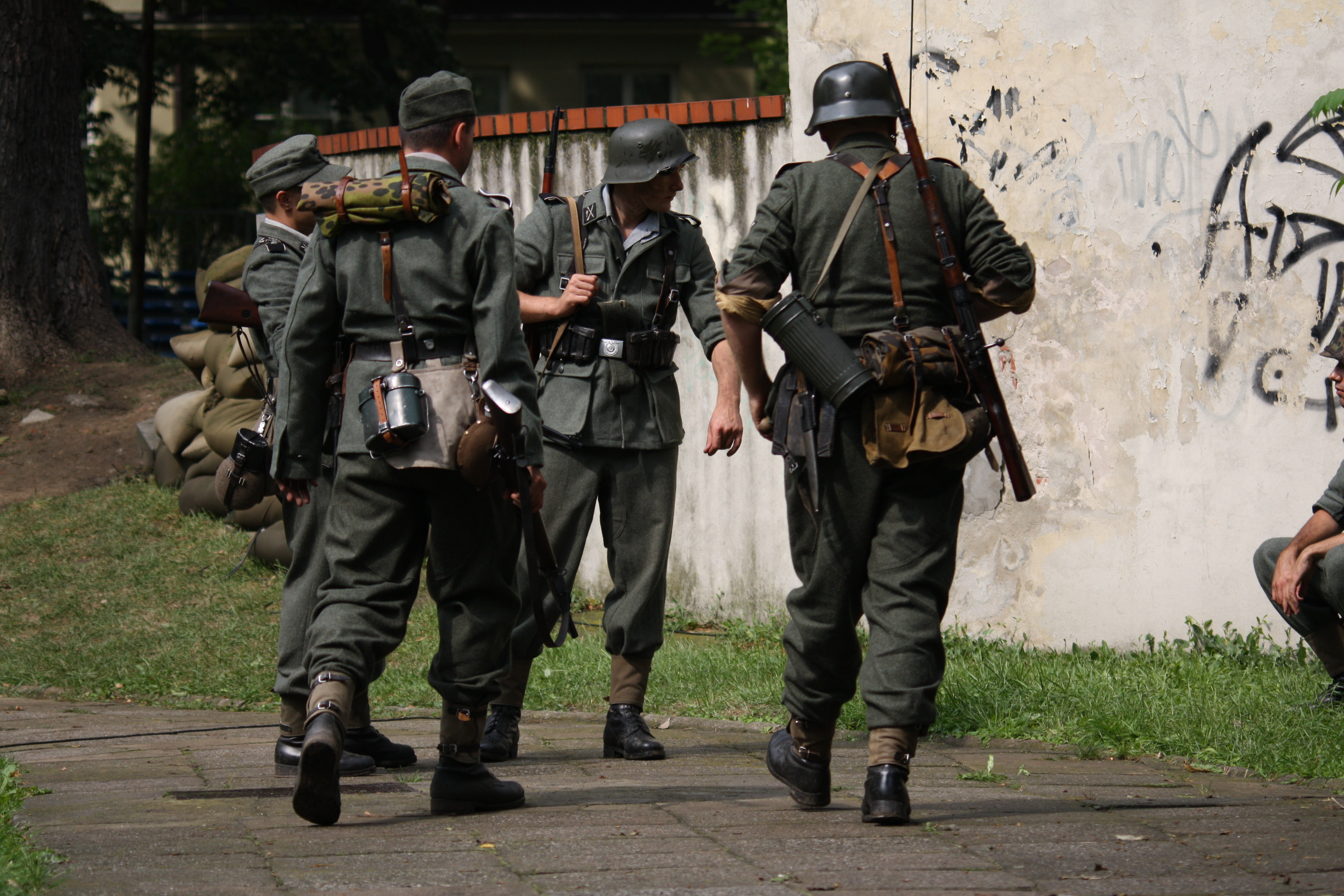
背中を向けている人物左側がパン袋に飯盒と水筒を付けている

### ツェルトバーン
ツェルトバーン（Zeltbahn）は迷彩柄が施された、二等辺三角形の個人用テントである。複数枚を組み合わせてより大きなテントを構築できるほか、代用迷彩服や担架など様々な利用方法がある。南米の古来からの衣服の名前を取ってポンチョと呼ばれることもある。中央付近に頭を通すためのスリットが設けられている。
SSで初めてツェルトバーンが支給されたのは1933年のことで一般SSに支給されたものである。この時は迷彩柄ではなかった。迷彩柄のツェルトバーンは1936年にSS特務部隊「ドイッチュラント」連隊で実験的に使用された後、1937年1月にヒムラーが採用した。SSのツェルトバーンは国防軍の物とは迷彩柄が異なり、「すずかけの樹」「柏葉」「ぼやけた縁」などの迷彩柄が使われている。

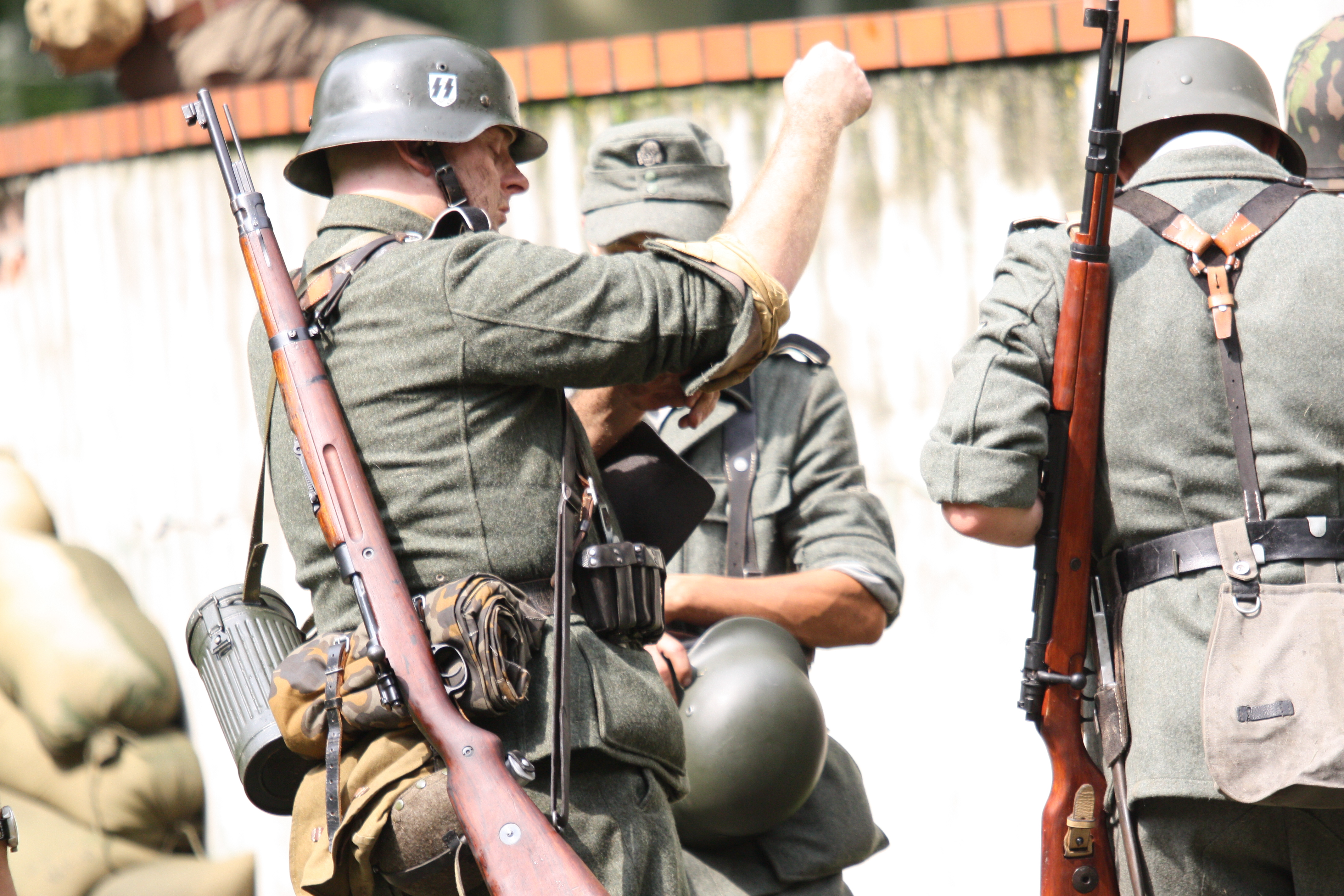
ツェルトバーンをパン袋の上に取り付けている（左）。
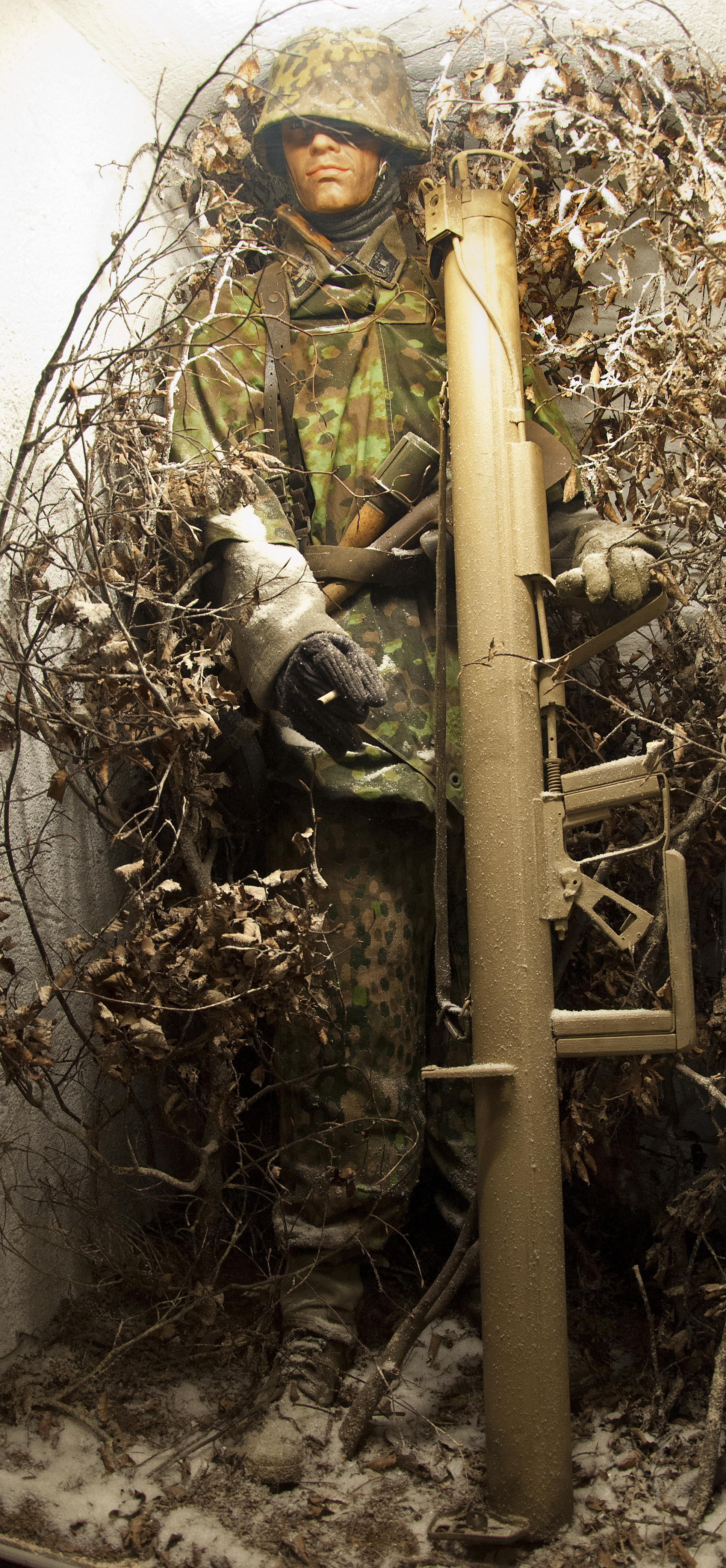
通常の野戦服の上衣の上にツェルトバーンを被っている。ズボンは迷彩スーツのズボン

### SS短剣
SS勤務短剣（SS-Dienstdolch）は、1933年12月15日にSAの短剣と同時に制定された。黒い鞘と柄の短剣で、刀身にはSSのモットーである「忠誠こそ我が名誉（Meine Ehre heißt Treue）」の文字が刻まれていた。黒服や黒服のコート、「伝統の制服」の着用時に帯刀した。短い黒革の剣吊りによりベルトから吊るして佩用されたが、剣吊りのためにやや斜めに吊り下げられる形となる。1933年から1935年頃の初期の物は刀身の基部にメーカーのロゴが刻印されている。

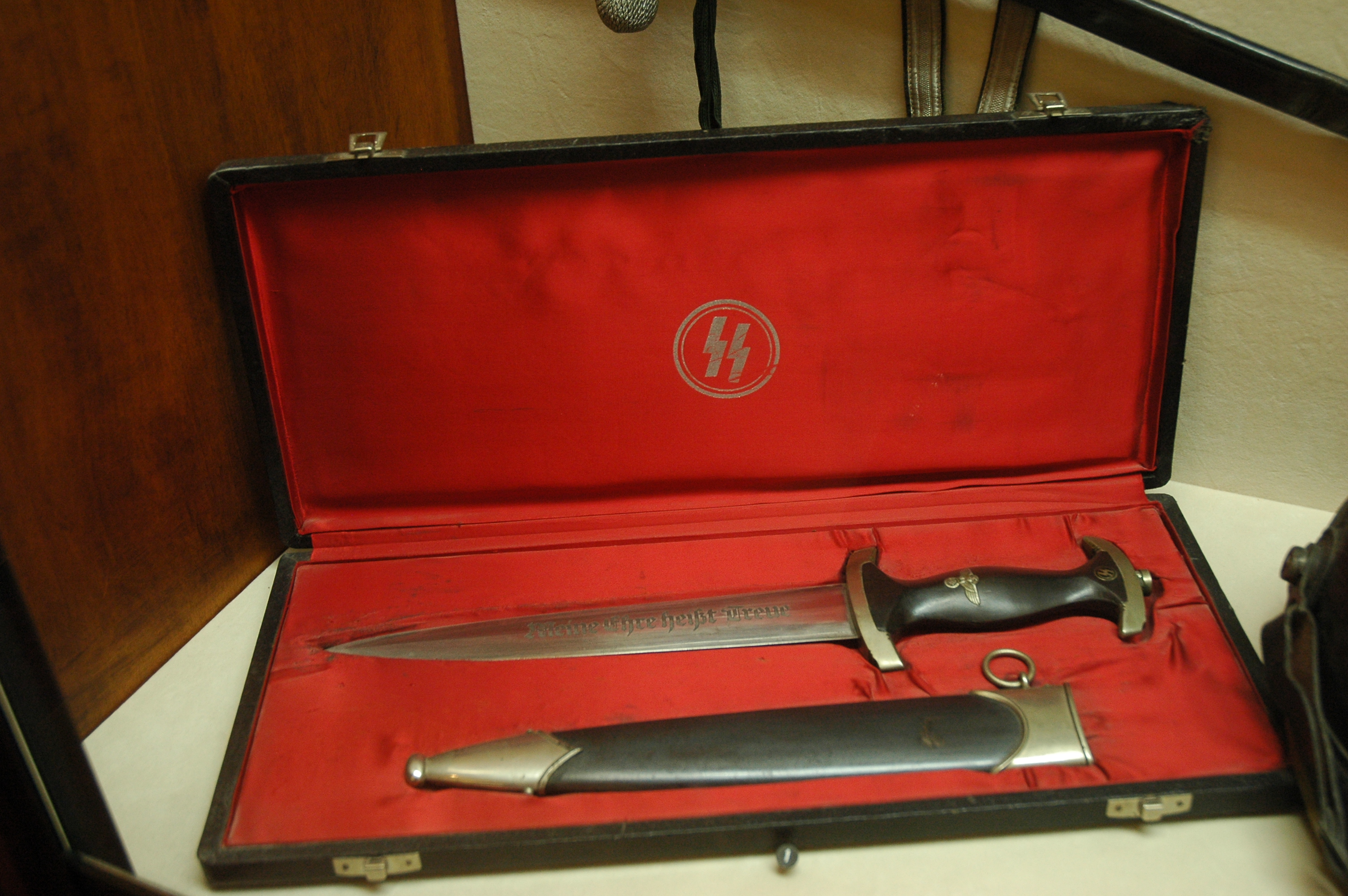
1933年型SS短剣

実際に授与が開始されるようになったのは1934年11月9日からであり、以降毎年11月9日の特別式典の際に見習い隊員が二等兵（正規隊員）に昇格する際に授与された。その費用は自己負担であり、大半の者は分割払いで負担した。
SS短剣はSSの象徴とされたため、授与の許可を受けていない者が個人的に購入することは禁止されており、必ずSS本部を通じて製造元から取り寄せねばならなかった。自分のお金で購入した個人の私物ではあったが、許可なく売ったり、譲渡することは禁止されていた。また懲戒除隊となった者は短剣を返納することが求められた。自己都合や満期の除隊の場合は返納の必要はないが、その場合は携帯資格を認める証明書の発行を求めねばならなかった。1933年短剣は戦時中の1940年9月に製造が中止された。
1936年8月25日にはカール・ディービッチュ博士が新たにデザインした鎖付きの鞘の1936年版短剣が製造された。鞘にはつながったハーケンクロイツの模様が浮き彫りになった銀の佩環にルーン文字と髑髏の図柄が交互に浮き彫りになった銀の金属製の鎖が付いている。鎖はクローバー型の金具につながれ、この金具でベルトまたはポケットリングに留めた。1936年短剣は隊員のうち所持希望者が独自に購入する物だったが、買う者はあまりいなかったという。戦時中の原材料不足から1943年後期に製造中止となった。また終戦まで帯刀禁止となった。
名誉短剣も三種類存在する。1934年2月SA幕僚長エルンスト・レームが古参SS隊員9900人に授与した「レーム短剣」、1934年7月以降にヒムラーがSA粛清の功績者に与えた「ヒムラー短剣」、1936年に制定されたSS高官の誕生日に授与する「誕生日短剣」である。基本的な形状は1933年短剣と同じだが、レーム短剣には刀身の裏に「心からの同志 エルンスト・レーム（In herzlicher Kameradschaft, Ernst Rohm）」という文字が入っていた。長いナイフの夜でレームが粛清された直後の1934年7月4日付けの命令でレームの献辞は消すよう指示があった。ヒムラー短剣には「心からの同志、H.ヒムラー（In herzlicher Kameradschaft, H.Himmler）」という文字が入っており、SA粛清に携わった隊員たちに授与された。

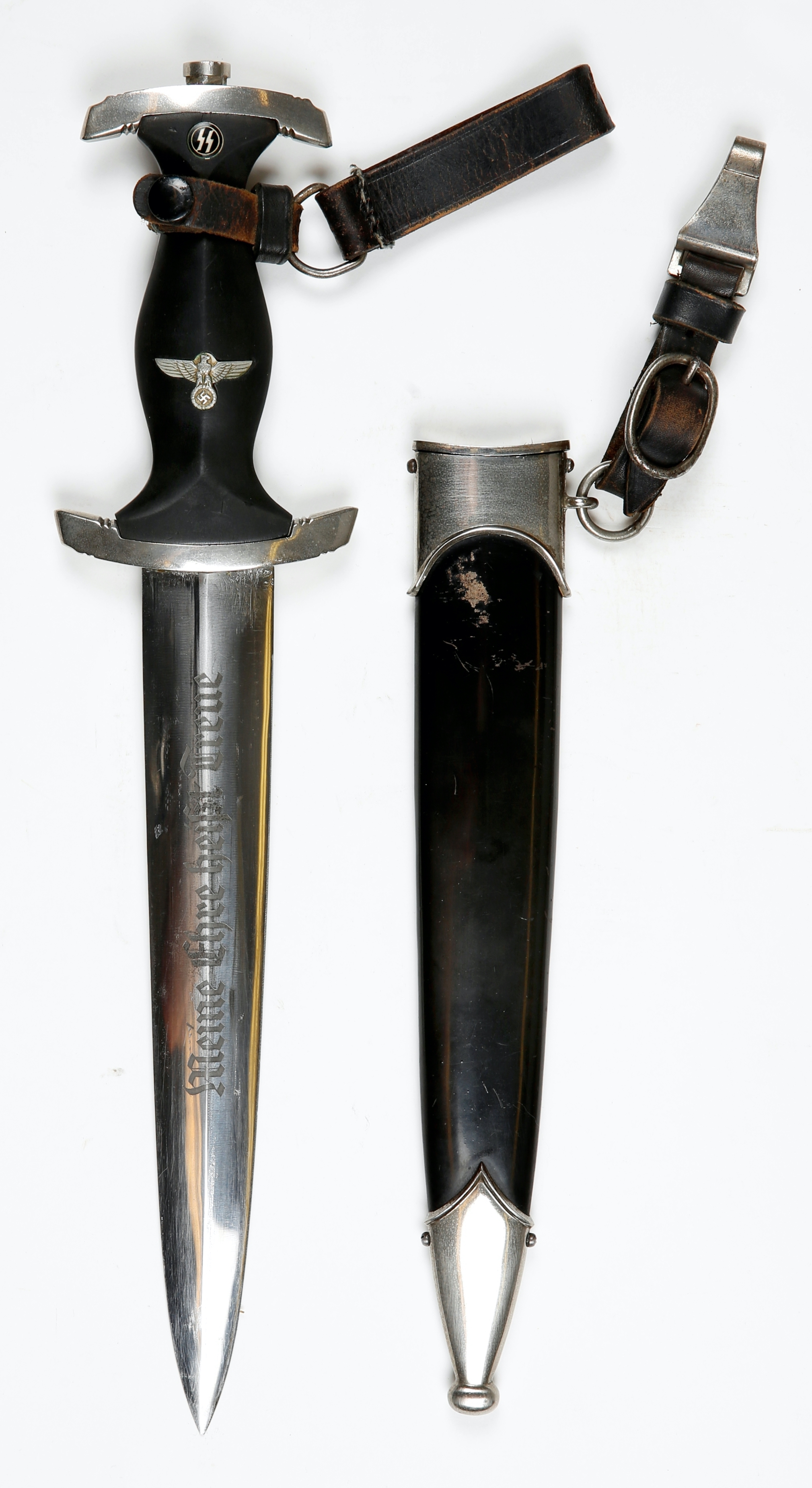
1933年SS短剣と鞘
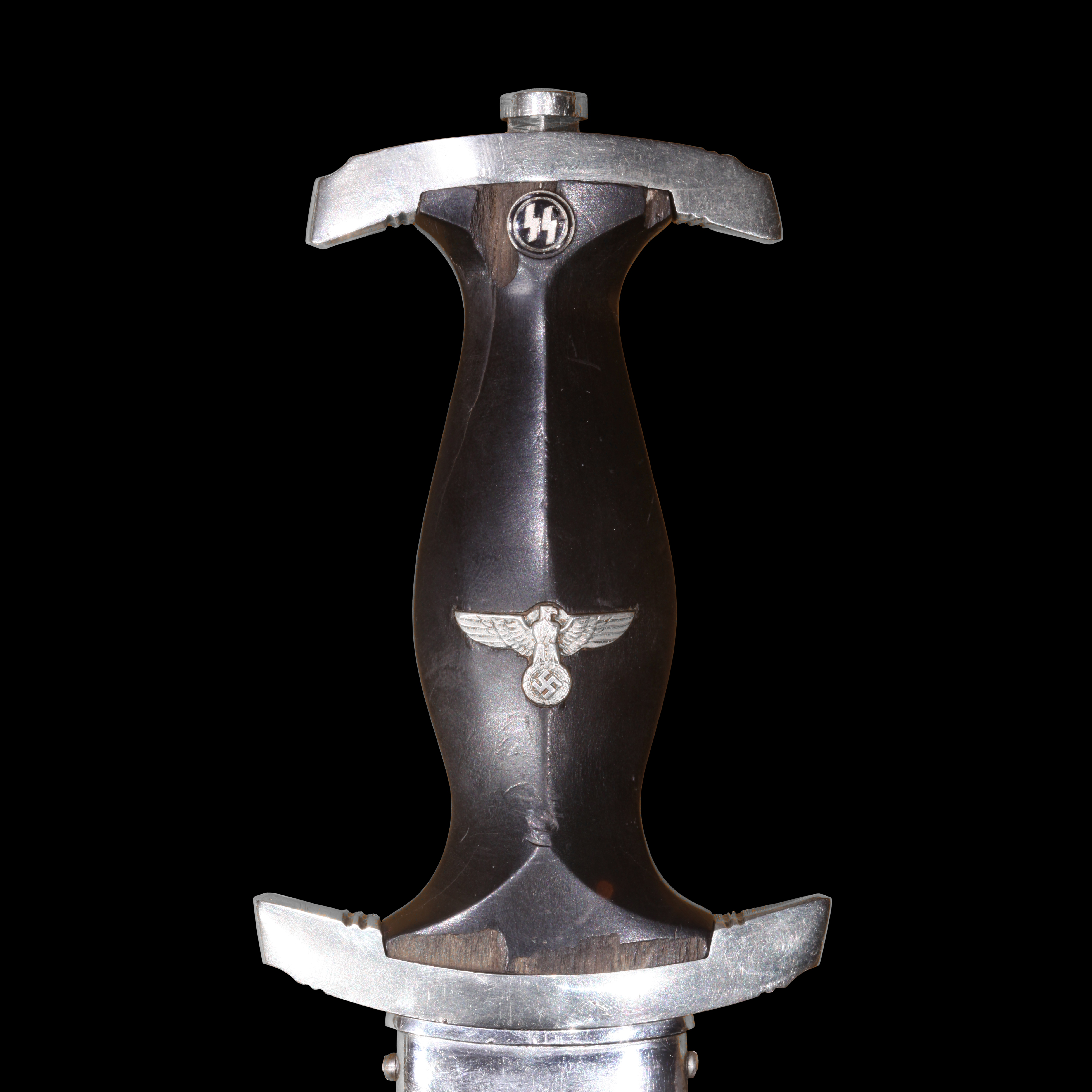
SS短剣の柄。
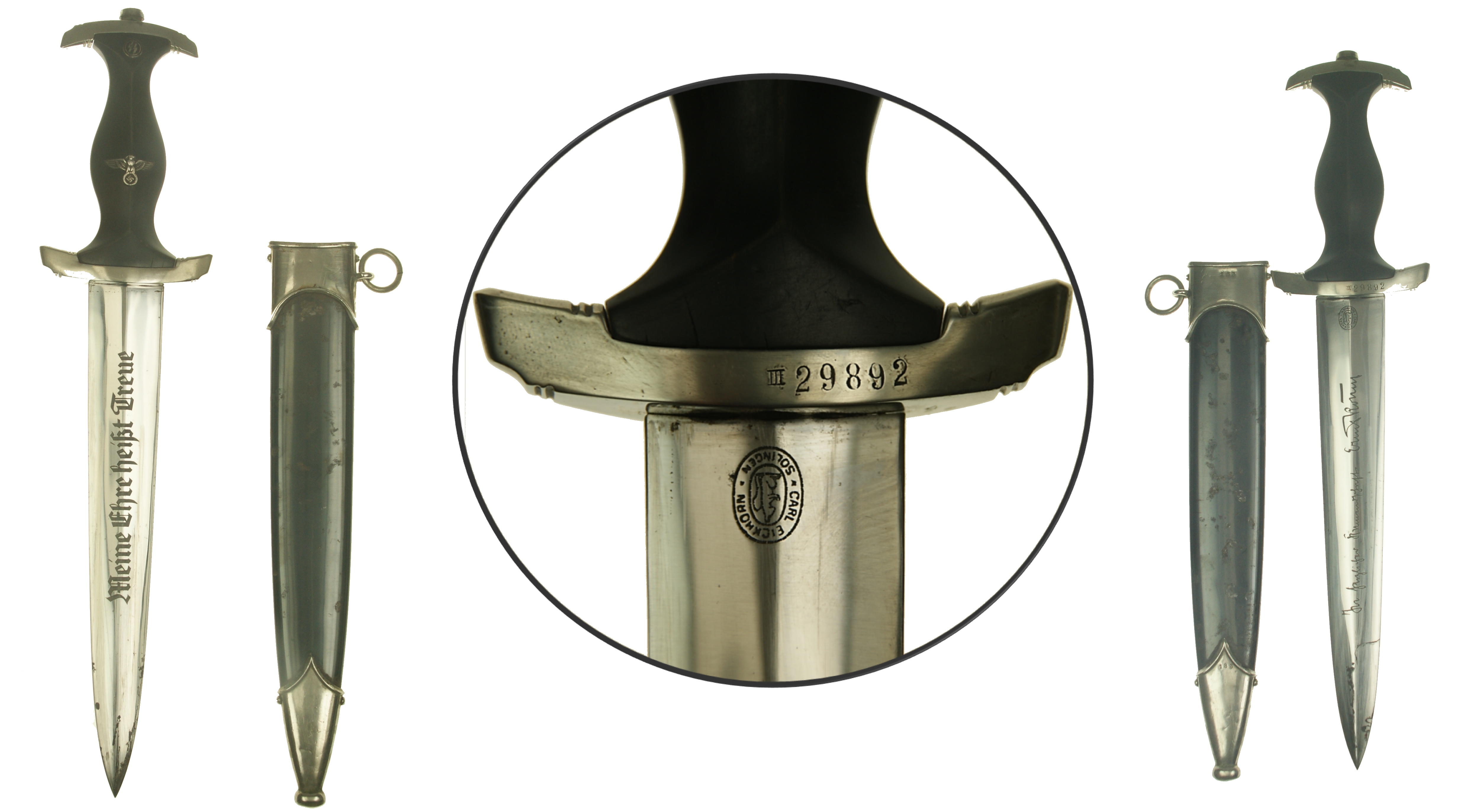
SS短剣。メーカーのロゴが刀身の基部に刻印された初期型。
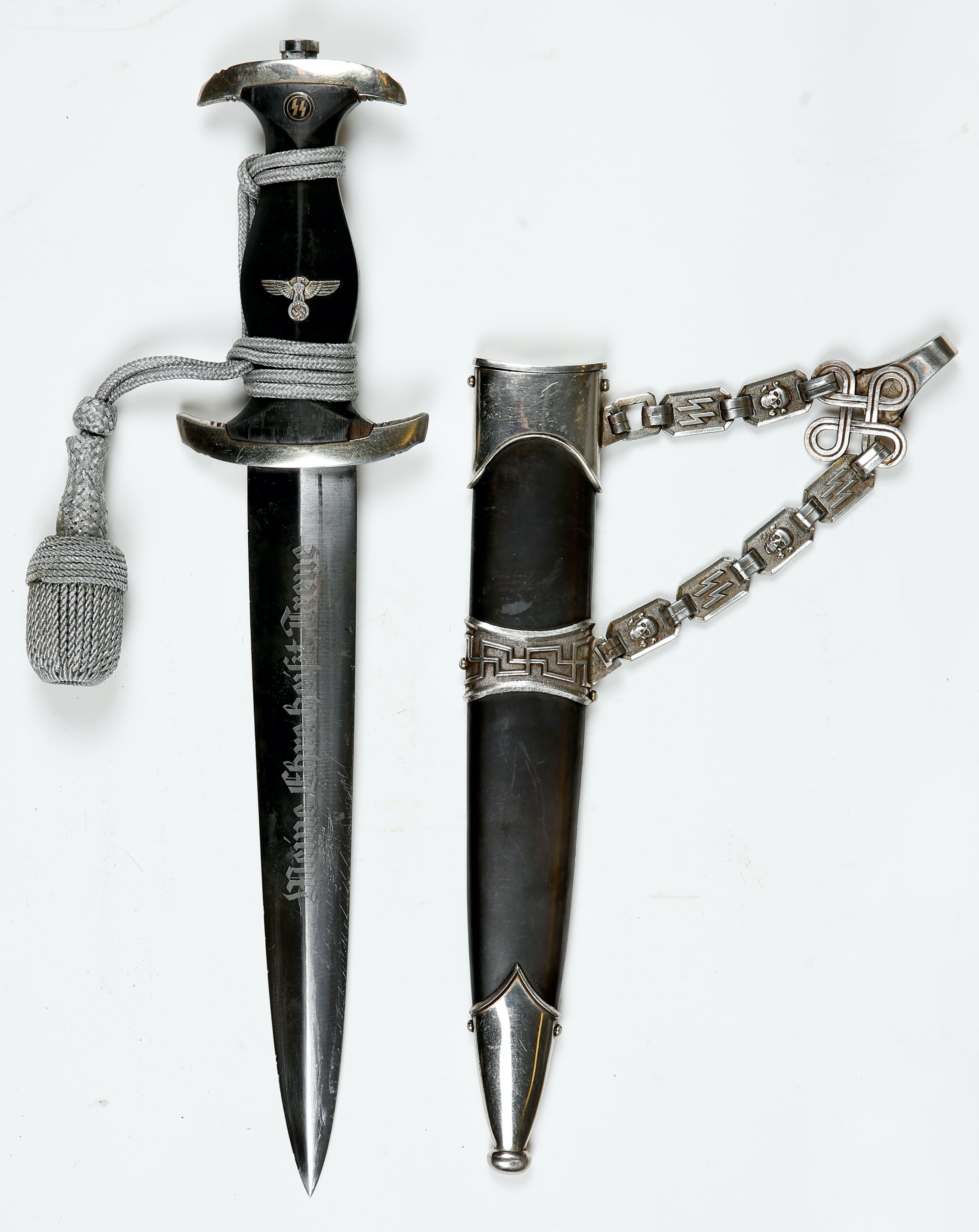
鞘に佩環と鎖が付いた1936年SS短剣
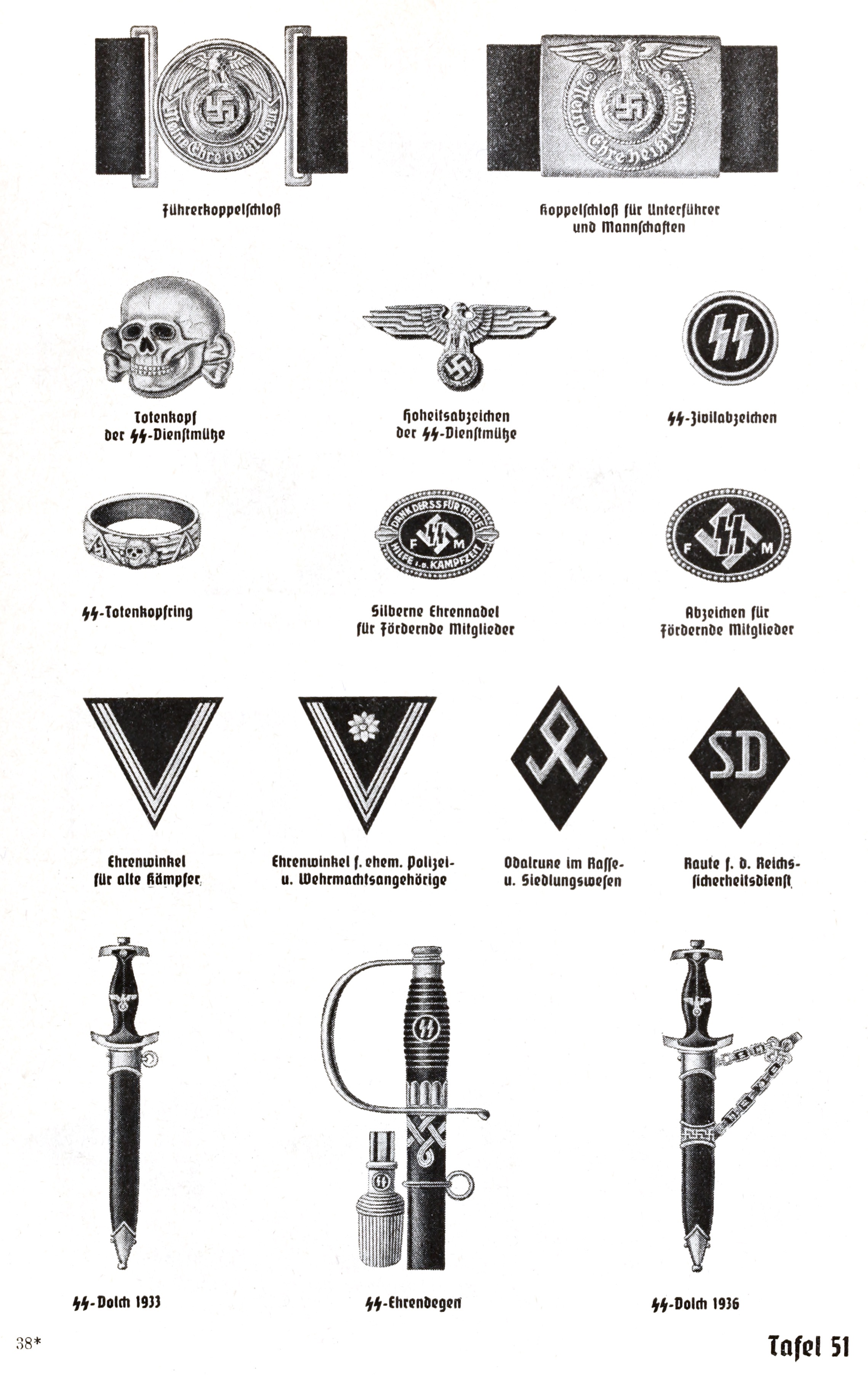
左下に1933年SS短剣。右下に1936年SS短剣の図。

### SS長剣

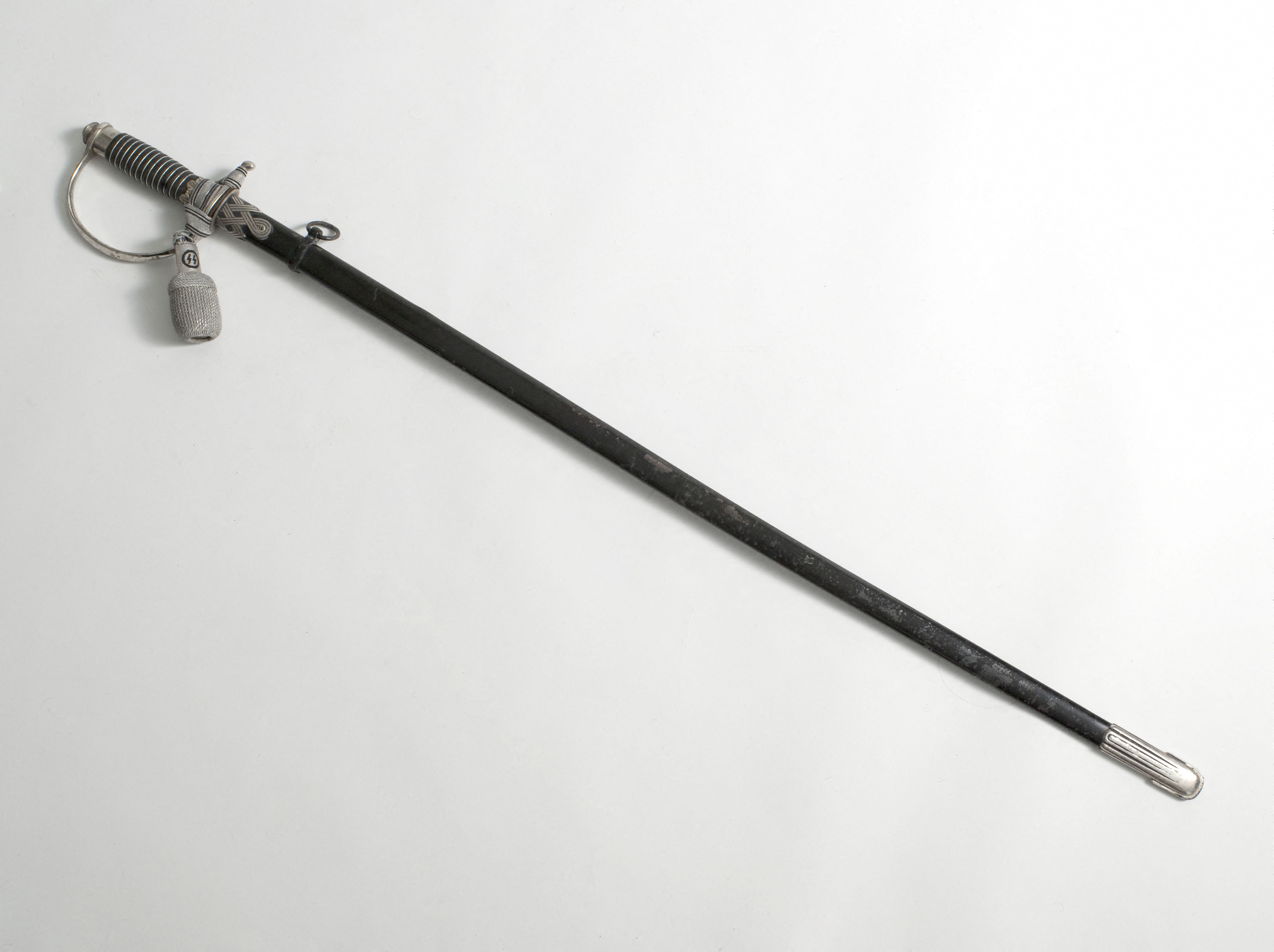
下士官用のSS長剣

SS全国指導者ハインリヒ・ヒムラーは日頃からSS隊員に「騎士道精神」を奨励していた。その象徴の一つが長剣であった。1933年以降、SSの将校と下士官は陸軍と同型のライオンヘッドの柄頭のサーベルを自費で購入して帯刀することを許可された。一連の規定がなかったため様々なタイプが作られたが、陸軍の物との違いとして柄（グリップ）にSSルーン文字が入っていたり、刀身にSSのモットーが刻印されているものが多かった。またヒムラーは金ではなく銀仕上げにすることを希望していた。
しかしヒムラーは不統一な状況に不満を抱き、カール・ディービッチュ博士にSS専用の長剣のデザインを指示し、1935年11月にSSと警察官用の長剣が登場した。将校用は名誉長剣としての制定であり、SS士官学校卒業時に自動的に与えられ、士官学校卒業ではないSS将校にはヒムラーの裁量で与えられた。陸軍型サーベルと比べるとかなりシンプルな形をしており、ワイヤー巻の黒い柄の中央にSSルーン文字の紋章（警察は警察鷲章）が入り、銀の護拳や柄頭のキャップが付き、柄の縁は柏葉デザインだった。黒い鞘の口金物は北欧神話に因む「ヴォータンの結び目」と呼ばれるデザインになっており、鞘の一番下はアールデコ様式の石突が付いていた。護拳の鍔の部分に取り付けられる刀緒は銀のアルミニウム製素材で作られていた。将校用の名誉長剣の授与はヒムラー自身によって行われ、授与者に対して「SS名誉長剣を授く。理由なく剣を抜くことなかれ。名誉なく剣を納むることなかれ（Ich verleihe Ihnen den Degen der SS. Ziehen Sie ihn niemals ohne Not! Stecken Sie ihn niemals ein ohne Ehre!）」と述べる授与式が行われていた。SS全国指導者名誉長剣の写真はここで見られる。
士官候補生用の長剣は1936年に登場した。基本形状は将校の名誉長剣と同じだが、柄の中央にSSルーン文字が入っておらず、代わりに柄頭のキャップの中央にSSルーン文字が浮き出した円形のくぼみがあった。刀緒は銀と黒の物が使われた。
下士官用の長剣も同じく1936年に登場。これは柄がワイヤー巻ではなく、無地の銀の柄頭には中心に黒染した円形の窪みがあり、そこに銀のSSルーン文字が浮き上がっていた。鞘の先に石突がないのも特徴だった。下士官は自分の所属する地区の部隊を通じて簡単にこの剣を購入できた。SS用長剣が登場するとサーベルは次第に使われなくなった。
SS高官や党幹部の誕生日にヒムラーが個人的に贈る誕生日長剣もあった。1939年にヒムラーがヨアヒム・フォン・リッベントロップに送った誕生日長剣には刀身には2つのハーケンクロイツに囲まれて「親愛なる友ヨアヒム・フォン・リッベントロップへ 1939年4月30日 SS全国指導者H.ヒムラー（Meinem lieben Joachim von Ribbentrop zum 30.4.39 - H.Himmler, Reichsfuhrer-SS）」という文字が刻まれていた。
開戦後の1939年12月18日付けの命令で戦争が終わるまで長剣の佩用は禁じられたが、1940年3月28日の命令で修正され、野戦勤務や訓練勤務以外であれば長剣を佩用してよいことになった。

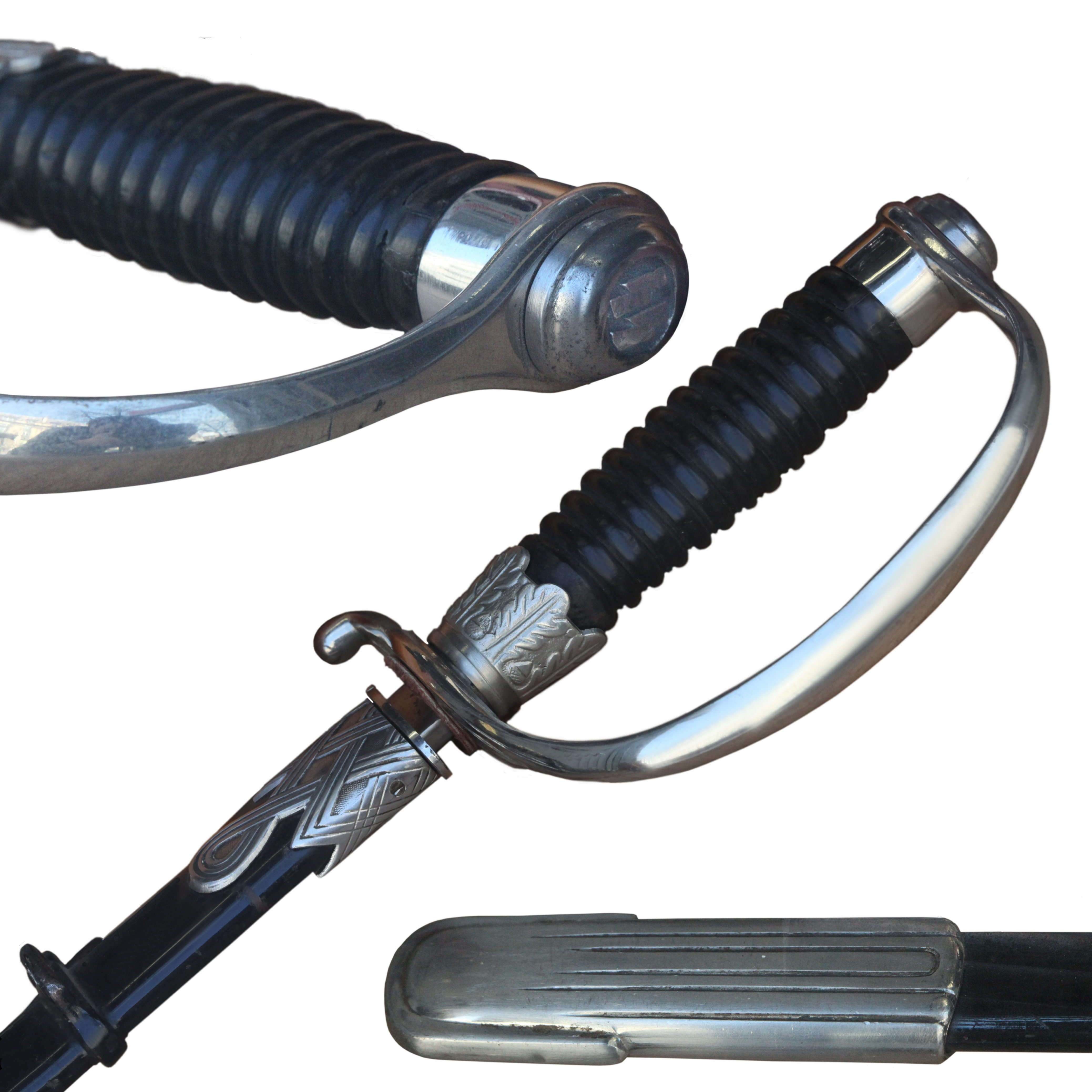
柄がワイヤー巻きでなく、SSルーン文字が柄頭にある下士官用のSS長剣。石突が写っているが、下士官用には石突は付かない。
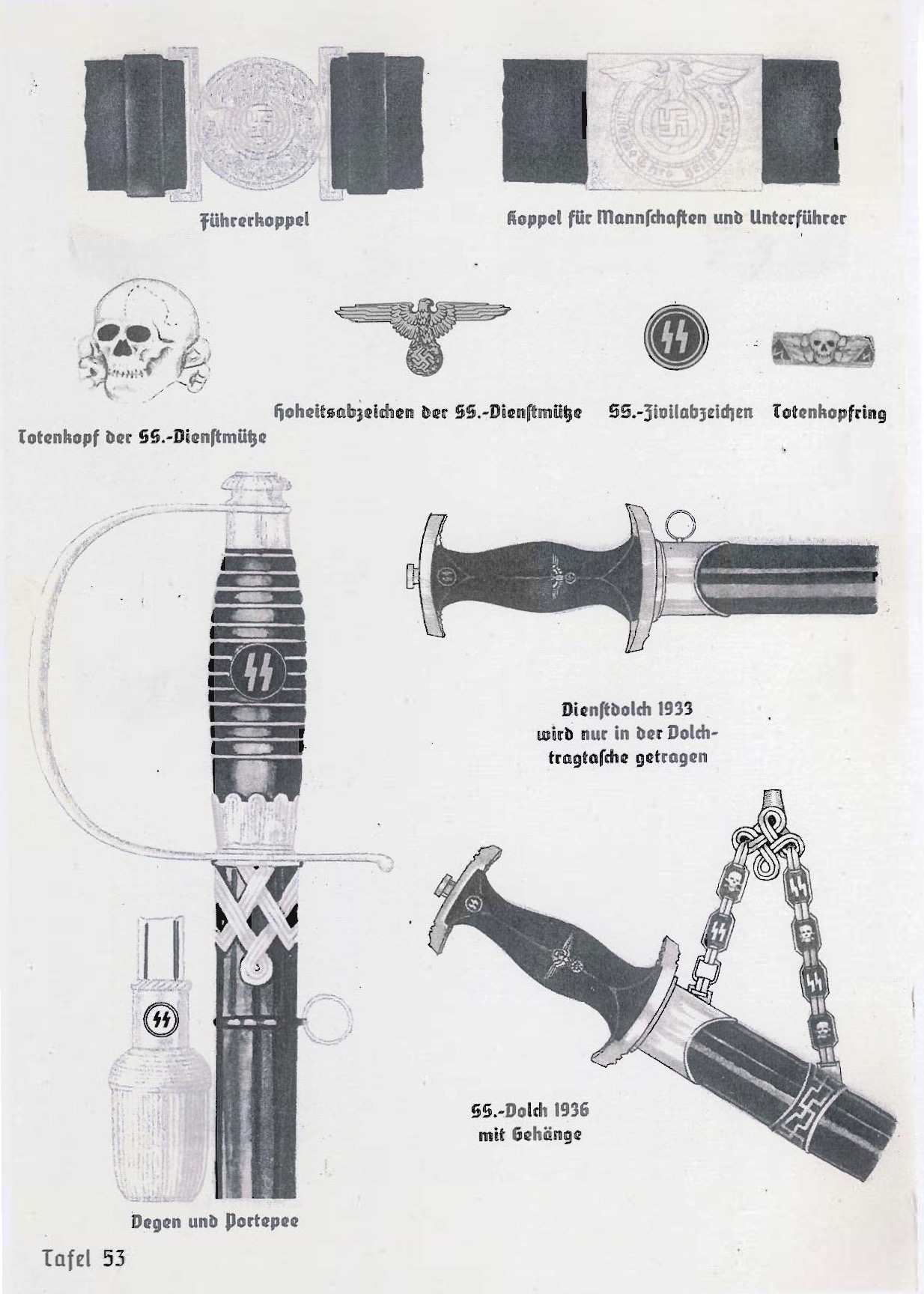
左下が将校用の名誉長剣。
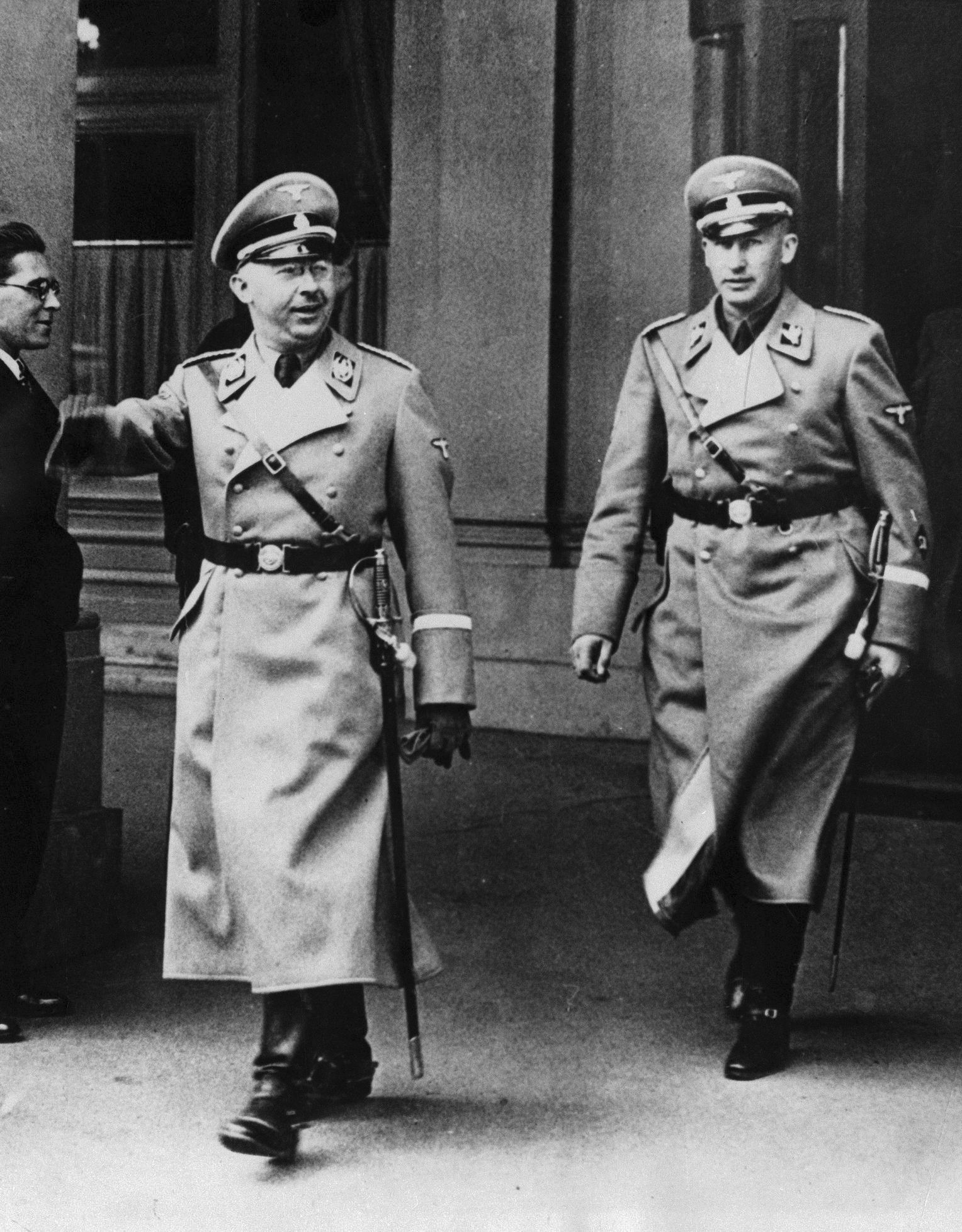
名誉長剣を帯刀しているヒムラーSS全国指導者とハイドリヒSS中将

### SS髑髏リング
1934年4月に制定された髑髏をかたどった指輪。正式名称は親衛隊名誉リングという。始めは古参党員用の指輪だったが、後に基準が緩められて3年以上SSに勤務した将校は事実上だれでも持てるようになった。左手薬指にはめる事を定められていた。

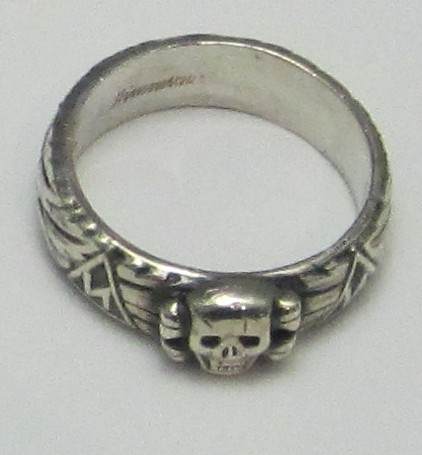
髑髏リング
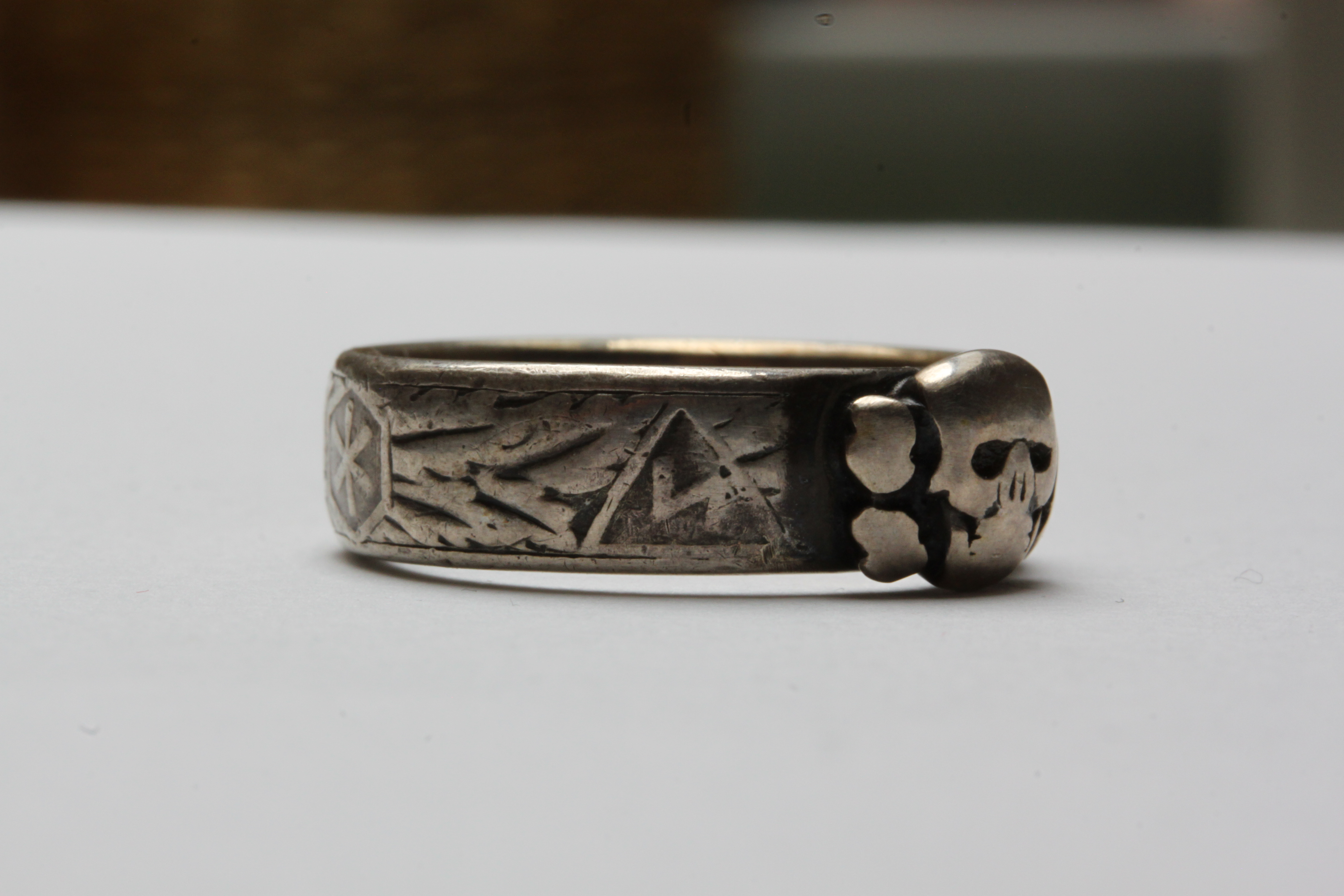
髑髏リング